# Église Saint-Maclou de Conflans-Sainte-Honorine
Pour les articles homonymes, voir Église Saint-Maclou.
L’église Saint-Maclou est une église catholique paroissiale située à Conflans-Sainte-Honorine, en France. Ses parties les plus anciennes remontent au deuxième et troisième quart du XIIe siècle. Une autre thèse avance une origine de la fin du Xe siècle, ce que corroborerait son vocable "Saint-Maclou" donné par l'évêque de Paris, suzerain du lieu. Ce sont la nef basilicale, la base du clocher central et certains éléments de la première travée du chœur. Ces parties sont de style roman tardif, comme le montrent les chapiteaux sculptés autour de la base du clocher notamment, ainsi que la voûte d'ogives archaïque de cette même travée. Cependant, les piles cantonnées de multiples colonnettes, la modénature évoluée, le recours aux voûtes d'ogives pour les parties orientales, et l'emploi systématique de l'arc brisé, annoncent déjà l'architecture gothique. Lors de la restauration de l'église à partir de 1995, les voûtes en plâtre et briquettes néo-gothiques de la nef et des bas-côtés ont été supprimées et les plafonds lambrissés en forme de voûte en berceau remis au jour, de sorte que l'église Saint-Maclou donne maintenant une bonne illustration de ce furent les églises de la période dite de transition. De cette période, de la seconde moitié du XIIe siècle, date aussi le clocher avec sa flèche de pierre cantonnée de quatre lanternons ; il a dû être reconstruit à l'identique après avoir été endommagé par la foudre, en 1927. Après la création supposée de la paroisse de Conflans-Sainte-Honorine, au début du XIIIe siècle, l'église a été agrandie par l'adjonction de deux croisillons et de deux chapelles latérales au nord et au sud du clocher et du chœur. Elle a encore été prolongée vers l'est, et en partie reconstruite, après la guerre de Cent Ans, au début du XVIe siècle notamment, dans le style gothique flamboyant. De part et d'autre d'une abside à cinq pans, on a ajouté des petites chapelles carrées, celle du sud étant dédiée à la Vierge Marie, et celle du nord, d'abord à Saint-Nicolas, patron des bateliers, puis, au début du XIXe siècle, à Sainte-Honorine. Ce vocable vient du prieuré qui se situait, jusqu'à la Révolution française, à l'est de l'église, sur le terrain du Musée de la batellerie et qui possédait peut-être la première église chrétienne de l'agglomération. Longtemps négligée, l'église Saint-Maclou a été classée aux monuments historiques par arrêté du 18 octobre 1993, et bénéficié de plusieurs campagnes de restauration depuis, en particulier en 2000, 2005, 2010, 2021 (remise en place du mobilier déplacé durant les travaux, réfection d'estrades, remise de l'allée centrale de la nef...). L'actuelle municipalité élue en 2014 puis réélue en 2022, envisage de restaurer la base des vitraux éclairant le bas-côté sud ayant été cassés en juin 1944 par un V1 tombé dans l'île de Conflans, face à l'église.
L'église Saint-Maclou fait partie du secteur paroissial du Confluent, et des messes dominicales y sont célébrées chaque dimanche matin.

## Localisation

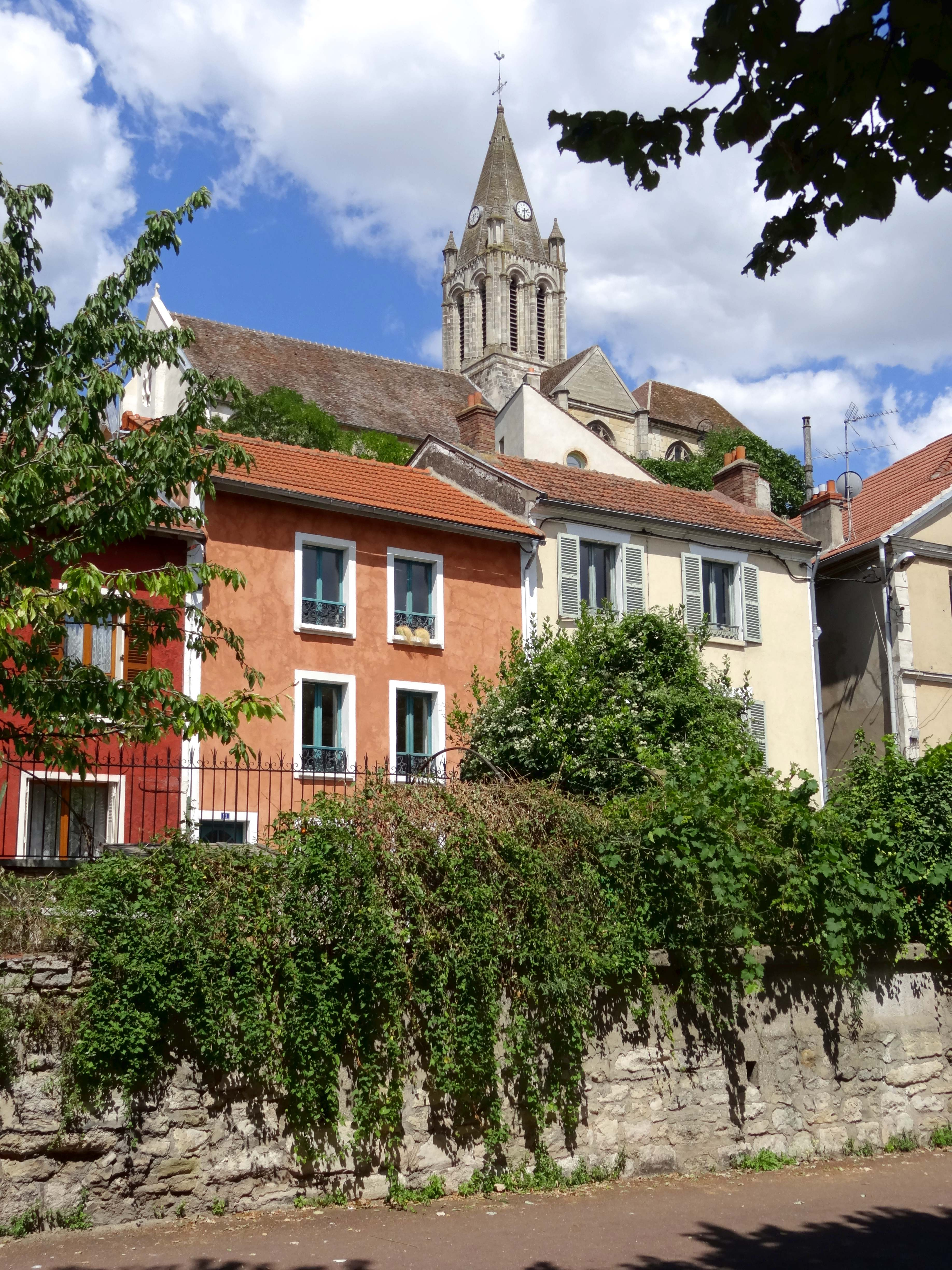
Vue depuis le quai des martyrs de la Résistance.

L'église est située en France, en région Île-de-France et dans le département des Yvelines, sur la commune de Conflans-Sainte-Honorine, au centre-ville, au sommet d'un coteau calcaire formé de couches superposées qui domine la Seine d'une quarantaine de mètres. Le fleuve coule à une soixantaine de mètres au sud. Selon Roselyne Bussière, le site « à l'écart et au-dessus des habitants » favorise des « processions spectaculaires ». À l'ouest, à peine deux cents mètres plus loin, la tour Montjoie, tour carrée du dernier quart du XIe siècle, marque la chute du plateau vers la place Fouillère, centre névralgique de la vieille ville, dont l'hémicycle s'ouvre sur la Seine. Plus proche encore, à l'est, le château du Prieuré, ancien logis abbatial, évoque le souvenir du prieuré Notre-Dame de Conflans- où résidèrent les Bénédictins issus de l'abbaye du Bec-Helluin- et de la sainte patronne de la ville, sainte Honorine. L'édifice accueille aujourd'hui le musée de la Batellerie. Avec ce voisinage, l'église est ainsi bien insérée dans le paysage monumental de la bourgade dont elle constitue l'élément le plus remarquable. Avec le presbytère au nord du chœur de l'église et son jardin clos de murs qui s'étend devant le chevet, elle forme un petit îlot urbain à elle seule. Le bas-côté nord, la façade occidentale et toute l'élévation sud donnent directement sur la voie publique. La place de l'Église, de dimensions généreuses, s'étale à l'ouest et au nord du bas-côté nord, où elle est agrémentée d'arbres et invite au repos. La place Jules-Gévelot, à l'est, s'insère entre le jardin du presbytère et la grille du château du Prieuré avec son parc. Des ruelles relient les deux places par le nord et par le sud, où la rue prend l'allure d'un chemin de ronde surmontant le dédale de ruelles qui descendent vers les quais, dont la rue de la Procession depuis la place Jules-Gévelot en direction du sud-est.

## Historique

### Les origines et le vocable

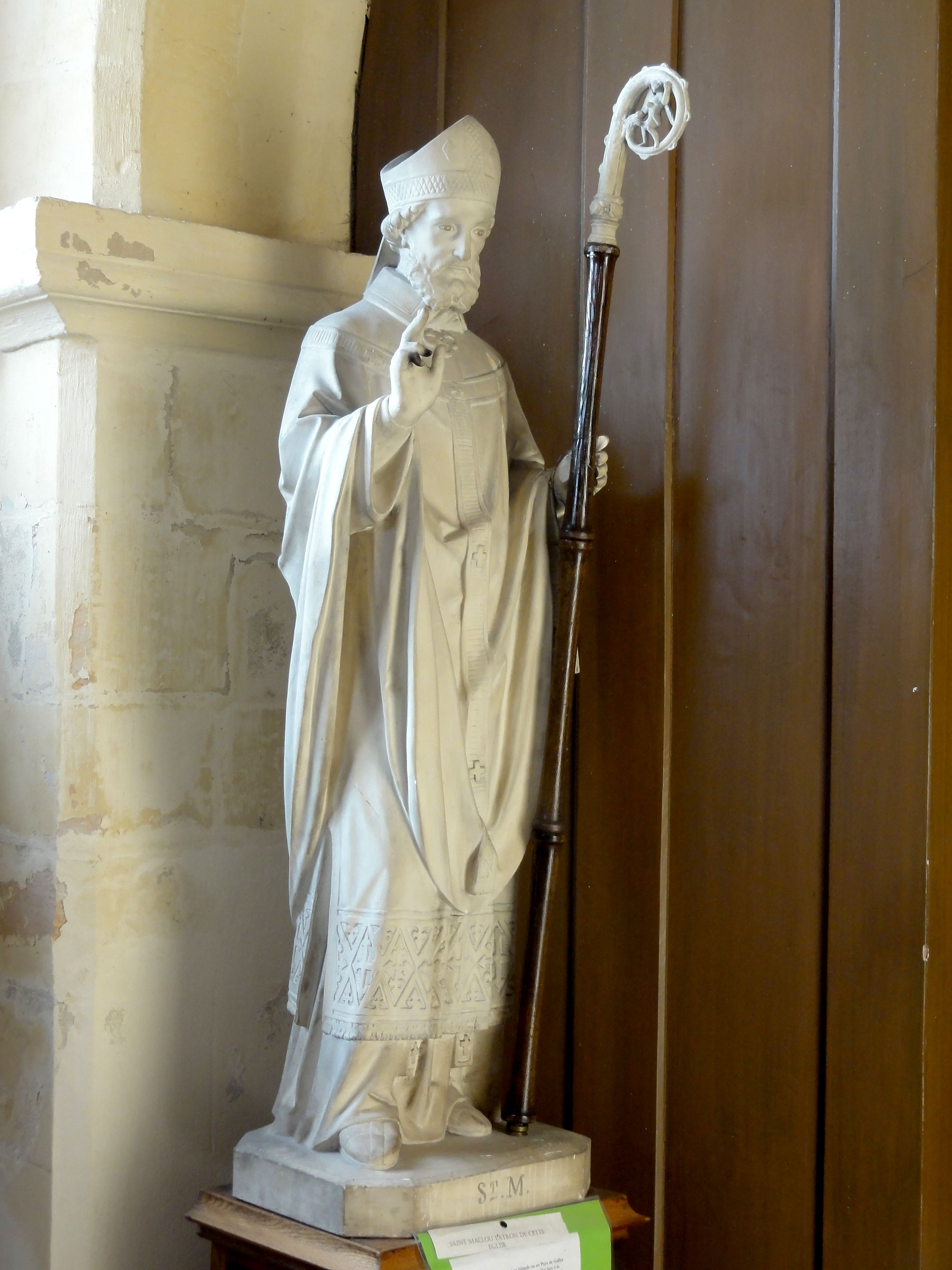
Statue de saint Maclou.(La crosse photographiée a encore été dérobée. Celle de 2018 est visible actuellement).

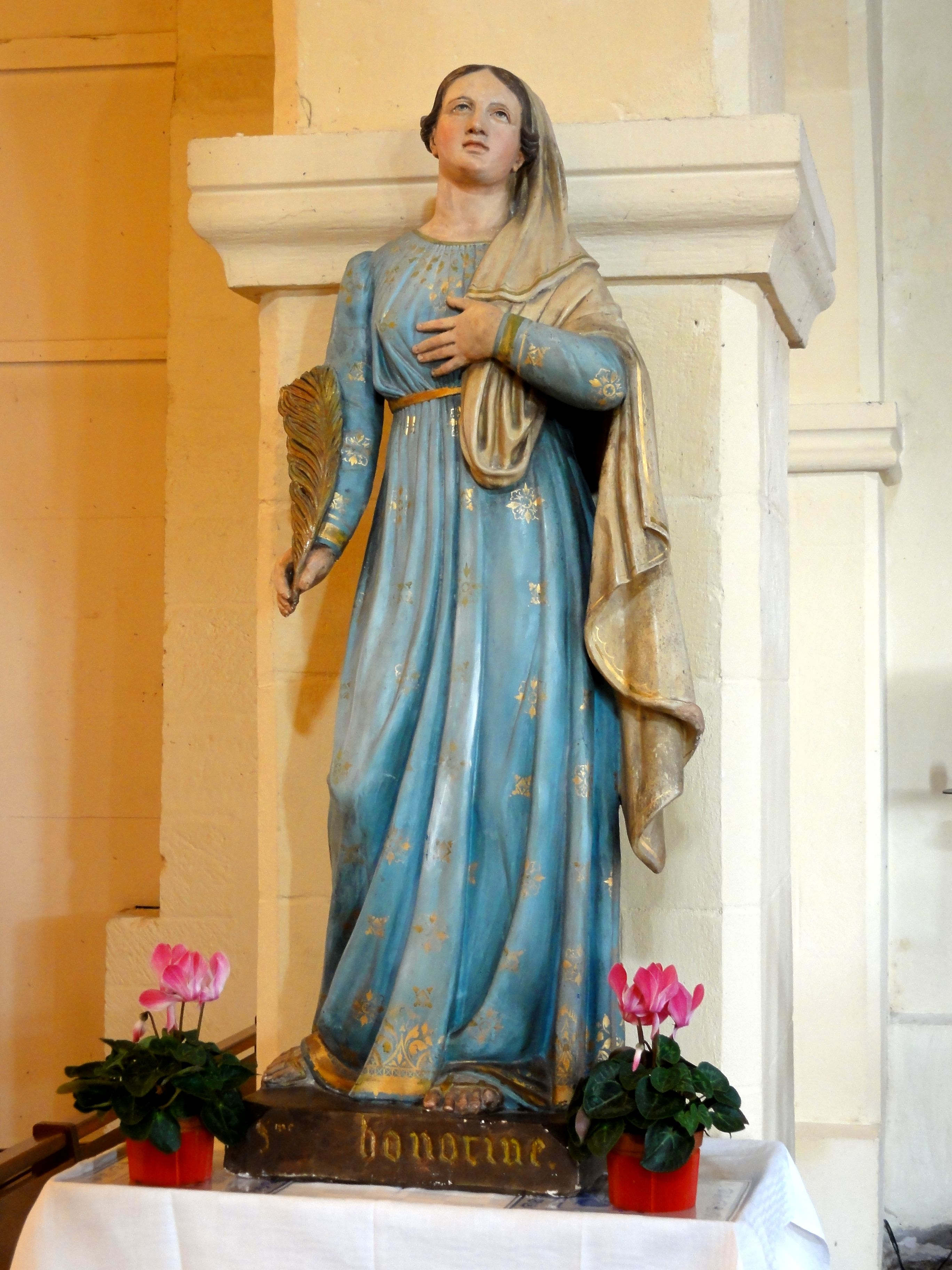
Statue de sainte Honorine, 1866.

Conflans-Sainte-Honorine est au Moyen Âge un "poste d'observation" confié par l'évêque aux comtes de Beaumont qui y édifient un premier château de bois. Sa population est longtemps très modeste (en 1470, après la guerre de Cent Ans, on ne compte que quarante habitants, sachant que la contrée d'alentour de Pontoise avait été désertée par ses habitants du fait des proches combats). L'on ignore tout sur les origines de la paroisse. Le premier édifice de culte qui laisse des traces écrites dans les archives est en tout cas une chapelle dédiée à Notre-Dame des Ardents, qui précède l'église du prieuré. Elle existe du temps du règne de Charles III le Simple (898-922), et reçoit alors, probablement en 876, les reliques de sainte Honorine en provenance de Graville. Au XIe siècle - voire en fin du Xe selon certains - les comtes de Beaumont, seigneurs de Conflans-Sainte-Honorine, font édifier une église plus spacieuse, et invitent par une charte de 1080 des moines de l'abbaye du Bec à s'y installer : c'est la fondation des bâtiments du prieuré et de son église, que l'on peut dater autour de 1082. En 1086 ou 87, les reliques de sainte Honorine sont en effet transférées dans la nouvelle église, en la présence de l'abbé Anselme du Bec, futur archevêque de Cantorbéry  et élevé ensuite sur les autels et Geoffroy de Boulogne, évêque de Paris. L'église priorale est dédiée à sainte Honorine et ses reliques font l'objet d'une forte dévotion populaire pendant des siècles. Il est probable, même si les sources ne fournissent pas de renseignements sur le sujet, que le service paroissial est assuré par l'un des religieux du prieuré dès sa fondation. Quoi qu'il en soit, il ne faut pas confondre l'église Sainte-Honorine avec l'église paroissiale Saint-Maclou actuelle, qui comporte au nord du chœur une chapelle Sainte-Honorine (anciennement dédiée à saint Nicolas). La première se situait à l'est de la dernière, sur le domaine de l'actuel parc du prieuré, et a été démolie en 1751 car menaçant ruine. Elle a été remplacée dès l'année suivante par une autre église implantée un peu plus au nord.
Contrairement à ce que l'on observe quasi systématiquement dans les paroisses qui comportent un prieuré ou une abbaye, le collateur de la cure n'est en l'occurrence pas l'abbé du Bec (qui aurait sinon été le curé primitif de Conflans). Cette particularité s'explique certainement par l'important domaine que les évêques de Paris possèdent à Conflans, et qu'ils tiennent, selon l'abbé Lebeuf, de Charles le Simple ou Charles le Chauve. Conflans-Sainte-Honorine appartient ainsi au diocèse puis archidiocèse de Paris, à l'archidiaconé de Paris et au doyenné de Montmorency (c'est au lendemain de la Révolution française qu'intervient le rattachement au nouveau diocèse de Versailles, correspondant alors au département de Seine-et-Oise). La cure est à la nomination du chancelier de l'évêque de Paris, et non à l'évêque lui-même, ce qui est également une particularité. L'abbé Lebeuf n'a pas pu identifier l'évêque qui fut à l'origine de ce privilège pour son dignitaire. Il précise en revanche que le chancelier devait rendre foi et hommage à son évêque pour les revenus qu'il avait à Conflans, faute de quoi l'évêque pouvait saisir ces revenus, comme il arriva le 10 février 1431. L'abbé Vital Jean Gautier situe la création de la paroisse au XIIe siècle. En l'absence de sources écrites, il se fie certainement à la datation de l'église, dont la base du clocher et la première travée du chœur peuvent être datées du deuxième quart du XIIe siècle. Roselyne Bussière, en 2005, situe également la fondation de la paroisse au XIIe siècle. Cependant, comme le précise le dossier d'Inventaire, la nef de l'église pourrait remonter à la fin du XIe siècle-voire un siècle plus tôt- comme le prouveraient les piles rectangulaires des grandes arcades et les modillons romans cachés dans les combles des bas-côtés.Notons toutefois que l'église primitive ne comprenait que la nef dont les murs sud et nord ont été surélevés lors de la création ultérieure des bas-côtés. Les "piliers" ne sont donc que les restes de ces anciens murs excavés. Curieusement, et à cause du désaxement  à partir de l'arc occidental  soutenant le clocher, les "piliers" sud sont progressivement décalés vers l'est (environ 30 cm pour les deux derniers) — Le patron de la paroisse est saint Maclou,. Sainte Honorine est vénérée en l'église Saint-Maclou depuis la fin des troubles révolutionnaires, quand le prieuré fut supprimé et les reliques cachées pour éviter leur profanation ; elles furent ensuite remises à la paroisse au tout début du XIXe siècle.

### Les campagnes de construction de l'église

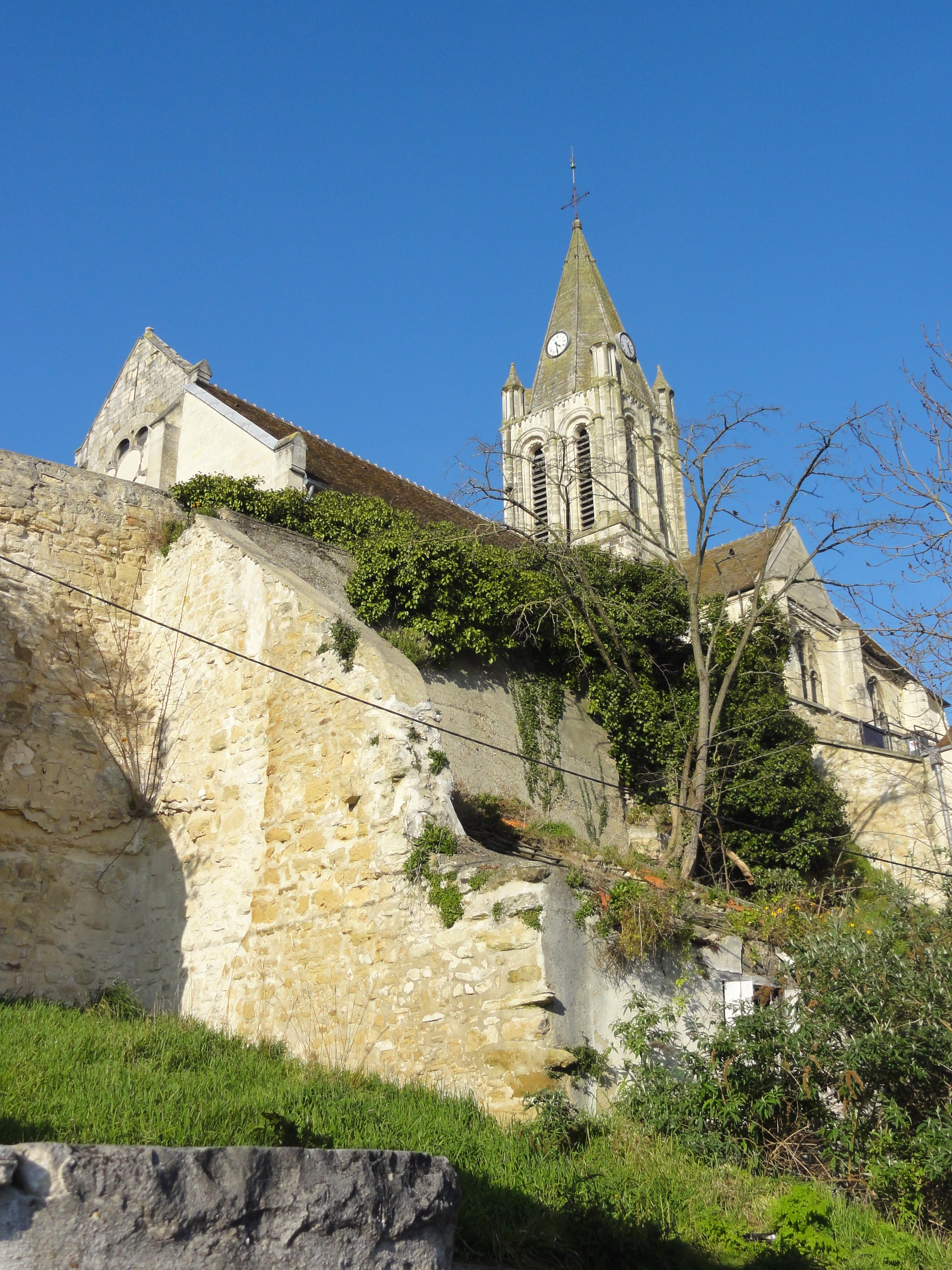
Vue depuis le sud-ouest ; au 1er plan, le rempart.

Étant donné la proximité de l'église du prieuré Saint-Honorine, qui est en même temps liée au pouvoir féodal par les libéralités des comtes de Beaumont, il est à peu près certain que l'église Saint-Maclou, à usage exclusivement paroissial, soit le premier édifice du culte à l'endroit actuel. La substance de l'église primitive est donc en bonne partie conservée. Cependant, les agrandissements successifs des parties orientales et les remaniements imputables aux dommages subis pendant la guerre de Cent Ans ont fait évoluer son aspect, ainsi qu'en dernier lieu, l'élargissement des bas-côtés. Selon le dossier d'Inventaire, la nef aurait été pourvue de bas-côtés dès le départ, ce qui est sous-entendu par la mention des piles rectangulaires. En se basant sur ces piles ainsi que sur les modillons de la corniche, Roselyne Bussière, rédactrice de la notice d'Inventaire en 2002, suggère une construction à la fin du XIe siècle, datation qu'elle maintient trois ans plus tard. Le dossier d'Inventaire ne contient aucune photographie des modillons romans -photographiés cependant lors des travaux de démolition des fausses voûtes. Quant aux piles, elles sont munies de tailloirs moulurés et supportent des grandes arcades en tiers-point, qui ne font leur apparition qu'au second quart du XIIe siècle : à la fin du XIe siècle, toutes les arcades sont en plein cintre. Puisque la base du clocher et la première travée du chœur datent justement du second quart du XIIe siècle, il serait judicieux de vérifier la datation des modillons. Sinon, les tailloirs et arcades devraient être considérés comme le résultat d'une reprise en sous-œuvre, et il faudra se poser la question d'un sanctuaire primitif à l'emplacement de la base du clocher roman. Probablement, les tailloirs et le tracé en tiers-point des arcades ont échappé aux auteurs de la notice d'Inventaire. Quoi qu'il en soit, il faut rejeter l'hypothèse de l'adjonction postérieure de bas-côtés avec « arcades pseudo-gothiques se terminant par des piliers carrés avec chapiteaux sommaires » formulée dans une notice diffusée localement. Dans le cadre de la description dans le chapitre ci-dessous, il sera possible de rapprocher la nef avec des constructions similaires du XIIe siècle.
La base du clocher représente, comme à l'accoutumée dans la région, le centre du plan de l'église et tient lieu de croisée du transept. Or, rien ne permet à l'état des connaissances actuelles d'affirmer qu'un transept existait avant le XIIIe siècle : c'est de cette époque que datent les chapiteaux de crochets des croisillons et de la première travée des chapelles latérales du chœur (en partie perdus lors du revoûtement au début du XVIe siècle du côté sud, mais tous conservés au nord). Parmi les quatre arcs-doubleaux autour de la croisée du transept, seulement deux arcades, à savoir l'arc triomphal ouvrant depuis la nef et l'arcade orientale vers le sanctuaire, prennent appui sur des chapiteaux romans. Dans le chœur, des chapiteaux romans subsistent dans les quatre angles (trois dans les angles près du clocher, un seul dans les angles près du sanctuaire). Le revoûtement de la première travée du chœur, en même temps que des deux travées au sud déjà mentionnées, a conduit à la perte des chapiteaux du côté est. On peut donc imaginer que le chœur se terminait après la première travée par un chevet plat, ou bien se poursuivit par une abside voûtée en cul-de-four, comme à Fontenay-Saint-Père, Parnes, Saint-Clair-sur-Epte et Tessancourt-sur-Aubette. Tel est donc le plan de l'église Saint-Maclou pendant la deuxième moitié du XIIe siècle : un nef flanquée d'étroits bas-côtés servant uniquement de couloirs de circulation, une base de clocher prenant le jour sur l'extérieur, et un chœur rectangulaire peut-être prolongé par une abside. D'autres exemples d'églises à clocher central initialement (ou toujours) dépourvues de croisillons dans la région sont Arthies, Auvillers, Brignancourt, Gadancourt, Gouzangrez, Marquemont, Merlemont (commune de Warluis), Omerville, Reilly, etc.

Plan supposé de l'église après le premier agrandissement, milieu XIIIe siècle.

Le premier agrandissement de l'église intervient à la période gothique, moins d'un demi-siècle après l'achèvement. La campagne porte sur la construction de deux croisillons au nord et au sud de la croisée du transept, et de deux chapelles au nord et au sud de la travée droite du chœur (et pas seulement au nord, puisque l'arcade du côté sud présente bien des chapiteaux de cette époque). Certains chapiteaux, à savoir les petits chapiteaux dans l'angle sud-est du croisillon nord et dans l'angle sud-ouest de la chapelle latérale sud, sont encore placés sous l'influence de l'art roman et se rattachent au style gothique primitif de la deuxième moitié du XIIe siècle : on y voit des feuilles d'angle bipartites très stylisées, amorties par des petites volutes. Les autres chapiteaux, s'ils ne sont pas revêtus de feuilles polylobées, affichent des volutes plus épanouies, souvent qualifiées de crochets, et se rattachent au style gothique « classique » des premières décennies du XIIIe siècle. L'église se compose désormais d'une nef flanquée de deux étroits bas-côtés, et de trois vaisseaux à deux travées du côté du sanctuaire. Les bas-côtés sont reliés aux croisillons par d'étroits passages dont il ne reste plus de traces.
Le deuxième agrandissement de l'église intervient à la période gothique flamboyante, et inclut des remaniements et réparations en réponse aux dégâts infligés par la guerre de Cent Ans. Même si l'on n'a pas connaissance d'une destruction partielle de l'église, le défaut d'entretien a dû finir par fatiguer la substance. C'est ainsi que l'on peut expliquer la reconstruction des voûtes de la travée droite du chœur, du croisillon sud et de la première travée de la chapelle latérale sud. L'agrandissement proprement dite porte sur l'abside à cinq pans, qui se substitue peut-être à une abside romane plus petite, ainsi que sur la chapelle Saint-Nicolas (devenue chapelle Sainte-Honorine après la Révolution française) et la chapelle de la Vierge au sud. Si l'abside et les deux chapelles paraissent parfaitement homogènes à l'extérieur, le caractère sommaire des étroites arcades qui font communiquer la partie droite avec les chapelles donne à penser que celles-ci n'étaient pas prévues dans le projet initial. Il se peut également que les arcades ont été reprises en sous-œuvre ultérieurement. En jugeant d'après le profil des nervures des ogives, Roselyne Bussière date la campagne de construction flamboyante du XVe siècle dans la notice d'Inventaire de 2002, puis se corrige et indique le début du XVIe siècle dans l'édition imprimée de 2005. L'ordre du déroulement des travaux n'est pas connu. Cependant, si la logique voudrait de commencer par le remplacement des voûtes défaillantes du début du XIIIe siècle, l'on note que les remplages des fenêtres des deux travées revoûtées au sud reflètent un style plus tardif, avec des arcatures trilobées dilatées s'inscrivant dans des arcatures en plein cintre. Il est, bien sûr, possible que les réseaux des fenêtres soient postérieurs aux voûtes (années 1520-1550).
Quant à l'élargissement des bas-côtés, il est susceptible de remonter à la même époque que les travaux dans les parties orientales. Les deux fenêtres en façade présentent un remplage de type gothique flamboyant. Les fenêtres latérales, dépourvues de remplage (à l'instar de la baie de la chapelle Sainte-Honorine) sont également en tiers-point. Des guides de voyage antérieurs à l'installation des voûtes néo-gothiques, comme par exemple Les environs de Paris illustrés d'Adolphe Joanne en 1857, disent que la nef et les bas-côtés sont en ogivees, mais que les voûtes auraient été refaites en berceau, et que les lattes ne seraient même pas recouvertes de plâtre. Pour clore, il reste à signaler l'oratoire de deux travées très basses, voûtées d'ogives, au nord de la première travée de la chapelle latérale nord. Cette annexe, qui a pu être prévue comme sacristie ou caveau familial, dépourvue de fenêtres, présente des nervures de voûtes au profil prismatique aigu caractéristique de la période flamboyante. Elle est donc globalement contemporaine des autres extensions évoquées ci-dessus. Curieusement, l'Inventaire n'en tient pas compte. La sacristie qui s'ouvre à l'est de l'oratoire est en revanche une construction relativement récente, contemporaine de l'agrandissement, dans les années 1860, de l'ex-chapelle Saint-Nicolas.

### Remaniements et restaurations modernes

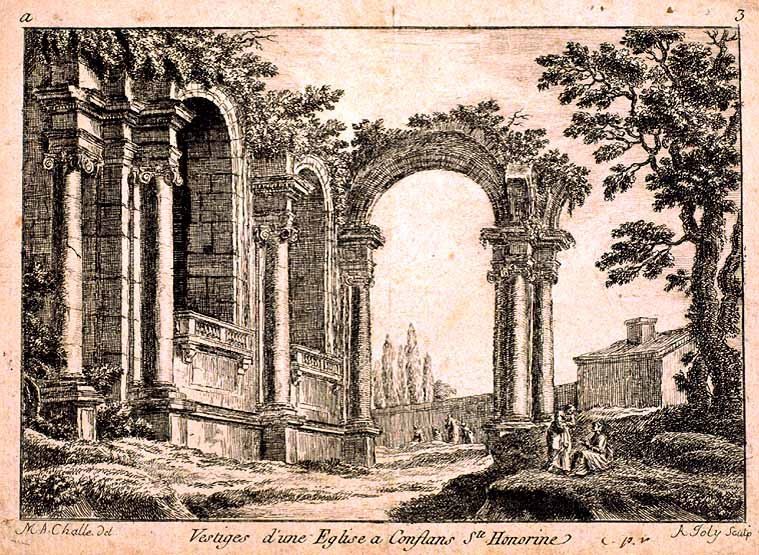
Ébauche du chœur Renaissance, vers le milieu du XVIIIe siècle.

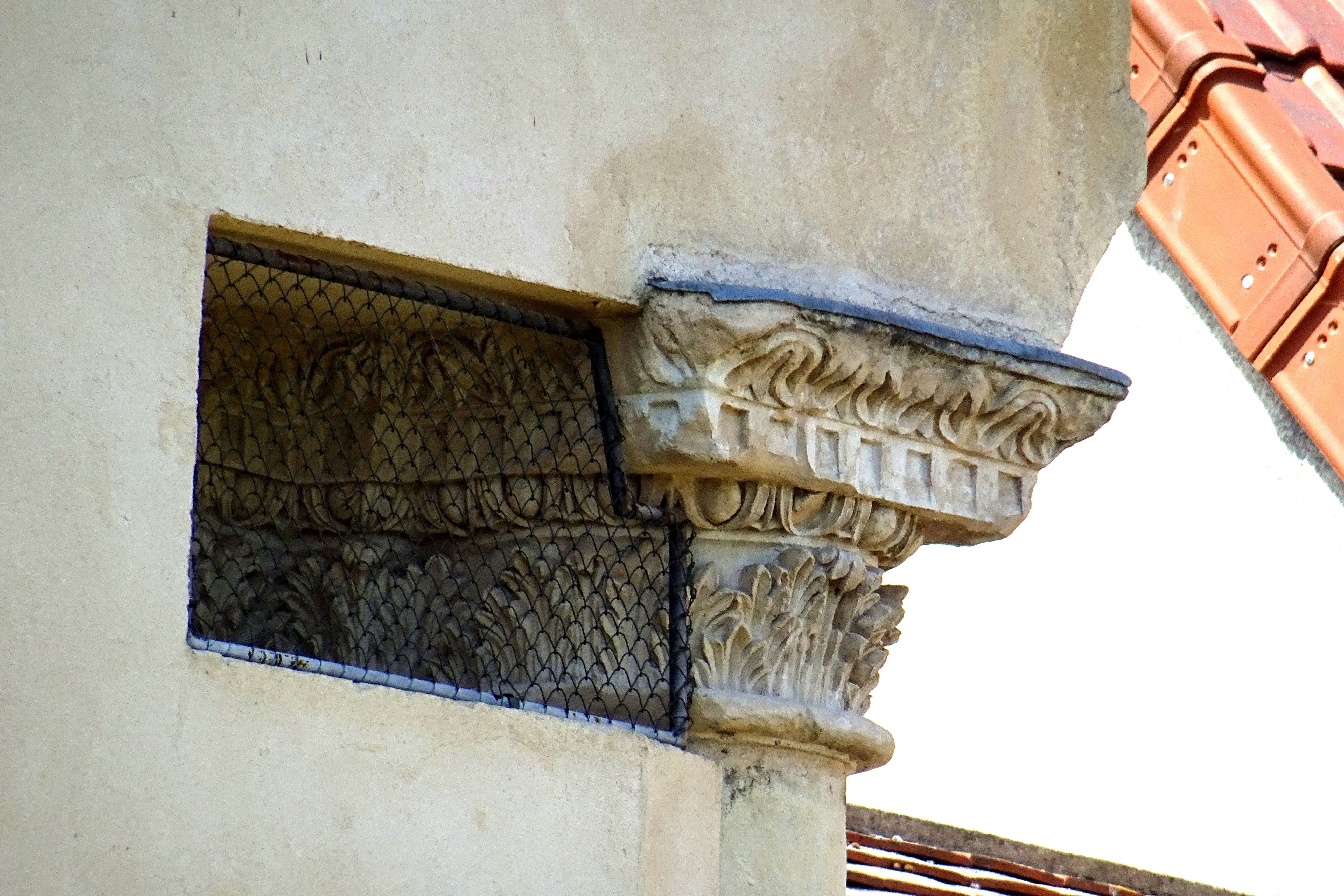
Chapiteau Renaissance des années 1550 à l'angle nord-est.

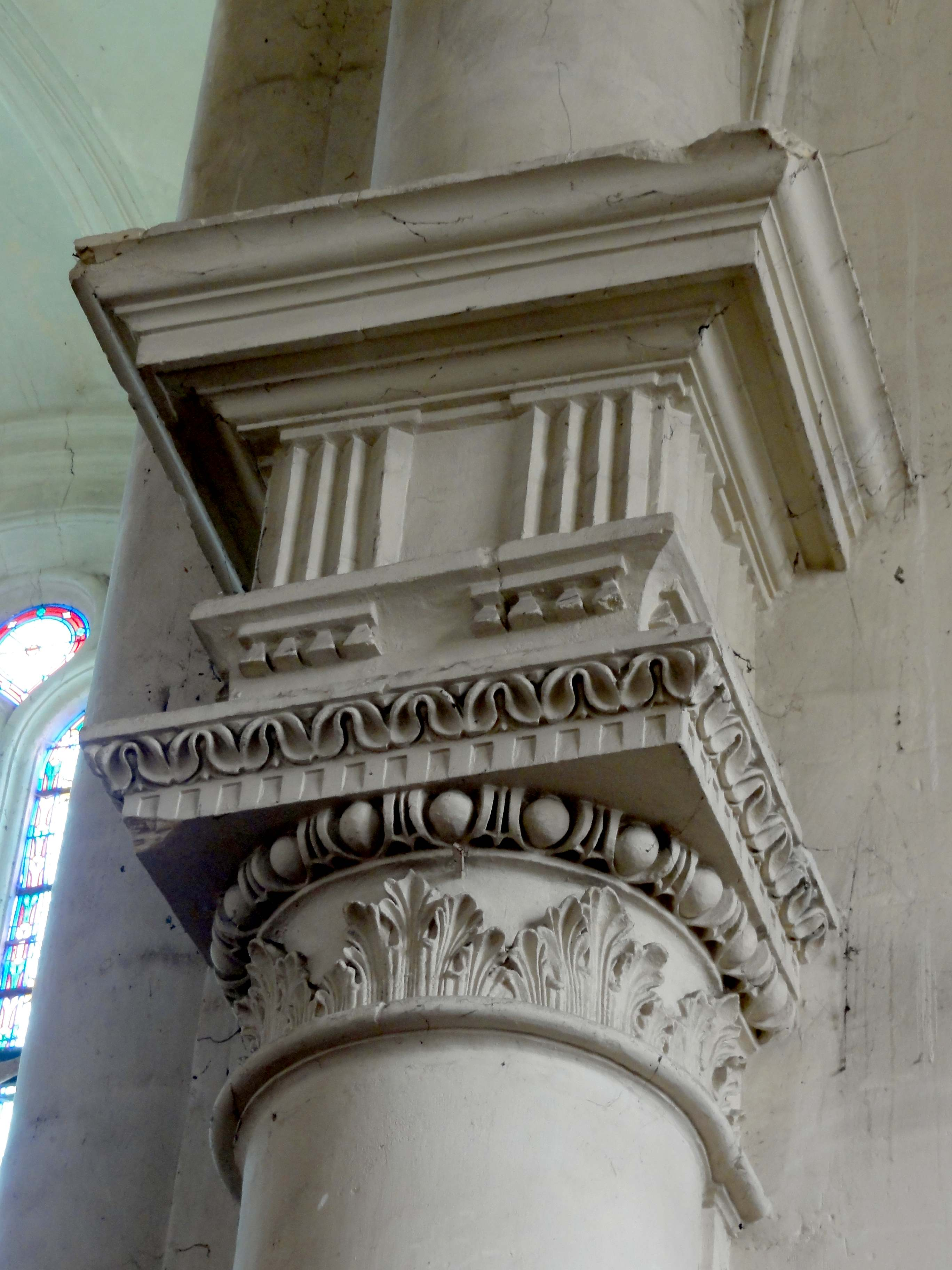
Homologue de ce chapiteau dans l'église de Maffliers.

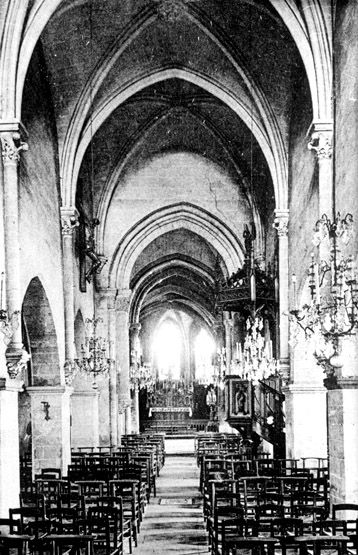
La nef avec les voûtes néo-gothiques, vers 1900.

L'abbé Lebeuf rapporte vers 1755 : « Derriere ce sanctuaire se voyent les commencemens d'un nouveau chœur et d'un nouveau sanctuaire dans un goût d'Architecture qui ressent le règne de François I ou d'Henri II. On dit que MM. de Montmorency avoient eu dessein d'y faire une de leurs sépultures ; leurs armes y sont sur une porte ». Le projet est connu par une gravure réalisée d'après un dessin de Charles-Michel-Ange Challe et par une colonne avec chapiteau engagé dans l'angle nord-est de la chapelle Sainte-Honorine,. Le chapiteau, atypique, a toutefois des homologues à Jouy-le-Comte (arcades vers le bas-côté nord), Maffliers (arcades vers les chapelles latérales) et Villiers-Adam (chœur et collatéral sud). Les exemplaires de Maffliers sont datables de 1554-1556 grâce à des textes. Dominique Foussard considère ces chapiteaux comme une variante de l'ordre dorique. La frise est revêtue de feuilles d'acanthe à faible relief ; des rais de cœur et des dards se profilent dans l'échine ; et la corniche est ornée d'un rang de denticules ébauchées, et d'un rang de feuilles doubles délimitées par des successions d'hémicycles enchevêtres, les uns ouverts vers le haut, les autres ouverts vers le bas. Manque à Conflans la section d'entablement qui surmonte les chapiteaux de ce type dans les autres églises ; il y a en revanche un dosseret sculpté de la même manière. Patrice Molinard a photographié le chapiteau Renaissance avant 1948 pour le service des Monuments historiques. Lors d'une campagne de restauration au début du XXIe siècle, d'autres chapiteaux plus profondément enfoncés dans le mur ont été remis au jour à gauche de l'exemplaire déjà connu. Les autres vestiges auraient été démolis en 1798 et les pierres vendues.
Après la Révolution, un état estimatif des réparations à faire signale que le grand comble est en mauvais état, que le mur pignon de la chapelle Saint-Nicolas [aujourd'hui Sainte-Honorine] menace ruine et que les vitraux d'un bas-côté sont à refaire. La toiture commune à la nef et aux deux bas-côtés doit donc exister depuis longtemps à cette époque pour que le comble soit en si mauvais état, et l'élargissement des bas-côtés n'est donc sûrement pas intervenu au XVIIIe siècle. Il ne paraît pas logique que Roselyne Bussière écrive pourtant en 2005 que ce fut probablement pendant la première moitié du XIXe siècle que la nef et les bas-côtés furent dotés d'une charpente unique. Mais la charpente a dû être refaite à cette époque. Adolphe Joanne, de passage vers la première moitié des années 1850, observe un porche en ruine devant le portail.
C'est en 1857 que le curé, l'abbé Lefèvre, commence la restauration et décoration de l'église dans le but d'en faire un lieu de pèlerinage. Les premières étapes sont la réfection du mur du bas-côté nord, à partir de 1860 et l'édification de la nouvelle sacristie, en 1861. Ensuite, l'abbé Lefèvre fait remplacer les boiseries du XVIIIe siècle et la plupart des stalles par des éléments néogothiques. Sous la surveillance de l'architecte Poittevin, il fait installer une tribune d'orgue dans la première travée de la nef, qui obture la rosace occidentale. Pour le moment, la nef et les bas-côtés sont encore recouvertes de charpentes lambrissées décrivant des voûtes en berceau. En 1870, le conseil de fabrique décide de munir la nef de fausses voûtes d'ogives en briques et plâtre, en faisant appel à l'entrepreneur Heurteaux dont le procédé est alors à la mode. Ces travaux sont exécutés sous l'abbé Valet qui arrive en 1871. Les voûtes bouchent les fenêtres hautes de la nef. Un porche est érigé devant le portail occidental en 1873. Cela provoque une lettre du ministre qui critique ces aménagements récents qui altèrent l'architecture de la nef. (Néanmoins, le même procédé est encore appliqué en l'église d'Andrésy à partir de 1873). Une inspection est demandée à l'architecte Eugène Millet, et son rapport est très sévère, notamment en ce qui concerne la restauration de la façade. Il critique aussi les vitraux à bas prix exécutés pour la fabrique [par la maison Ména]. Pour lui l'église ne présente plus assez d'intérêt pour être protégée. Le baron Ferdinand de Guilhermy, déjà passé en 1865, écrit en 1880 : « Nous apprenons, au dernier moment, que l'église de Conflans a subi récemment une prétendue restauration de plâtre et de mauvaises peintures. Le tombeau, dont nous venons de faire mention sous le n° DCXLV [celui de Mathieu IV de Montmorency], a été retiré comme incommode et mis au rebut hors de l'église. La statue qui le surmontait est relevée contre un pilier. Une couche d'asphalte tient lieu de dallage; on a fixé contre, les parois des collatéraux ce qu'il y avait de mieux conservé des tombes autrefois posées sur le sol. La Commission des monuments historiques s'est justement élevée contre cette mutilation fâcheuse d'un monument digne d'intérêt ».
Il n'est, pour la fabrique, plus question de retirer les voûtes néo-gothiques. Elle réagit toutefois, assez tardivement, aux critiques des experts en faisant abaisser le plancher de la tribune d'orgue, en 1897. La rosace peut ainsi être dégagée, et la sonorité de l'orgue s'en trouve améliorée. Ces travaux sont coordonnés par l'architecte Girardin. Le 10 mai 1923, la foudre s'abat sur le clocher de l'église. En vue de sa reconstruction, l'édifice est inscrit à l'inventaire supplémentaire des monuments historiques le 10 juillet 1926. L'année suivante, le clocher est reconstruit à peu près à l'identique par Étienne Ruprich-Robert, architecte des Monuments historiques et fils et petit-fils d'architectes en chef des monuments historiques (Gabriel Ruprich-Robert et Victor Ruprich-Robert). L'édifice est finalement classé au titre des monuments historiques par arrêté du 18 octobre 1993. Il nécessite maintenant des travaux de restauration de grande ampleur qui ne peuvent être financés qu'avec le concours de l'État. Vers 1985, le mur du bas-côté sud qui se déportait un peu vers la petite rue est entièrement repris en sous-œuvre par une poutre de béton  reposant sur des puits s'enfonçant de 16 mètres dans le sol jusqu'à une couche dure de roche. Les voûtes de la nef et des bas-côtés, beaucoup plus lourdes qu'annoncé par l'entrepreneur Heurteaux, ont occasionné de graves désordres de structure et menaçaient de s'effondrer. On décida donc de les supprimer, avec l'ensemble des supports et les arcades néo-gothiques vers les croisillons du transept et de restituer les plafonds lambrissés antérieurs. Les fenêtres hautes de la nef sont ainsi dégagées, mais seulement à l'intérieur, car la largeur actuelle des bas-côtés ne permet plus d'abaisser suffisamment leurs toitures pour dégager les fenêtres à l'extérieur. Les travaux démarrent en 1995. Des cloisons de bois sont installées à la fin des bas-côtés et de la nef, et vont diviser l'église en deux parties pendant vingt-cinq ans. Les cloches cessent de sonner, car la base du clocher est elle aussi fragilisée. Elle est consolidée et restaurée après l'achèvement des travaux à l'intérieur de la nef. Les travées gothiques sont nettoyées. Le porche néo-gothique est restauré lui aussi. En 2019, toutes les tâches ne sont pas encore accomplies : le mobilier du chœur est à restaurer, ainsi que l'intérieur de l'abside et des deux chapelles. Par rapport à ce qui est déjà accompli, ce ne sont que des travaux mineurs et le curé, le père Arnaud Gautier, s'est investi pour que les moteurs mettant les cloches en branle soient enfin réparés voire changés et que les voix d'airain puissent de nouveau résonner dans l'éther conflanais. Puis encore, pour que les cloisons provisoires soient supprimées avant les fêtes de fin d'année. C'est chose faite début novembre 2019 ainsi que le réaménagement des sièges dans la nef et les bas-côtés.

## Description

### Aperçu général

Plan schématisé de l'église. Le décalage axial vers la gauche du chœur n'est pas mentionné ni celui des piliers sud de la nef.

Régulièrement orientée, avec une légère déviation de l'axe vers le sud-ouest du côté de la façade, l'église Saint-Maclou répond à un plan cruciforme, qui s'inscrit approximativement dans un rectangle, devant lequel les deux pans obliques et le pan d'axe de l'abside débordent à l'est. La nef, de plan basilical, est flanquée de deux larges bas-côtés asymétriques. Celui du nord atteint presque la largeur de la nef. Ces deux collatéraux sont recouvertes de charpentes lambrissées en forme de voûte en berceau. Depuis l'élargissement des bas-côtés à la période flamboyante, les fenêtres hautes de la nef sont obturées par la toiture. La base du clocher, en même temps croisée du transept, s'ouvre dans l'axe de la nef. Elle est suivie par une travée droite du chœur, ainsi que par une abside à cinq pas qui forme la deuxième travée du chœur. Si la première est de style roman tardif et de style gothique en ce qui concerne les arcs-doubleaux latéraux, la deuxième est de style flamboyant. Les parties orientales sont également munies de collatéraux. Au nord et au sud, le croisillon et la chapelle latérale dans sa prolongation vers l'est constituent des ensembles relativement homogènes, avec toutefois de nettes différences au nord et au sud du fait de la reconstruction des voûtes et de la réfection des fenêtres au sud. À l'instar du chœur, les deux chapelles latérales sont également suivies par une travée flamboyante, qui, pour les collatéraux, est de faible profondeur, et communique avec la partie droite de l'abside par d'étroites arcades.
L'ensemble des neuf travées des parties orientales est voûté d'ogives. L'on relève une voûte romane tardive (celle de la base du clocher), et deux voûtes gothiques (au croisillon nord et dans la première travée de la chapelle latérale nord). Les autres voûtes sont gothiques flamboyantes. Le plan de l'église est complété par un porche néo-gothique devant le portail occidental ; par un oratoire de deux travées voûtées de très faible hauteur au nord de la première travée de la chapelle latérale nord ; par une tourelle d'escalier carrée dans l'angle entre le croisillon nord et cet oratoire ; ainsi que par une sacristie à l'est de l'oratoire. L'on accède à l'église par le portail latéral nord dans la quatrième travée, ou par le portail occidental de la nef, ou bien par la porte extérieure de l'oratoire depuis la cour du presbytère. Une baie murée, située sous le grand vitrail à trois lancettes côté sud au début de la chapelle de la Vierge, fut retrouvée  et photographiée durant les travaux de restauration des années 2000. L'architecte chargé du monument la fit reboucher. Elle se trouve derrière le second confessionnal, lui-même déplacé depuis ce qui est devenu «l'espace baptismal». La nef et les bas-côtés sont pourvus d'une large toiture commune, en bâtière. Les croisillons disposent chacun d'un pignon, côté nord et côté sud, ce dernier remanié après 1870 : en fait foi une maquette en bois exécutée en 1863. Ils sont munis d'une toiture perpendiculaire à l'axe de l'édifice. Les deux travées du chœur disposent d'une toiture continue qui se termine par des croupes du côté du chevet. Les deux travées de chacune des deux chapelles sont recouvertes, quant à elles, d'un toit en pavillon, séparé des toitures des croisillons et du chœur par des noues. Quant au clocher, il se compose d'un étage intermédiaire aveugle et d'un étage de beffroi, qui est coiffé d'une flèche de pierre flanquée de quatre clochetons aux angles.

### Intérieur

#### Nef et bas-côtés

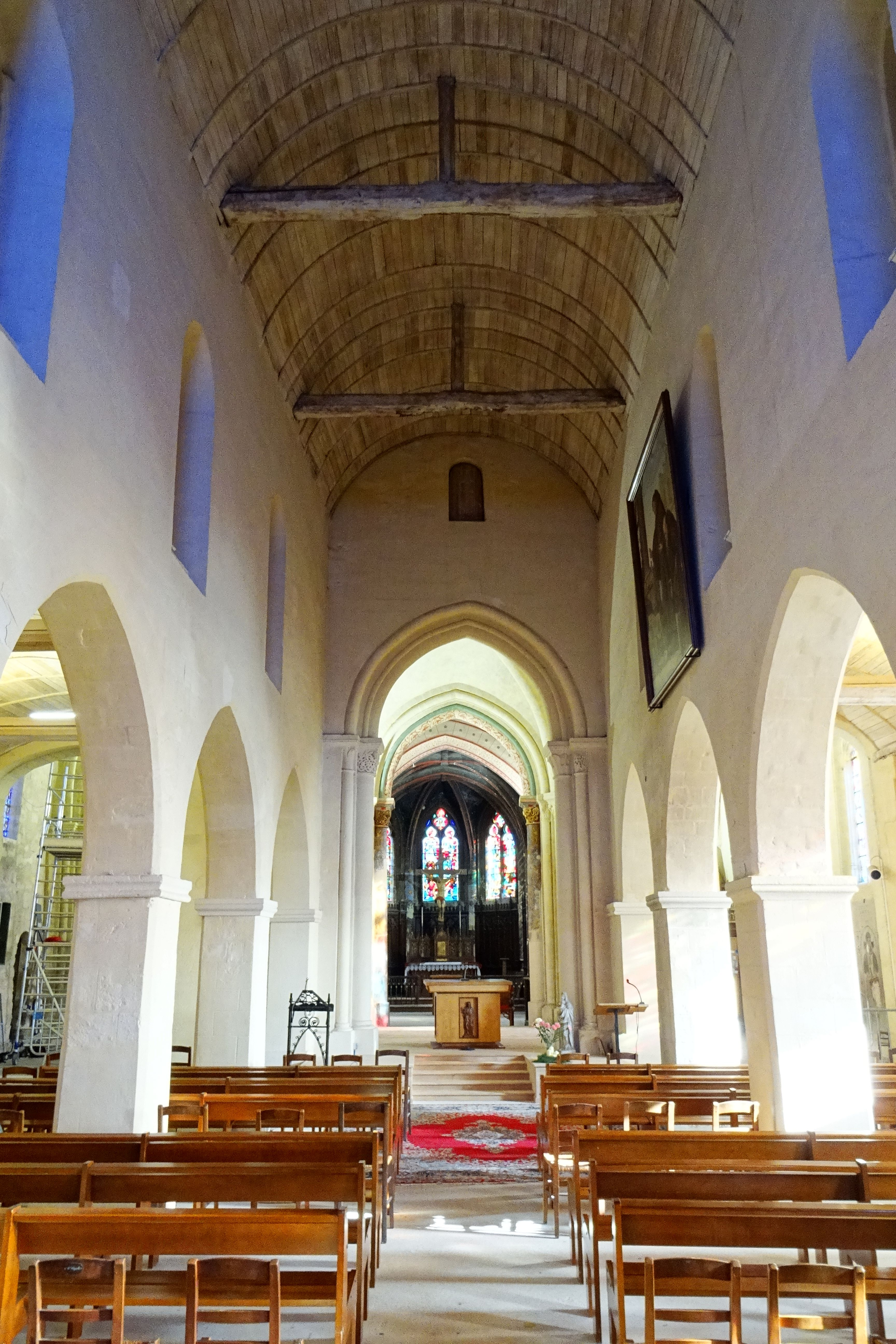
Nef, vue vers l'est.

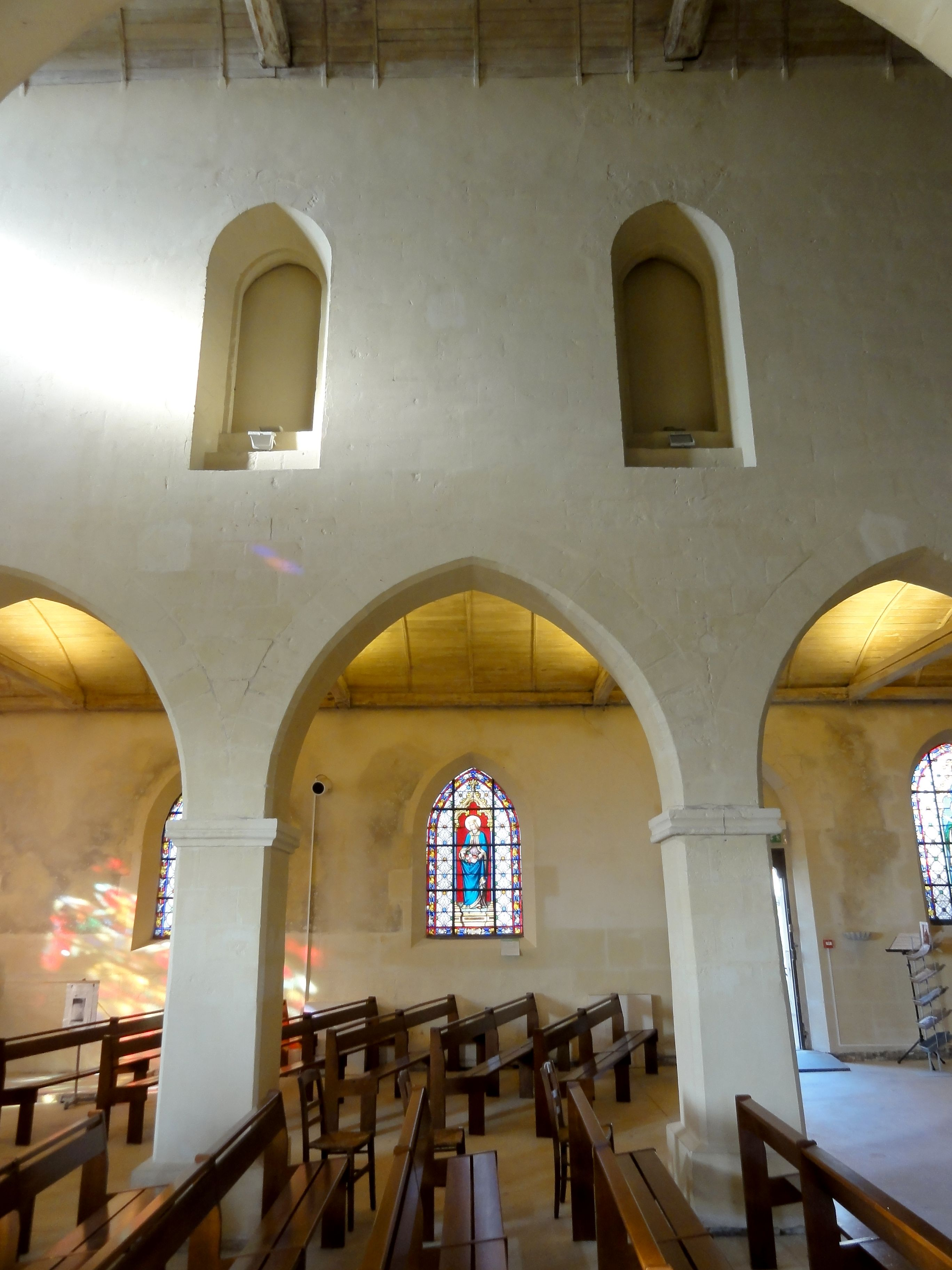
Nef, élévation nord.

La nef, austère et sombre, se présente, depuis sa restauration du milieu des années 1990, dans un état très proche de celui d'origine, alors qu'elle serait, selon Roselyne Bussière, la partie qui aurait subi le plus de transformations. La largeur, toute relative, est calquée sur la distance entre les contreforts occidentaux du clocher, qui se fondent dans les murs gouttereaux de la nef. La hauteur équivaut à plus de deux fois la largeur, ce qui confère néanmoins à la nef un caractère élancé. De cette manière, la nef dépasse en hauteur la base du clocher, ce qui est courant dans les églises romanes de la région. Du fait de la nudité des murs et du caractère bancal de l'architecture, le regard des fidèles est attiré par le sanctuaire et les verrières du chevet, qui apparaissent comme des points de lumière lointains. En effet, le jour n'entre directement dans la nef que par la rosace occidentale au-dessus de la tribune d'orgue néo-gothique. Le remplage de cette rosace se compose de six lobes autour d'un cercle central, avec en plus six petits orifices circulaires dans l'intervalle entre deux lobes. Une douce lumière bleue semble parfois émaner des baies hautes, mais ce n'est qu'un reflet du verre bleu de la rosace. Les baies sont bouchées, car elles ne donneraient que sur les combles des bas-côtés. De chaque côté, elles sont au nombre de quatre. Profondément ébrasées, elles affectent déjà une forme en arc brisé, et s'ouvrent au-dessus d'un glacis à gradins, comme on peut en voir à Bailleval, Champlieu, Condécourt, Juziers, Moussy et Saint-Félix, par exemple.
Les baies sont systématiquement alignées au-dessus des piles carrées des grandes arcades, et l'ouverture des baies est équivalente à la largeur des piles. Il y a donc une grande arcade de plus de chaque côté que l'on ne compte de fenêtres. Cette disposition se rencontre fréquemment dans les nefs des années 1130-1200 qui sont conçues pour ne pas être voûtées. Elle permet des fenêtres hautes avec une faible hauteur des murs et apporte une bonne stabilité, mais n'est bien entendu pas compatible avec des faisceaux de colonnettes supportant d'éventuelles voûtes qui monteraient au-dessus des piles. L'on rencontre cette même disposition à  Béthancourt-en-Valois, Champlieu (commune d'Orrouy), Fontenay-en-Parisis, Fosses (d'un seul côté), Gilocourt, Glaignes, Orrouy et Pontpoint. Dans certains cas, un voûtement est néanmoins intervenu ou a tout au moins été ébauché, ce qui a eu pour résultat la condamnation des ouvertures. Dans tous les cas, les grandes arcades sont en tiers-point. À Conflans tout comme à Bailleval, Béthancourt, Champlieu, Fontenay, Fosses et Orrouy, elles sont à un seul rang de claveaux et ne sont pas moulurées. Les arêtes sont simplement taillées en biseau, détail qui ne paraît qu'à la fin du XIe siècle. L'absence de chapiteaux est un trait partagé avec Bailleval, Champlieu et Orrouy. Comme à Champlieu, il y a cependant des tailloirs moulurés qui paraissent dater d'origine. Leur modénature est inspirée des tailloirs des chapiteaux de l'époque. L'on observe deux variantes : une plate-bande, un cavet et un tore, ou une plate-bande, un tore et un cavet. Avec la nef de l'église ruinée de Champlieu, dans le Valois, l'on trouve ainsi une construction largement analogue dont il est évident qu'elle n'a pas subi de remaniement au XIXe siècle. Tout ce qui paraît manquer d'authenticité sont les socles des piles, qui débordent largement et accusent des arêtes vives.
Au-dessus de l'arc triomphal qui marque l'entrée du sanctuaire, une petite porte située au niveau de la charpente permettait jadis d'accéder au premier étage du clocher moyennant une longue échelle. Ultérieurement, la construction d'une tourelle d'escalier desservant le comble du croisillon nord a facilité l'accès. De la charpente de la nef, n'apparaissent que les trois entraits et poinçons. Le reste est dissimulé par le lambris de lattes, qui épouse la forme d'une voûte en berceau. D'autres églises de la région possèdent des plafonds analogues, comme par exemple Épône, Gassicourt, Hardricourt, Louveciennes, Mézières-sur-Seine, Morainvilliers, etc. C'est probablement cette forme de plafond, qui se trouve aussi dans les bas-côtés, et qui s'apparente aux voûtes en berceau couramment utilisées dans l'architecture classique et néo-classique, qui a fait dire à l'abbé Lebeuf vers le milieu du XVIIIe siècle que la nef est des derniers siècles. Ces « fausses voûtes » sont dépréciées au XIXe siècle, comme l'exprime le commentaire d'Adolphe Joanne, qui dit que les lattes ne sont même pas couvertes de plâtre : cela donnerait au moins l'impression de voûtes de pierre. Dans cet ordre d'idées, le conseil de fabrique décidera l'installation de voûtes néo-gothiques en 1870. Aujourd'hui, les plafonds de bois ne sont plus considérés comme des solutions provisoires, et sont à nouveau mis en valeur, comme à Conflans. Dans les bas-côtés, ils sont également d'un bel effet. Sinon, ces parties de l'église n'appellent guère de commentaires. On peut juste signaler le remplage des baies occidentales, qui est de deux lancettes à tête trilobée surmontée d'un quatre-feuilles entre deux écoinçons ajourés. La modénature est simple : les meneaux sont seulement chanfreinés.

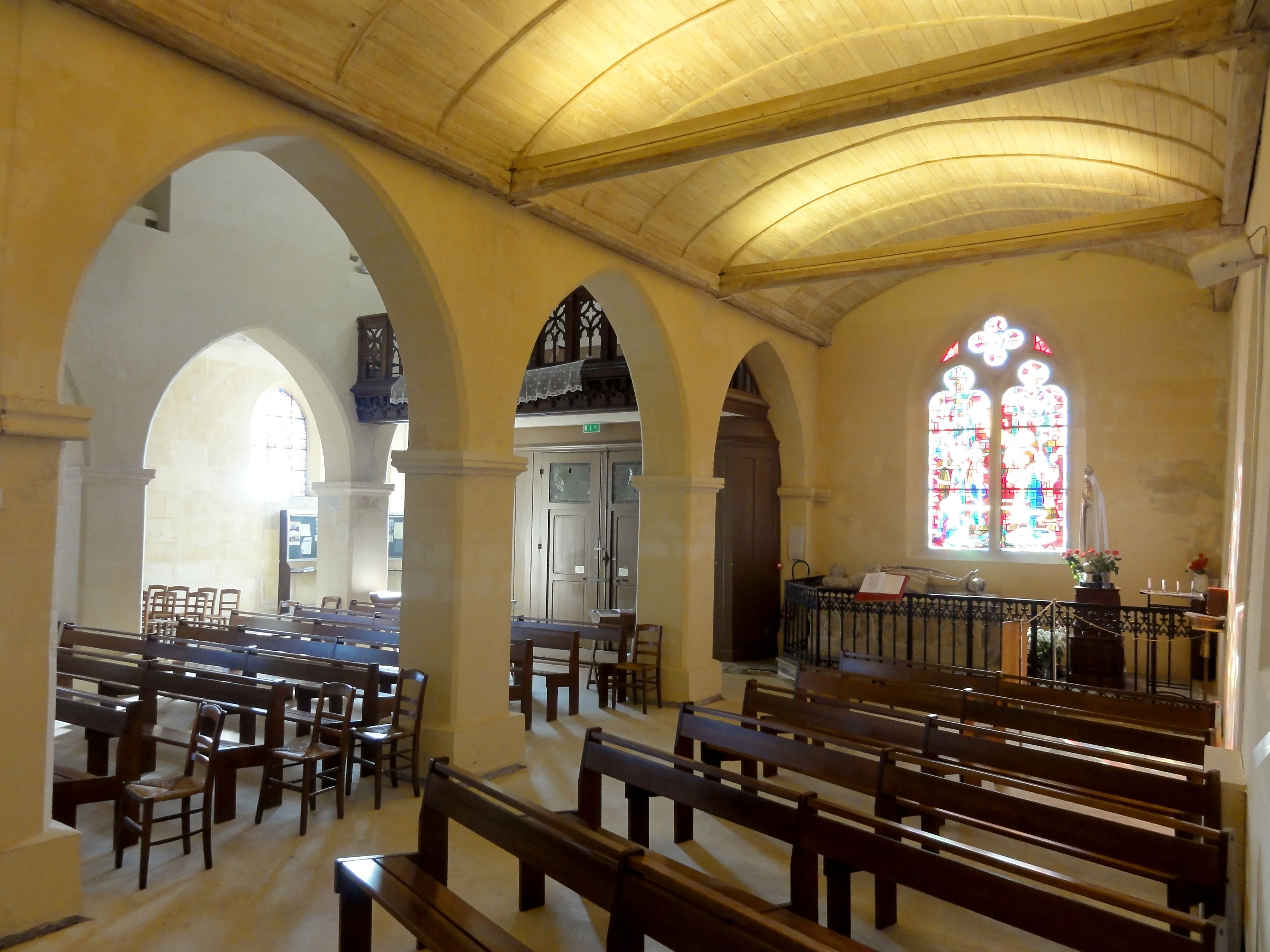
Bas-côté nord, vue vers l'ouest.
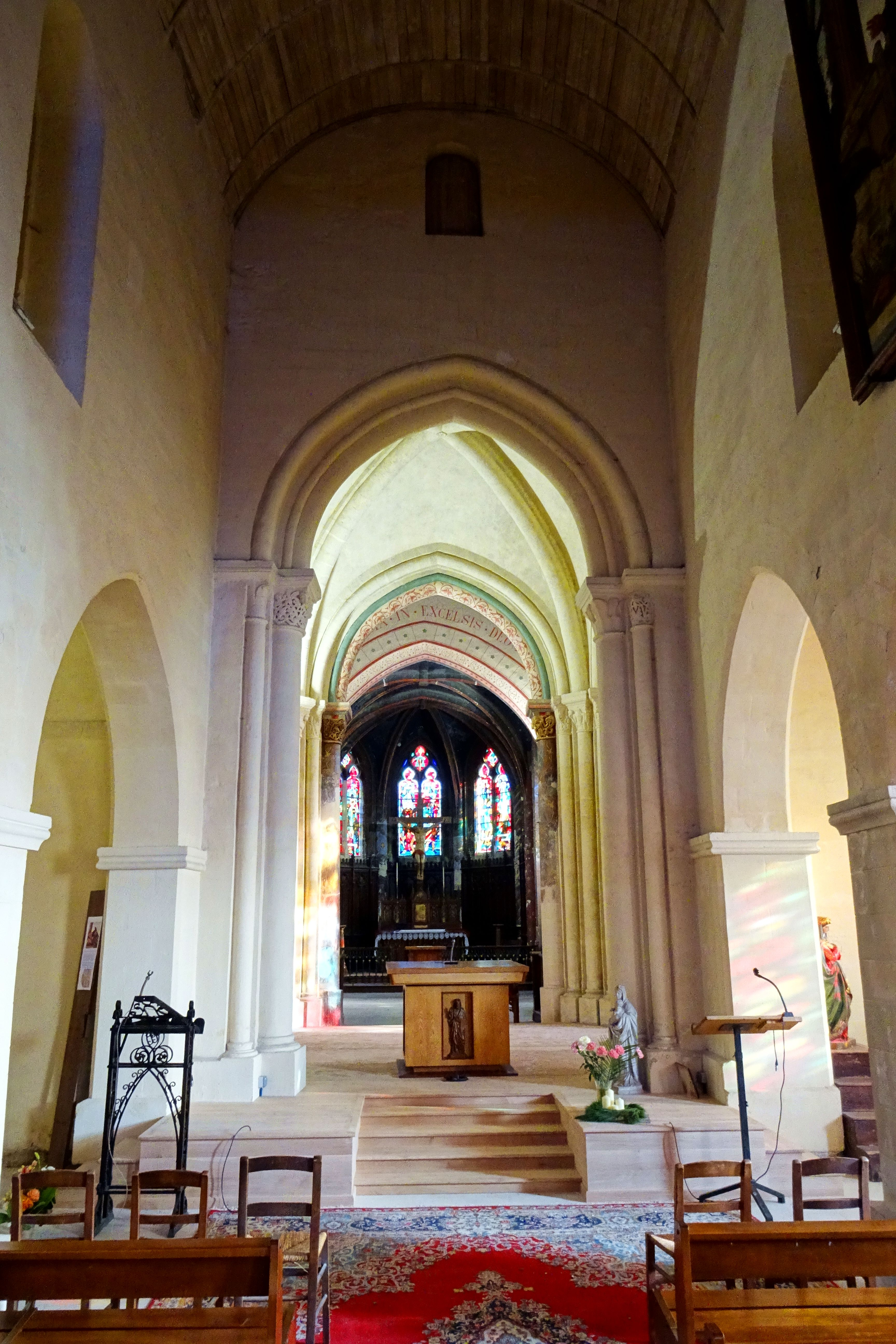
Nef, vue vers l'est dans la base du clocher.
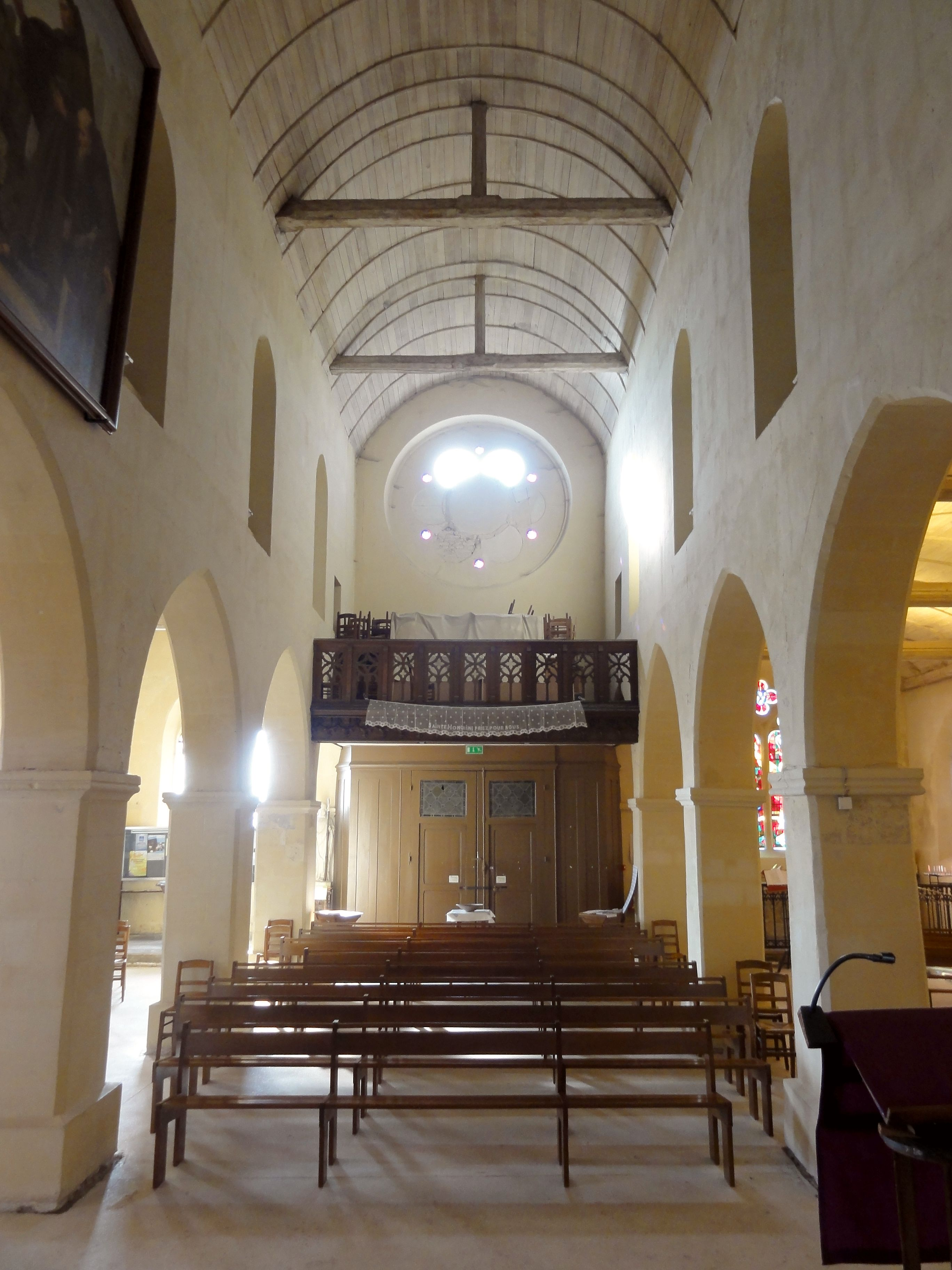
Nef, vue vers l'ouest.
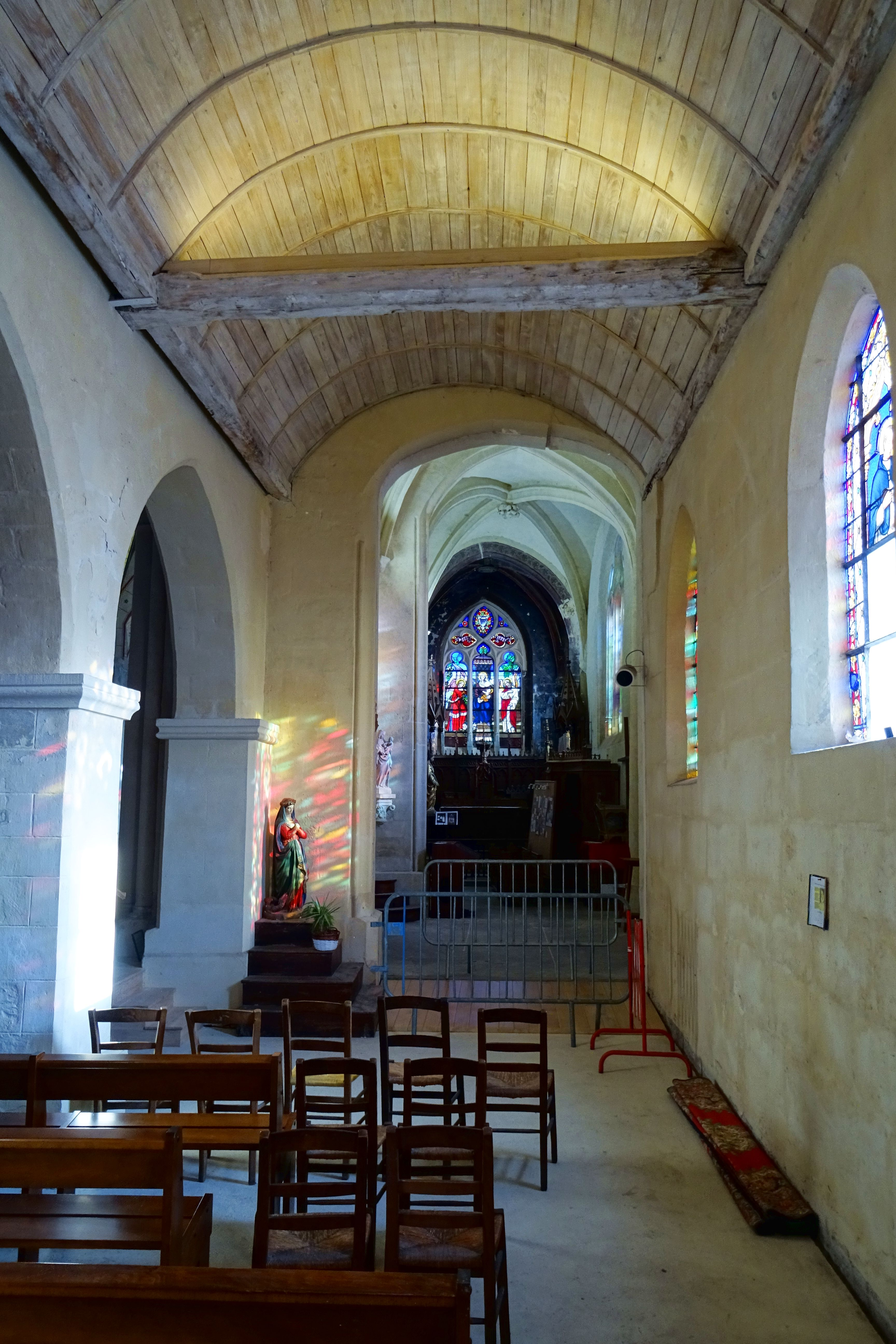
Bas-côté sud, vue vers l'est sur le croisillon sud.
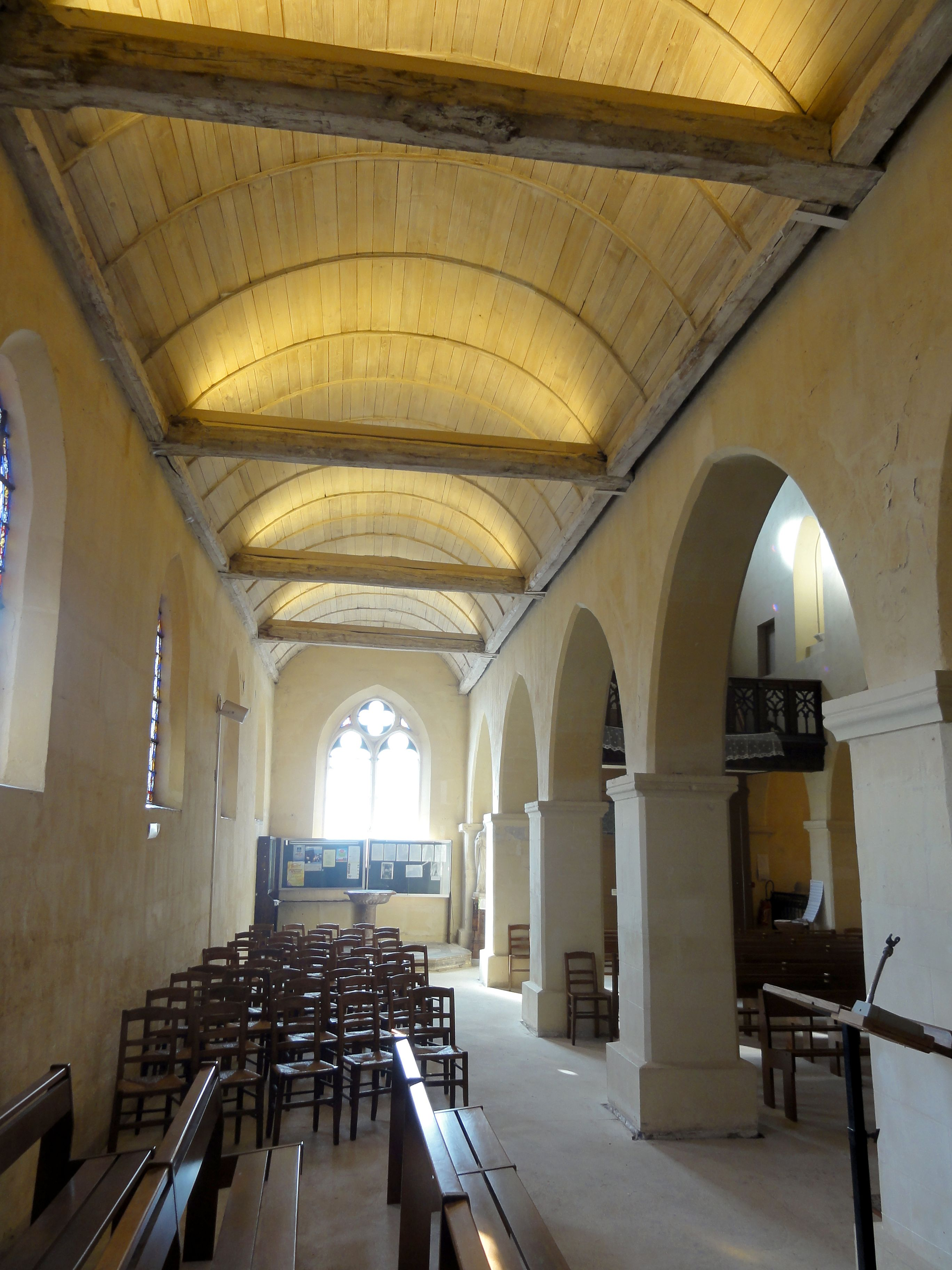
Bas-côté sud, vue vers l'ouest.
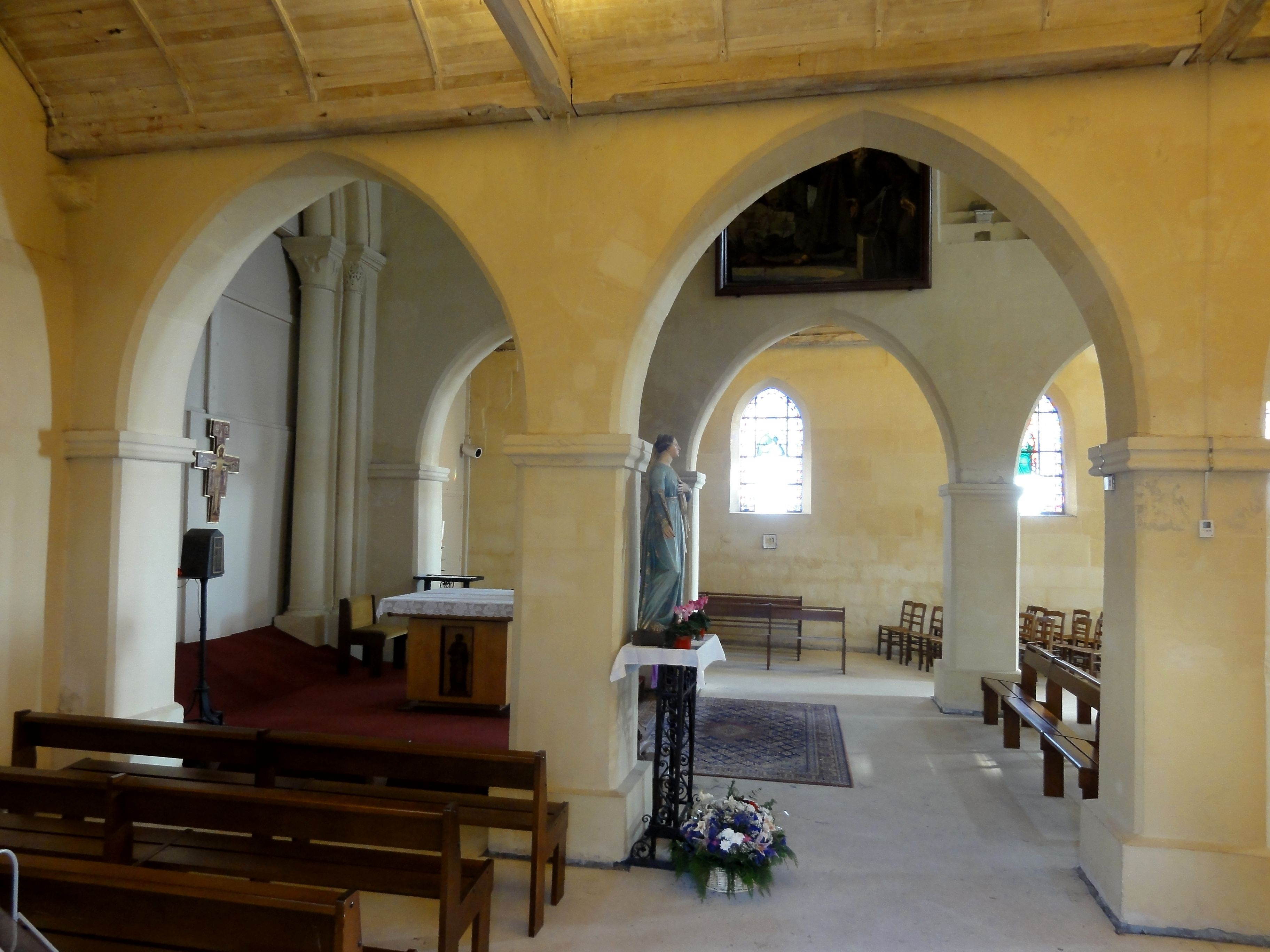
Bas-côté nord, vue vers le sud à travers la nef.

#### Croisée du transept

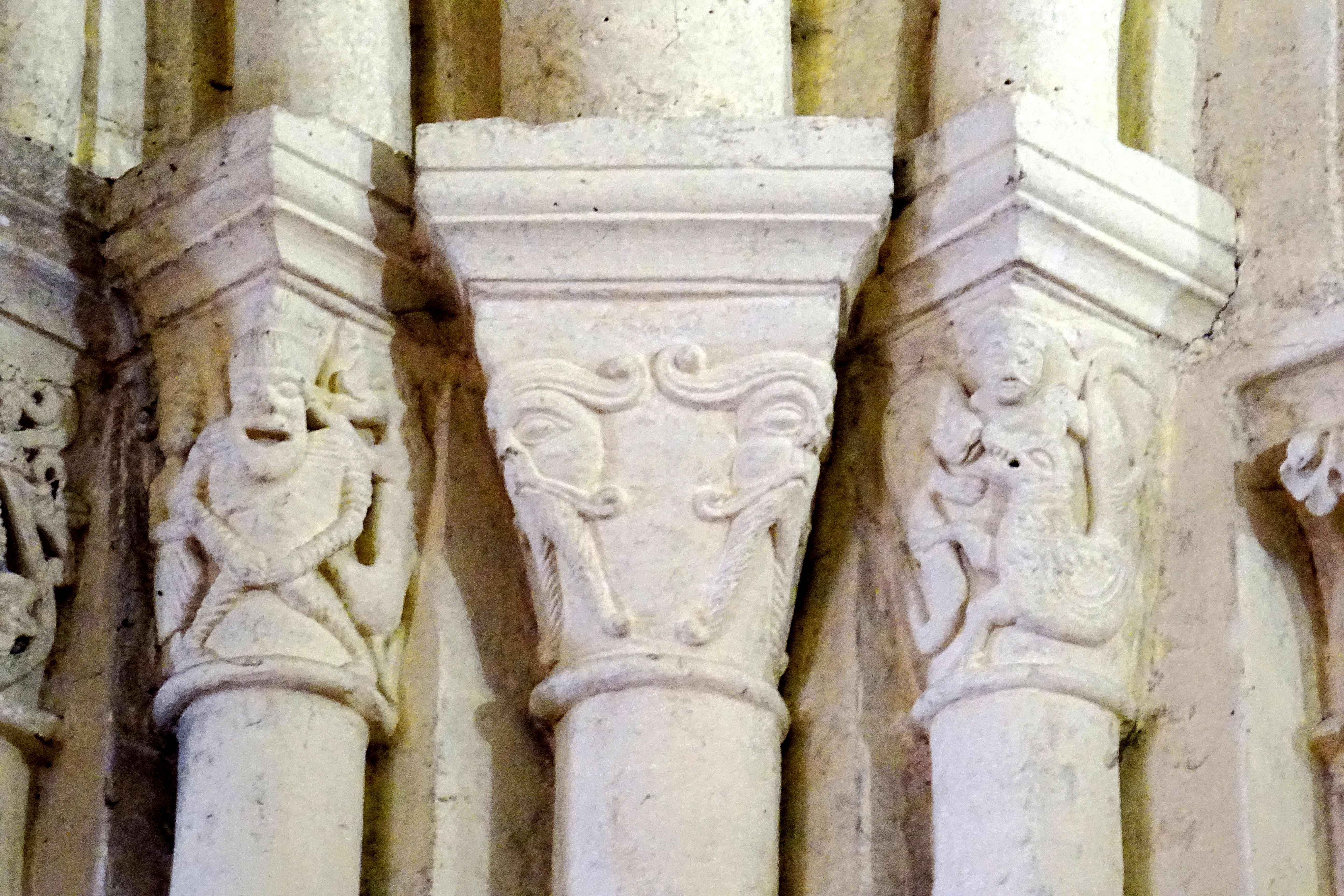
Chapiteaux dans l'angle nord-ouest.
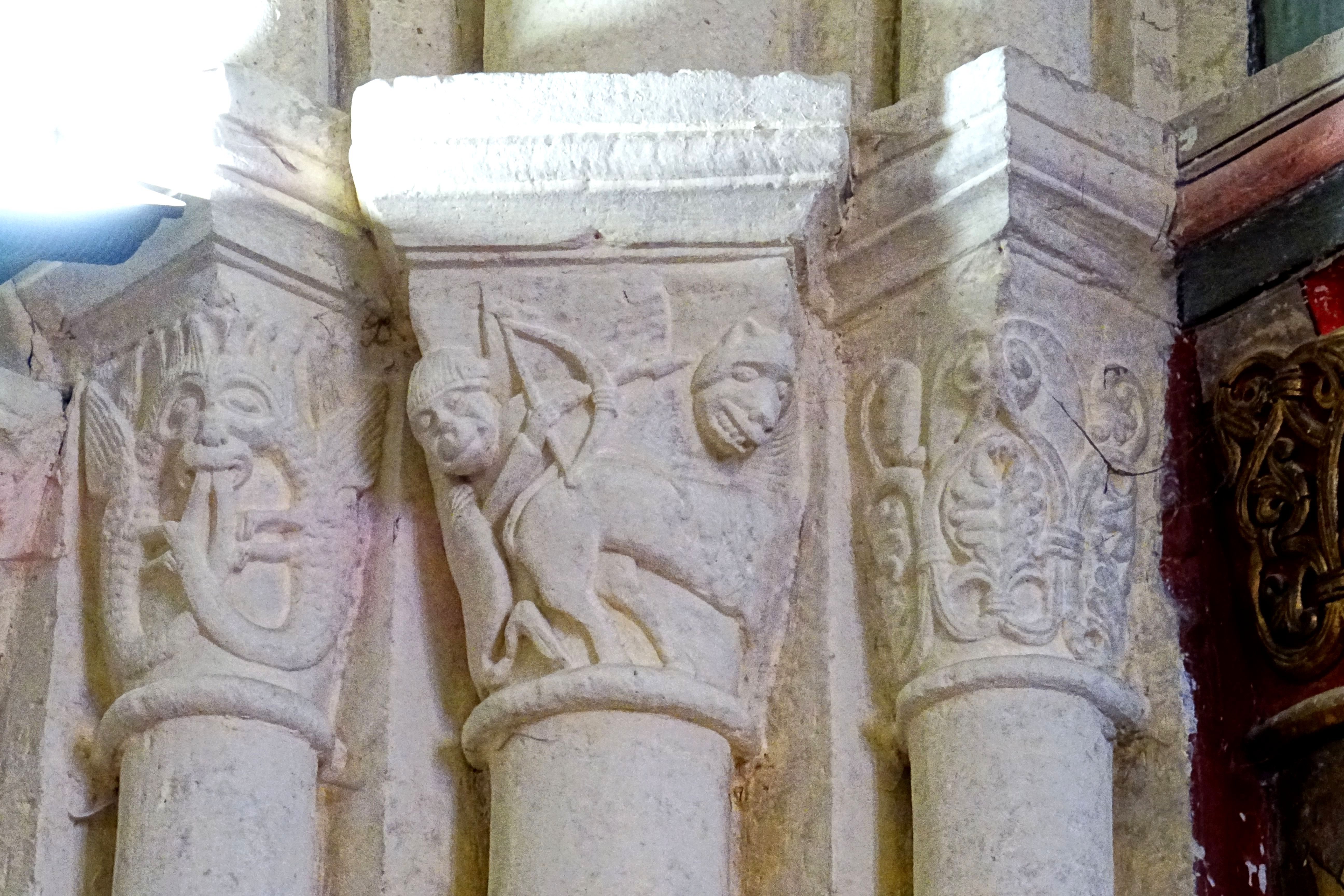
Chapiteaux dans l'angle nord-est.
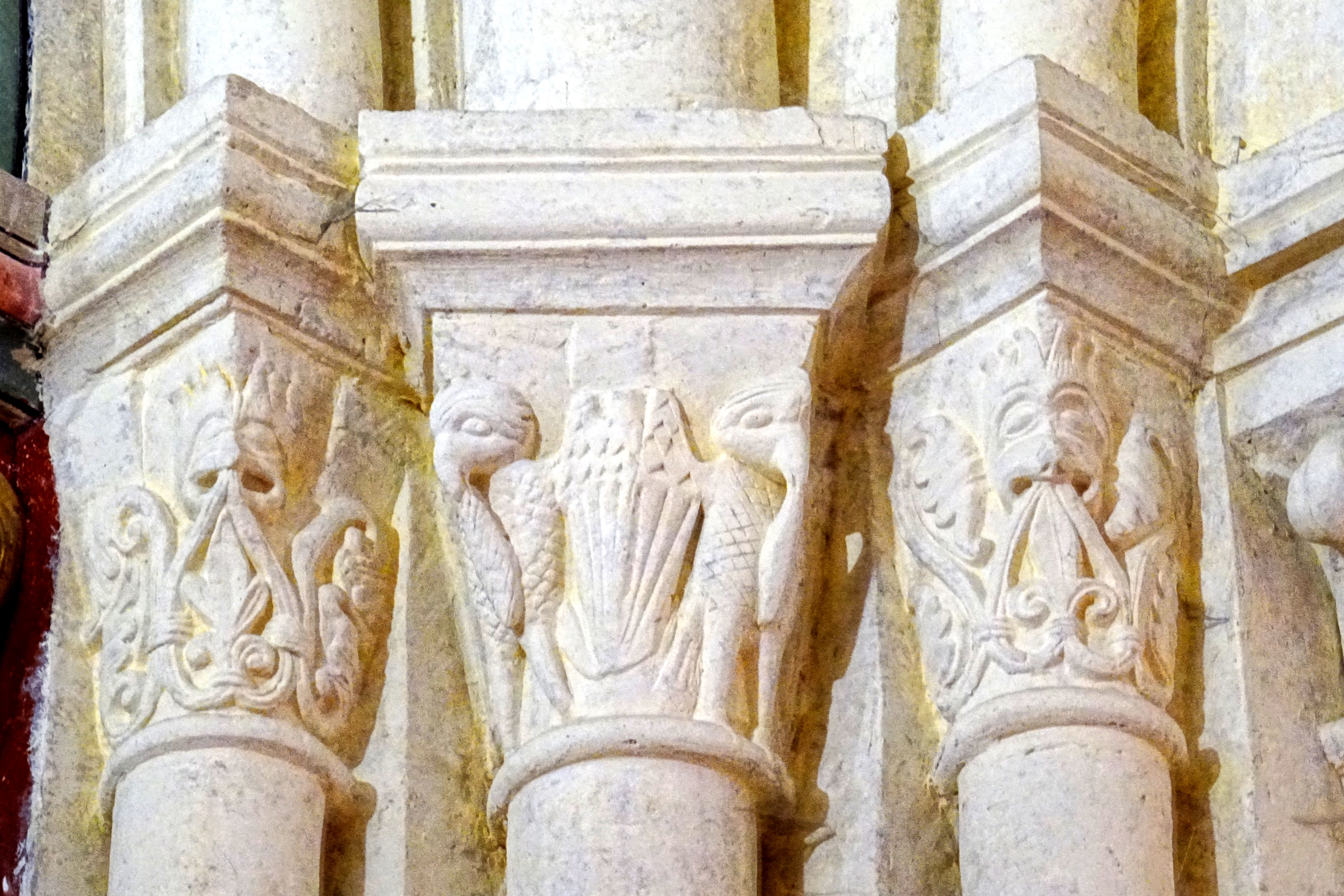
Chapiteaux dans l'angle sud-est.
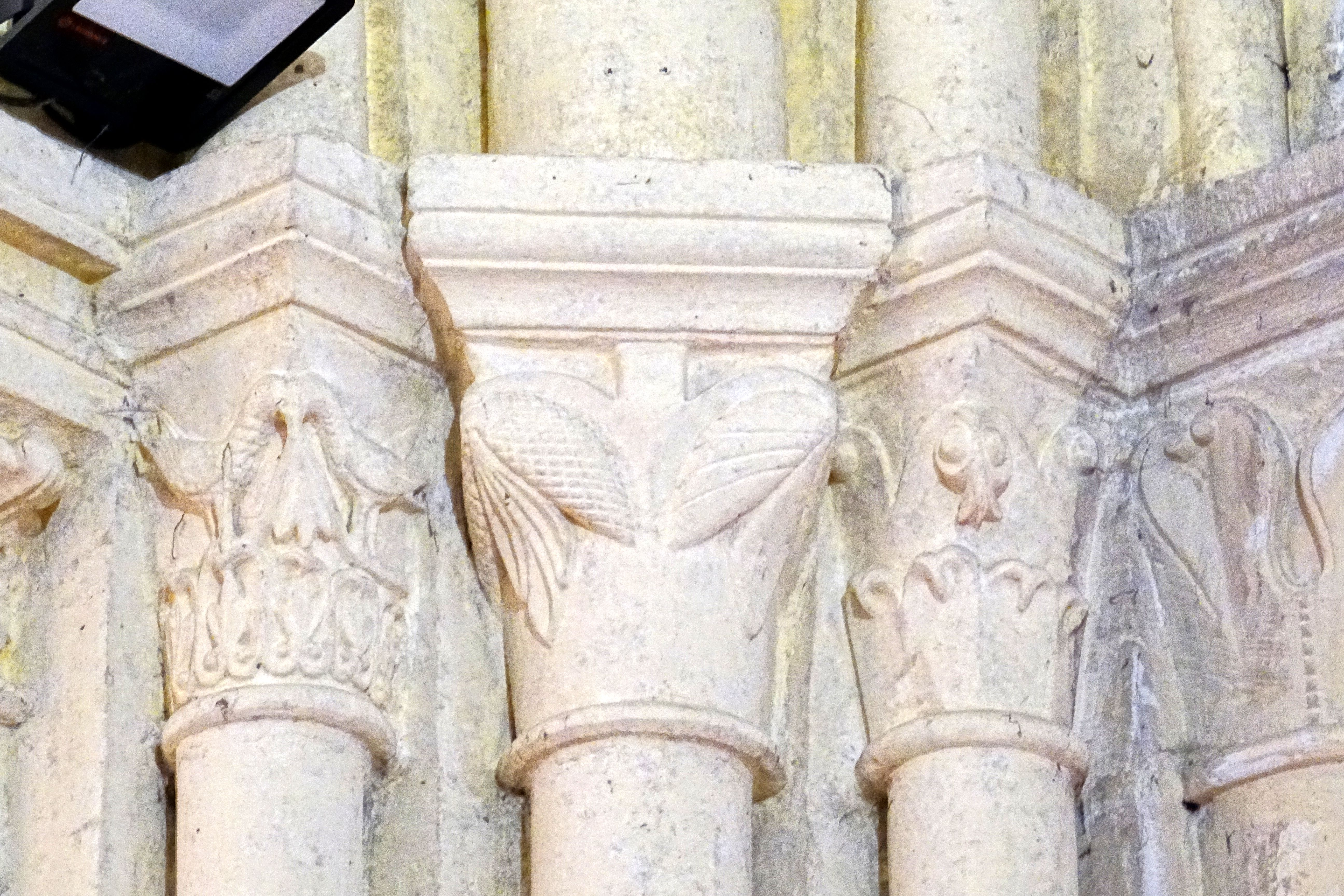
Chapiteaux dans l'angle sud-ouest.
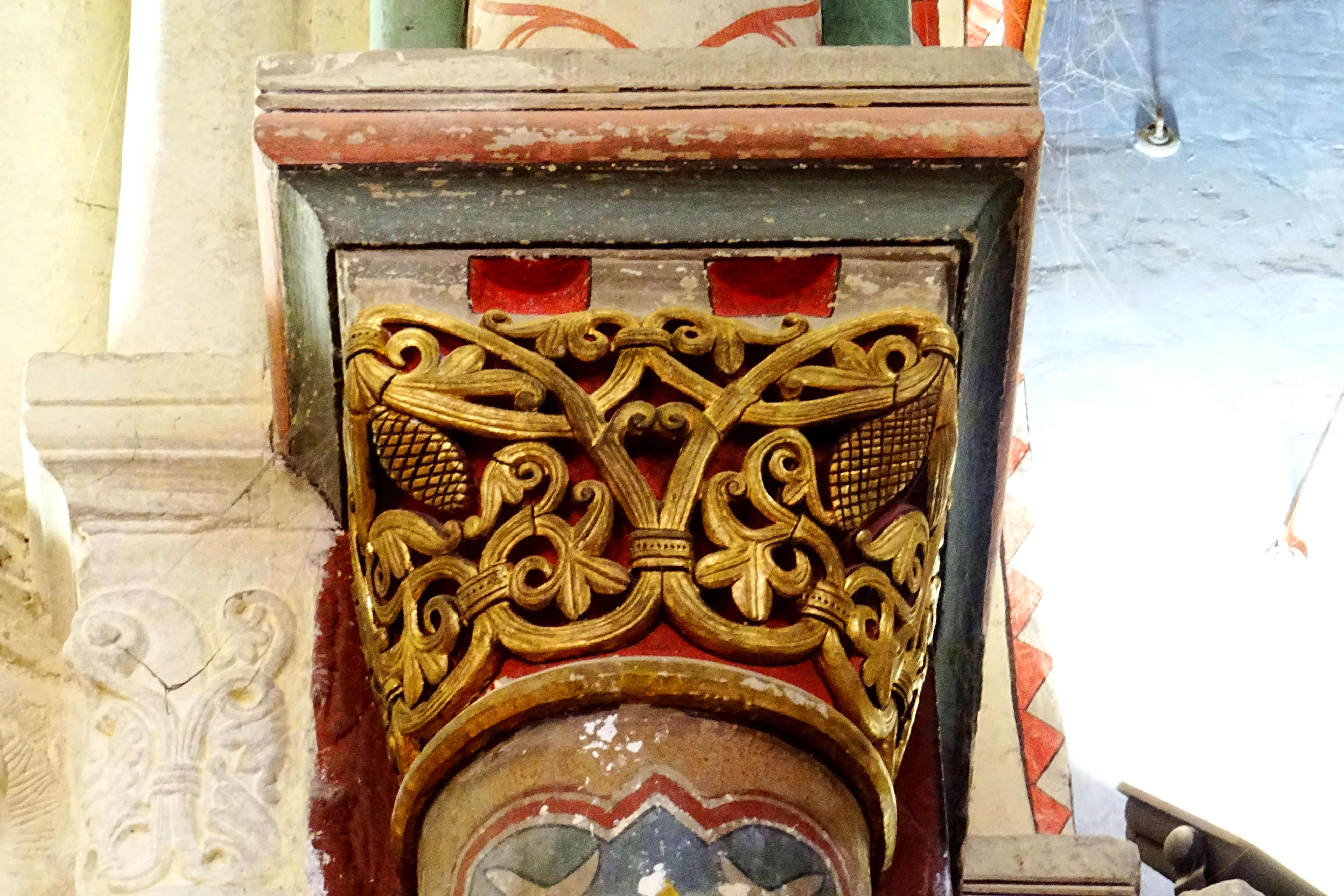
Doubleau vers le chœur, chapiteau côté nord.
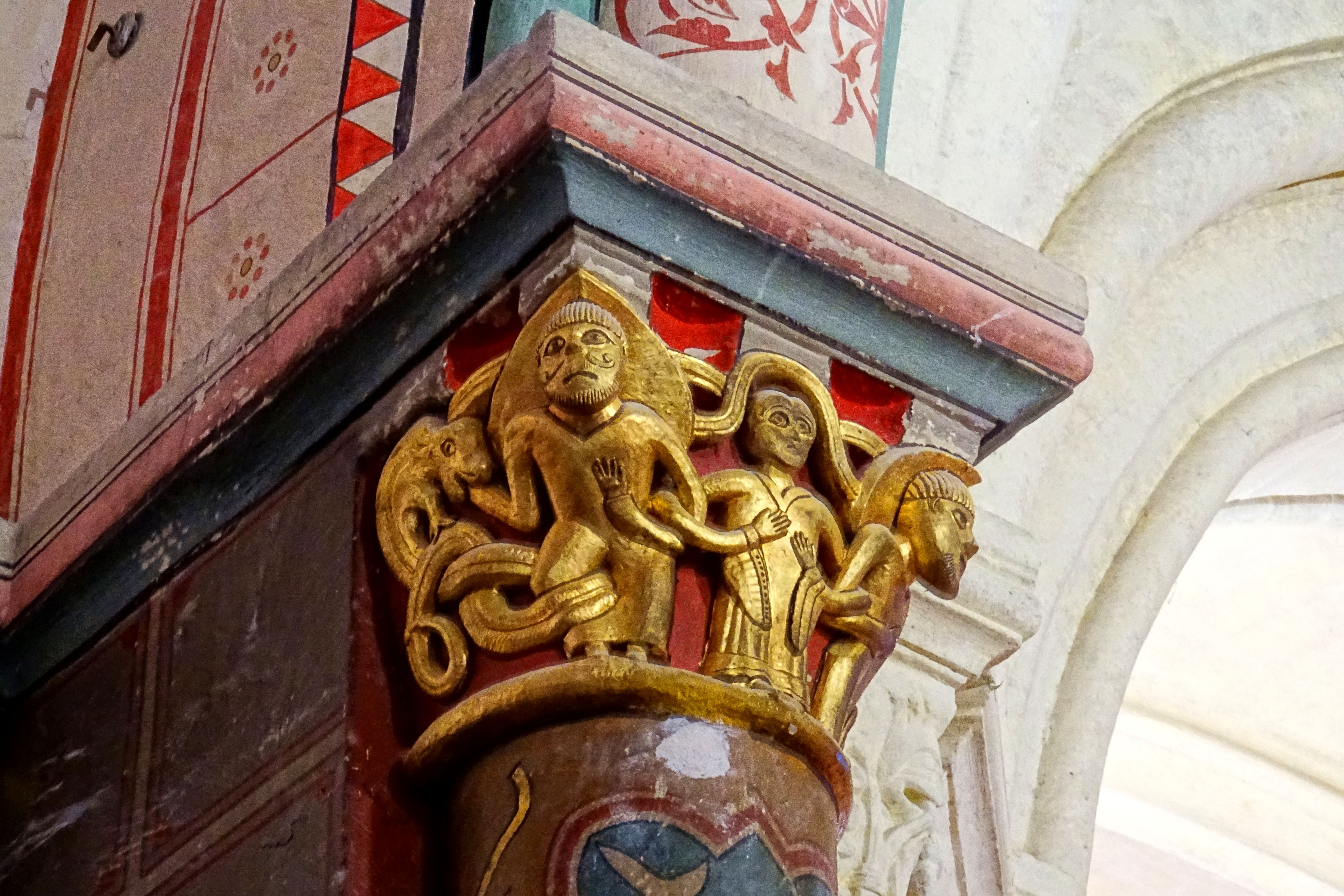
Doubleau vers le chœur, chapiteau côté sud.

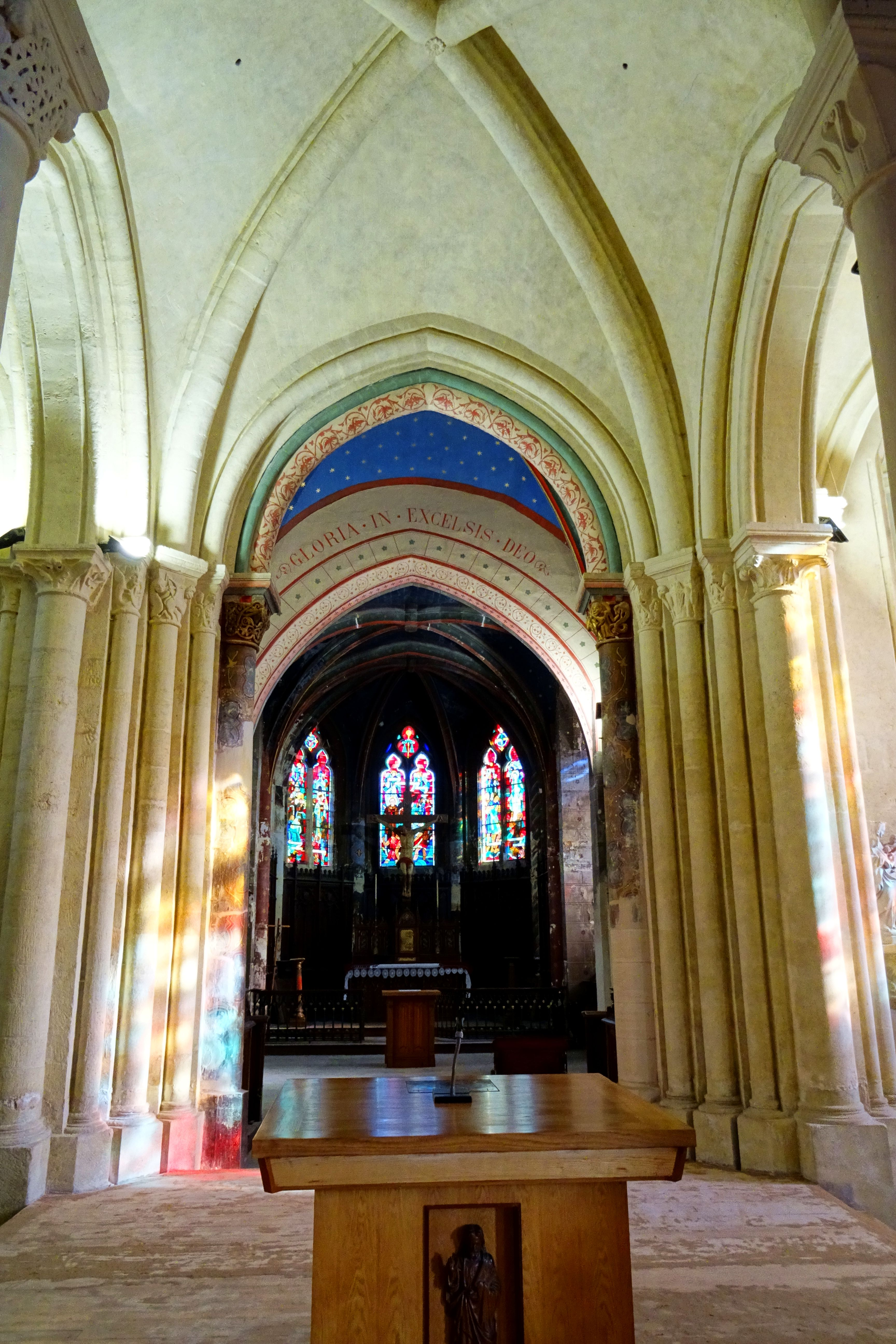
Vue vers l'est.

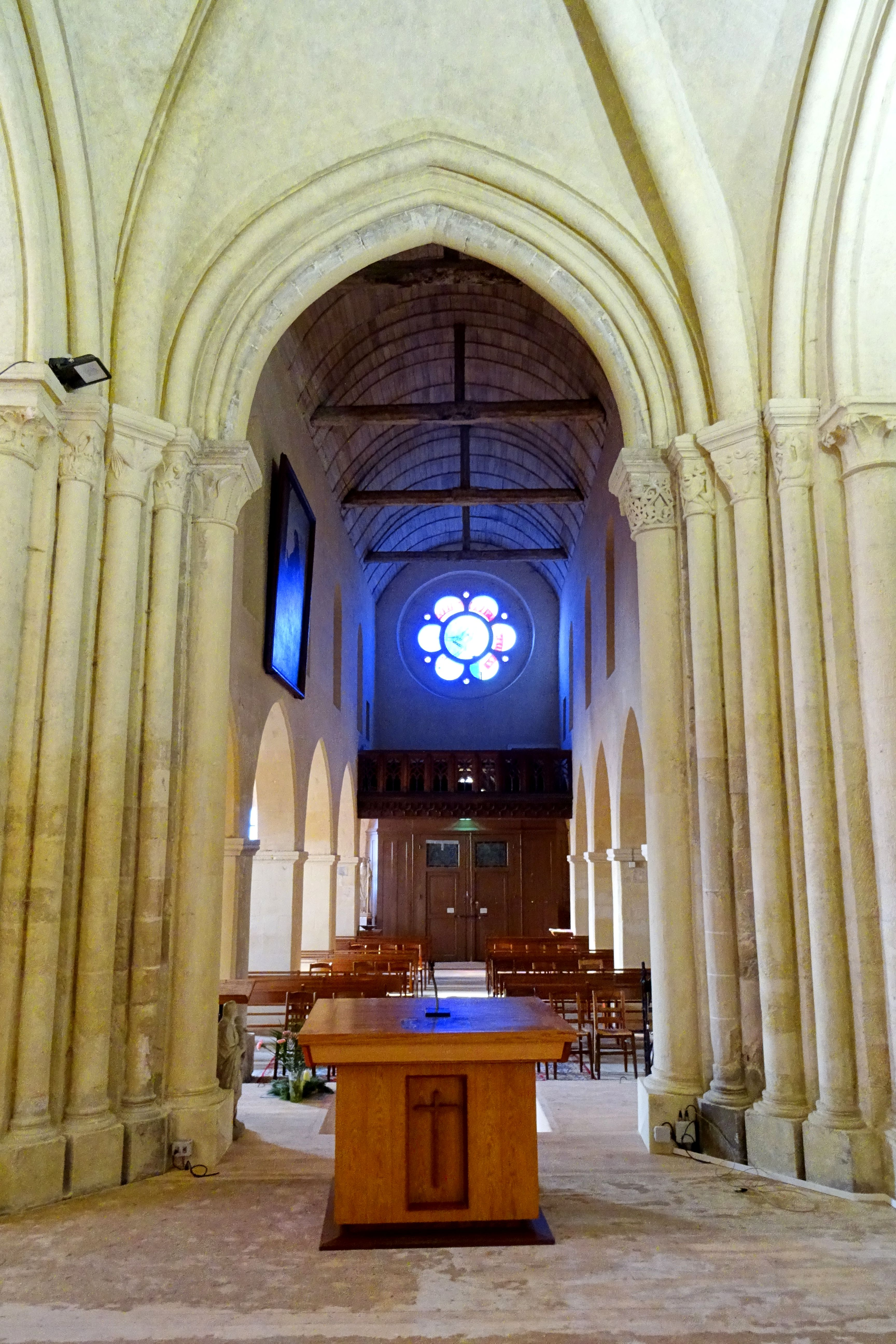
Vue vers l'ouest.

La base du clocher présente le double intérêt de sa voûte d'ogives de la période romane tardive et de ses chapiteaux également caractéristiques du style roman tardif, dont certains sont historiés. L'on en dénombre dix-huit, auxquels s'ajoutent huit chapiteaux romans dans les angles de la première travée du chœur. Quatre chapiteaux de la base du clocher sont de grand format, et supportent le rouleau inférieur de l'arc triomphal vers la nef, et de l'arc-doubleau vers le chœur. Quatre petits chapiteaux, positionnés à 45° dans les angles de la base du clocher, correspondent aux ogives. Les dix petits chapiteaux restants reçoivent les rouleaux supérieurs de l'arc triomphal, le rouleau supérieur du doubleau côté oriental (il n'y en a pas de l'autre côté), ainsi que les formerets au nord et au sud. Ces formerets sont devenus les rouleaux supérieurs des arcades vers les croisillons depuis la construction de ceux-ci, au premier tiers du XIIIe siècle. De cette manière, les chapiteaux romans de ces formerets jouxtent des grands chapiteaux gothiques ; ils seront évoqués dans le chapitre ci-dessus. Le maître d'œuvre a appliqué le principe de l'équivalence entre le nombre d'éléments à supporter et le nombre de supports, qui donne un nombre élevé de fûts et des piles assez volumineuses. En cas d'une nef et de bas-côtés voûtés, le nombre de supports aurait été de seize par pile.
Les motifs des chapiteaux romans sont des plus divers. Comme le met en exergue Roselyne Bussière, le sculpteur a surtout su tirer parti des angles des corbeilles, ce qui devient une faiblesse quand on regarde les chapiteaux de face. Il faut savoir que dans la symbolique romane, les représentations  situées sur la droite, en regardant le chœur, symbolisent le BIEN( Dextera Domini) et ceux de gauche, ce qu'il est préférable d'éviter("Senestra→sinistre"!). Côté nef, les motifs répondent à des schémas très répandus et sont exclusivement végétaux. Sur un petit et un grand chapiteau, l'on retrouve des feuilles d'eau avec des petites volutes d'angle. Sur le gros chapiteau à droite, les nervures sont perlées. Sur le gros chapiteaux à gauche et le petit chapiteau à droite, l'on relève un entrelacs d'un air précieux, complété de petites palmettes, de têtes d'angle (à gauche) et d'une pomme de pin à l'angle (à droite), aux intervalles évidés au trépan, ce qui confère une grande plasticité aux motifs. Dans l'angle nord-ouest, le sculpteur a représenté un gros homme, la bouche ouverte, qui se tient le ventre(symbole de la luxure), et qui est tiraillé par un homme et un chien ou créature fantastique (comme sur la pile nord-est de la croisée de Cergy) ; des têtes d'hommes barbus aux cheveux ondulants, dont la barbe se sépare en deux nattes ; et un homme qui tente de séparer deux bêtes féroces en train de se bagarrer. Dans l'angle nord-est, les motifs sont deux dragons affrontés qui se partagent une même tête et se mordent dans la queue (comme à Avrechy) ; un archer ou centaure visant un félin ; et des palmettes et entrelacs. Dans l'angle sud-est, l'on trouve une tête grimaçante crachant des rinceaux , avec de légères différences, tant à gauche qu'à droite (comme à la fin du bas-côté sud de Cambronne-lès-Clermont, à Foulangues, dans le bas-côté sud de Lavilletertre, à Saint-Vaast-lès-Mello, etc.), sur la dernière grande arcade du sud Villers-Saint-Paul), ainsi que deux oiseaux aux longs becs et aux ailes déployées au centre.L'oiseau semble donner sa chair en nourriture, symbole du Christ. Dans l'angle sud-ouest, l'on découvre, de gauche à droite, deux colombes affrontées se disputent un baluchon (comme à Avrechy, dans le bas-côté sud de Lavilletertre et sur la pile nord-est de la croisée de Cergy) ; des pommes de pin ; et un chapiteau corinthien simplifié.
Pour venir à l'arc-doubleau vers le chœur, le grand chapiteau côté nord est assez similaire du petit chapiteau au sud de l'arc triomphal : il arbore des pommes de pin aux angles, tandis que le reste de la corbeille est recouvert d'un entrelacs de tiges végétales nouées ensemble avec un ruban à plusieurs endroits. Si ce chapiteau est aussi d'une bonne qualité sculpturale, le chapiteau historié en face au sud est d'une facture naïve. De façon lapidaire, Roselyne Bussière dit qu'il représente des hommes en pied. L'on y voit un homme en habit de prêtre(??), portant des manipules, qui est pris entre les bras par deux hommes, l'un à gauche, l'autre à droite, dont les bras opposé sont en train de se faire dévorer par un dragon à la queue de serpent.Ces deux derniers chapiteaux ne sont pas du bon côté : leur facture ne ressemble pas du tout aux autres. Ils sont très probablement du XIXe siècle et dateraient d'une restauration de cette époque. Celui de droite reprend un fait réel datant de 1407 et survenu au Prieuré : deux moines ont introduit une "donzelle" mais hélas, le prieur les a surpris et a signalé le fait aux autorités religieuses à Paris. Ce chapiteau devrait donc se trouver à gauche. Un motif vaguement similaire, qui a été interprété comme Daniel dans la fosse aux lions, se trouve au nord-est de la croisée de Deuil-la-Barre (l'homme au centre n'y est pas un prêtre, et il est tiraillé par deux bêtes à tête humaine).
Les corbeilles des chapiteaux sont surmontées de tailloirs qui affectent tous le même profil, à savoir, du haut vers le bas, une plate-bande, un tore et une gorge. Ce profil se rencontre, et ce n'est pas sans intérêt pour la datation, sur certains tailloirs des grandes arcades de la nef. Comme petite irrégularité, un filet se dessine en bas de la plate-bande sur les trois petits chapiteaux de l'angle sud-est, et sur les deux grands chapiteaux du doubleau vers le chœur. Sous les tailloirs de ces deux derniers chapiteaux, et au-dessus des motifs sculptés, la corbeille est évidée de sorte à suggérer que le tailloir repose sur des dés. Les fûts des colonnes engagées des gros chapiteaux et des colonnettes logées dans les angles rentrants des piles sont appareillées. Elles sont munies de bases attiques sans griffes. Leurs socles sont de simples blocs cubiques. Pour venir au profil des deux arcades romanes, il est d'un tore pour les rangs de claveaux supérieurs, et d'un gros boudin entre deux tores pour le rang de claveaux inférieur. La présence d'un boudin dans l'intrados se rencontre aussi sur l'arc triomphal de Marolles (Oise), dans les chœurs d'Acy-en-Multien, Bémont, Noël-Saint-Martin et Pondron ; dans les bases des clochers de Brignancourt, Courcelles-sur-Viosne (doubleau oriental seulement) et Néry ; et même dans les bases de clocher encore voûtées d'arêtes de Seraincourt et Saint-Gervais. Les formerets, qui existent au nord et au sud, sont analogues au rouleau supérieur des arc-doubleaux. Les ogives prennent la forme d'un tore presque aussi gros que le boudin de l'intrados des arcades. La clé de voûte est simplement ornée d'une toute petite fleur, comme fréquemment à la période du premier voûtement d'ogives.

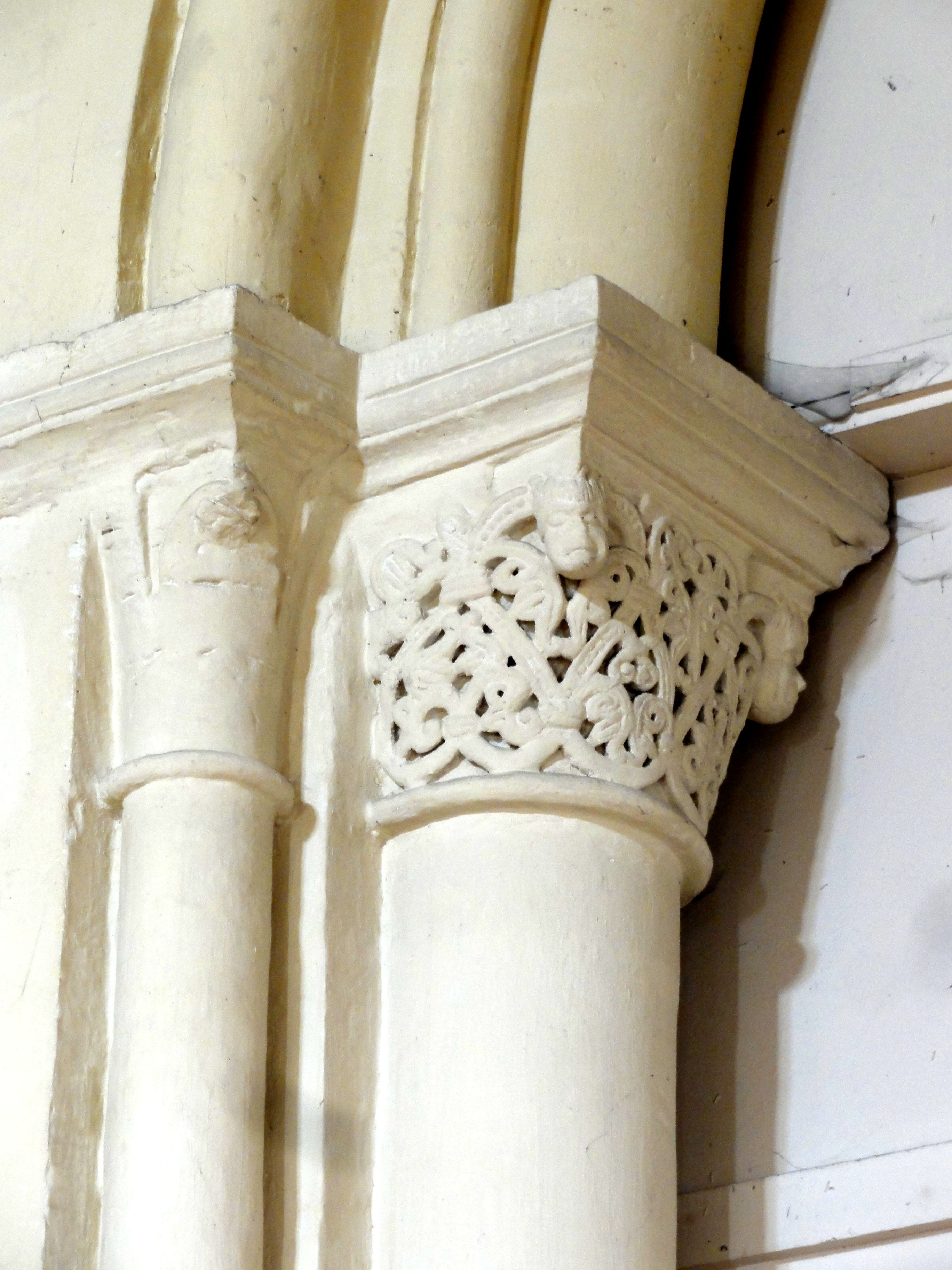
Arc triomphal, chapiteaux côté nord.
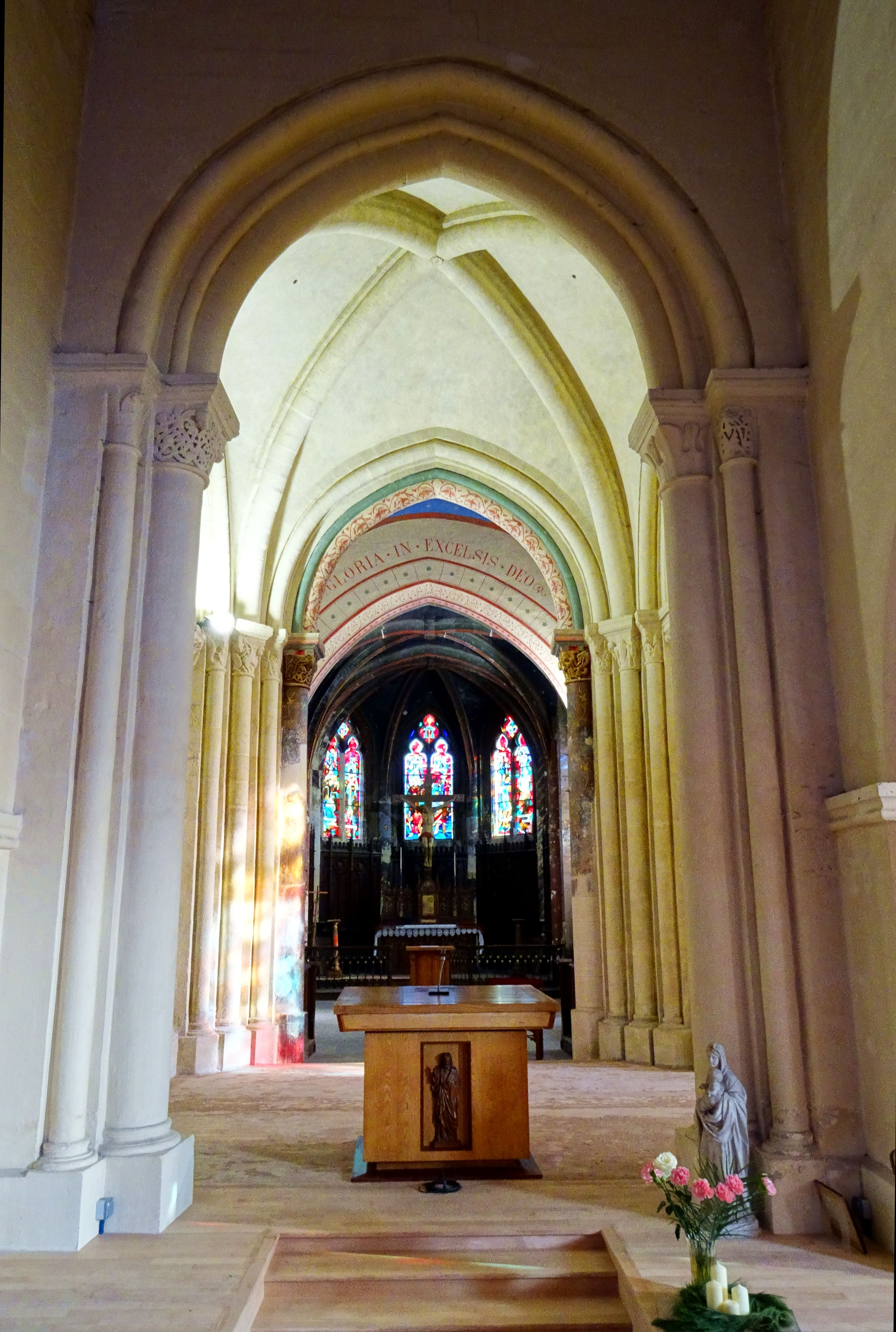
Vue depuis la nef.
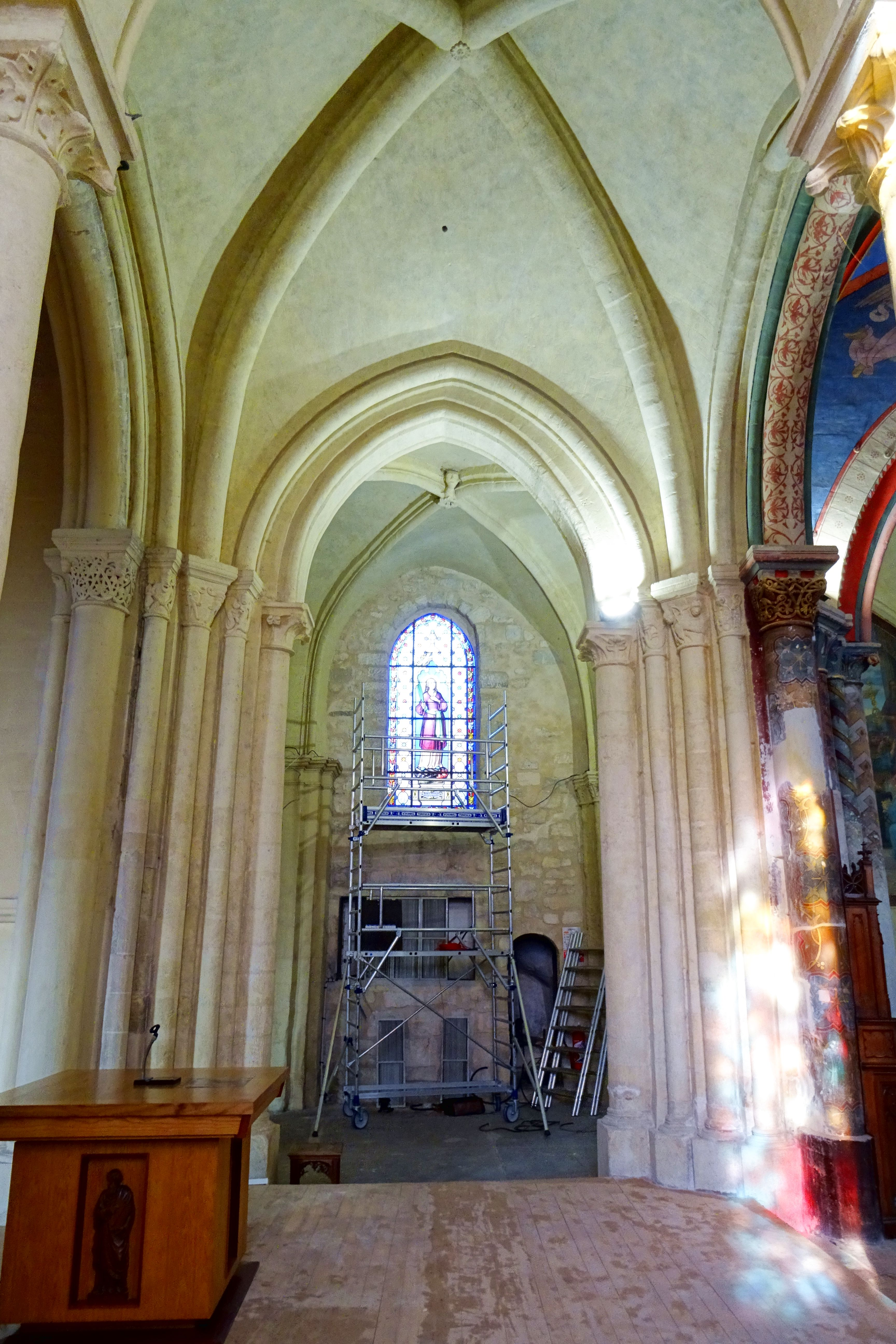
Vue vers le nord.
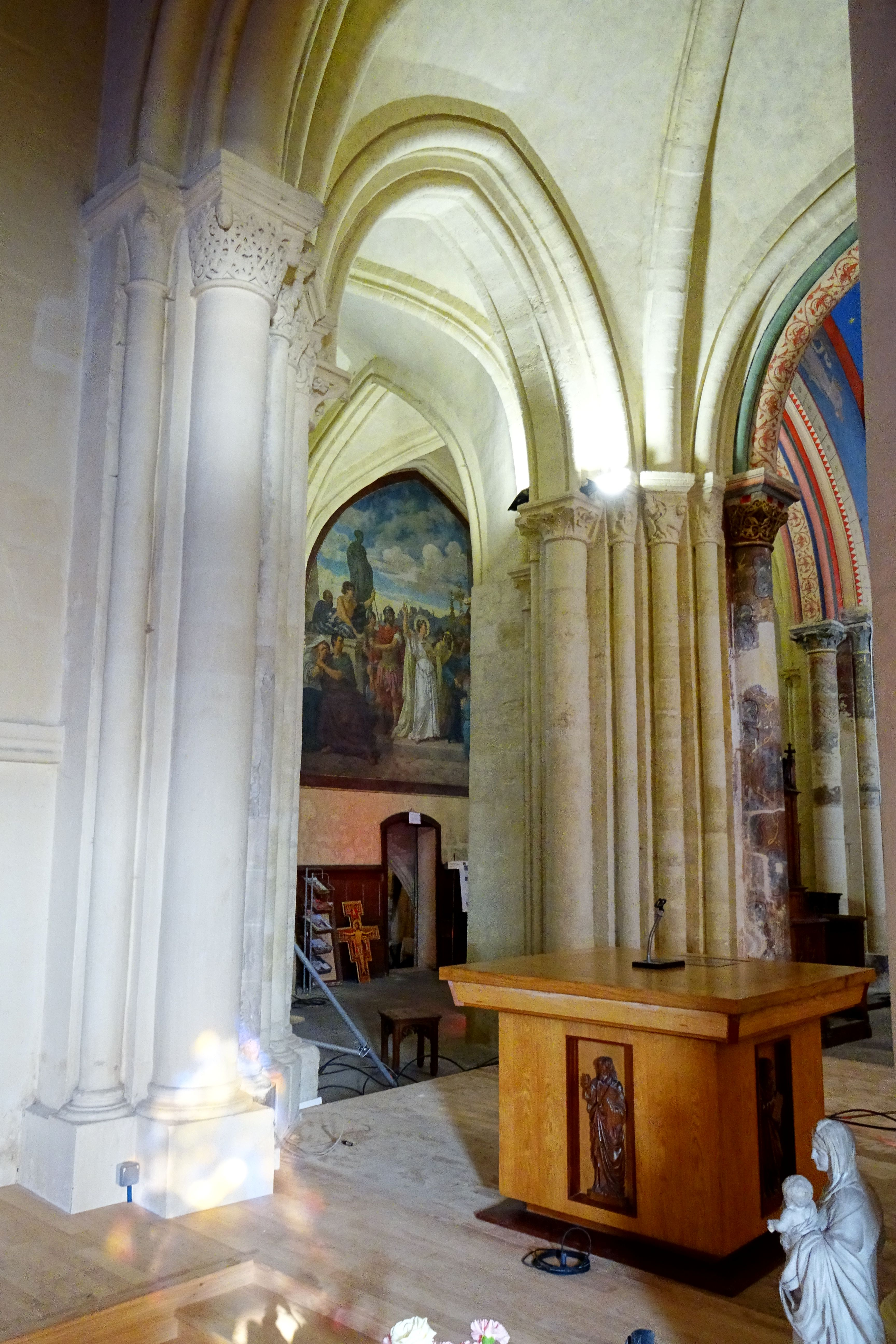
Vue diagonale vers le nord-est.
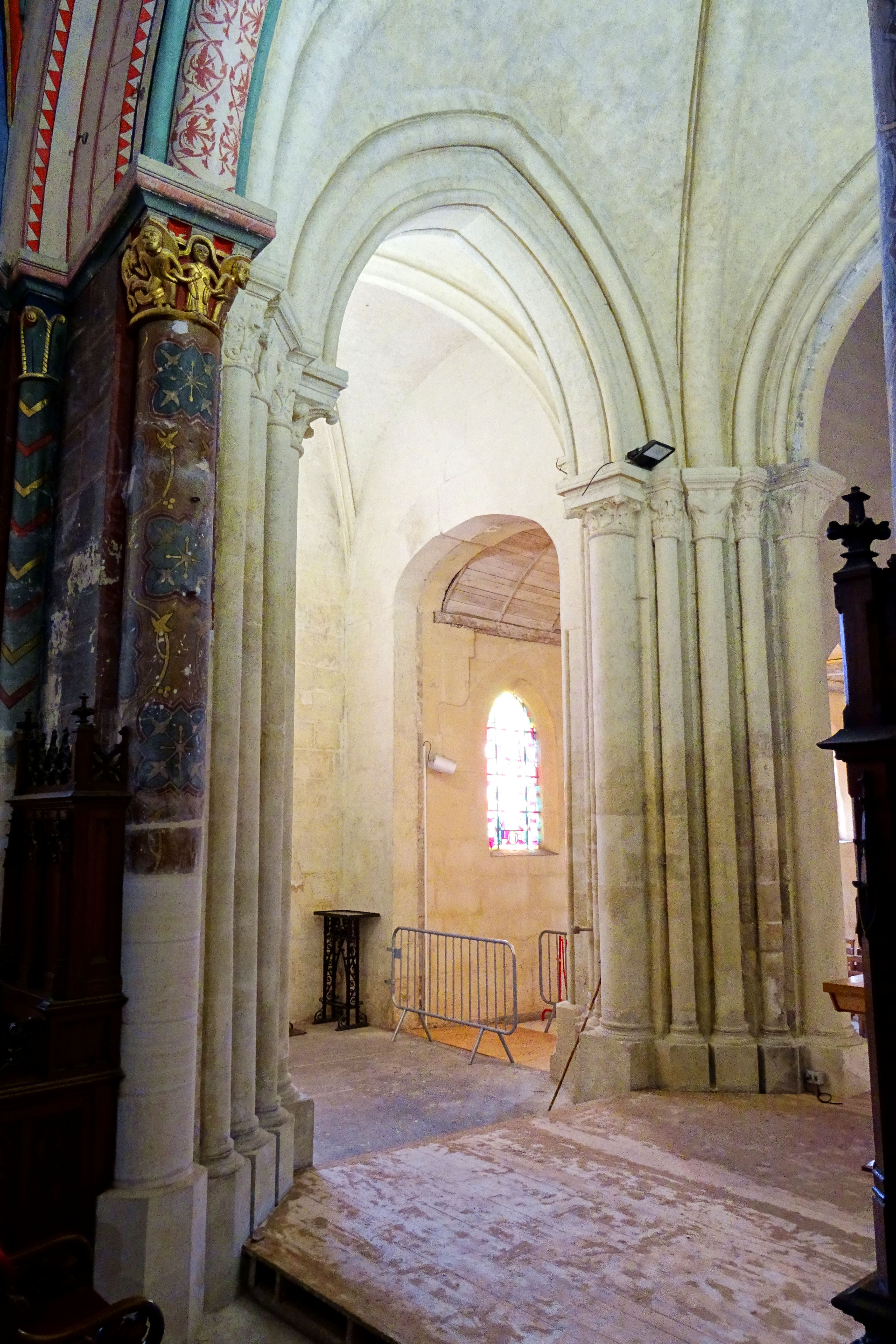
Vue diagonale vers le sud-ouest.
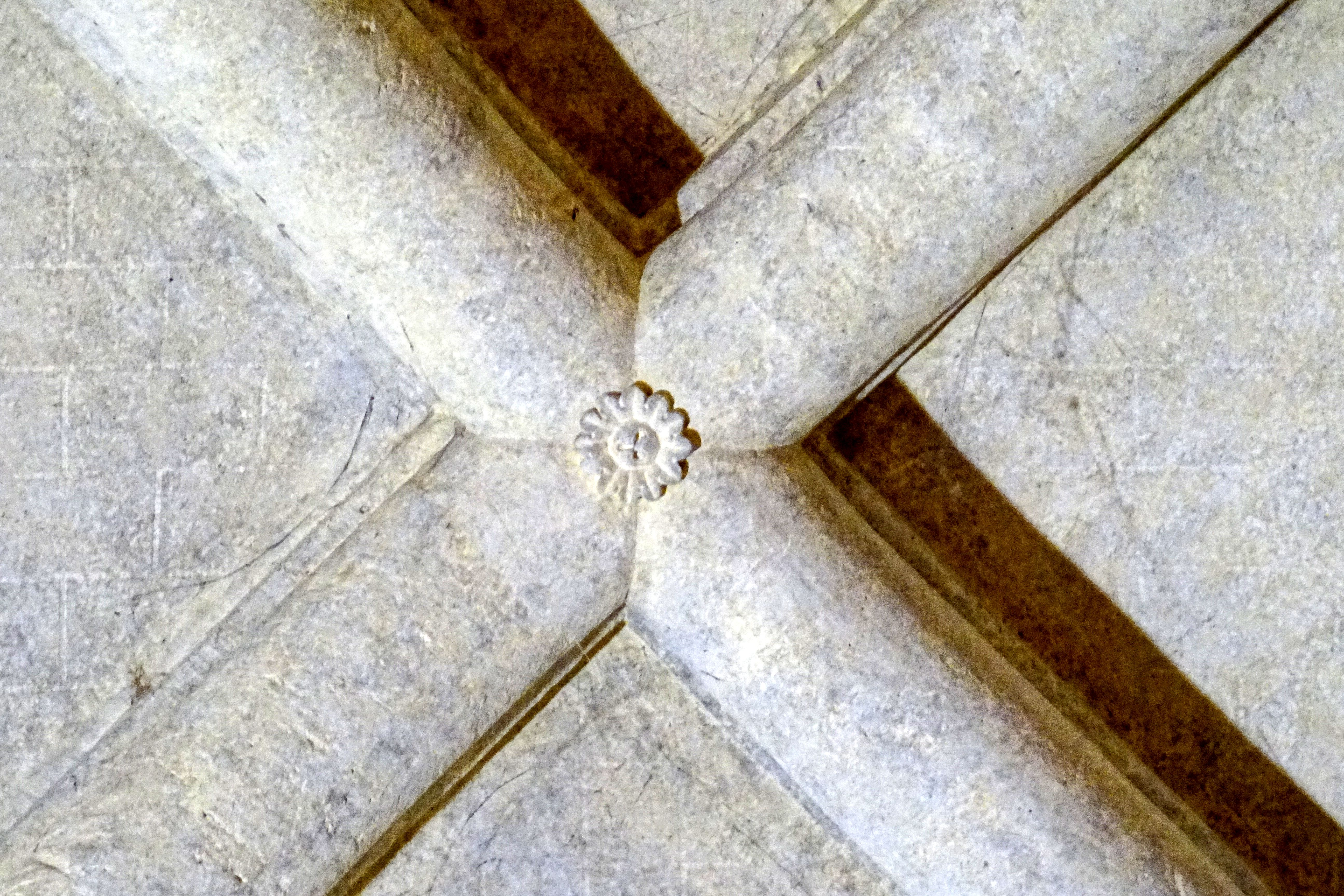
Clé de voûte.

#### Chœur

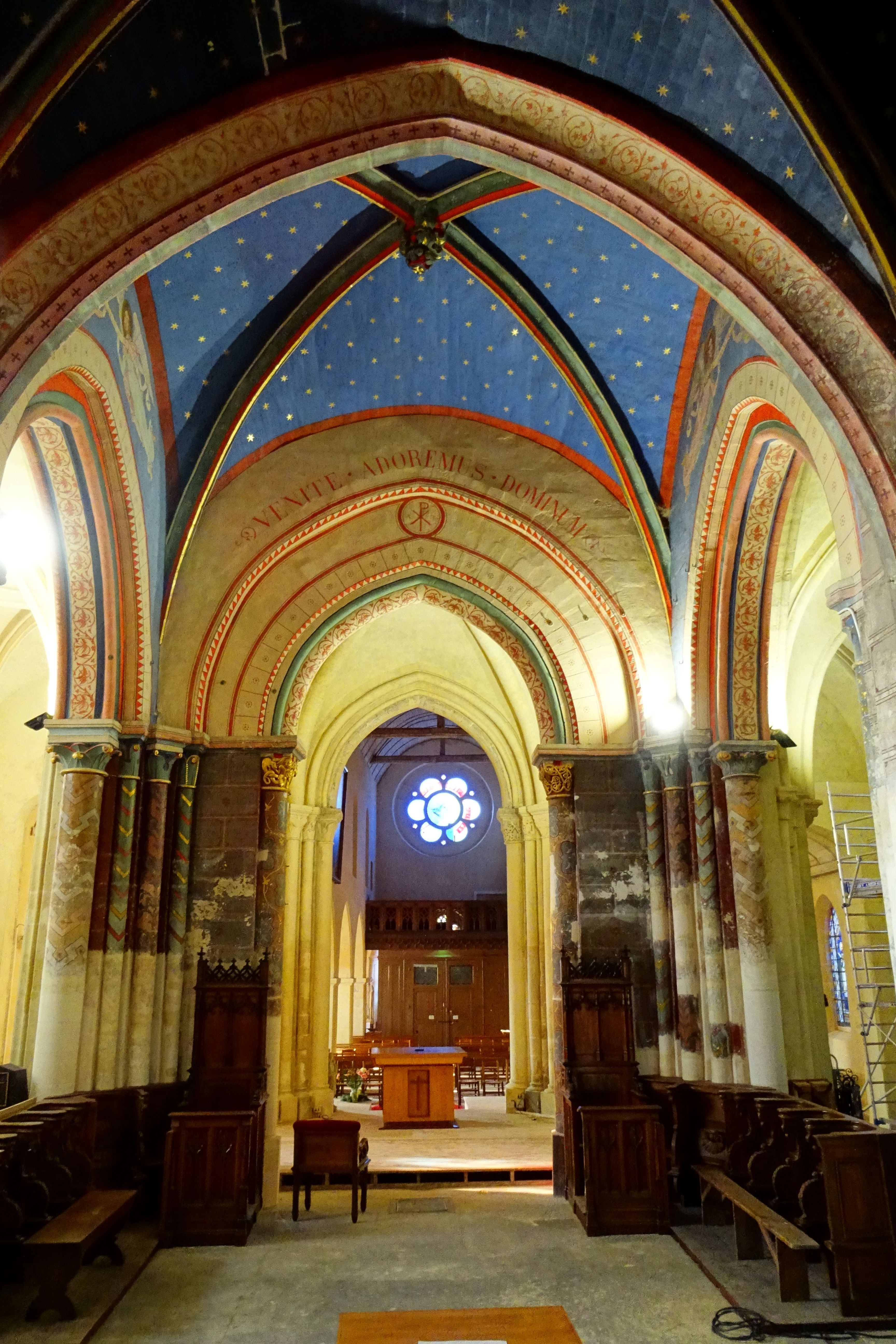
Vue vers l'ouest - travée du 1er quart du XIIe siècle.

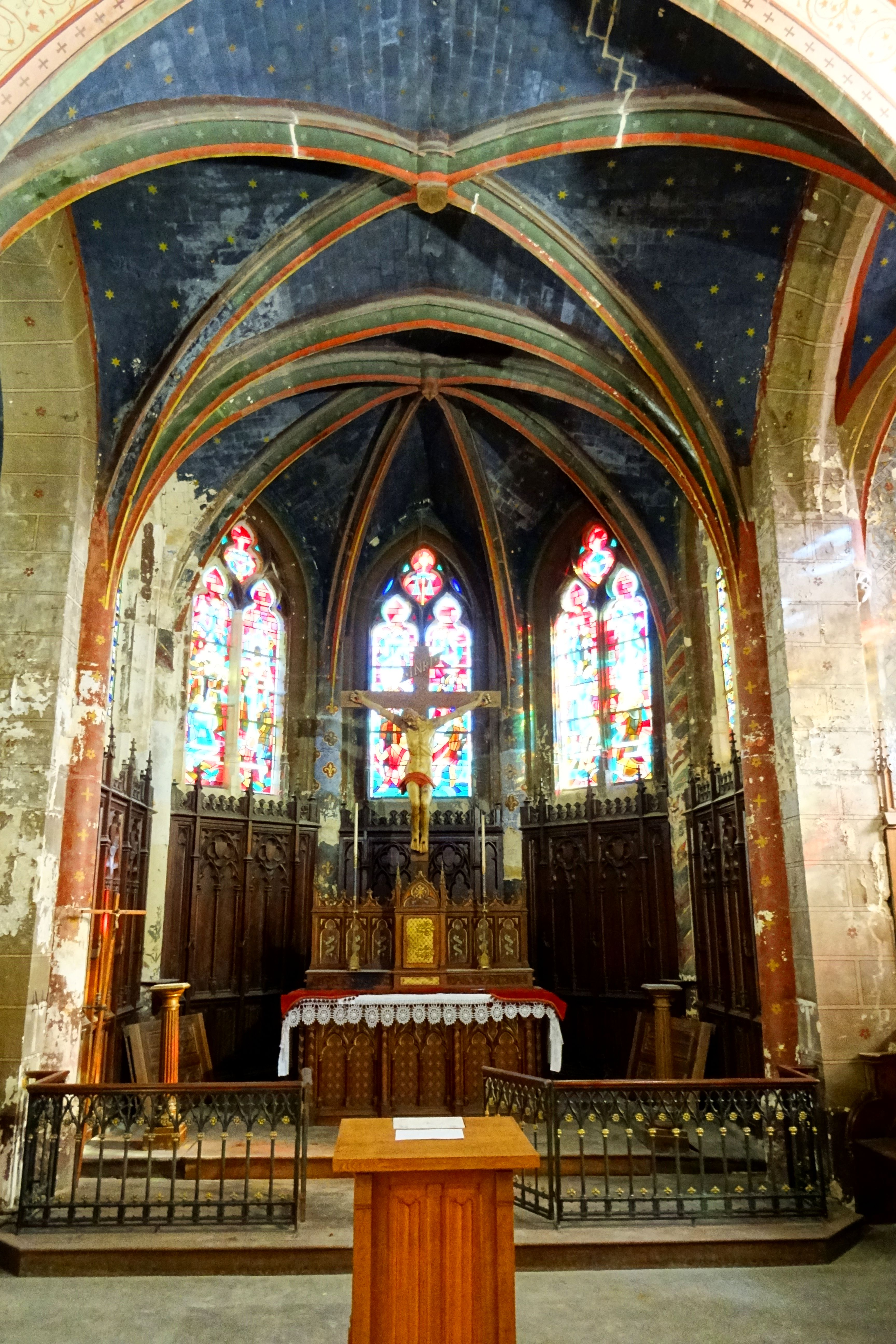
Vue vers l'est - travées du 1er tiers du XVIe siècle.

Le chœur commence par une travée du second quart du XIIe siècle, qui se terminait peut-être par un chevet plat éclairé par un triplet, ou se poursuivait par une abside romane. Roselyne Bussière exagère un peu en écrivant : « Si le chœur conserve des chapiteaux sculptés qui permettent de cerner les campagnes de construction, l'ensemble a été tellement remanié qu'une datation précise serait hasardeuse ». Il suffirait d'entreprendre une étude stylistique plus poussée. Ce que l'on peut retenir, en attendant, est que les murs gouttereaux de la travée romane du chœur ont été percés au premier quart du XIIIe siècle pour la faire communiquer avec les nouvelles chapelles latérales, et que l'arcade ou le mur roman du côté du chevet a été abattu pour être remplacé par un nouvel arc-doubleau vers le premier tiers du XVIe siècle. En même temps la voûte romane a été remplacée par une voûte gothique flamboyante plus élevée, de sorte que les arcs formerets toujours en place au nord, à l'est et au sud remplissent désormais une fonction purement décorative. En outre, les colonnettes des ogives et du formeret oriental ont été supprimées dans les angles nord-est et sud-est. N'y reste que la colonnette du formeret le long du mur gouttereau. Dans les angles nord-ouest et sud-ouest en revanche, les faisceaux de trois colonnettes romanes restent toujours en place, mais les colonnettes du milieu, réservées aux ogives, sont désormais sans emploi : les ogives flamboyantes pénètrent directement dans les angles.
À l'instar de la croisée du transept, les colonnettes romanes dans les quatre angles de la travée avoisinent immédiatement les colonnes engagées gothiques des arcades ouvertes au XIIIe siècle. Mais en différence avec la croisée du transept, les faisceaux de colonnettes contigus aux piles du clocher ne côtoient pas les colonnes engagées romanes. Y reste un intervalle de trois quarts de mètre environ, ce qui met en exergue la plus grande largeur de cette première travée du chœur par rapport à la base du clocher. Cette largeur plus généreuse est obtenue au prix de contreforts décalés par rapport à l'axe des forces à l'est du clocher, ce qui pose des problèmes de stabilité. Reste à revenir sur la sculpture des huit chapiteaux romans. Elle ne réserve pas de surprises. Pratiquement toutes les corbeilles sont sculptées de feuilles d'eau, parfois avec des volutes d'angle ou des nervures perlées, et rappellent les deux chapiteaux semblables de l'arc triomphal. Seul le chapiteau au sud-est arbore des godrons, qui sont curieusement obliques. Quant au profil des ogives flamboyantes, « il se compose de facettes concaves séparées par des arêtes vives qui s'amortissent par un méplat, avec deux autres méplats saillants qui encadrent ce méplat terminal ». Ce profil est commun à toutes les voûtes flamboyantes du Vexin français tout proche, comme le note Monique Richard-Rivoire, et est généralement très répandu bien au-delà. La clé de voûte arbore un petit écusson chargé d'une croix templière, au milieu de feuilles frisées. La polychromie architecturale est celle mise en place après 1857. Les couleurs sont beaucoup plus saturées et plus sombres que ce ne fut l'usage à la période gothique, quand dominaient des teintes à la base d'ocre, complétées par un peu de noir et de vert. À Paris à la seconde moitié du XIXe siècle, la dorure des chapiteaux a été promue par Victor Baltard et Alexandre Denuelle. Dans l'église de Saint-Germain-des-Prés, Eugène Lefèvre-Pontalis juge le résultat désastreux.
Le prolongement du chœur a été construit, sans doute assez rapidement, sans aucune exigence artistique, en appliquant à minima les préceptes stylistiques de l'époque, mais avec régularité et proprement. L'arc-doubleau à l'intersection avec la première travée est seulement profilé d'une large et d'une plus étroite moulure concave de chaque côté, l'intrados étant méplat. Ce doubleau se fond directement dans un dosseret méplat. Ce dosseret résulte probablement de l'arasement du mur de chevet ou d'un pilier roman. Côté est, les angles rentrants entre la saillie du dosseret et un autre dosseret regardant vers l'est, ont accueilli un pilier engagé en quart-de-cercle. L'étroite arcade au sud du prolongement du chœur est analogue au doubleau précédemment décrit. L'étroite arcade au nord est dénuée de toute mouluration, à arêtes vives, et en plein cintre. Ces deux arcades latérales se fondent elles aussi directement dans des dosserets méplats, dont ceux côté ouest résultent certainement de l'arasement des contreforts orientaux de la première travée du chœur. À moins que le caractère sommaire des deux arcades ne résulte d'une réfection à l'époque moderne ou d'un changement de parti en cours de chantier, c'est-à-dire que les deux petites chapelles n'étaient pas comprises dans le projet initial du début du XVIe siècle, la platitude des supports même à l'est des arcades peut s'expliquer par un souci de symétrie. Les autres supports de la partie flamboyante du chœur sont des piliers cylindriques engagés. À l'intersection entre la deuxième et la troisième travée, donc à l'entrée de l'abside, ces piliers reçoivent à la fois les ogives et l'arc-doubleau. Dans les angles de l'abside, ils sont réservés aux ogives, car les arcs formerets font défaut. Le doubleau et les ogives accusent le même profil que les ogives dans la première travée du chœur. Les clés de voûte ne sont pas sculptées, ou ont perdu leur sculpture dans le contexte du vandalisme révolutionnaire, vandalisme dont la clé de voûte de la chapelle Sainte-Honorine, au nord, porte encore les traces. Cinq fenêtres éclairent l'abside. Elles sont toutes munies d'un remplage identique, caractéristique de l'époque, et se composant de deux lancettes à têtes tréflées, très aiguës, surmontées d'un soufflet entre deux écoinçons ajourés de chaque côté. Les meneaux, soigneusement traités, accusent une modénature aiguë et sont munis de bases sculptées.

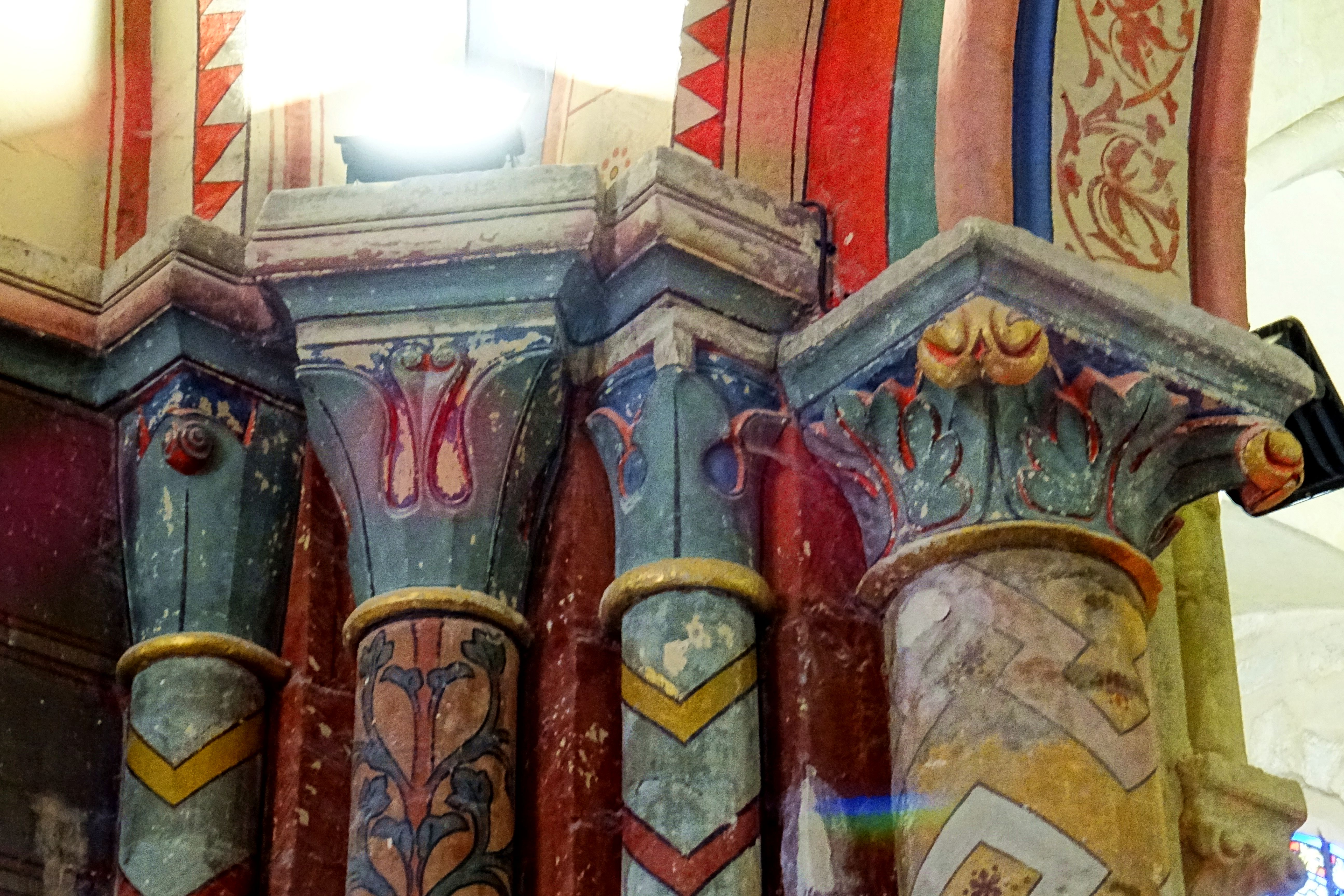
1re travée, chapiteaux dans l'angle nord-ouest.
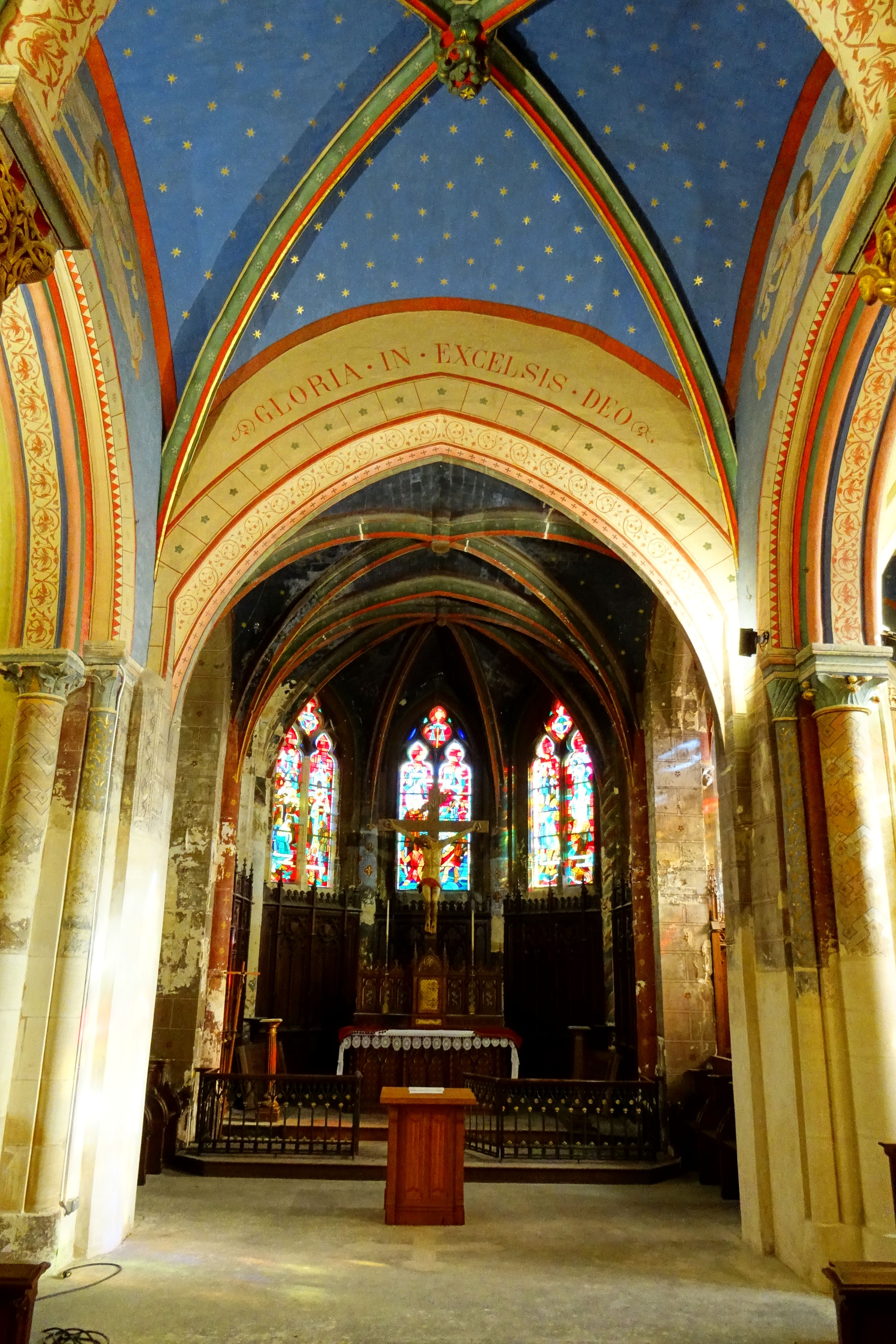
1re travée, vue vers l'est.
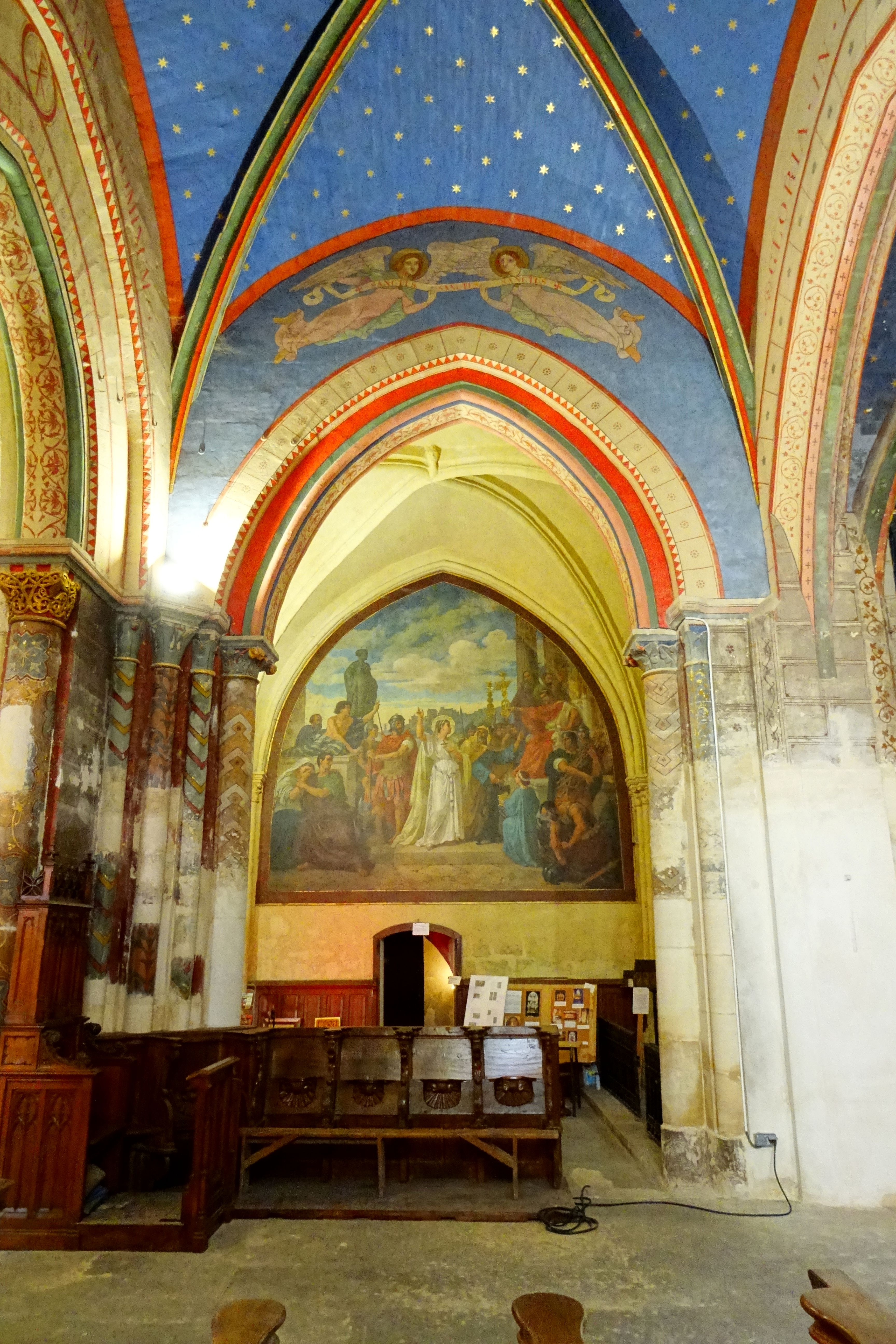
1re travée, vue vers le nord.
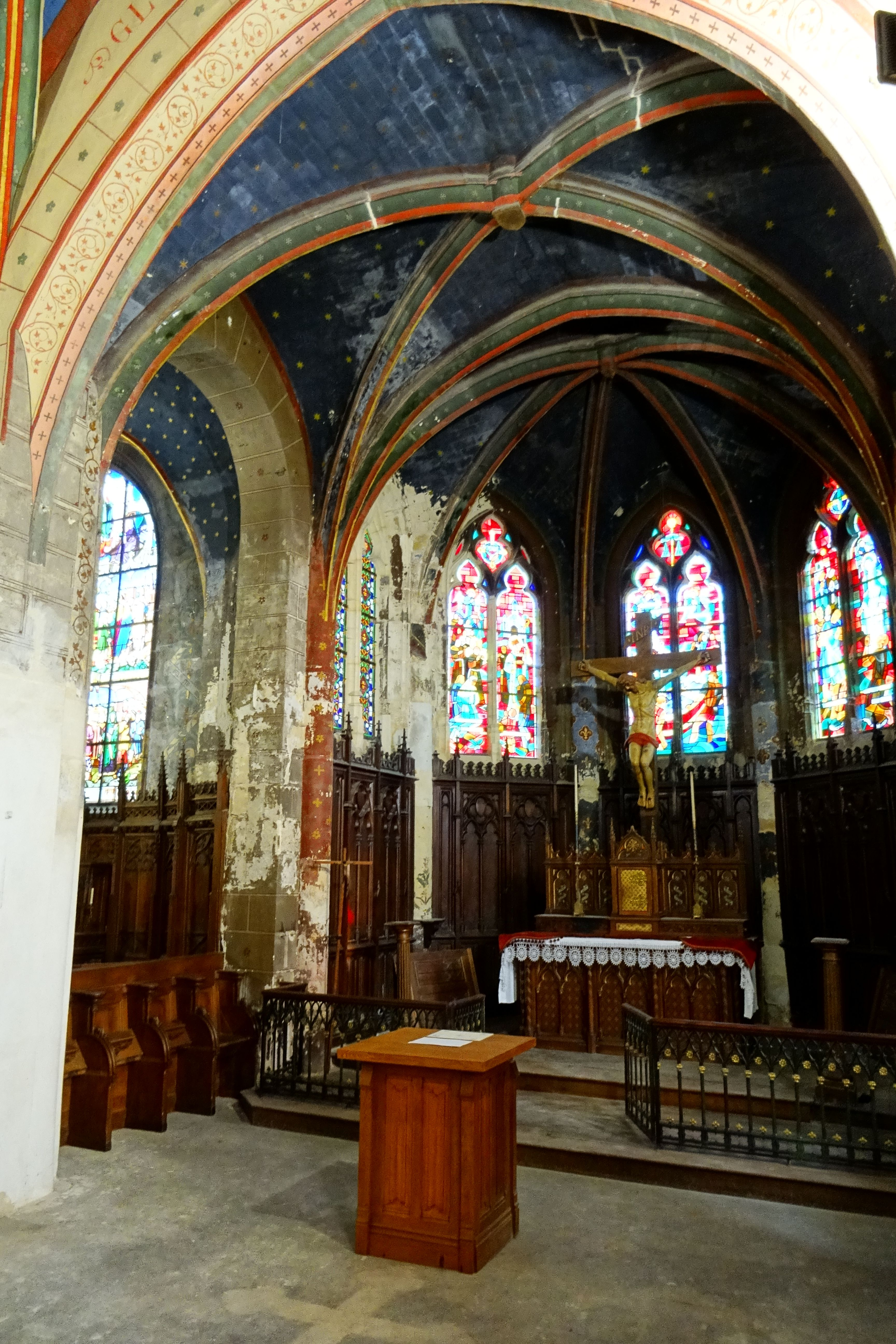
2e et 3e travée, vue vers le nord-est.
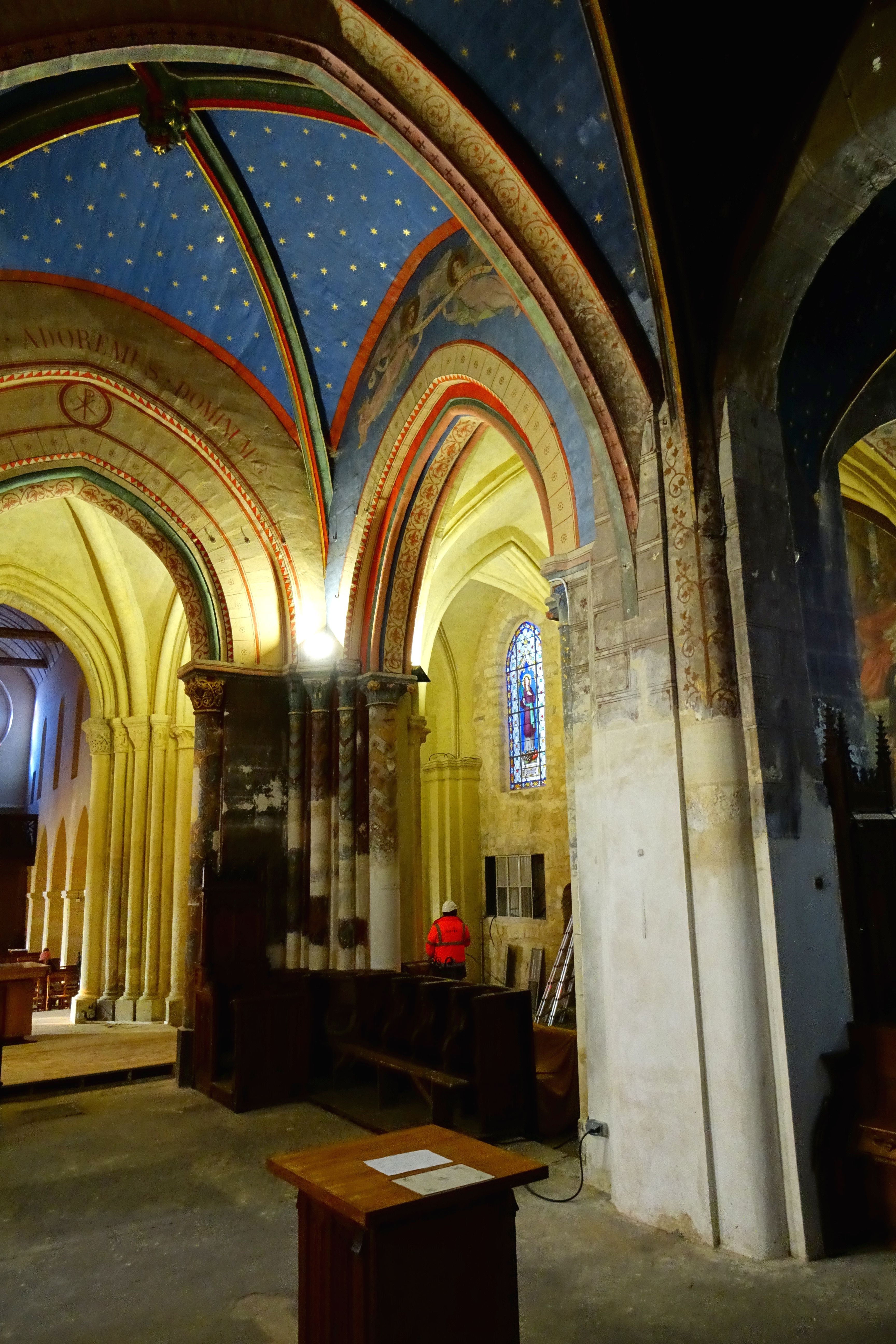
2e travée, vue diagonale vers le nord-ouest.
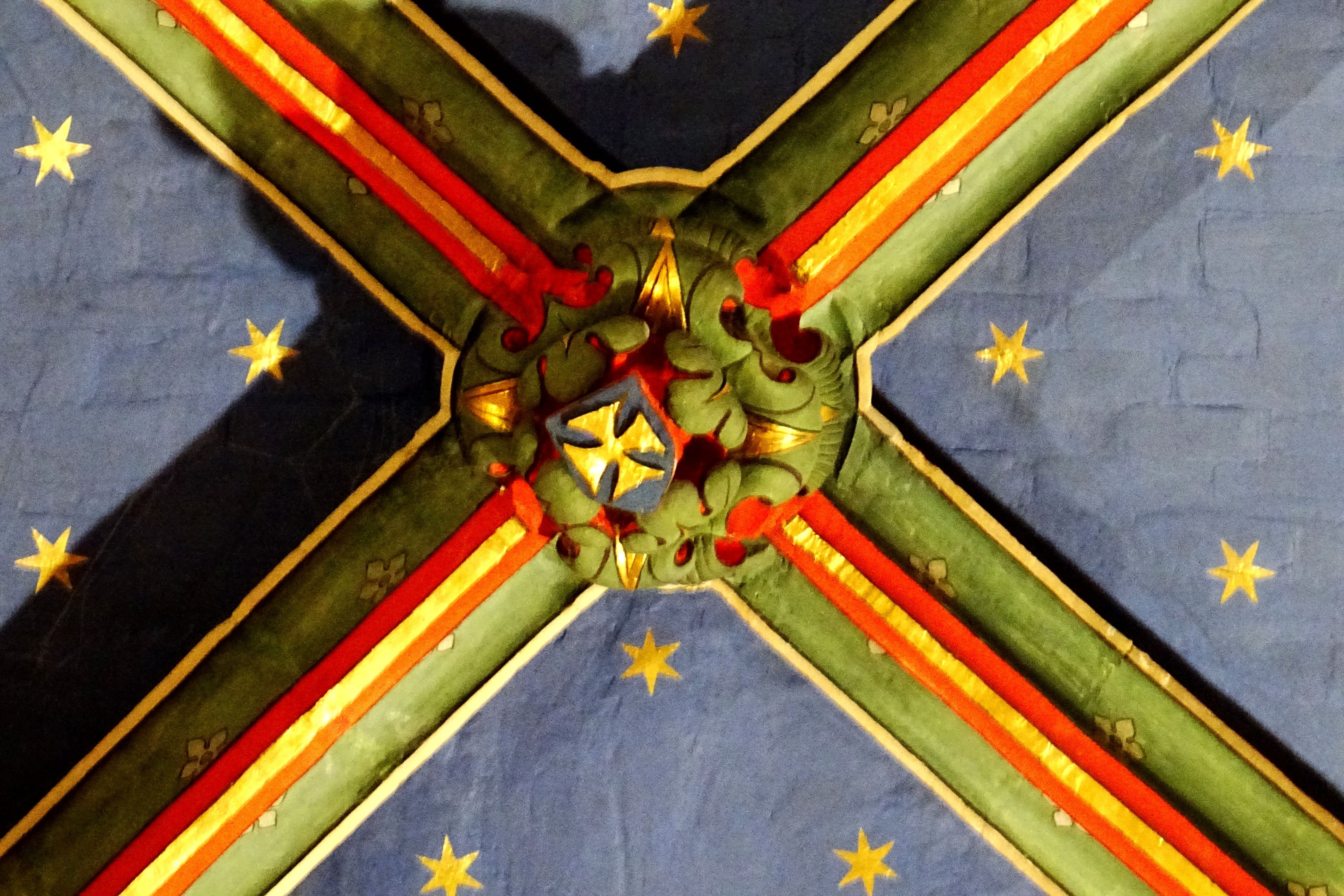
1re travée, clé de voûte.

#### Croisillon et chapelle latérale nord

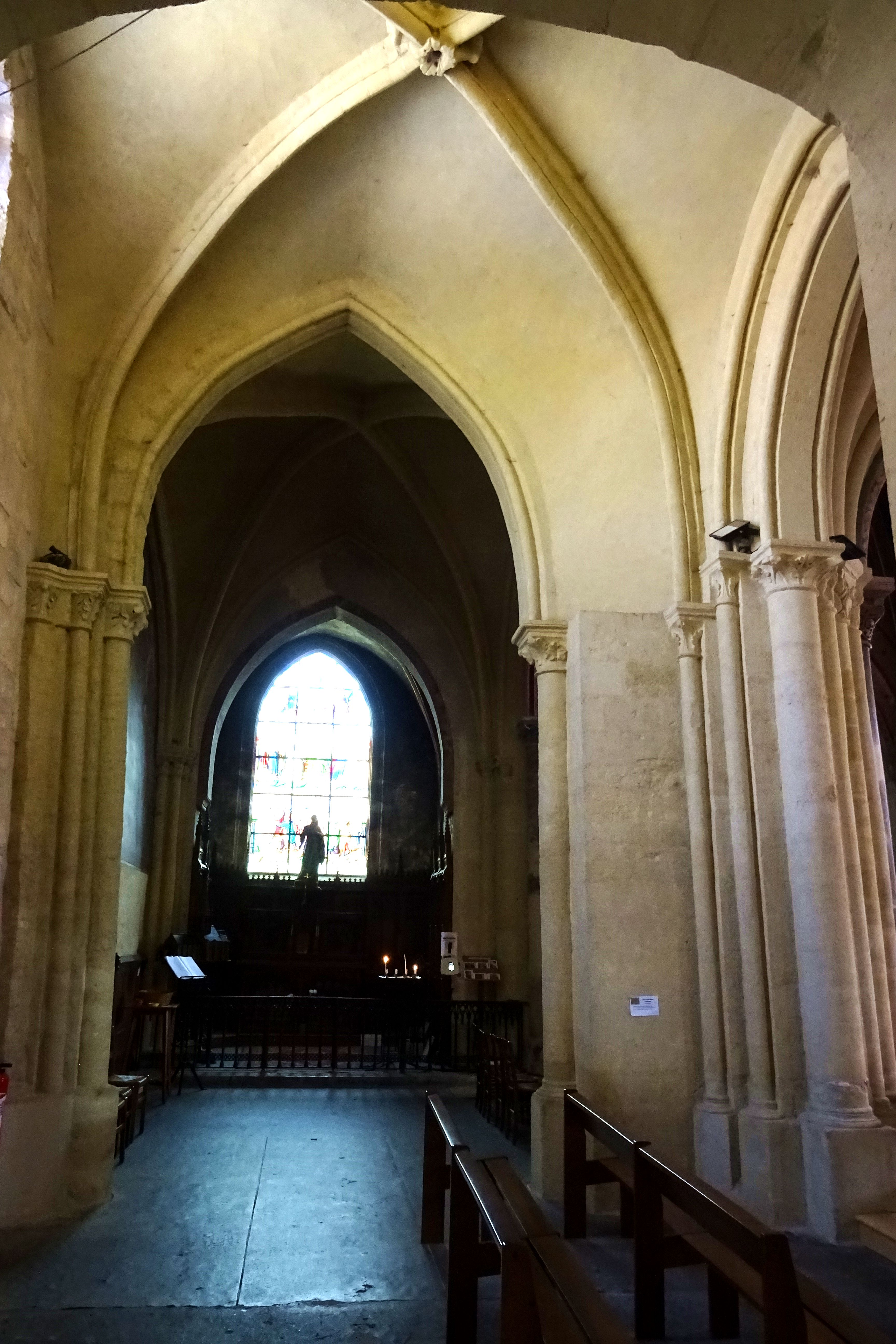
Croisillon nord, vue vers l'est dans la chapelle.

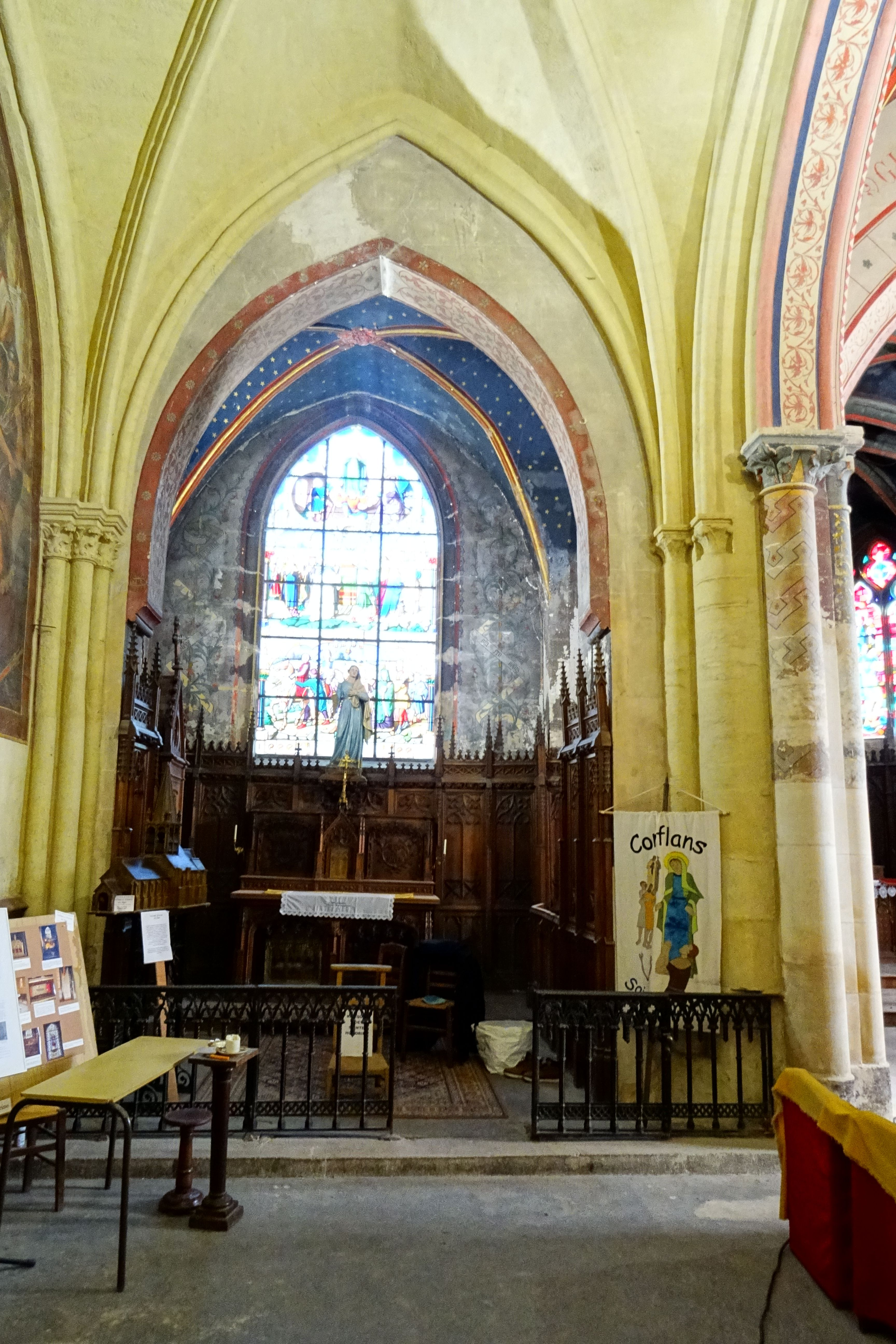
Chapelle latérale nord, 1re travée, vue vers l'est.

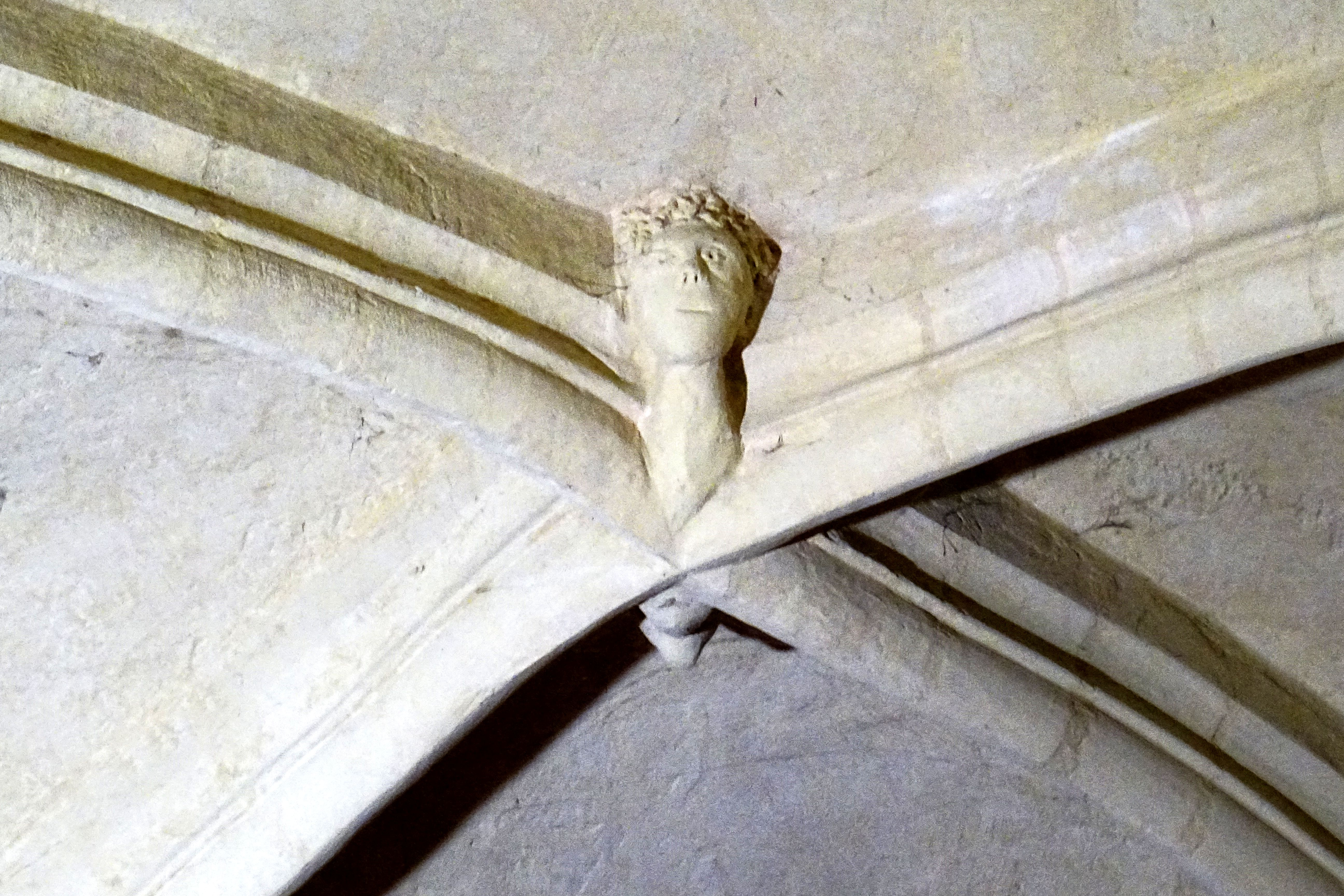
Clé de voûte.

Bien qu'ajouté un demi-siècle environ après la construction de l'église romane, le croisillon nord se raccorde parfaitement à la base du clocher grâce à une arcade gothique à double rouleau, dont le rouleau supérieur du côté sud n'est autre que l'ancien formeret roman de la base du clocher. Les chapiteaux de l'arc-doubleau gothique sont implantés à la même hauteur que les chapiteaux romans. Les autres chapiteaux gothiques sont situés plus bas, du fait du tracé aigu des arcs d'inscription de la voûte et la volonté de ne pas dépasser en hauteur la voûte de la croisée du transept. Ceci donne une irrégularité. Une autre irrégularité, plus gênante sur le plan esthétique, est imputable à la présence du contrefort septentrional de la pile nord-est du clocher. Ce contrefort réduit en largeur le doubleau vers la chapelle latérale du chœur, crée un espacement entre les colonnettes de la voûte et la colonne engagée du doubleau, et apporte un voûtain irrégulier, tiraillée entre la colonnette logée dans l'angle et le doubleau qui lui sert d'arc d'inscription à l'est. Des irrégularités supplémentaires résultent d'une réparation à l'époque moderne, dans le cadre de laquelle les colonnettes dans l'angle nord-ouest ont été remplacées par un massif de maçonnerie à plusieurs angles rentrants, sans chapiteaux mais avec un tailloir mouluré, et les formerets du côté ouest et du côté nord ont disparu. Plusieurs colonnettes gothiques sont donc aujourd'hui sans fonction. Le caractère bancal du mur septentrional, appareillé en moellons et non enduit, et de la fenêtre qui l'éclaire, avec un piédroit plus haut que l'autre et un tracé incertain, pourrait résulter de la même campagne de réparation. D'autant plus bien conçu paraît le faisceau de cinq colonnettes à l'intersection du croisillon et de la chapelle, du côté nord. La colonnette médiane, plus forte en diamètre, supporte l'arc-doubleau, qui est à un seul rang de claveaux. Une colonnette de chaque côté correspond aux ogives, et une autre, aux formerets, dont celle de gauche sans emploi. On peut encore mentionner l'arcade en anse de panier vers le bas-côté, qui est sans caractère particulier, et devrait remplacer une arcade plus étroite qui existait du temps que le bas-côté n'avait pas encore été porté à la largeur de la nef. Au-dessus, s'ouvre un oculus circulaire. Notons plusieurs détails: le pilier ressortant du mur septentrional  n'a qu'un lointain rapport avec la verticale. En cause : la démolition , vers 1860, d'une tranche du bâtiment  formant le presbytère du XVIIe siècle pour créer un passage vers le jardin. Les poussées du clocher et de la flèche vers le nord n'étant plus vraiment contrebutées par ce qui reste du presbytère à cet endroit, donnent cette impression « pisanne »!
Par ailleurs, il faut aussi savoir que MM. de Montmorency prévoyaient de porter l'entrée ouest de l'église au niveau du clocher, d'où les arcs en anse de panier typiques du XVIe siècle. On trouve même une colonne contre le mur nord au niveau de la séparation du bas-côté nord dont le chapiteau est de style grec. Il était ainsi prévu d'abattre nef et autres constructions. Le nouveau chœur aurait donc été celui dont les restes sont croqués sur les gravures des XVIIe et XVIIIe siècles (Cassas & Challe) mais la « décollation » du duc Henry II de Montmorency en 1632 et la confiscation de ses biens stoppèrent les travaux. L'église « romano-gothique » est donc conservée dans son intégralité.
La première travée de la chapelle latérale nord, contemporaine du croisillon, est moins large, puisque le chœur qu'elle flanque déborde vers le nord par rapport à la croisée du transept. La régularité s'en trouve améliorée car le contrefort du clocher, caché ici en grande partie par l'arcade vers le chœur, a pu être mieux dissimulé. Néanmoins, le faisceau de colonnettes près de ce contrefort (soit à l'angle sud-ouest de la chapelle) présente un écart anormalement grand entre les fûts. Comme dans le croisillon, les chapiteaux de la voûte se situent plus bas que les chapiteaux de l'arcade méridionale. Cependant, tous les chapiteaux gothiques et l'ensemble des arcs formerets restent en place. On note seulement que le fût du rouleau supérieur de l'arcade méridionale, côté est, a été remplacé par un massif de maçonnerie, dont la forme arrondie permet d'éviter une trop grande rupture de style. Il n'y a pas de fenêtre, car la sacristie primitive, un temps petit oratoire, est contiguë au mur gouttereau, qui est donc percé d'une porte. À l'est, une arcade en tiers-point, nettement désaxée vers la gauche (vers le nord) a été ouverte à la période flamboyante pour réaliser le raccordement avec la chapelle Saint-Nicolas, patron des bateliers. À l'instar des arcades latérales de la deuxième travée du chœur, associées aux chapelles flamboyantes, cette arcade n'est pas non plus moulurée, et ses piédroits sont lisses. En revanche, elle retombe sur des tailloirs profilés d'une petite et d'une large moulure concave séparées par un filet saillant, ainsi que d'un tore. Le même profil a été appliqué aux piliers engagés qui sont venus se substituer aux colonnettes gothiques du croisillon et de la chapelle latérale sud, lors de la réfection de leurs voûtes à la période flamboyante (voir le chapitre ci-dessus).
Sur les deux grands chapiteaux du doubleau intermédiaire, se profile une tête humaine de facture naïve entre des feuilles de chêne stylisées. La restauration en 1970 sur ce croisillon et la sacristie d'origine a permis de sculpter ces deux têtes se faisant face. Elles représentent  Adam et Ève. Les quatre grands chapiteaux des deux arcades gothiques vers le sud et au sud du doubleau intermédiaire sont sculptées de crochets, de feuilles de chêne, ou d'une alternance des deux motifs, alignés dans un seul rang. Les petits chapiteaux dans les angles du croisillon sont analogues, mais sur l'un des chapiteaux, dans l'angle sud-est, l'on voit des volutes d'angle dans le style du XIIe siècle. Cela a aussi été dit des deux petits chapiteaux dans l'angle sud-ouest de la chapelle. Les chapiteaux de crochets dans l'angle sud-est de la chapelle sont en revanche d'un style gothique classique. Plus évolués sont également les petits chapiteaux dans les angles nord-ouest et nord-est de la chapelle, qui sont sculptés d'un rang de crochets épanouis, et d'un rang de feuilles polylobées. Apparemment indépendamment du niveau et des motifs de la sculpture, les tailloirs font appel à trois profils différents : soit une tablette et un cavet entre deux listels, en ce qui concerne les quatre chapiteaux des arcades méridionales et deux petits chapiteaux dans l'angle sud-ouest de chacune des travées ; soit une tablette, un filet, un cavet amorti par un listel, et une plate-bande ; ou sinon une tablette, un cavet amorti en doucine (ou un cavet et un tore), un ressaut, et une plate-bande, qui forme en même temps la partie supérieure de la corbeille. Il y a quelques bases attiques toujours en place, mais la plupart des bases s'est perdue. Les trois arc-doubleaux sont moulurés d'un méplat entre deux tores dégagés, et les formerets ainsi que les rouleaux supérieurs des doubleaux du sud, d'un mince tore. Les ogives sont au profil d'un tore en forme d'amande, qui se dégage devant un bandeau aux arêtes creusées d'un cavet. Les clés de voûte, creuses au milieu, sont entourées d'une couronne de feuillages, et flanquées de deux têtes humaines, dont l'une regarde vers le nord, et l'autre, vers le sud.
La deuxième travée de la chapelle latérale nord, initialement plus petite et dédiée à saint Nicolas, est consacrée depuis l'agrandissement des années 1860 à Sainte-Honorine depuis la réception de ses reliques au début du XIXe siècle alors qu'elles étaient conservées  dans les églises successives du prieuré voisin . L'ogive de sa voûte  néo-gothique s'appuie directement sur le mur côté sud. À l'opposé, elle s'encastre au nord-ouest dans le mur et vient s'appuyer, au nord-est, sur la colonne  réutilisée des Montmorency. Le mur nord est décoré d'une "grecque" peu visible derrière le grand tableau représentant l'Adoration des bergers. Cette chapelle est surtout intéressante pour son mobilier néo-gothique de grande qualité de 1881 (boiseries, autel, tabernacle) et 1891 (confessionnal). Sous la table d'autel se trouve un vaste espace réservé aux deux châsses/reliquaires, l'une de sainte Honorine et l'autre de sainte Marguerite et saint Sanson. On remarque également la verrière figurée de 1860, qui a pour sujet sainte Honorine. La baie, en tiers-point, est entourée de moulures concaves, mais dénuée de remplage. Comme dans le chœur, l'architecture ne fait pas preuve de recherche. Les deux arcades, à arêtes vives, ont déjà été décrites (dont celle du sud dans le contexte du chœur). Le profil des ogives est analogue au chœur. Elles se fondent directement dans les angles ou dans des massifs de maçonnerie, à l'est. Le massif de maçonnerie de l'angle nord-est englobe les supports Renaissance du projet d'extension des années 1550, dont il a été question dans le chapitre consacré à l'histoire de l'église. La clé de voûte a été abattue, et seul un arrachement en reste visible au croisement des ogives.

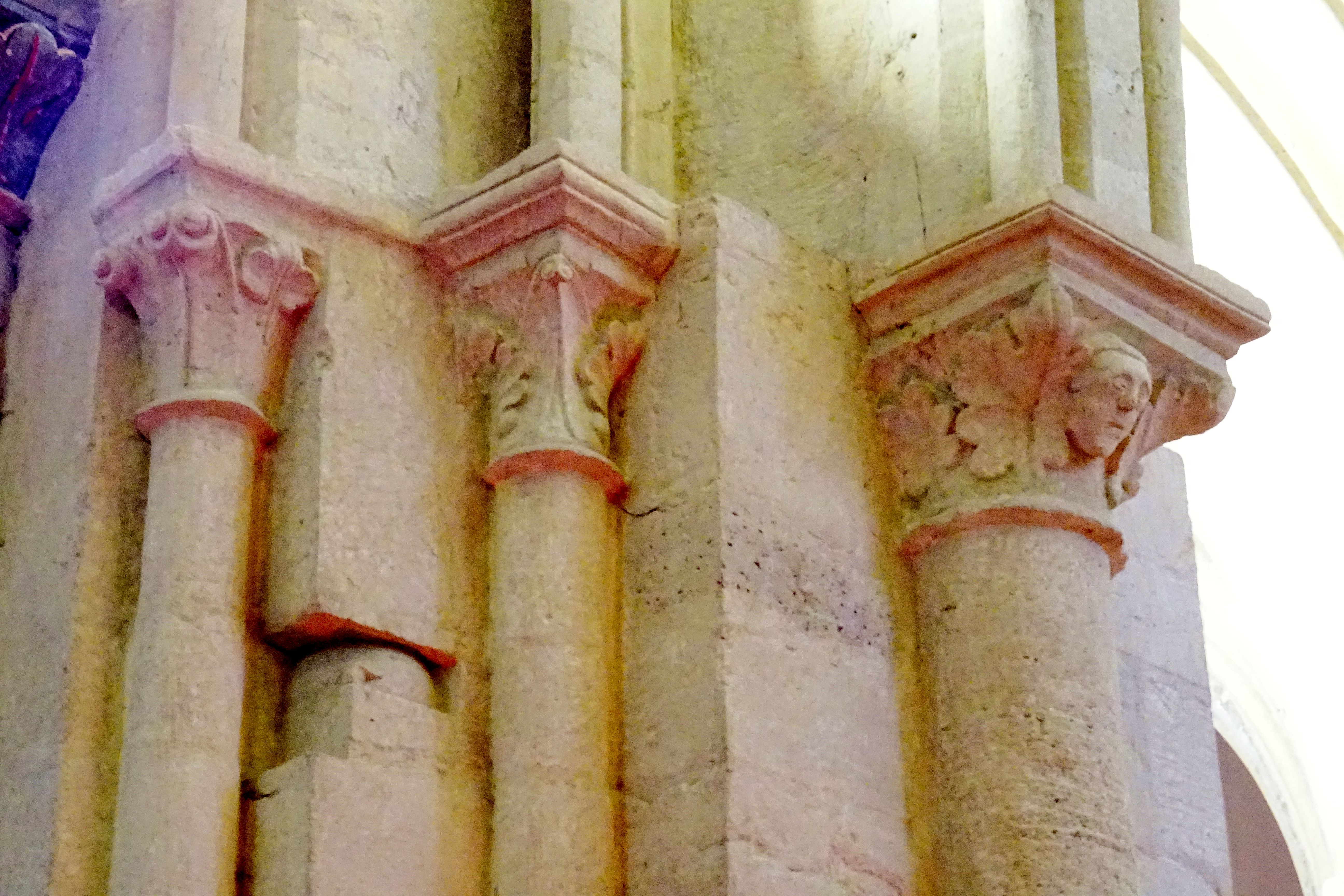
Chapelle latérale nord, 2e travée, chapiteaux dans l'angle sud-ouest.
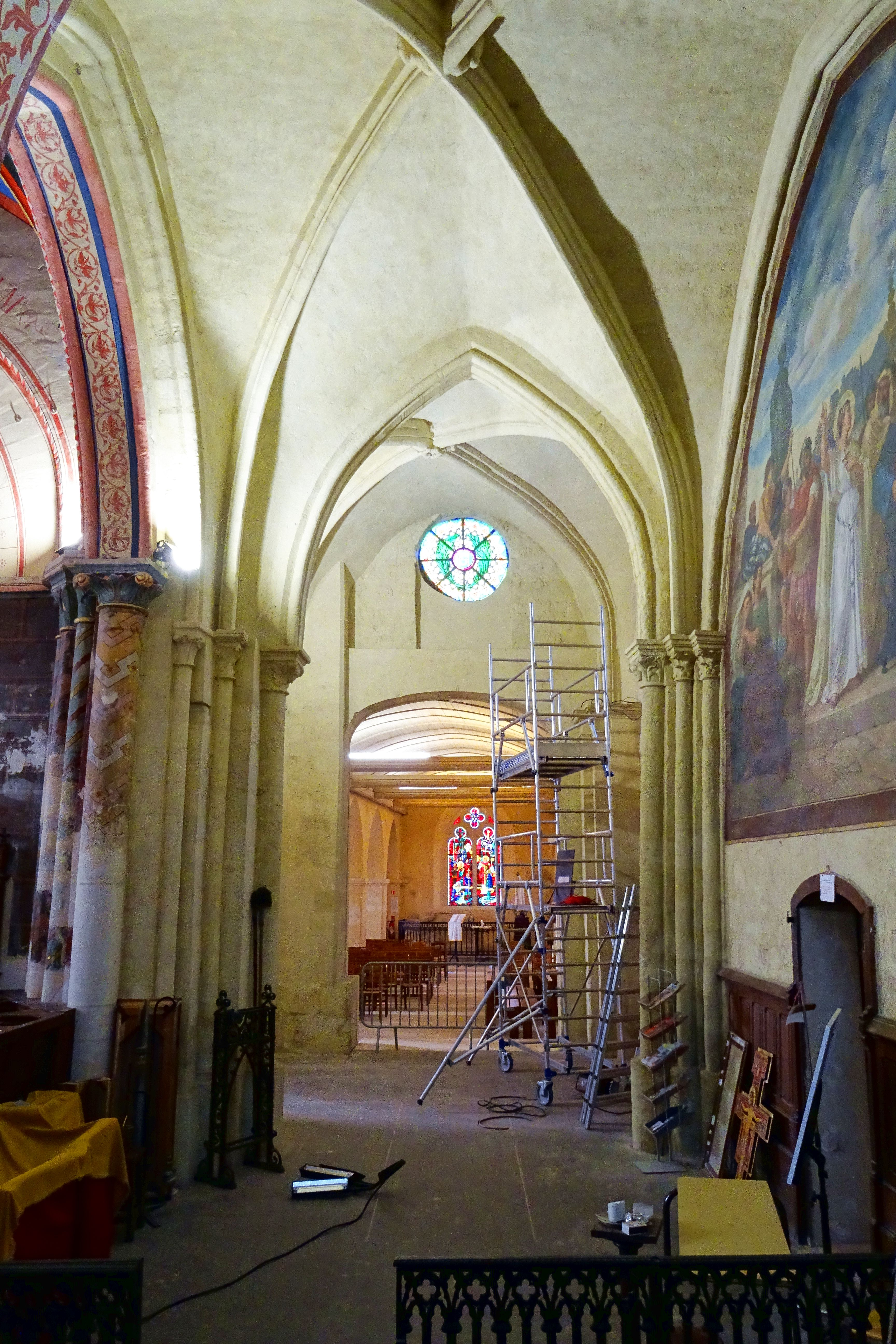
Chapelle latérale nord, 1re travée, vue vers l'ouest.
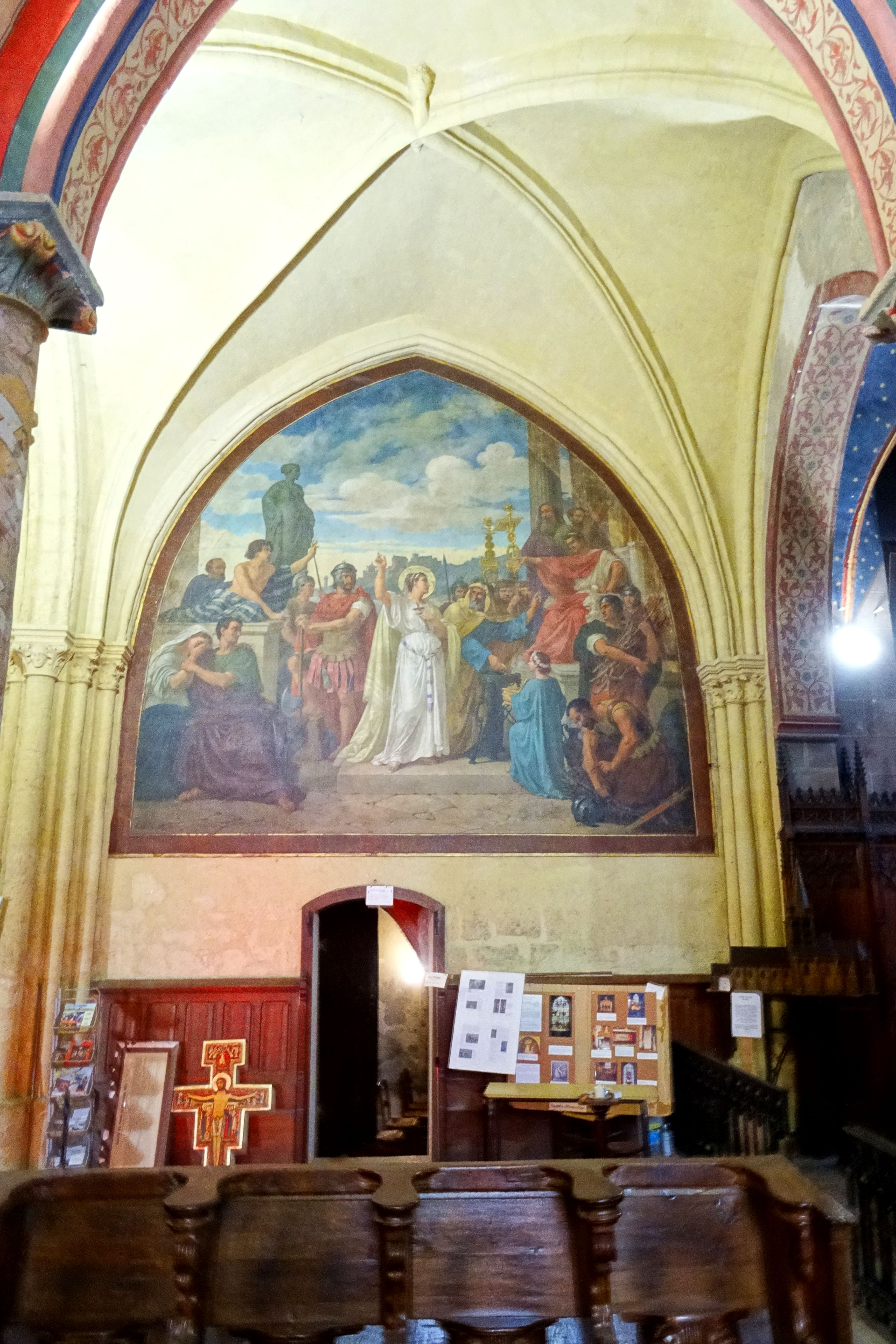
Chapelle latérale nord, 1re travée, vue vers le nord.
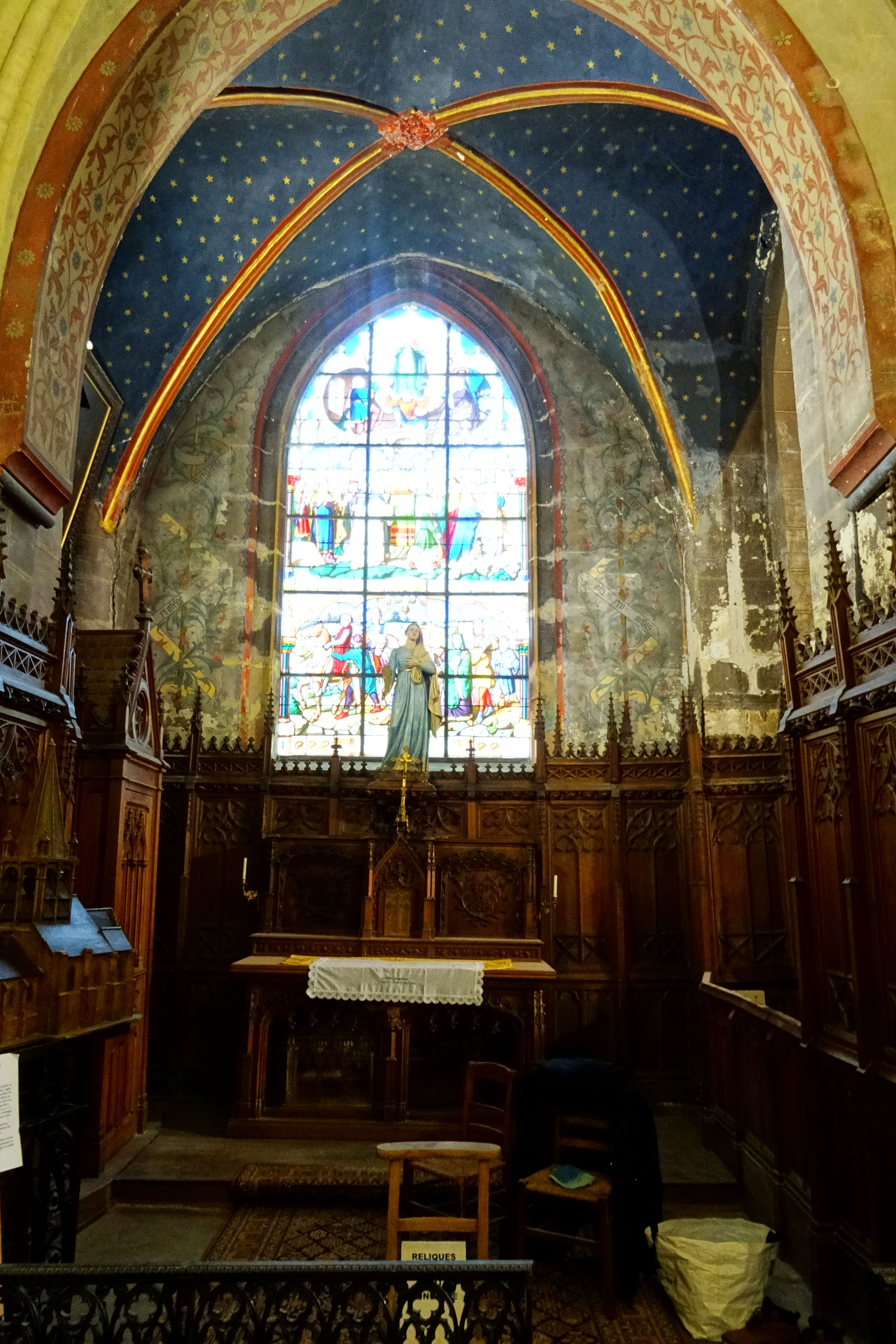
Chapelle latérale nord, 2e travée, vue vers l'est.
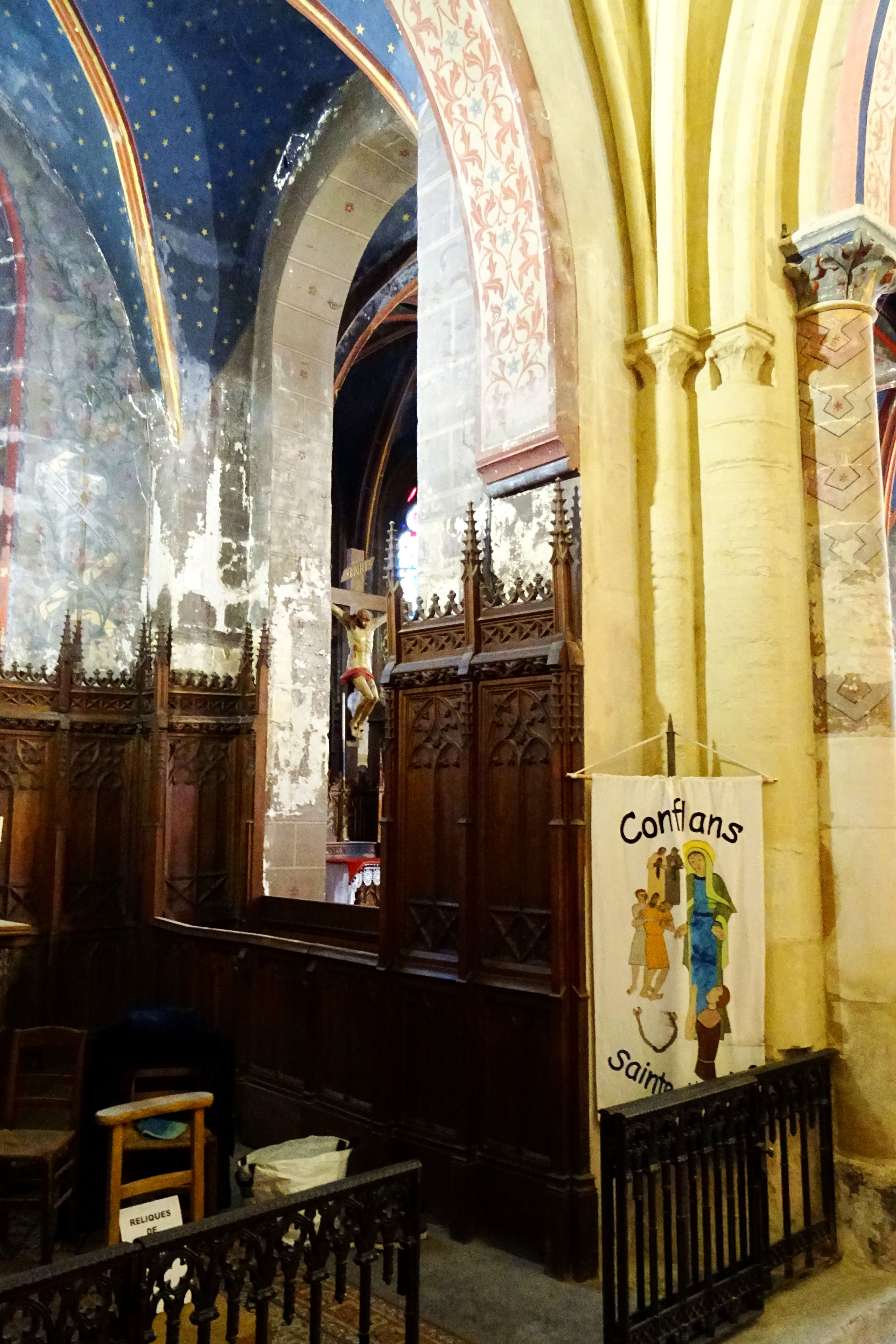
Chapelle latérale nord, vue diagonale vers le sud-est.
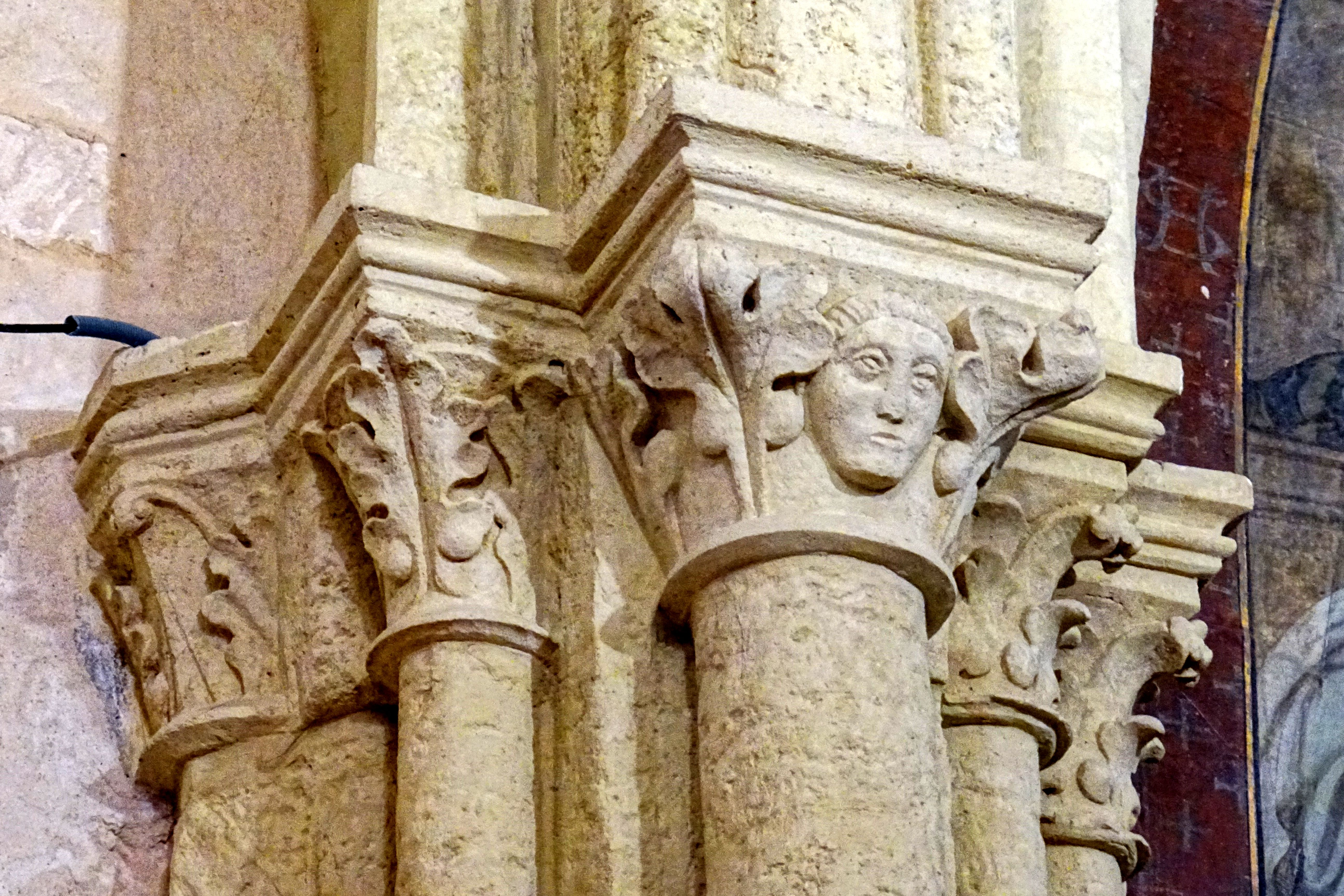
Croisillon nord, chapiteaux dans l'angle nord-est.

#### Croisillon et chapelle latérale sud

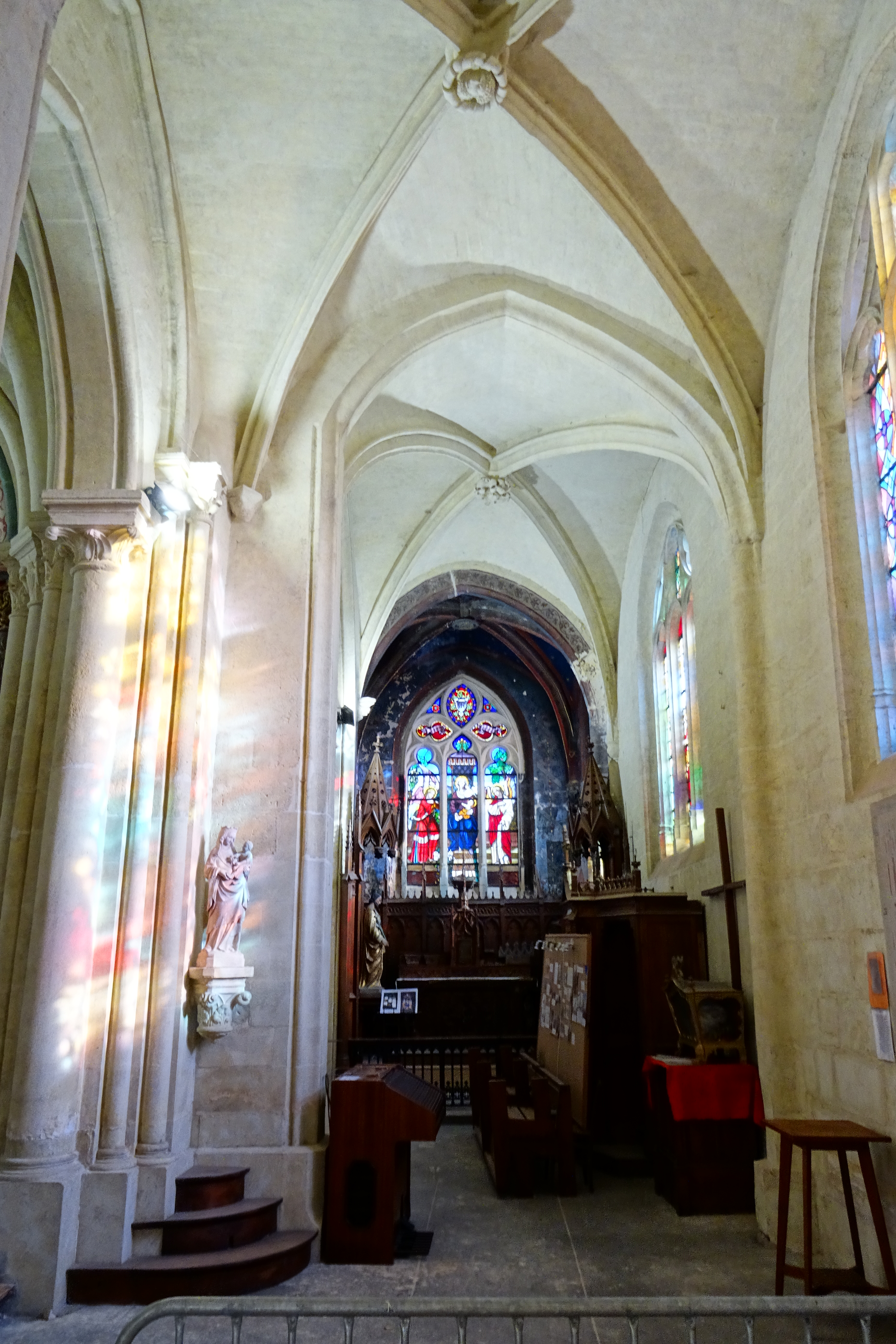
Croisillon sud, vue vers l'est dans la chapelle.

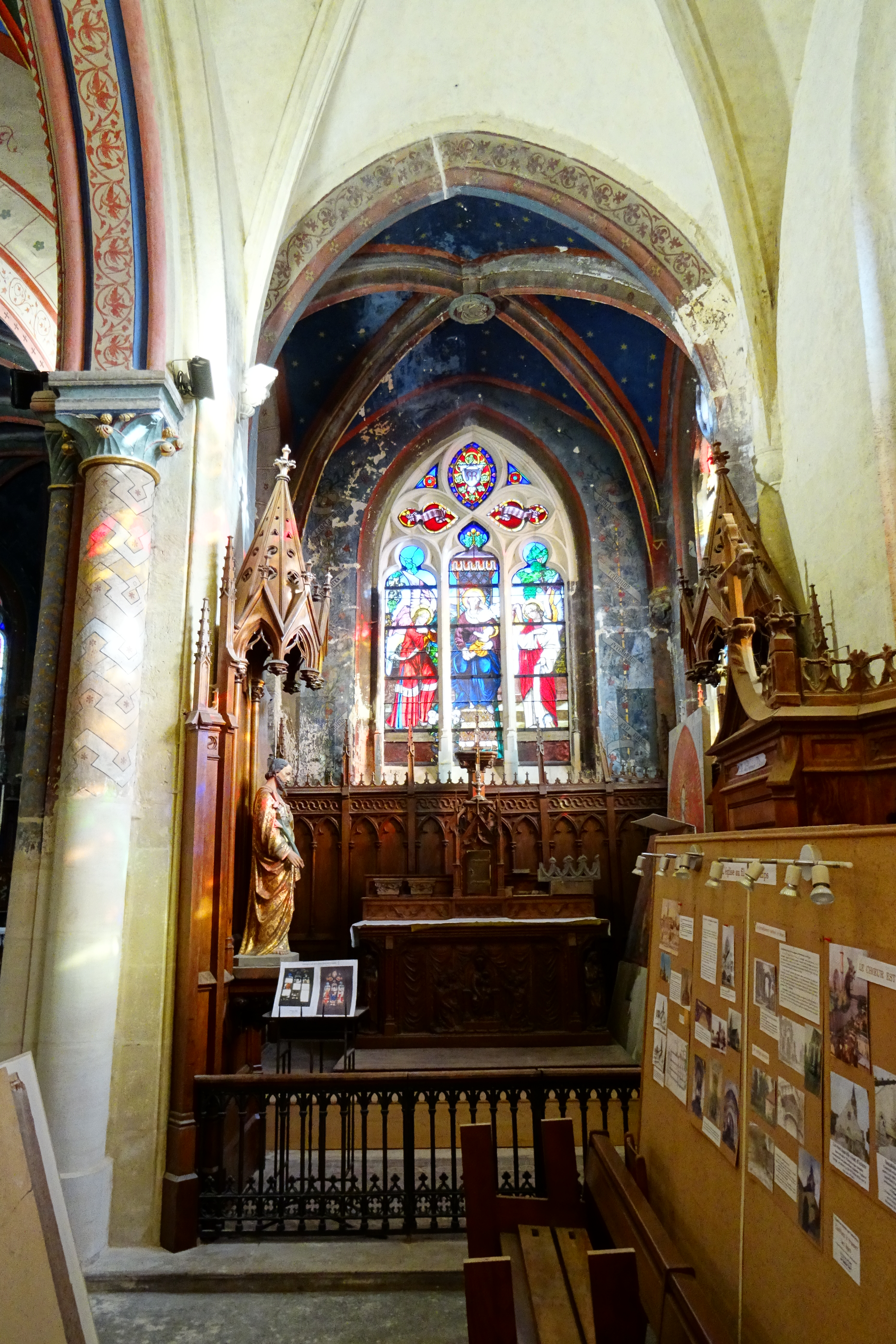
Chapelle latérale sud, 1re travée, vue vers l'est.

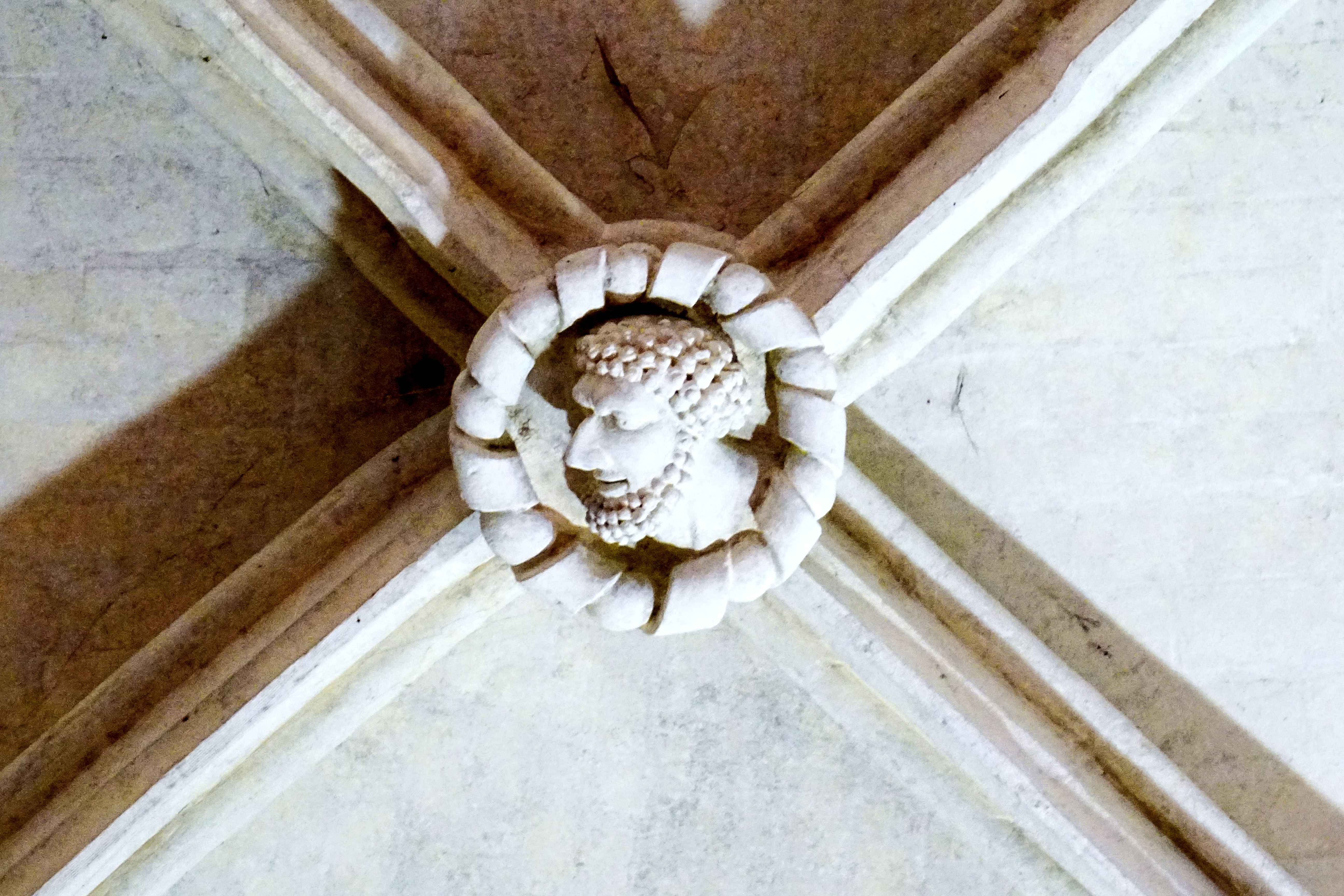
Croisillon sud, clé de voûte.

L'élément dominant du croisillon sud est la large baie flamboyante à trois lancettes, aux meneaux soigneusement moulurés, et munis de bases. Entre les deux piédroits, le remplage est constitué de trois lancettes en cintre surbaissé, dans lesquelles s'inscrivent des têtes tréflées composées d'un hémicycle entre deux quarts-de-cercles. Au niveau du tympan, la lancette médiane est surmontée d'une lancette analogue beaucoup plus courte, qui est flanquée de deux soufflets obliques, d'un dessin encore très aigu contrairement au reste, ainsi que de deux écoinçons ajourés. Le pourtour est agrémenté d'une large et d'une étroite moulure concave. C'est du côté de la base du clocher et vers le bas-côté que le croisillon sud ressemble à son homologue au nord. L'arcade en anse de panier n'est toutefois pas surmontée d'un oculus. Il reste six chapiteaux gothiques au total, dont les deux grands chapiteaux de l'arcade vers la base du clocher, implantés plus bas que ceux de la voûte. Ces deux chapiteaux sont sculptés de feuilles polylobées (côté ouest) et de crochets épanouis d'un style gothique classique (côté est). Ces mêmes motifs se retrouvent sur les deux petits chapiteaux des colonnettes des ogives et du formeret du côté nord. Avec les chapiteaux à l'est de la première travée de la chapelle latérale nord, ces exemplaires paraissent plus récents que la plupart des autres. Le profil des tailloirs se compose d'une tablette, d'un filet, d'un cavet amorti par un listel, et d'une plate-bande. C'est l'un des trois profils présents au nord.
Si l'ogive flamboyante est reçue sur la colonnette du XIIIe siècle dans l'angle nord-ouest, la colonnette dans l'angle nord-est en face est devenue inutile, car le maître d'œuvre a choisi de faire retomber l'ogive sur une console un peu plus loin au sud. Dans l'angle sud-est, l'arc-doubleau et l'ogive s'interpénètrent, et immédiatement en dessous, le pilier change de profil par rapport au doubleau, ce qui est une maladresse manifeste. Dans l'angle sud-ouest, l'ogive se fond dans l'angle entre les deux murs, comme déjà observé dans la première travée du chœur et la chapelle Sainte-Honorine. Il n'y a pas de formerets correspondant à la voûte flamboyante. L'arc-doubleau signalé accuse un intrados méplat entre deux doucines, ce qui est un profil inhabituel : entre deux doucines, l'intrados adopte généralement la forme d'un boudin. Le piédroit nord est mouluré du même profil que les consoles de l'arcade à l'entrée de la chapelle Sainte-Honorine. Cette moulure se trouve une fois côté ouest, et même deux fois côté est, du fait de la présence d'un ressaut dans le pilier, alors que l'intrados est méplat. Il n'y a toutefois pas de continuité avec le doubleau. Le piédroit côté sud est un pilier ondulé engagé en forme de double doucine, et est tout à fait représentatif de l'architecture flamboyante dans la région. Ce n'est pas le cas du profil des ogives, à savoir un filet saillant entre deux fines moulures concaves et deux tores (il y a des larges moulures concaves à l'emplacement des tores sur les ogives flamboyantes au nord et dans le chœur). La clé de voûte arbore une tête d'homme barbue, dont les cheveux et la barbe sont représentés par des petites boules, au milieu d'un anneau enrobé d'un ruban.
La première travée de la chapelle latérale sud, initialement construite au premier quart du XIIIe siècle, ne conserve d'origine que les deux grands chapiteaux de l'arc-doubleau vers le chœur. Sculptés de crochets, ils sont analogues au chapiteau à l'est du doubleau entre croisillon sud et croisée du transept. Les tailloirs sont également analogues. Tout le reste a été refait à la période flamboyante, y compris le rouleau supérieur de l'arcade. Son profil se continue sur les deux piédroits, et c'est le même que déjà signalé pour le pilier engagé au nord du doubleau qui sépare le croisillon sud de la chapelle, ainsi que pour les consoles de l'arcade ouvrant sur la chapelle Sainte-Honorine. Le pilier ondulé engagé, en face au sud, a déjà été mentionné. Contrairement à la chapelle Sainte-Honorine et à la partie flamboyante du chœur, le maître d'œuvre n'a pas appliqué le système des nervures des voûtes pénétrant dans les piliers ou dans les angles de mur. Dans la chapelle du sud, les quatre ogives sont reçues sur des culs-de-lampe. Les deux exemplaires du côté du mur gouttereau sont rudimentaires. Au nord-ouest, le cul-de-lampe est muni d'un tailloir carré et sa corbeille, de forme conique, est sculptée de trois facettes concaves. Au nord-ouest, l'on trouve l'unique cul-de-lampe garni d'un motif sculpté plus abouti que compte l'église Saint-Maclou. Ce motif est une tête de chérubin flanquée d'ailes déployées. La chevelure est rendue de la même manière que sur la clé de voûte du croisillon sud. Le bas de la corbeille est décoré de godrons. Le tailloir accuse une tablette, un cavet en forme de doucine et un tore. La voûte est analogue au croisillon sud, hormis la clé de voûte, qui est une délicate composition de feuilles frisées. La fenêtre est elle aussi analogue au croisillon sud.
La chapelle de la Vierge, dite aussi Notre-Dame-des-Ardents selon le vocable que portait la première église du prieuré dans la tradition locale, s'ouvre par une arcade en tiers-point du même profil que le doubleau entre la première et la deuxième travée du chœur, et que l'arcade au sud de la deuxième travée du chœur, qui concerne également la chapelle de la Vierge. À gauche, l'arcade se fond directement dans le pilier, qui est lisse, mais a l'angle sud-est taillé en biseau. À droite, l'arcade se fonde dans un pilier cylindrique engagé, à l'instar du doubleau à l'entrée de l'abside et des ogives dans les angles de l'abside. Dans les deux angles du chevet, l'architecte a disposé des culs-de-lampe à l'intention des ogives. Leur motif est un angelot d'une facture très naïve, qui porte entre ses deux mains un écusson peint du monogramme « M » pour Marie. Ces monogrammes font partie de la polychromie architecturale de la seconde moitié du XVIe siècle. La voûte elle-même est analogue à la chapelle Sainte-Honorine. Cependant, la clé de voûte sculptée s'est conservée. Il arbore une tête d'homme représentée de profil, entourée d'une couronne de laurier. Cette tête est en bas-relief, alors que celle du croisillon sud est en haut-relief. Tout n'a manifestement pas été construit en même temps, comme le donnent à penser aussi les divergences dans les ogives et piliers dans les deux travées précédentes, comparées aux cinq autres travées flamboyantes de l'église. Le croisillon sud de la "croisée du transept" et la travée qui suit vers l'est ont été restaurés en 2000-2001 et de nombreuses pierres d'ogives remplacées. Les fenêtres de la chapelle de la Vierge sont de la même facture que celles de l'abside, mais le remplage est différent. La baie du chevet est à trois lancettes à têtes tréflées, dont celle du centre, plus élevée et plus aiguë, est surmontée d'une ellipse entre deux soufflets placés horizontalement. Surtout ce dernier détail est original. La baie méridionale est à deux lancettes à têtes tréflées, surmontées de deux soufflets obliques, tête vers le bas, et d'un petit soufflet droit au sommet.

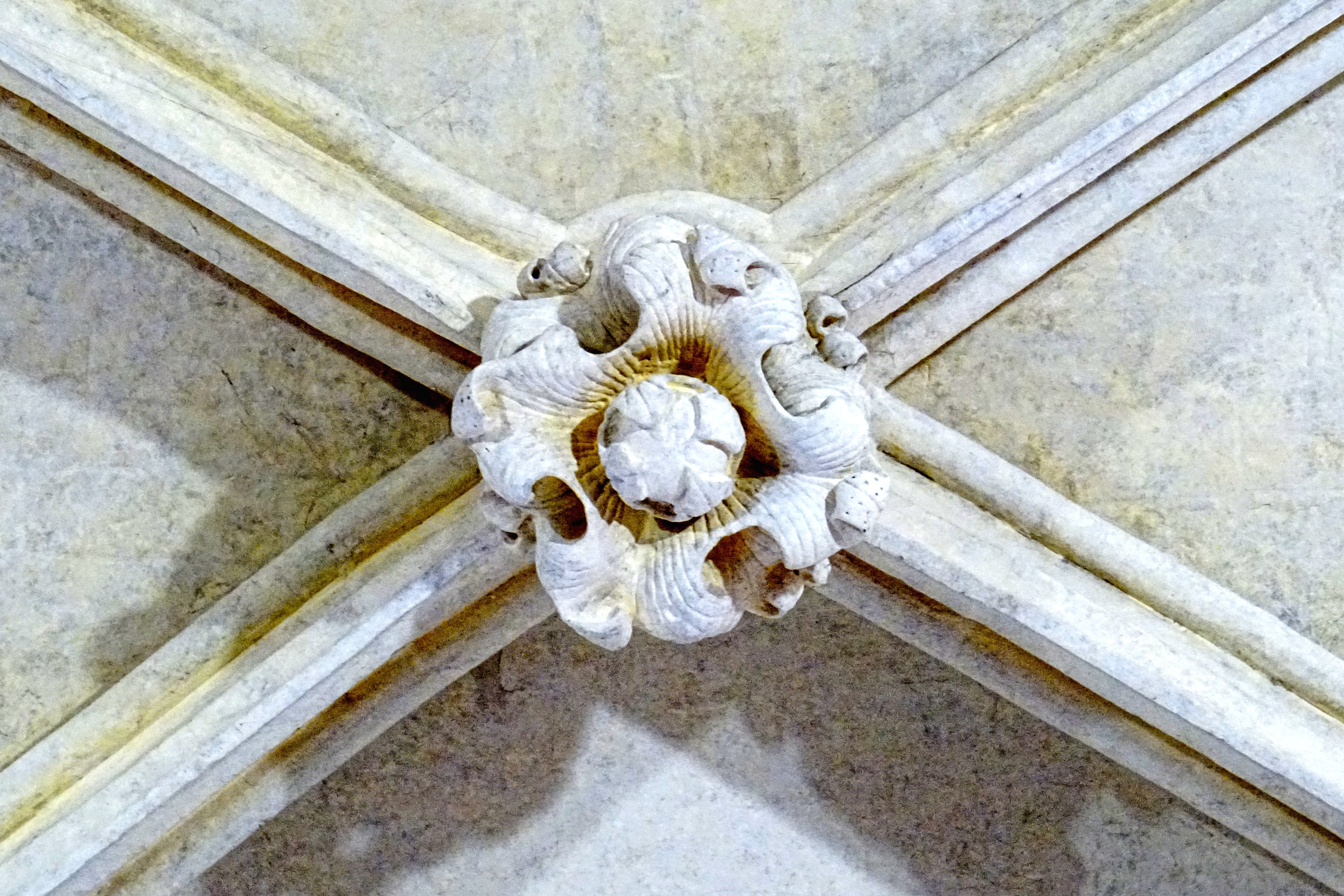
Chapelle latérale sud, 1re travée, clé de voûte.
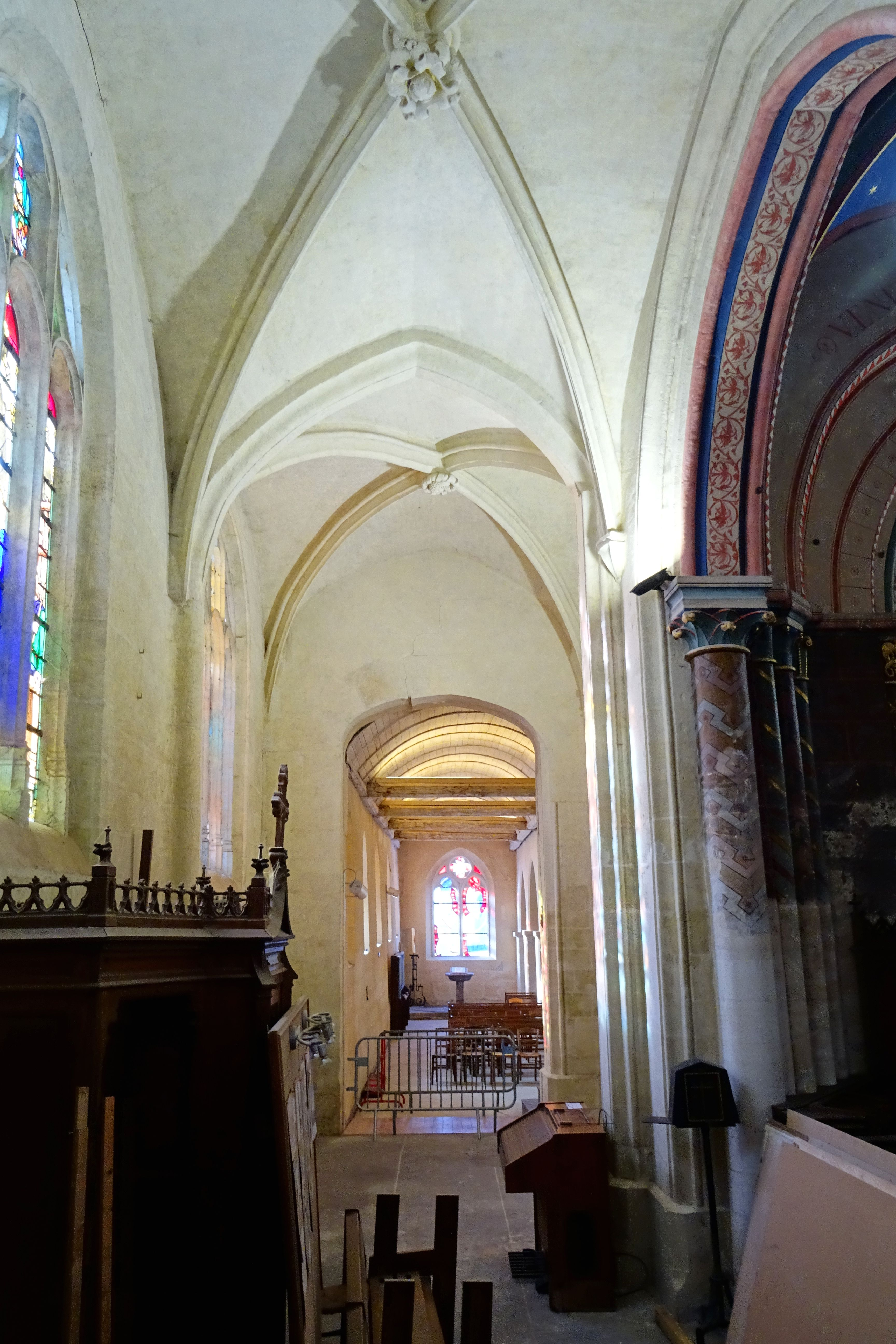
Chapelle latérale sud, 1re travée, vue vers l'ouest.
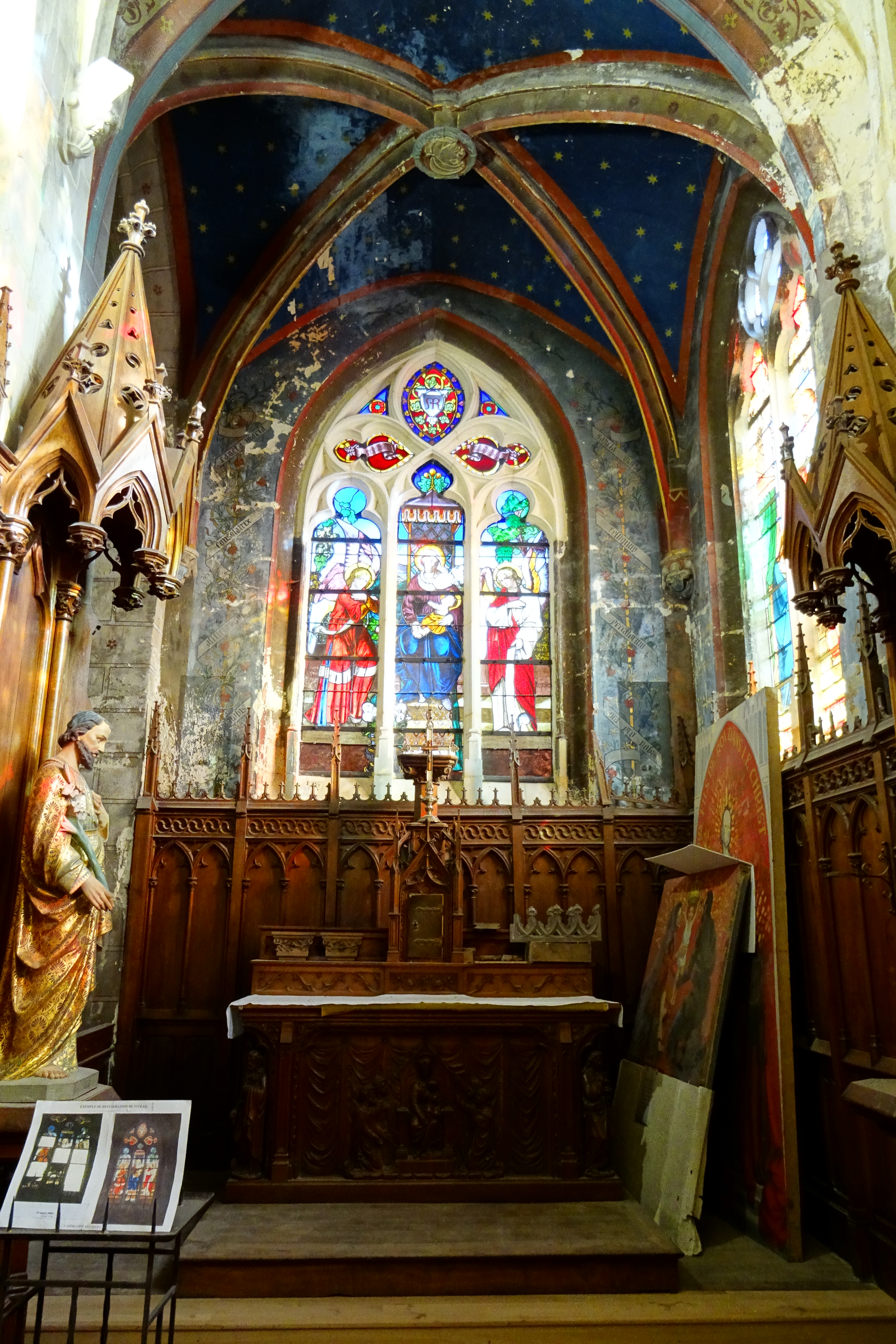
Chapelle de la Vierge, vue vers l'est.
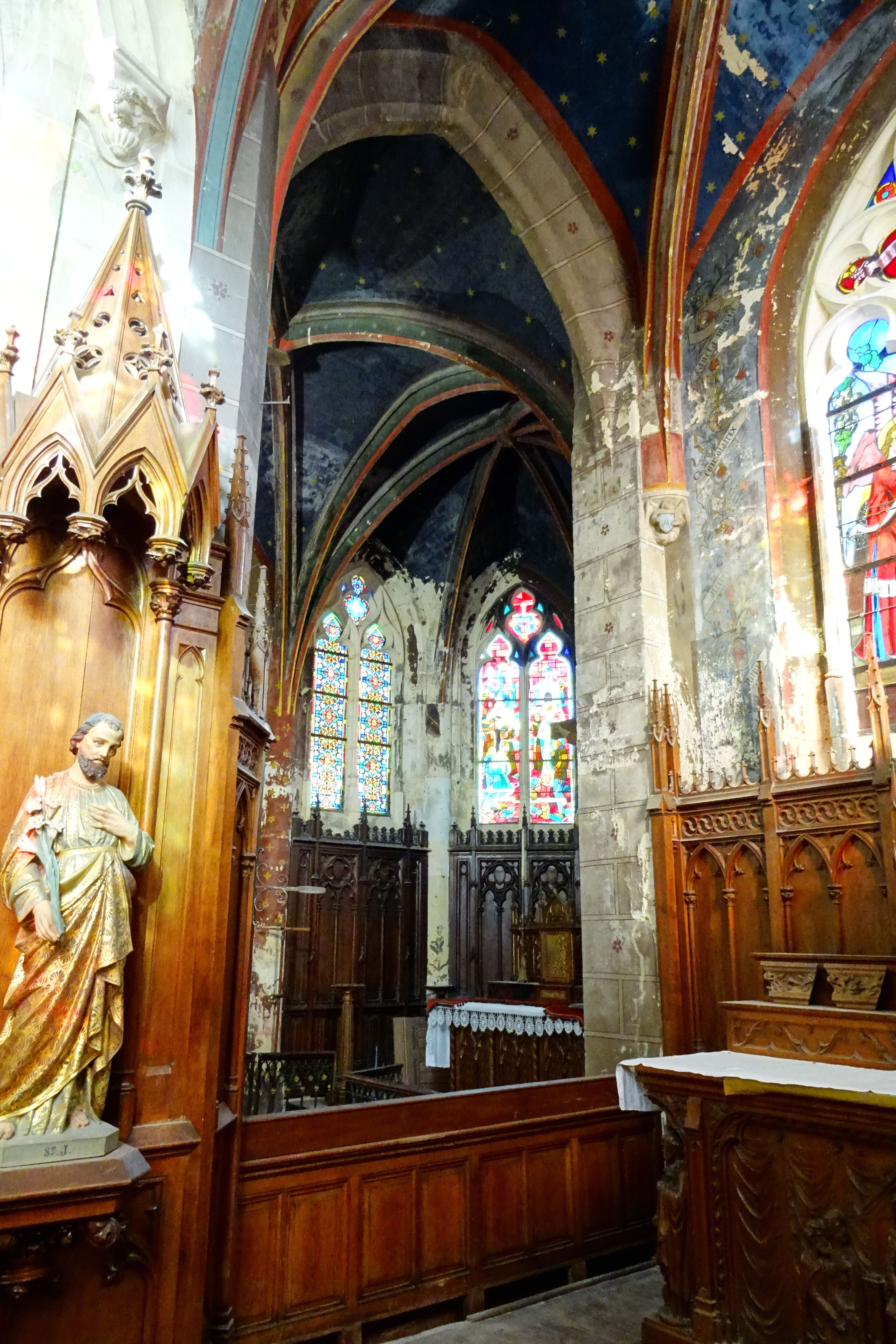
Chapelle de la Vierge, vue diagonale vers le nord-est.
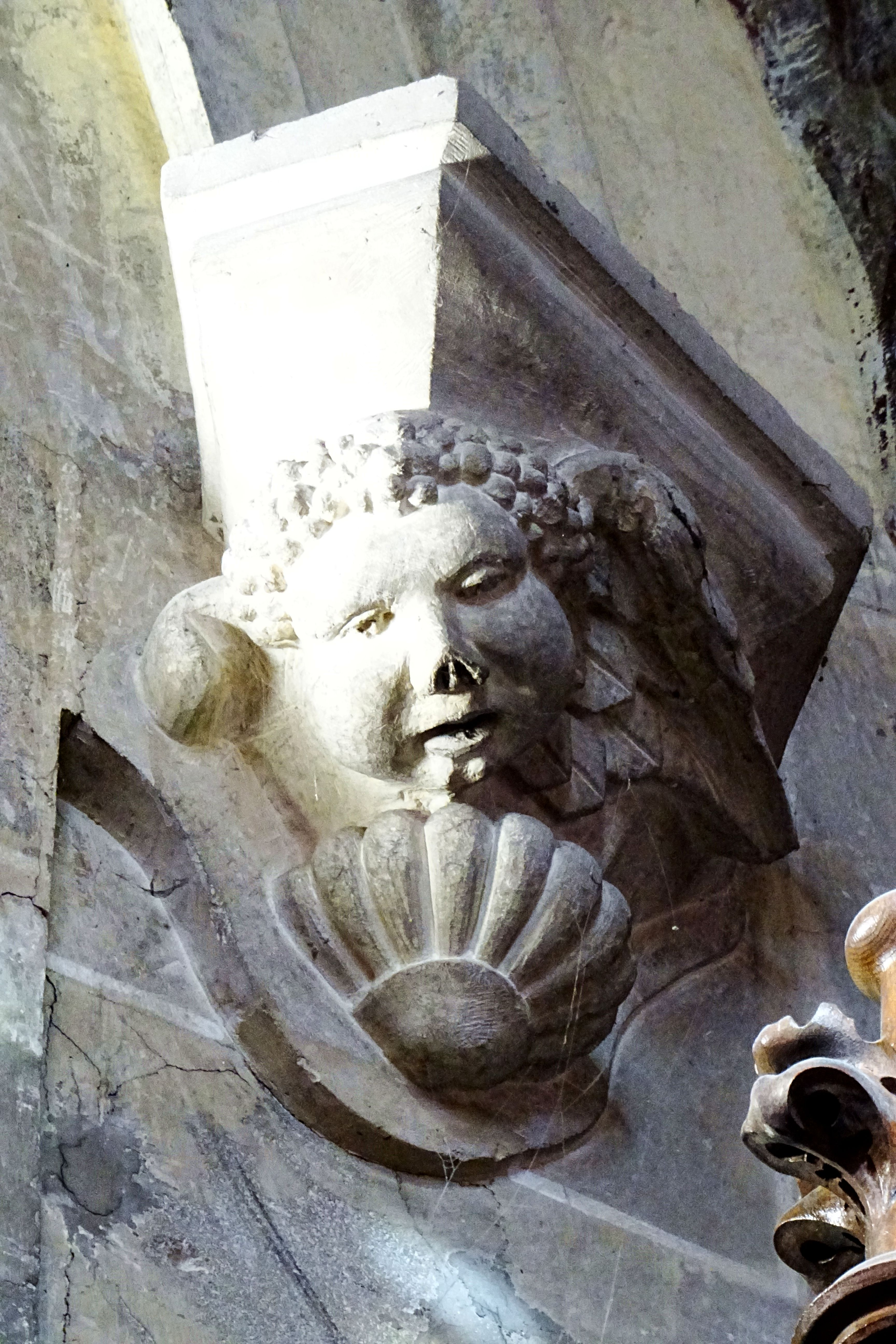
Chapelle latérale sud, 1re travée, cul-de-lampe dans l'angle nord-est.
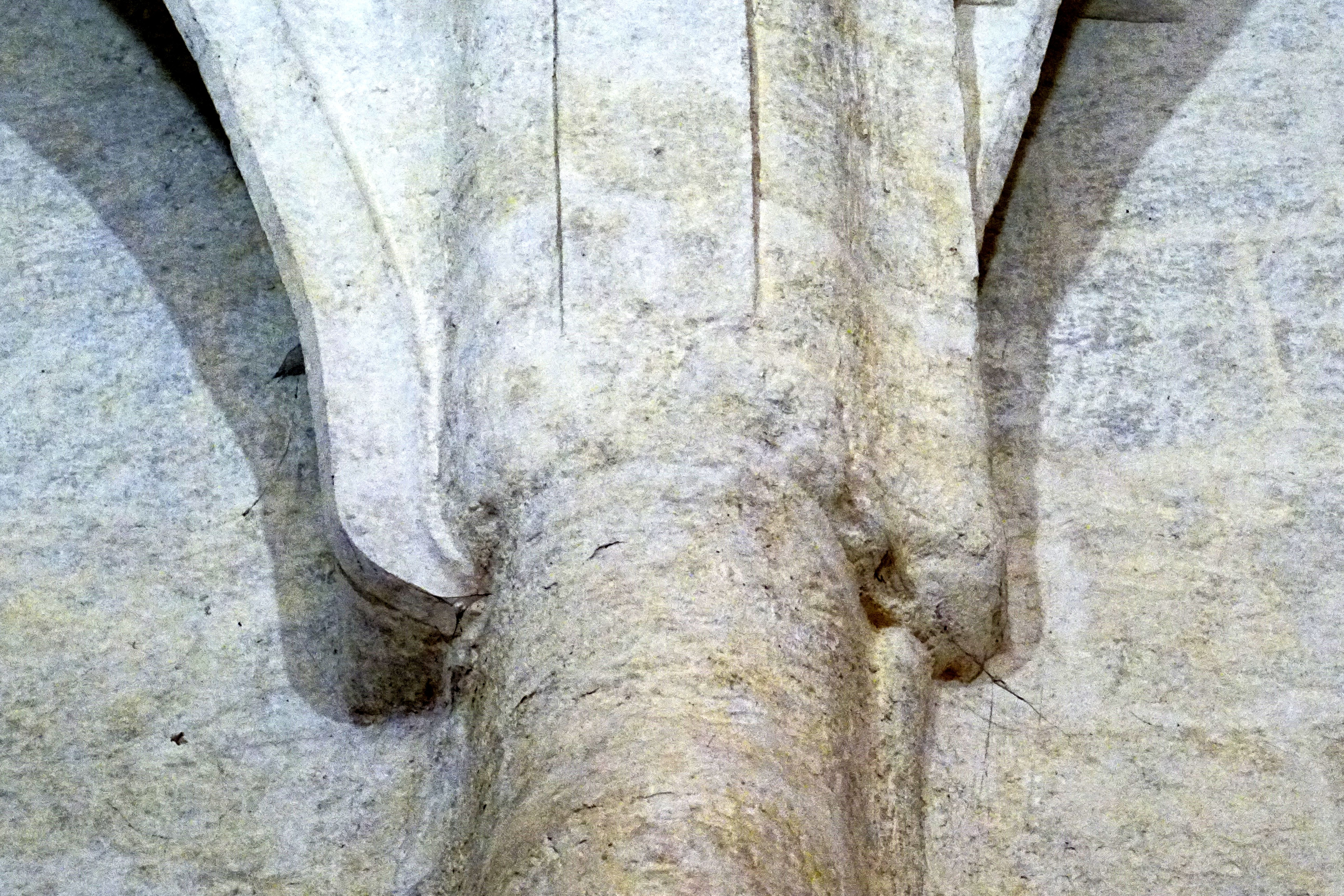
Retombée du doubleau intermédiaire et des ogives, côté sud.

#### Sacristie  primitive

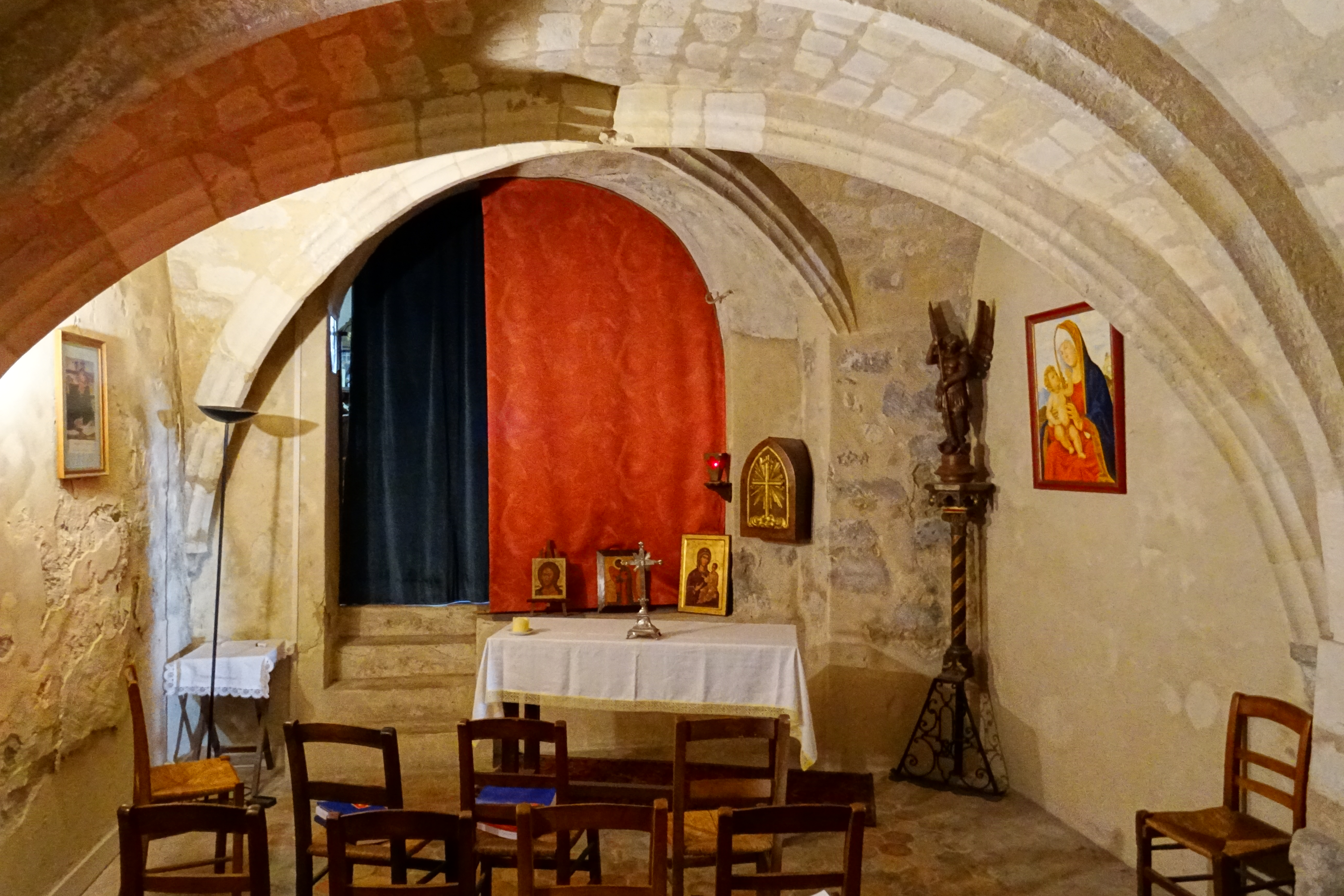
Ex-oratoire, vue vers l'est.

Cette  petite salle basse de deux travées voûtées d'ogives, sans fenêtre, attenante à la première travée de la chapelle latérale nord fut transformée en oratoire durant une quinzaine d'années. Le jour entre seulement par les carreaux de la porte extérieure, côté ouest. La porte vers la chapelle, dans la première travée côté sud, ne procure aucun éclairage. L'arc-doubleau intermédiaire a les arêtes creusées d'une gorge. Il retombe directement sur des socles aux arêtes abattues. Les ogives accusent deux moulures concaves de part et d'autre d'un intrados méplat. Elles retombent sur des culots profilés d'un tore, d'un cavet, d'un filet et d'un biseau. Il n'y a pas d'arcs formerets. Les clés de voûte ont perdu leur modeste décor. Dans l'angle sud-est, l'ogive bute devant un contrefort de l'église. À gauche de ce contrefort, soit au chevet de l'oratoire, une large ouverture dans le mur, fermée par une tenture et un rideau, établit la communication avec l'extension de la sacristie bâtie en 1861. L'oratoire serait donc l'ancienne sacristie. On peut se demander si le remplage à tête tréflée de la baie orientale de la sacristie ne provenait pas du mur oriental de cette ancienne sacristie. Aujourd'hui, on peut y célébrer des messes de semaine si l'assistance est réduite. Le Saint-Sacrement y est conservé dans un petit tabernacle, à côté duquel brûle la lampe éternelle.

À partir de l'automne 2019, cette petite salle n'est plus "oratoire". Le Saint Sacrement  a été replacé dans le tabernacle de l'autel majeur du chœur. Détail : en 1970, au cours d'une restauration, son sol  a retrouvé son niveau médiéval. Des tomettes y ont été reposées et les voûtes reprises. Il serait nécessaire de gratter les crépis des murs  afin de "laisser respirer" les pierres en mettant celles-ci à nu. 

### Extérieur

#### Nef et bas-côtés

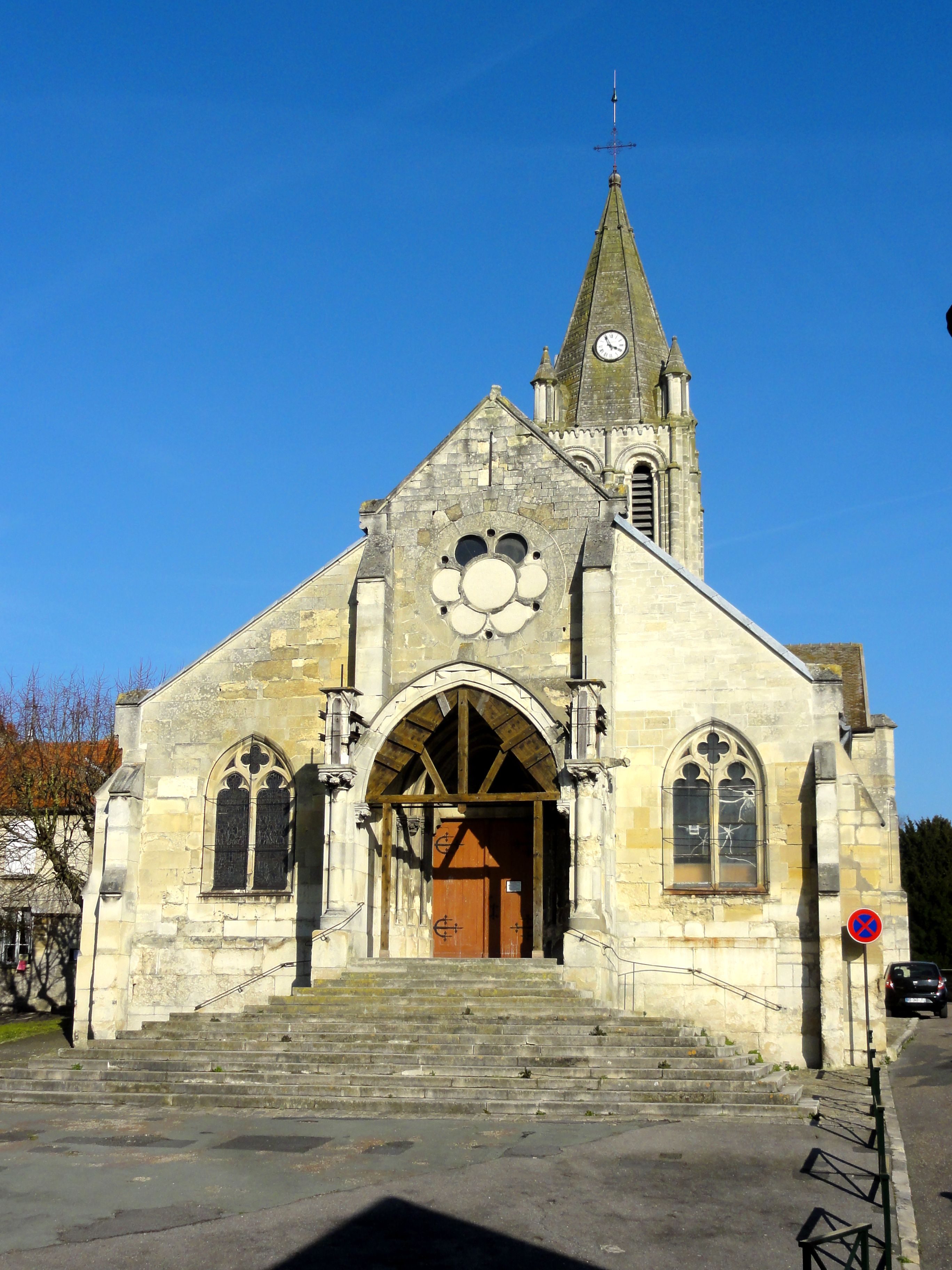
La façade avant la restauration (2014).

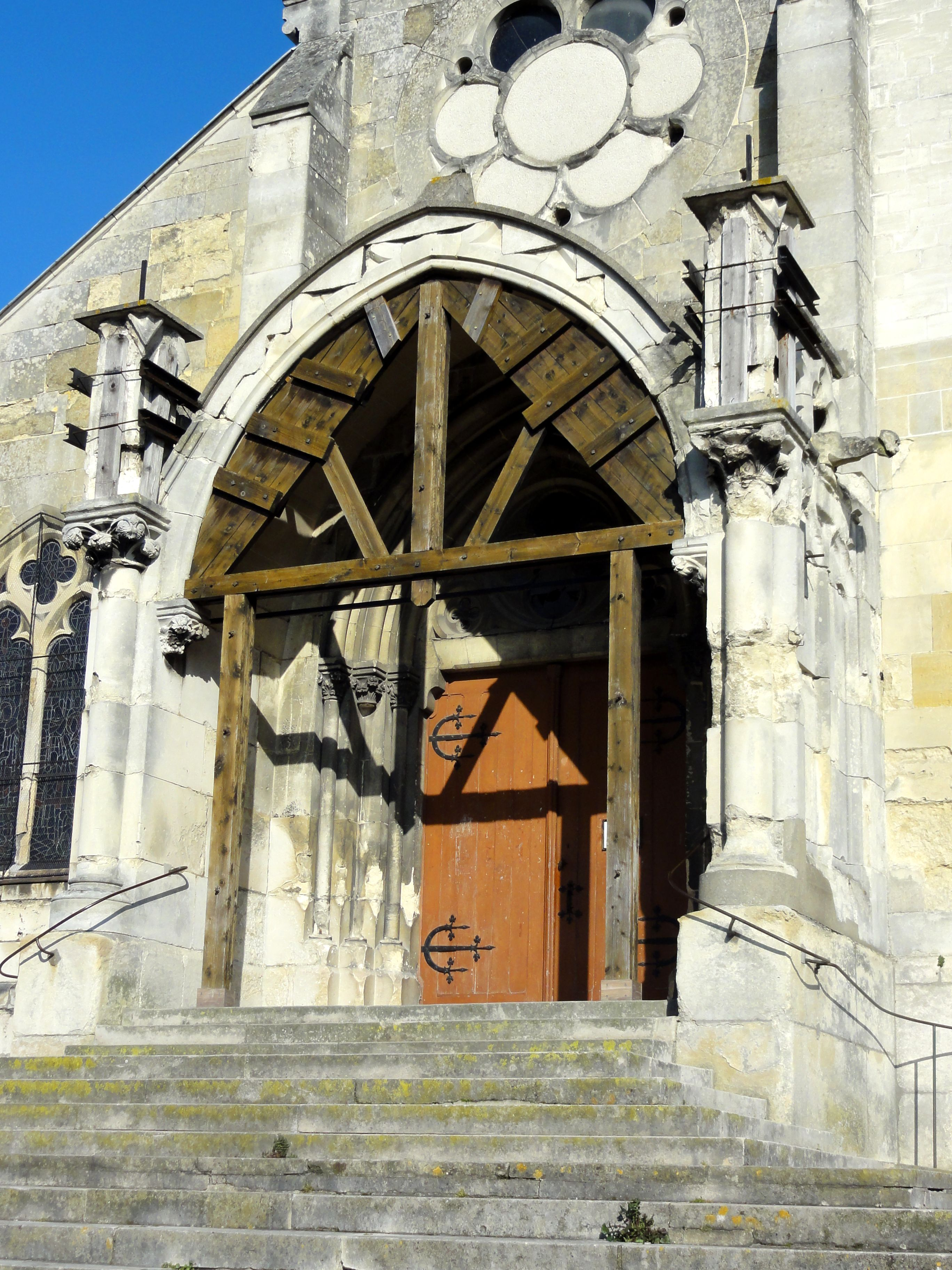
Le porche avant la restauration (2014).

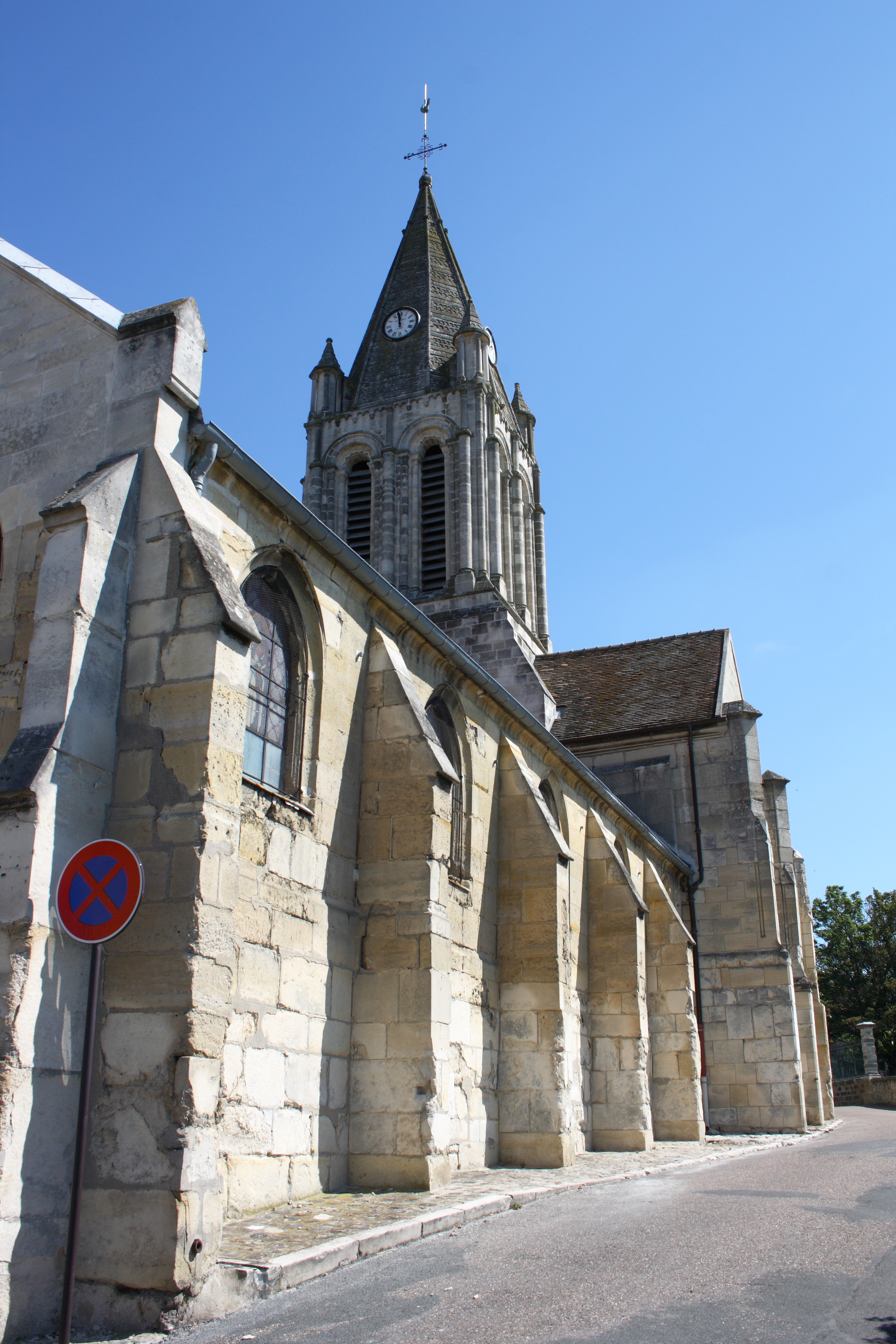
Vue du flanc sud.

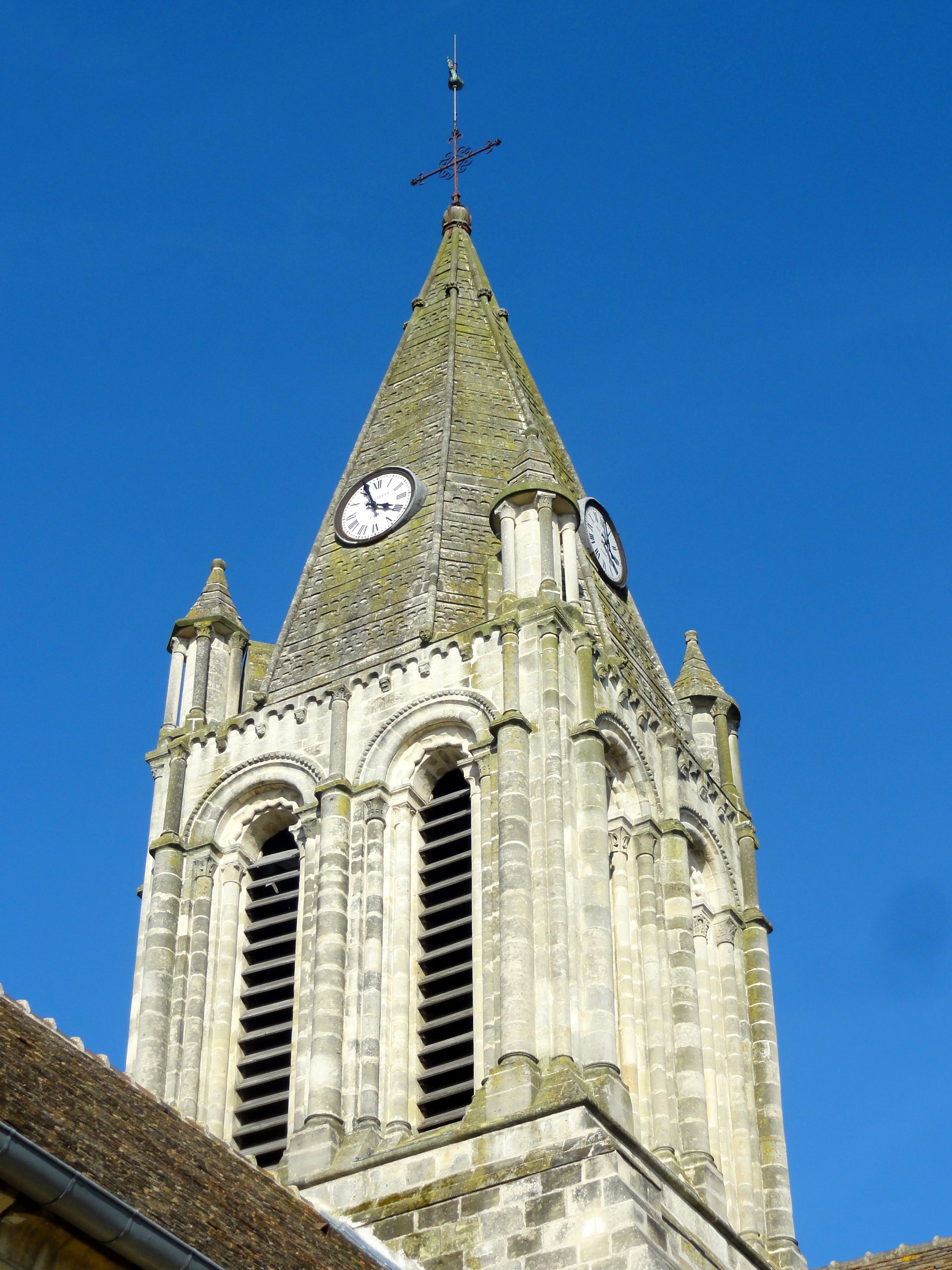
Clocher, côté sud-ouest.

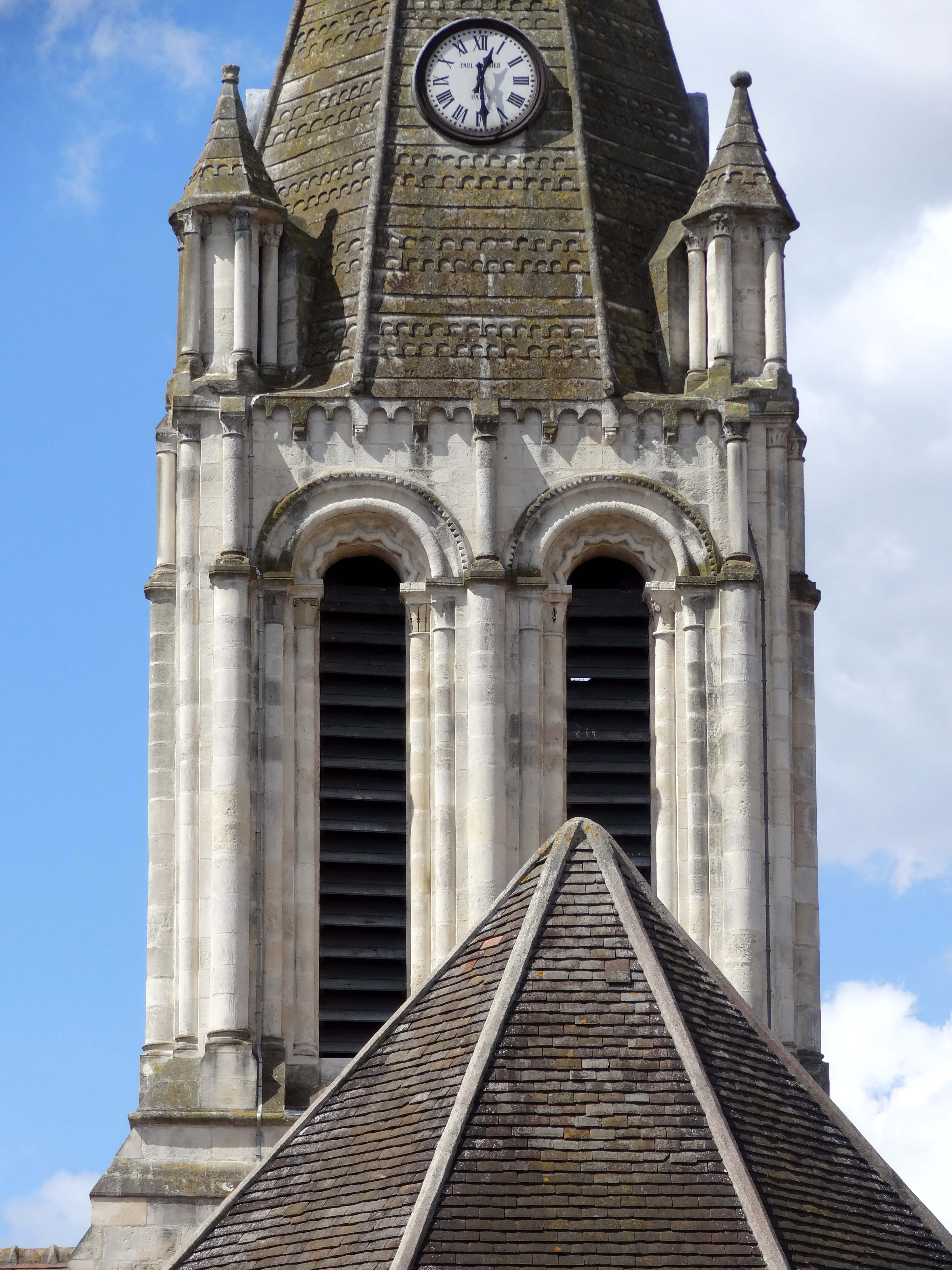
Clocher, vue depuis l'est.

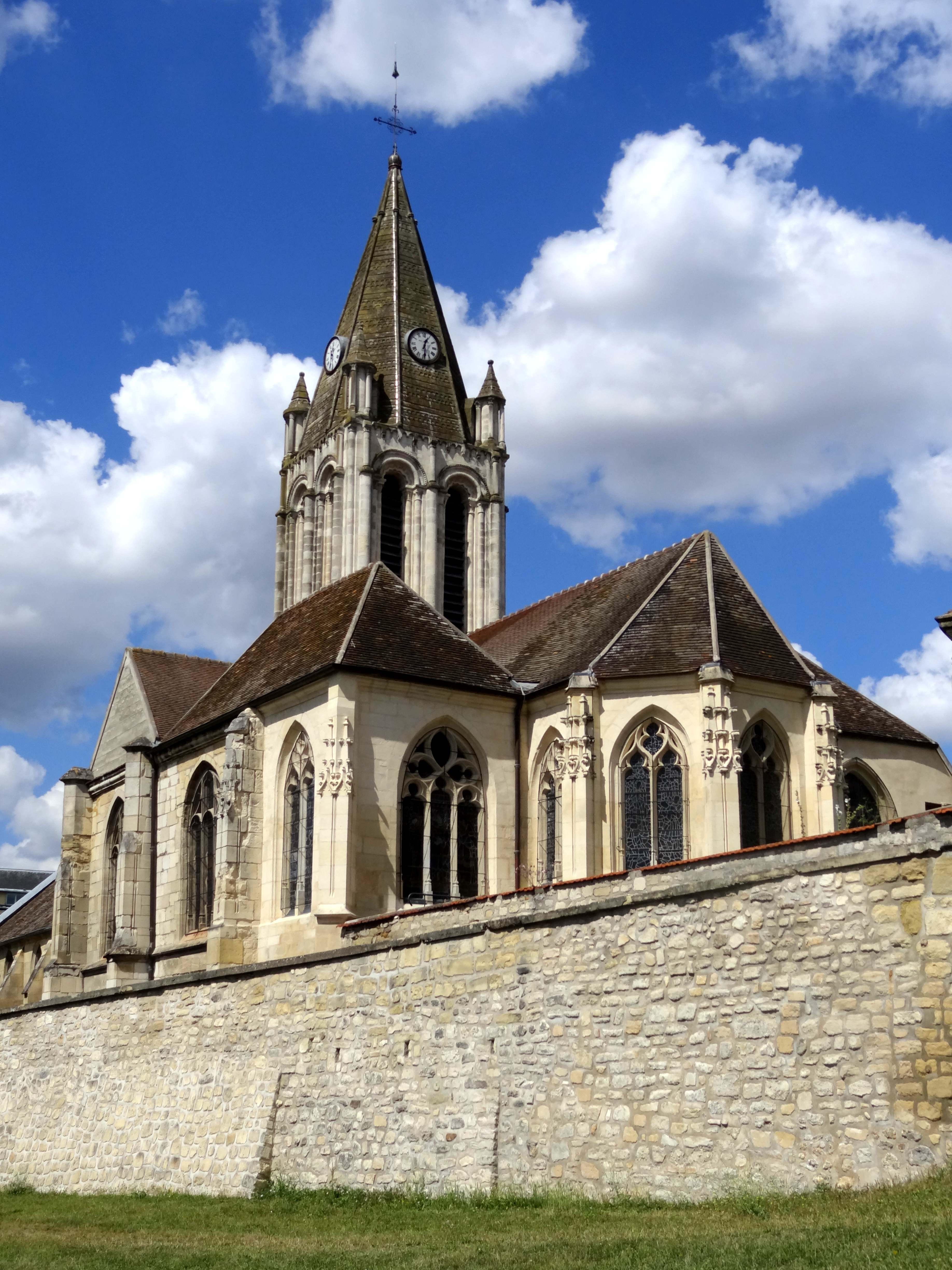
Vue depuis le sud-est.

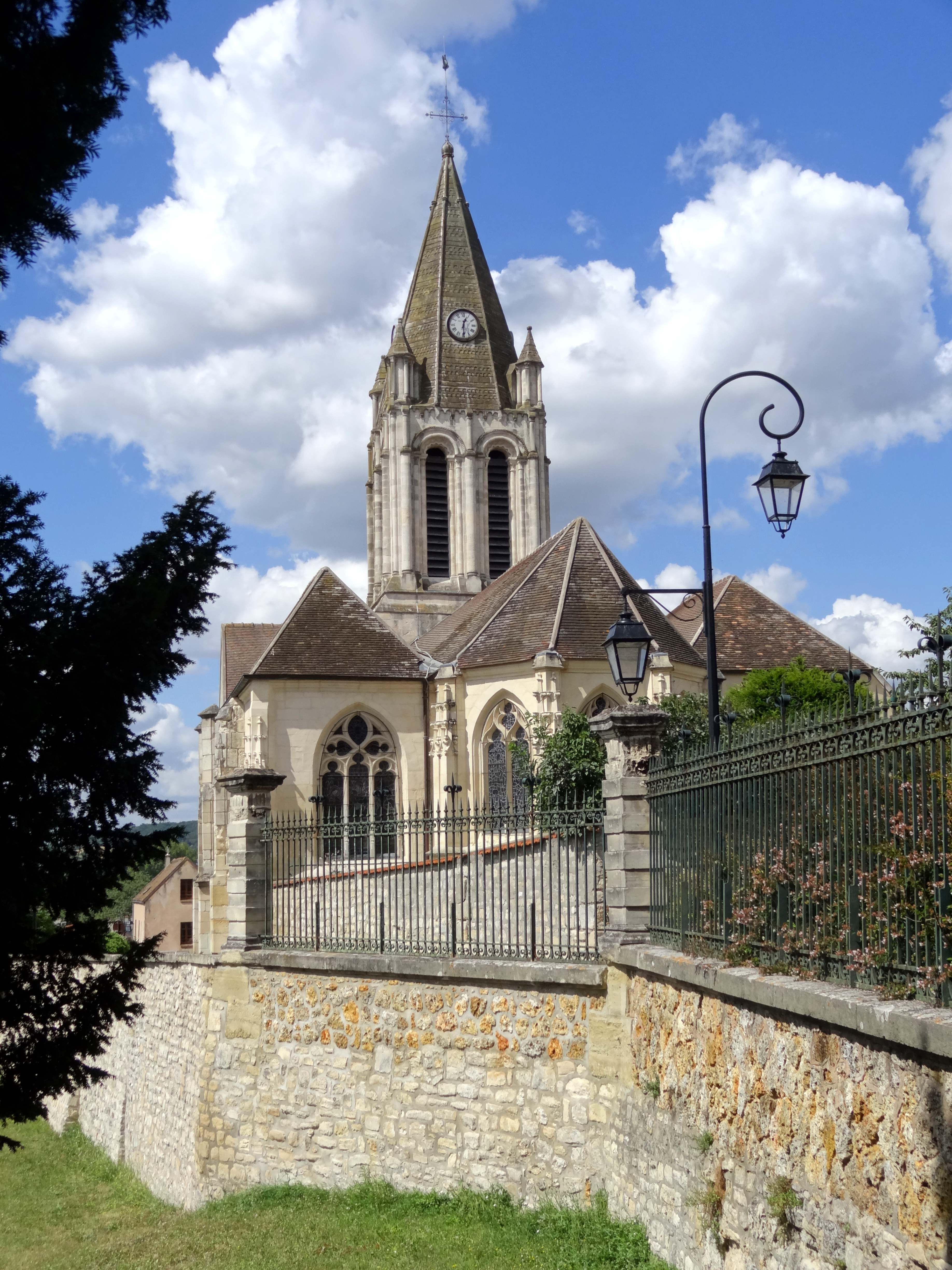
Vue depuis l'est.

La nef et les bas-côtés forment un seul volume. Le large pignon occidental, commun aux trois vaisseaux, est ajouré d'une rosace hexalobe sans aucune mouluration, dont l'authenticité reste à examiner. Il est sommé d'une croix en antéfixe refaite lors de la restauration des années 2010. Le pignon présente un ressaut dans chaque rampant au niveau du sommet des anciens murs gouttereaux de la nef, mais ce ressaut ne se matérialise pas sur les deux versants de la toiture, qui sont donc établis en continu. Des contreforts plats sont positionnés devant les anciens murs gouttereaux de la nef, à la limite entre les vaisseaux. La partie basse de ces contreforts est dissimulé par le porche néo-gothique de 1873. Les murs et les contreforts sont appareillés en pierre de taille, avec des parpaings de taille variable selon les assise. Les bas-côtés sont épaulés par des contreforts aux angles de la façade et à la limite entre les travées. Au niveau de la limite des allèges, ces contreforts se retraitent par un glacis) formant larmier, et ils s'amortissent également par un glacis formant larmier. La faible envergure des contreforts en façade correspond à un édifice qui n'est pas destiné à être voûté. Les murs se retraitent par un fruit agrémenté d'une plinthe moulurée, une assise au-dessus du niveau du sol de la nef. Cette plinthe marque la limite du soubassement, qui fait appel à des parpaings de grand gabarit. Le soubassement est particulièrement élevé du côté ouest, car les parties occidentales de l'église sont bâties à flanc de coteau, qui descend justement vers l'ouest. Seize marches d'escalier desservent le porche devant le portail occidental. Cinq marches ont suffi pour le portail latéral, dans la quatrième travée du nord.
Les deux portails sont néo-gothiques. Le portail principal est à triple archivolte, et flanqué de deux groupes de trois colonnettes à chapiteaux. Son tympan est percé d'un grand quatre-feuilles entre deux petits quadrilobes et deux écoinçons ajourés. Le plafond du porche épouse la forme d'une voûte en berceau brisé. L'archivolte à l'entrée du porche retombe sur deux consoles sculptées de crochets, à l'instar des chapiteaux. La tranche des murs gouttereaux du porche est dissimulée par des demi-colonnes engagées, qui portent également des chapiteaux de crochets, semblables à ceux des arcades latérales de la croisée du transept et du chœur. Jusqu'à la restauration, chacun des chapiteaux était surmonté d'un clocheton, qui était jadis couronné d'un pinacle. Une gargouille de pierre jaillissait de chaque côté. La vétusté de ces ornements a conduit à leur suppression. L'ensemble du porche menaçait ruine. Même si son architecture n'a pas de modèles concrets du XIIIe siècle dans la région, l'architecte des Monuments historiques a toutefois opté pour son maintien, faisant remplacer la voûte de pierre par une autre...en bois, plus légère et reprenant la forme antérieure. Les gargouilles du XIXe siècle sont figurées par deux autres en métal beaucoup plus courtes. Les murs sont décorés de délicates arcatures plaquées de type flamboyant du côté extérieur, peut-être conservés du porche précédent, qu'Adolphe Joanne avait vu en ruine en 1857, et qui est représenté sur la maquette de 1863,. En effet, le reste du porche est d'une facture plus grossière et inspirée du style gothique classique. En contraste avec cette hypothèse d'un porche flamboyant, somme toute cohérente avec les réseaux également flamboyants des fenêtres occidentales des bas-côtés, une estampe conservée à la Bibliothèque nationale de France montre un portail flamboyant dépourvu de porche, avec deux portes rectangulaires séparées par un trumeau portant une statue monumentale d'un évêque qui devrait alors correspondre à saint Maclou. Le portail est entouré de deux moulures concaves, et chacune des portes est surmontée d'une accolade ornée d'un petit écusson et de quelques feuillages. L'ensemble, d'une facture très médiocre (si ce n'est pas la faute du dessinateur), s'inscrit dans un arc en anse de panier irrégulier. La mention manuscrite « Conflans Sainte Honorine » apparaît en bas à gauche de la gravure, mais il resterait toutefois à vérifier si l'estampe représente réellement l'église Saint-Maclou. En effet, de nombreuses notices de la base Palissy prétendent aussi que l'église Saint-Maclou se situe à Andrésy, Chanteloup-les-Vignes ou encore Maurecourt.
Il est à noter que jusqu'à la construction du majestueux escalier  actuel, la terre de l'ancien cimetière se trouvait  encore  à son emplacement, ce dernier cimetière ayant été supprimé en 1843 parce qu'on n'y pouvait plus inhumer les défunts. Une partie de cette terre, avec ce qu'il restait des ossements non retirés, fut déposée derrière l'église dans le jardinet dont le sol se trouva  surélevé d'environ 50 centimètres sur toute sa surface. C'est la raison pour laquelle de nombreux ossements ont été retrouvés dans cette terre remuée à l'occasion des deux campagnes de travaux puis déposés au "cimetière nouveau" de 1843, devenu, lui aussi, le "vieux cimetière de Conflans" mais qui est équipé de l'ossuaire de la ville.

#### Clocher
Le premier étage du clocher, dépourvu de fenêtres, est destiné à faire gagner en hauteur les baies de l'étage de beffroi, en les faisant émerger des volumes des toitures. Il s'agit donc d'une sorte d'étage intermédiaire, qui permet également, à l'intérieur, l'intercirculation entre les combles des croisillons et du chœur. On y accédait jadis par une porte située au-dessus de l'arc triomphal, dans la nef, et actuellement, par une cage d'escalier jouxtant le croisillon nord. À l'ouest et à l'est, cet étage intermédiaire ne possède pas de contreforts. Ceux-ci n'existent qu'au niveau du rez-de-chaussée, sous la forme des murs gouttereaux de la nef et du chœur. Au nord et au sud en revanche, le premier étage est épaulé de volumineux contreforts particulièrement puissants, qui se retraitent progressivement par des ressauts très rapprochés, comme on peut le voir à Glaignes, Hardricourt, Néry, Saintines, Tessancourt-sur-Aubette, etc. Ce sont des églises de la première moitié du XIIe siècle dont la base du clocher était initialement dépourvue de croisillons, comme c'est le cas à Conflans. En haut du premier étage, les murs du clocher tout entier se retraitent par un glacis. Une assise plus haut, un autre glacis court tout autour du clocher. Il est amorti par un tore, et sert d'appui aux socles des trois colonnettes de fort diamètre par face qui scandent verticalement les quatre faces du deuxième étage. Ces douze colonnettes au total sont flanquées de deux fines colonnettes chacune, dont quatre marquent les angles de l'étage, et dont les seize autres reçoivent l'archivolte supérieure des baies de l'étage de beffroi. Entre ces colonnettes, la continuité du glacis se rompt en adoptant une déclivité moindre. Seize autres colonnettes, placées encore en recul par rapport aux précédentes, reçoivent l'archivolte inférieure des mêmes baies. De cette manière, chacune des deux baies par face se trouve cantonnée de quatre fines et de deux fortes colonnettes, et aucun pan de mur nu n'apparaît à ce niveau du clocher. La largeur des baies ne représente pour autant que 40 % de la largeur des faces, ce qui illustre l'habileté de l'architecte. Avec ces nombreuses colonnettes, appareillées avec les murs pour davantage de stabilité, et la hauteur des baies environ cinq fois supérieure à la largeur, le résultat obtenu est une impression d'élancement.
Les fines colonnettes aux quatre angles de l'étage de beffroi montent jusqu'en haut de l'étage, où elles se terminent par un chapiteau au tailloir surdimensionné, qui se substitue ici à la corniche. Son profil est d'une tablette, d'un petit tore et d'un cavet. C'est aussi le profil des tailloirs de tous les autres chapiteaux du clocher. Ce sont des chapiteaux de feuillages, d'une facture nettement romane, pour la plupart très simples, mais avec une certaine variété des motifs, et parfois des volutes d'angle. Hormis les colonnettes d'angle, les fûts s'arrêtent tous au niveau des impostes des baies. Les fortes colonnettes ne sont pas pourvues de chapiteaux : elles sont surmontées d'une fine colonnette en délit, qui monte jusqu'à la corniche, et qui est, quant à elle, munie d'un chapiteau. Entre ces chapiteaux, la corniche prend la forme de couples de petites arcatures en plein cintre, en faible relief, qui retombent sur des modillons, dont la moitié environ est sculptée de masques. C'est une version simplifiée de la corniche beauvaisine, ou chaque couple d'arcatures s'inscrit dans une arcature plus grande. En ce qui concerne les archivoltes des baies, le rang de claveaux inférieur est sculpté d'un rang de bâtons brisés en positif et d'un autre en négatif. Ce motif, notamment employé sur les portails romans en Normandie, dans le Vexin, dans le Beauvaisis, dans le nord de l'Île-de-France historique et dans le Valois, se trouve aussi sur les baies des clochers de Bonneuil-en-Valois, Courcelles-sur-Viosne et Labruyère, par exemple. Le rang de claveaux supérieur est mouluré d'un tore et d'une gorge, et surmontée d'un rang de têtes de clous. Une assise plus haut, se trouvent déjà les modillons de la corniche ; ce n'est qu'à ce niveau que paraissent des pierres non sculptées ou moulurées.
Par bien des caractéristiques, le clocher de Conflans se rattache aux clochers du Vexin français et du Pincerais, mais son étage de beffroi se prévaut d'un élancement assez rare pour la période romane, à l'instar de ses homologues de Bougival, Mareil-Marly et Sartrouville. La plupart des clochers élancés sont en effet déjà gothiques. La flèche de pierre sur plan octogonal, entièrement pleine, et cantonnée de quatre clochetons, se rattache justement à l'architecture gothique par la présence de ces clochetons, à la place desquels le maître d'œuvre aurait placé des pyramidons jusque bien au-delà du milieu du XIIe siècle. Il n'y a cependant pas de baies au milieu des quatre faces droites, comme c'est le cas à Limay, ni de clochetons supplémentaires, comme on peut en voir à Mogneville et Vernouillet. Ainsi, les flèches que l'on peut rapprocher de Conflans-Sainte-Honorine sont Bougival et Mareil-Marly. À propos de la flèche de Mogneville, Eugène Lefèvre-Pontalis écrit que ses lanternons seraient inspirés de la cathédrale de Senlis. Selon le dessin de coupe fourni par Anatole de Baudot, la flèche est creuse à l'intérieur, et forme un volume unique avec l'étage de beffroi. Aux angles intérieurs, des trompes servent à recevoir la masse des lanternons. À l'extérieur, les arêtes entre les huit faces de la pyramide sont adoucies par des tores. Ceux-ci retombent sur des mascarons, analogues à la corniche. Sur les faces de la pyramide, deux assises de pierres lisses alternent avec deux assises sculptées de petites arcatures en plein cintre régulières. La mission des lanternons est de permettre la transition du plan carré de l'étage de beffroi vers le plan octogonal de la flèche, et donc, de ne pas laisser d'espace inoccupé. Ils sont reliés à la pyramide par des sortes de lucarnes pleines. De plan circulaire, ils reposent sur des fines colonnettes en délit munis de chapiteaux, et sont coiffés de petites flèches polygonales. L'intérieur des clochetons est rempli de maçonnerie, contrairement à Bougival, Mareil-Marly ou Mogneville.

#### Parties orientales
L'aspect des parties orientales, c'est-à-dire des croisillons du transept, des chapelles latérales et de l'abside, est assez différent au nord et au sud : si au nord l'aspect utilitaire domine, car les parties sont contiguës au presbytère et peu visibles depuis le domaine public, tout a été fait pour être agréable à l'œil au sud. Le croisillon nord est consolidé par un massif de maçonnerie énorme, tenant lieu de contrefort, et flanqué d'une cage d'escalier sur plan carré, de sorte qu'il reste juste assez de place pour la fenêtre nord. En dessous, entre le contrefort et la cage d'escalier, se situe la chaufferie. La travée du XIIIe siècle de la chapelle latérale nord, ainsi que le mur septentrional de la chapelle Sainte-Honorine, sont mitoyens de l'oratoire et de la sacristie. Ces parties sont dénuées de caractère à l'extérieur, hormis la fenêtre au remplage flamboyant de la sacristie, côté est. De la chapelle Sainte-Honorine, seul le chevet est donc visible. On y voit la vaste baie, entourée de fines moulures, qui contient la verrière de Sainte-Honorine, ainsi que le chapiteau Renaissance qui subsiste du projet d'extension des années 1550. Le mur est enduit.
Au sud, le croisillon sud a été lourdement restauré, au XIXe siècle, comme le montre la facture sèche du pignon (Voir la maquette de bois de 1863). Le croisillon est entièrement appareillé en pierre de taille. Une partie du mur occidental, au-dessus de la toiture du bas-côté de la nef, est proéminente, et amortie par un court glacis. Il devrait s'agir d'un vestige du croisillon d'origine du premier quart du XIIIe siècle. La corniche, profilée d'une large moulure convexe et d'une moulure concave, est la même que sur la chapelle latérale sud et l'abside, et pourrait remonter au XVIe siècle. Elle se continue, assez curieusement, à la base du pignon du croisillon sud. Peut-être le pignon avait-il été supprimé lors de la construction flamboyante, et ne fut reconstitué que dans le cadre de l'aménagement néo-gothique de l'espace intérieur. C'est ce que suggère aussi la maquette en bois de l'église exécutée en 1863, qui n'est toutefois pas à l'échelle ni fidèle aux détails. Les contreforts du croisillon sud diffèrent de leurs homologues de la chapelle latérale sud et de l'abside par leur relative simplicité. Au niveau de la limite des allèges, ils se retraitent par un glacis formant larmier qui va tout autour, et se poursuit d'un contrefort à l'autre, en servant d'appui à la fenêtre. Au niveau des impostes des fenêtres, les contreforts diminuent d'importance en passant du plan rectangulaire vers un plan triangulaire. Ils s'amortissent par un chaperon formant larmier. L'ornementation se réduit à une moulure concave verticale de face, entre le larmier et le changement de plan ; des moulures concaves contenant une baguette sur les côtés ouest et est, au même niveau de hauteur ; et une moulure concave verticale à l'angle extérieur des parties hautes.
Les points communs entre le croisillon sud, d'une part, et les deux travées de la chapelle latérale sud et l'abside, d'autre part, sont l'appareil en pierre de taille ; le larmier qui court à la limite des allèges en passant autour des contreforts ; la transition des contreforts vers un plan triangulaire au niveau des impostes des baies ; les moulures verticales sur les contreforts ; ainsi que la corniche. L'ornementation des contreforts, très aboutie, permet de comprendre le motif du passage des contreforts vers un plan triangulaire, procédé fortement répandu à la période flamboyante, et la fonction des moulures verticales : La partie antérieure du contrefort prend ainsi l'apparence de deux clochetons, amortis par des accolades retombant sur des consoles de feuilles frisées, et coiffés de demi-pinacles garnis de crochets plaqués devant les faces obliques du haut du contrefort. Comme à l'usage au XVIe siècle, un seul contrefort (au lieu de deux contreforts disposés orthogonalement) épaule l'angle sud-est de l'église. Ce contrefort oblique est peu saillant, et bute en haut contre la corniche, qui s'interrompt à l'arrivée du contrefort. Les autres contreforts sont amortis par des chaperons formant larmier.

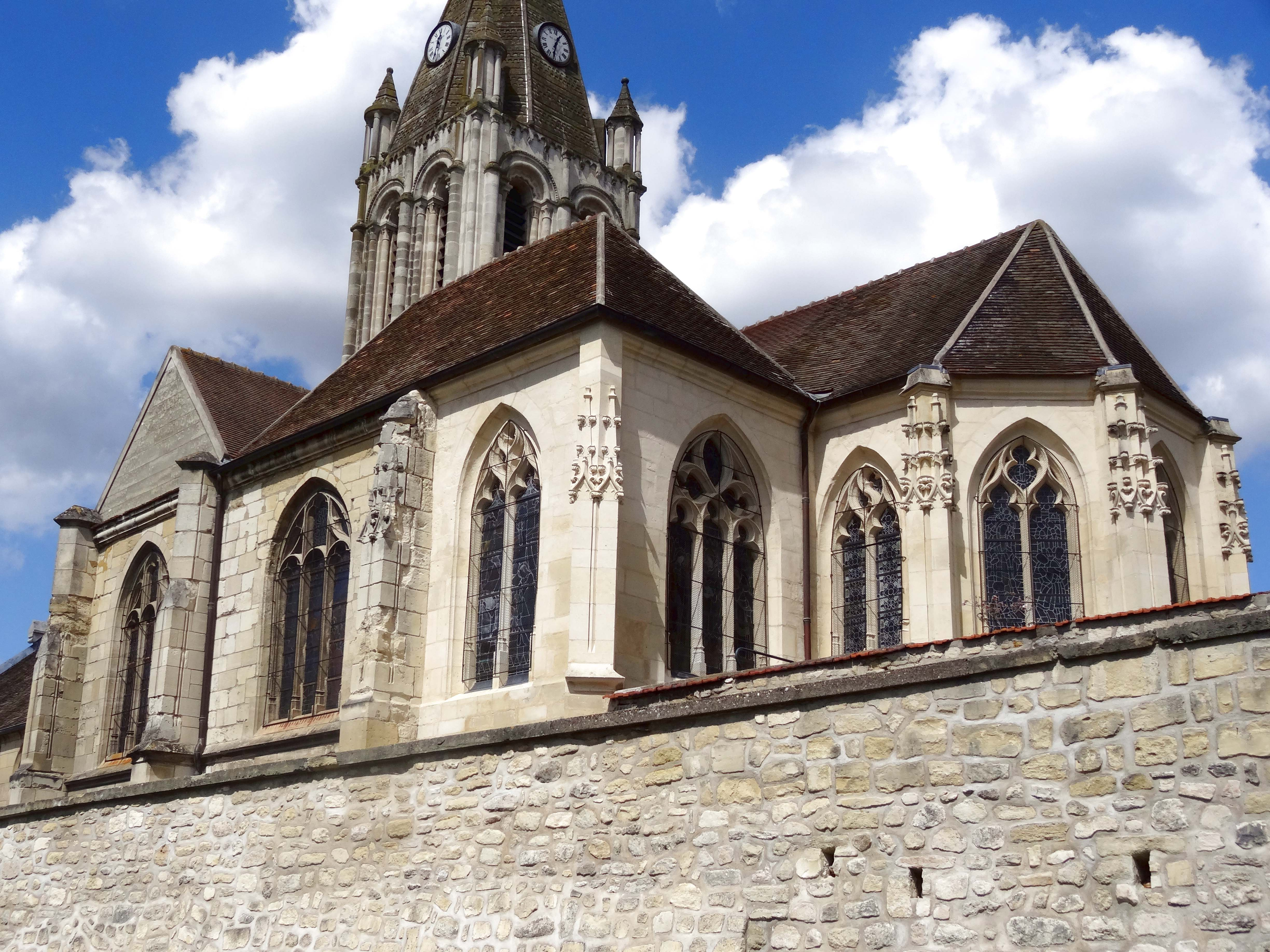
Parties orientales, vue depuis le sud-est.
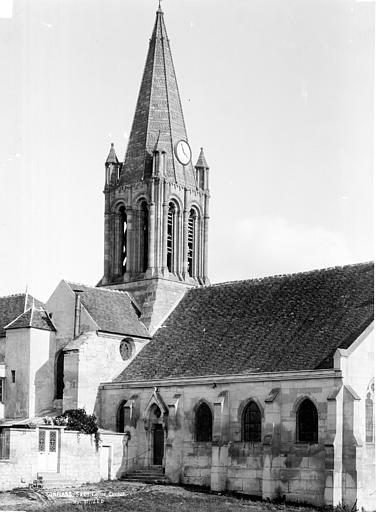
Vue générale depuis le nord-ouest.
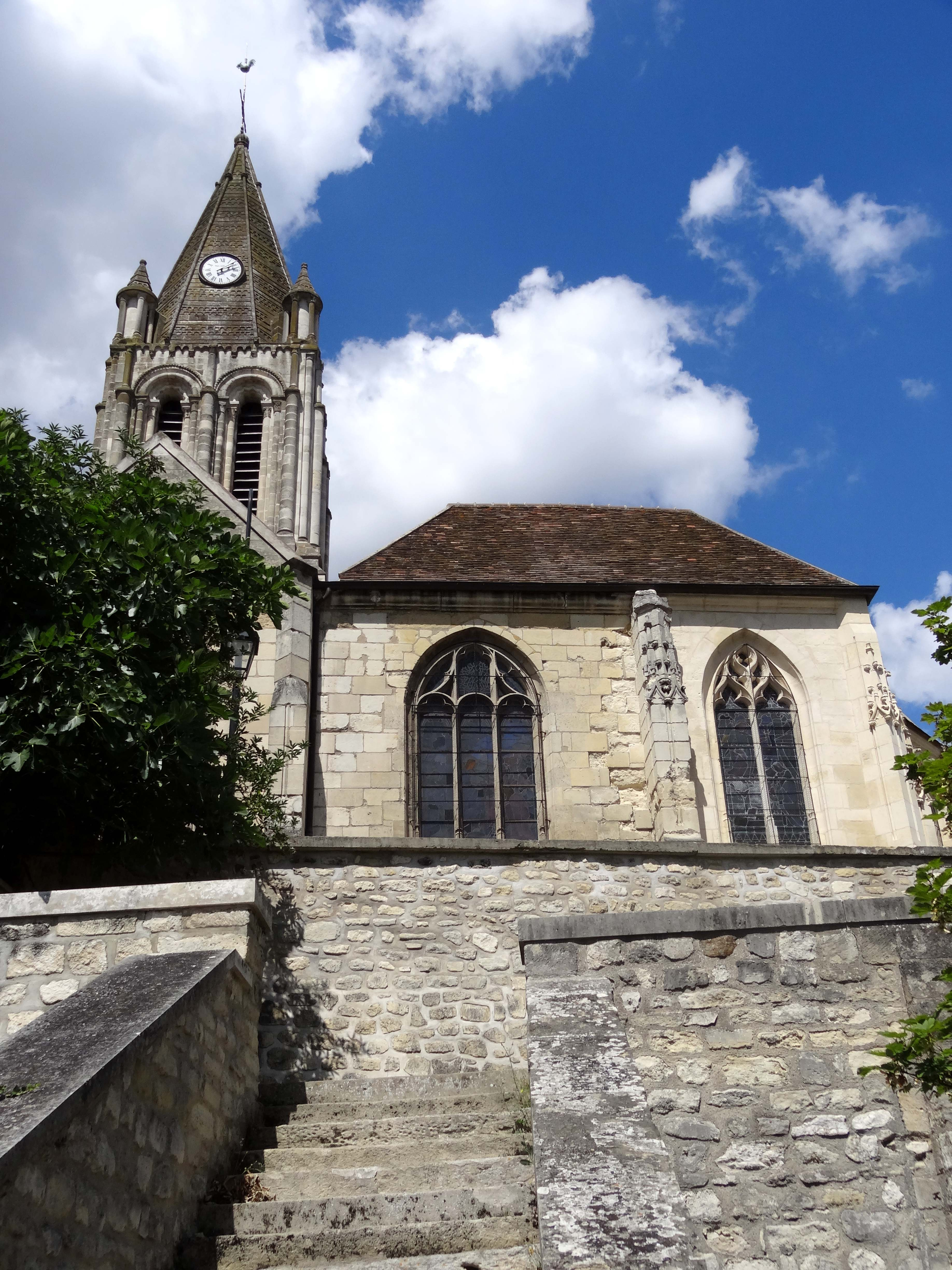
Vue partielle depuis le sud.
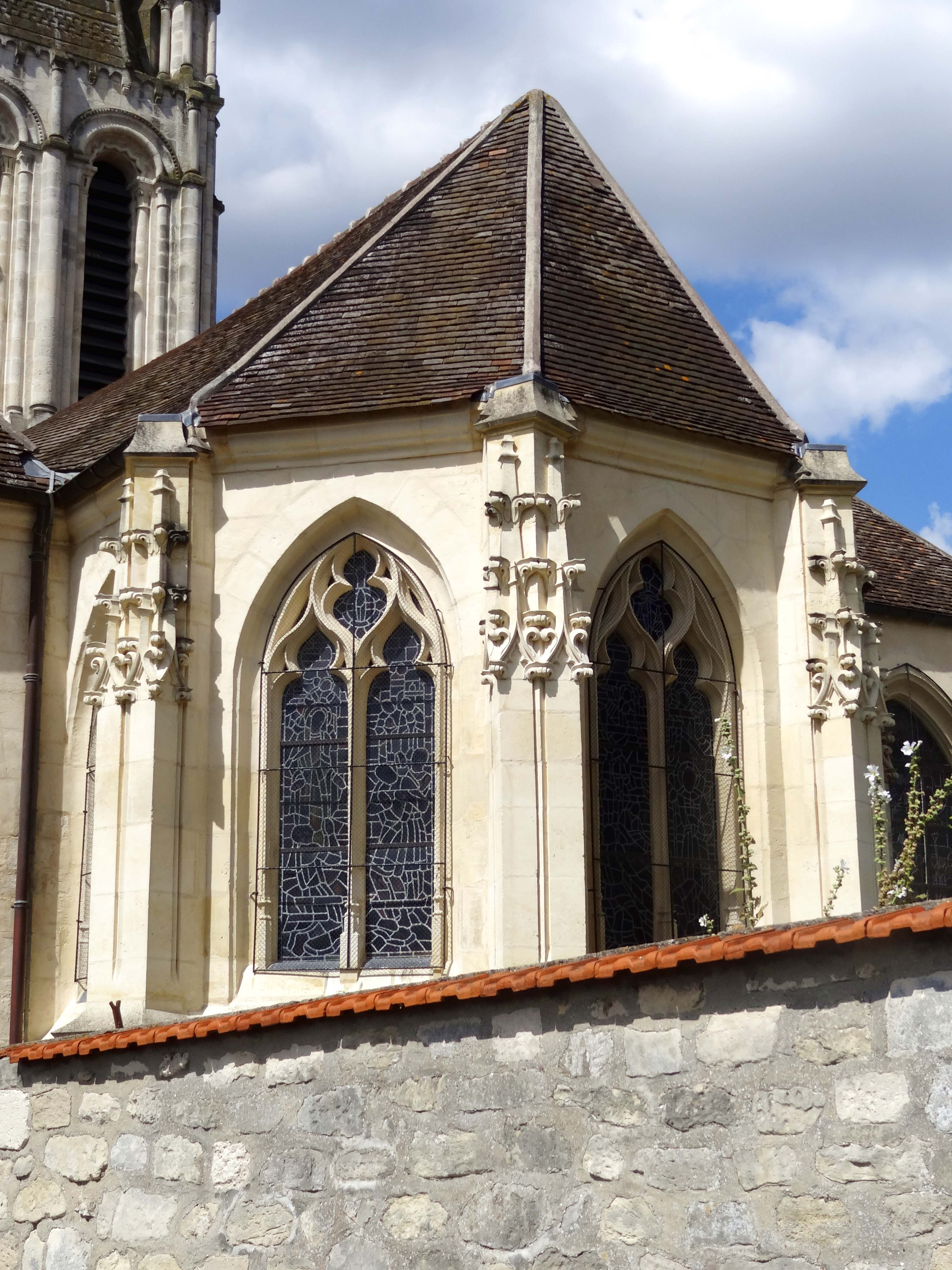
Abside, vue depuis le sud-est.
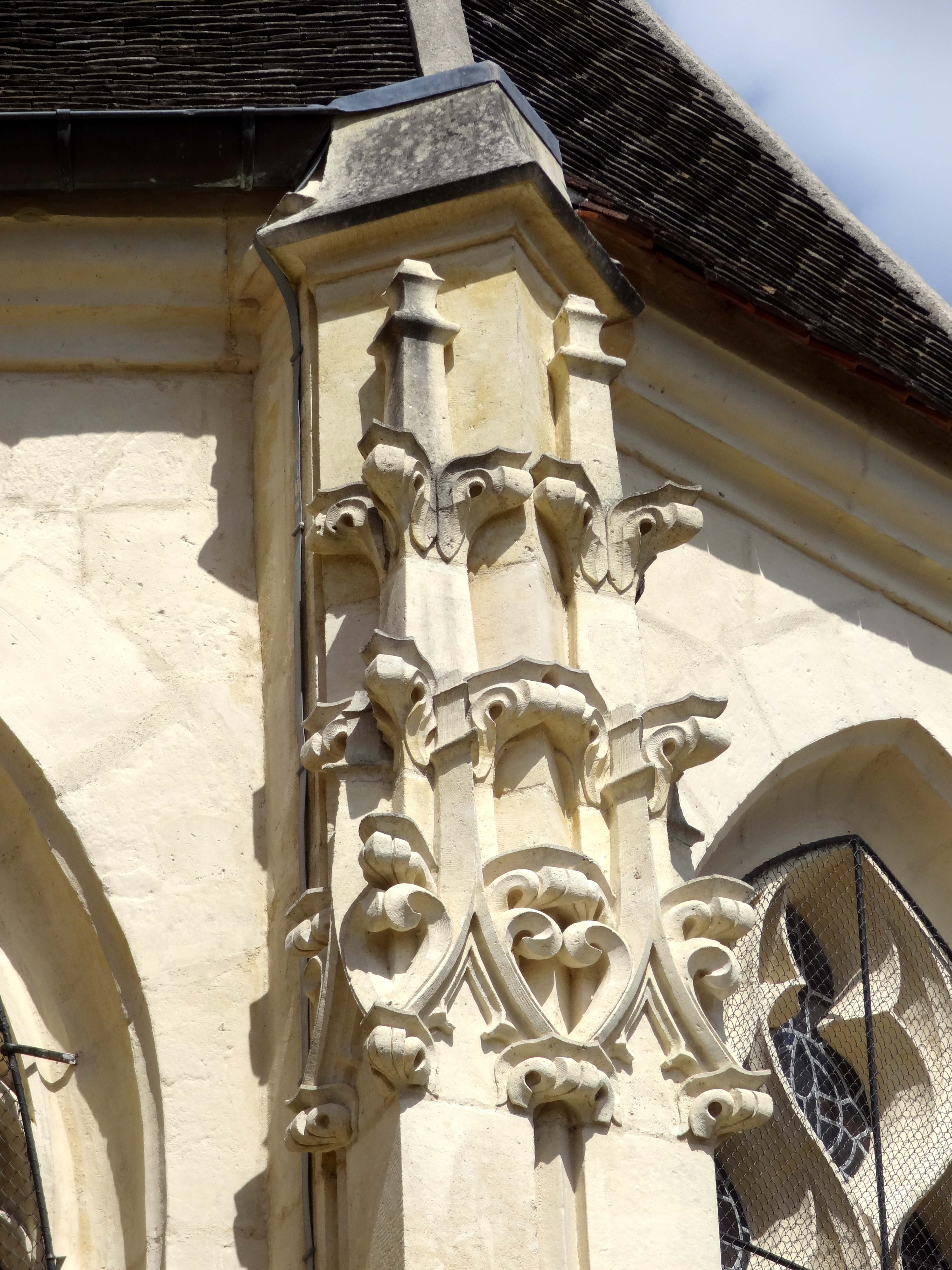
Pinacle de l'abside.
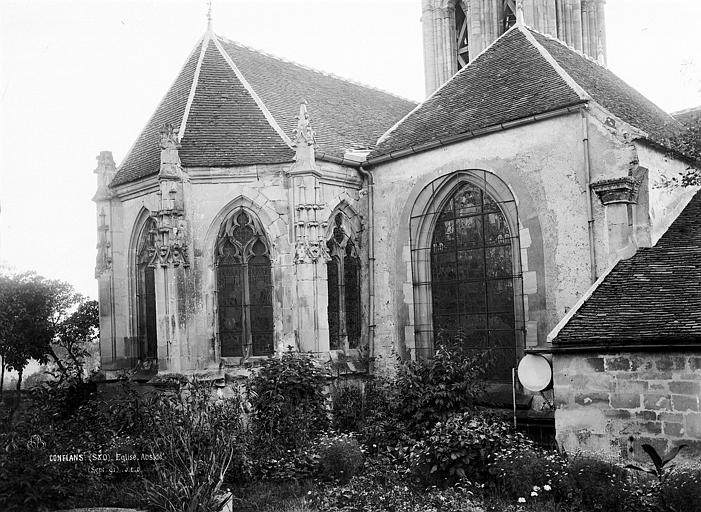
Vue depuis le nord-est.

## Mobilier
Parmi le mobilier de l'église, dix éléments ou ensembles sont classés ou inscrits comme monuments historiques au titre objet ; d'autres le sont à titre immeuble, à savoir une bonne partie des verrières et les boiseries de la chapelle latérale nord. Certains éléments du mobilier proviennent du prieuré voisin. Il s'agit notamment du gisant des Montmorency, et d'un antiphonaire de 1774, commandé par l'abbé François Guillot de Montjoie, prieur de 1763 à 1783, dont il porte les armoiries. Il se distingue par des lettres enluminées par des miniatures peintes, et un encadrement et des lettrines dorées. Ce livre liturgique de grand format n'est pas exposé dans l'église.

### Sculptures

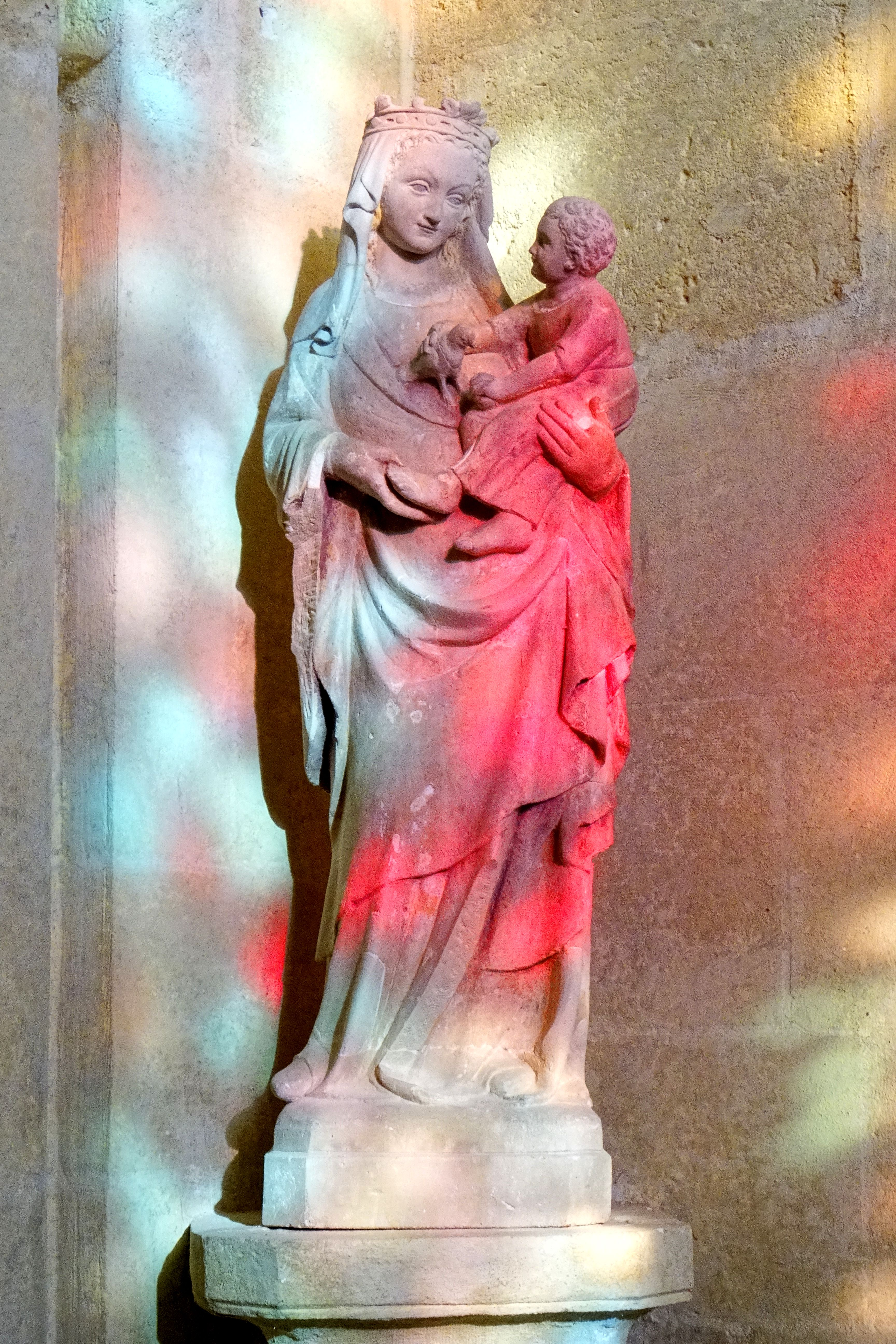
Vierge à l'Enfant du XIVe ou du 1er quart du XVe siècle.

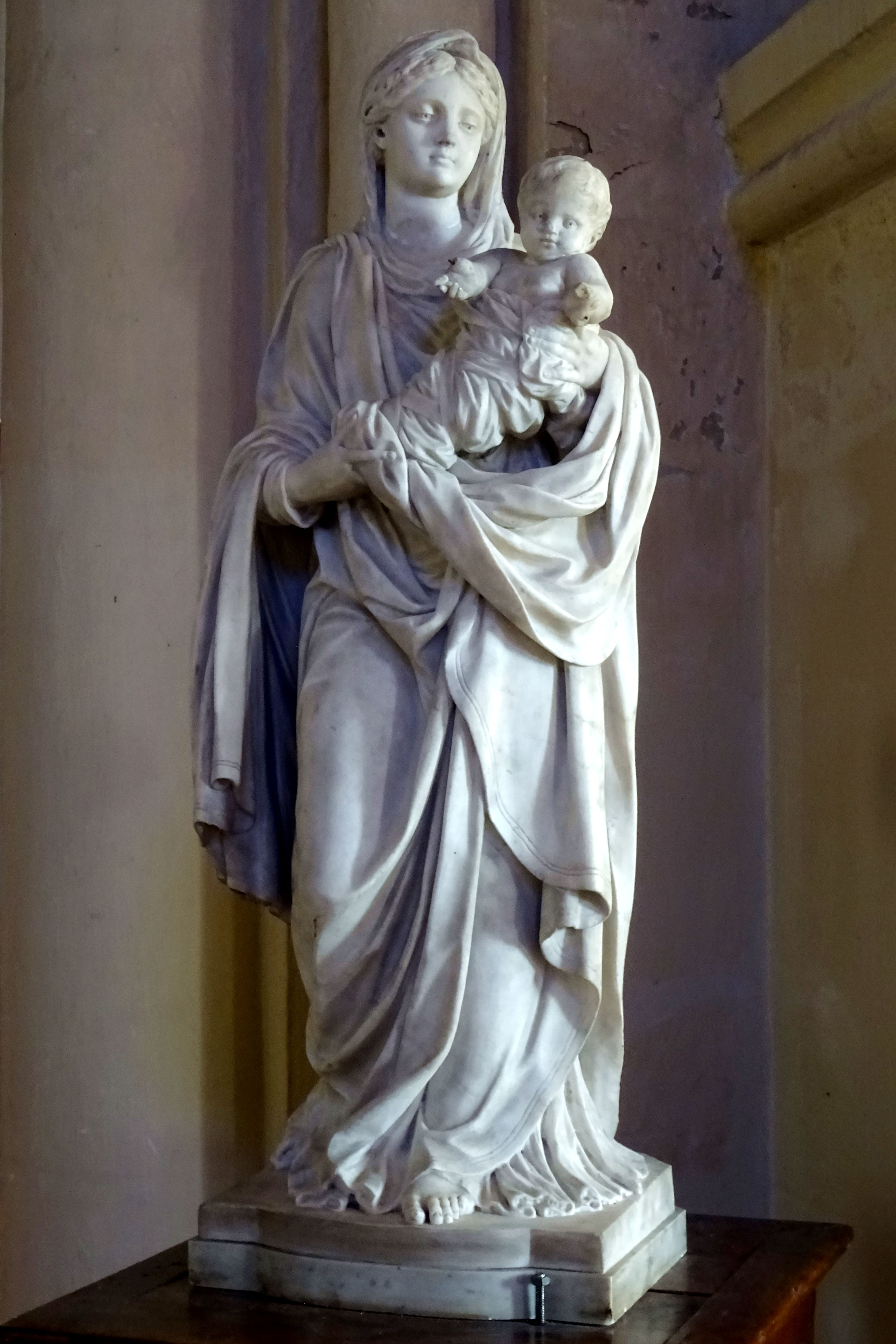
Vierge à l'Enfant de la 1re moitié XIXe siècle.

L'unique statue ancienne de l'église est la Vierge à l'Enfant en petite nature qui trône sur une console en forme de chapiteau dans l'angle nord-est du croisillon sud. Elle est en pierre calcaire, mesure 90 cm de hauteur, et date du premier quart du XVe siècle selon le dossier de classement, ou du XIVe siècle, selon le dossier  d'Inventaire. Elle a été classée au titre objet le 8 mars 1994 seulement, et restaurée en 2004/2005. Les têtes de la Vierge et de l'Enfant ne sont pas d'origine. Marie est représentée debout, déhanchée, la tête légèrement inclinée vers l'Enfant Jésus qu'elle tient sur le bras gauche, tandis qu'elle soutient son pied de la main droite. Couronnée et portant un léger voile, la mère est vêtue d'un manteau ramené en plis ondulés devant elle, retenu par le bras gauche. Quelques mèches de cheveux apparaissent sur le front de son visage fin, aux traits souriants et pleins de tendresse pour son fils. L'Enfant Jésus, au visage poupin, et aux cheveux courts et bouclés, est vêtu d'une robe longue. De la main droite, il serre les ailes d'un chardonneret,.
Une deuxième Vierge à l'Enfant en petite nature est présente dans l'église. Elle est en marbre, mesure 84 cm de hauteur, et datable de la première moitié du XIXe siècle. L'on ignore dans quelles circonstances elle est arrivée dans l'église Saint-Maclou. Elle est de toute façon mentionnée dans l'inventaire de 1906, imposé par la loi de séparation des Églises et de l'État. L'œuvre est influencée par la sculpture de la Renaissance italienne. L'un des pans du manteau de Marie sert à emmailloter l'Enfant Jésus, ce qui est un trait archaïsant et très rare dans les représentations sculptées de la Vierge à l'Enfant. Cependant, le visage poupin de l'Enfant, ainsi que la forme du socle, justifient la datation actuelle. La statue a été inscrite au titre objet par arrêté du 10 septembre 2002, et a bénéficié d'une restauration en 2004/2005,.
La statue d'un saint évêque bénisssant, coiffé de la mitre et tenant une crosse épiscopale, est d'un grand réalisme et d'une richesse de détails. Il s'agit toutefois d'une statue sulpicienne du XIXe siècle qui n'est pas répertoriée dans l'Inventaire du patrimoine culturel. L'œuvre est probablement issue d'une fabrication en série, et a dû être livrée avec des légendes diverses en fonction du saint patron qu'elle doit représenter (de nombreux saints évêques n'étant vénérés que dans un petit nombre d'églises et ne possèdent pas toujours des attributs précis).
Les deux statues représentant sainte Honorine et sainte Marguerite sont en plâtre moulée, peinte et vernie. Elles ont été commandées en 1866 par l'abbé Lefèvre pour la chapelle Sainte-Honorine, dédiée également à sainte Marguerite, au nord du chœur. La première mesure 122 cm de hauteur, la deuxième seulement 122 cm. Ces deux statues ne sont pas protégées au titre des monuments historiques. Sainte Honorine porte comme seul attribut la palme du martyre. Il peut s'agir d'un modèle qui peut incarner d'autres saintes peu connues selon les besoins des paroisses locales. En tant que patronne des femmes enceintes, sainte Marguerite d'Antioche est présente dans un grand nombre d'églises, et reconnaissable grâce au monstre, ici représenté comme un dragon (le diable, selon la légende) qu'elle foule avec ses pieds. Après avoir été avalée, elle s'en serait échappée vivante grâce à son crucifix.
Également du XIXe siècle, datée de 1879 ou du début des années 1880, la statuette de saint Michel est placée dans la deuxième travée du chœur. Elle est en bois, et mesure 90 cm de hauteur. Elle couronnait initialement l'abat-voix de la chaire à prêcher, dont le projet fut élaboré en 1879 et qui, tombée en 1968, n'a pas été réparée, car devenue inutile avec la réforme liturgique à la suite du concile Vatican II. De plus, elle encombrait quelque peu la nef de faible largeur. Par ailleurs, trois représentations d'Apôtres en bas-relief ont été récupérés des panneaux de la cuve de la chaire et ornent désormais les faces du nouvel autel de célébration.
En dehors des statues, l'on peut signaler une maquette en bois de l'église, placée  en 2020 dans la chapelle Sainte-Honorine. Elle est censée la représenter avant les restaurations des années 1860-1870, mais le maquettiste amateur a apparemment voulu représenter l'état présumé avant l'élargissement des bas-côtés. Pourtant nef et bas-côté sont recouvertes d'une toiture unique, et les fenêtres hautes de la nef ne sont donc pas visibles. La maquette n'est en effet pas à l'échelle, et ses proportions sont faussées. Le clocher est beaucoup trop grand, et trop d'envergure est accordée aux baies. Tout au plus peut-on reconnaître que le porche ancien se composait d'un mur plein au nord, d'une arcade en plein cintre à l'ouest et au sud, et d'une toiture à double pente. Mais la grande profondeur du porche paraît incompatible avec l'escalier, construit après démolition de ce porche du XVIe siècle qui est, de toute façon, imposé par le relief du terrain. Sur le mur plein du côté nord, il y aurait cependant de la place pour les arcatures plaquées flamboyantes aujourd'hui présentes sur les côtés extérieurs du porche. Réalisée en 1863 par M. Chapeau, 96 boulevard Voltaire, Paris, la maquette a été offerte à la ville de Conflans-Sainte-Honorine en 1943, et inscrite au titre objet par arrêté du 2 décembre 2002,.

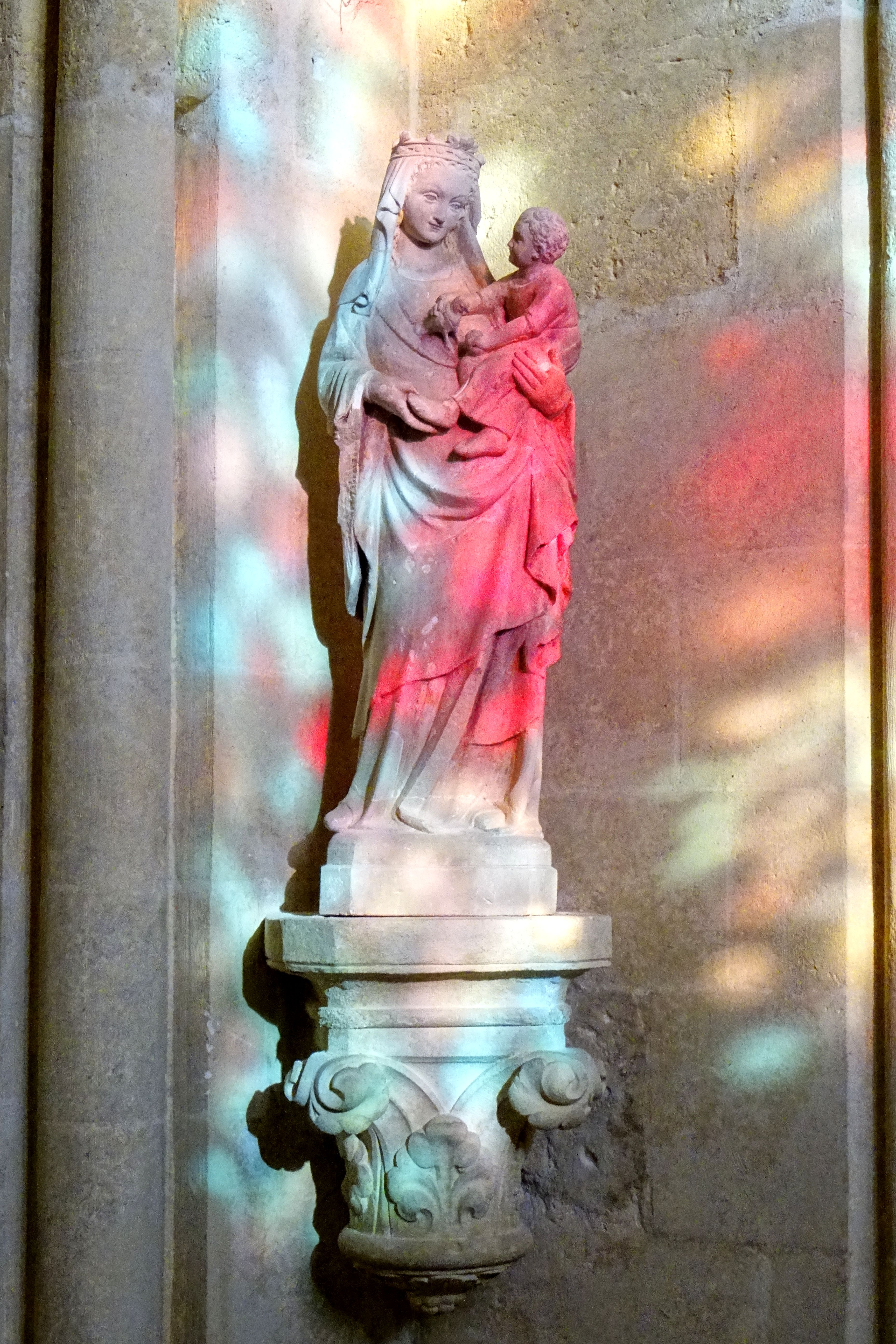
Vierge à l'Enfant (XIVe).
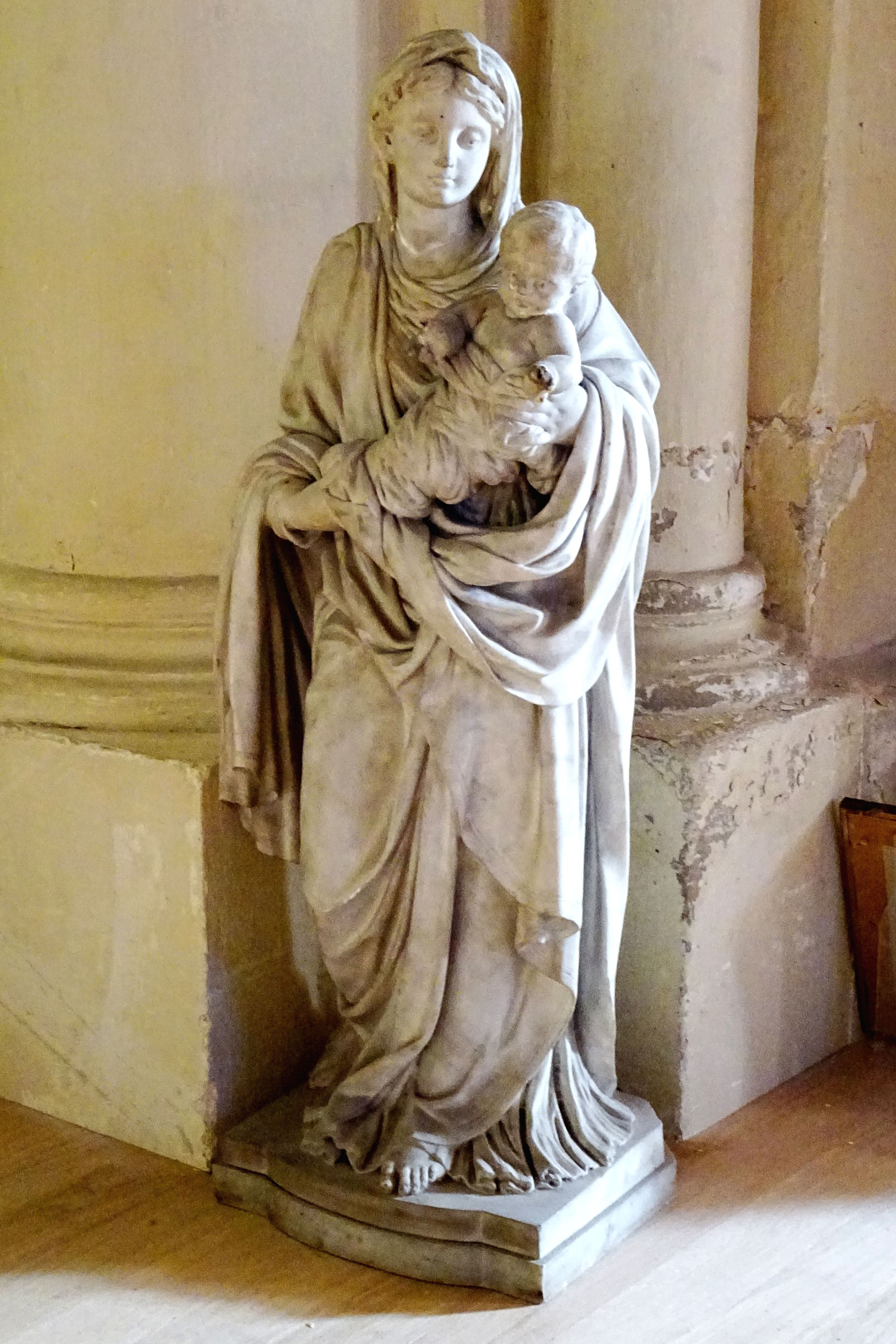
Vierge à l'Enfant (XIXe).
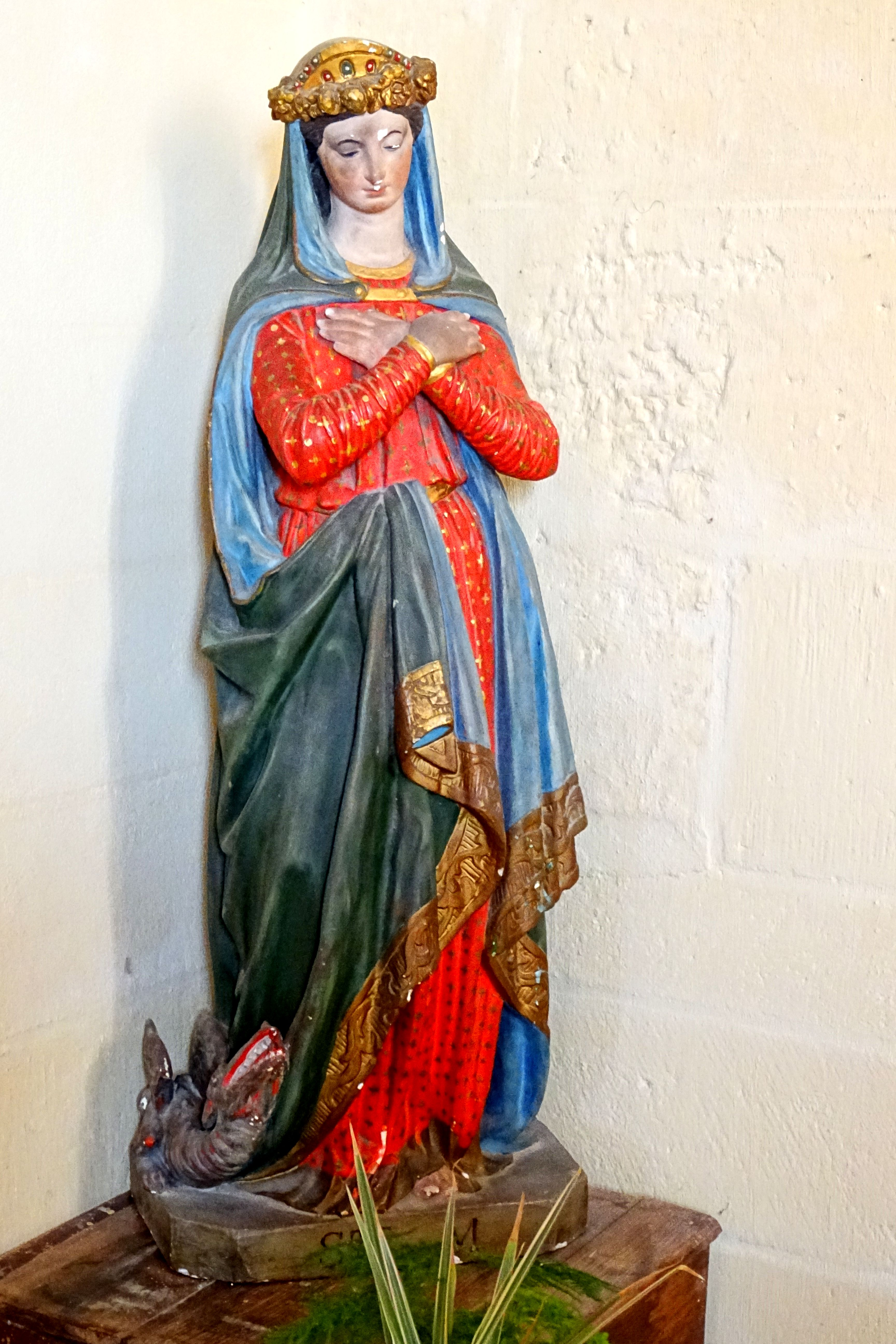
Sainte Marguerite.
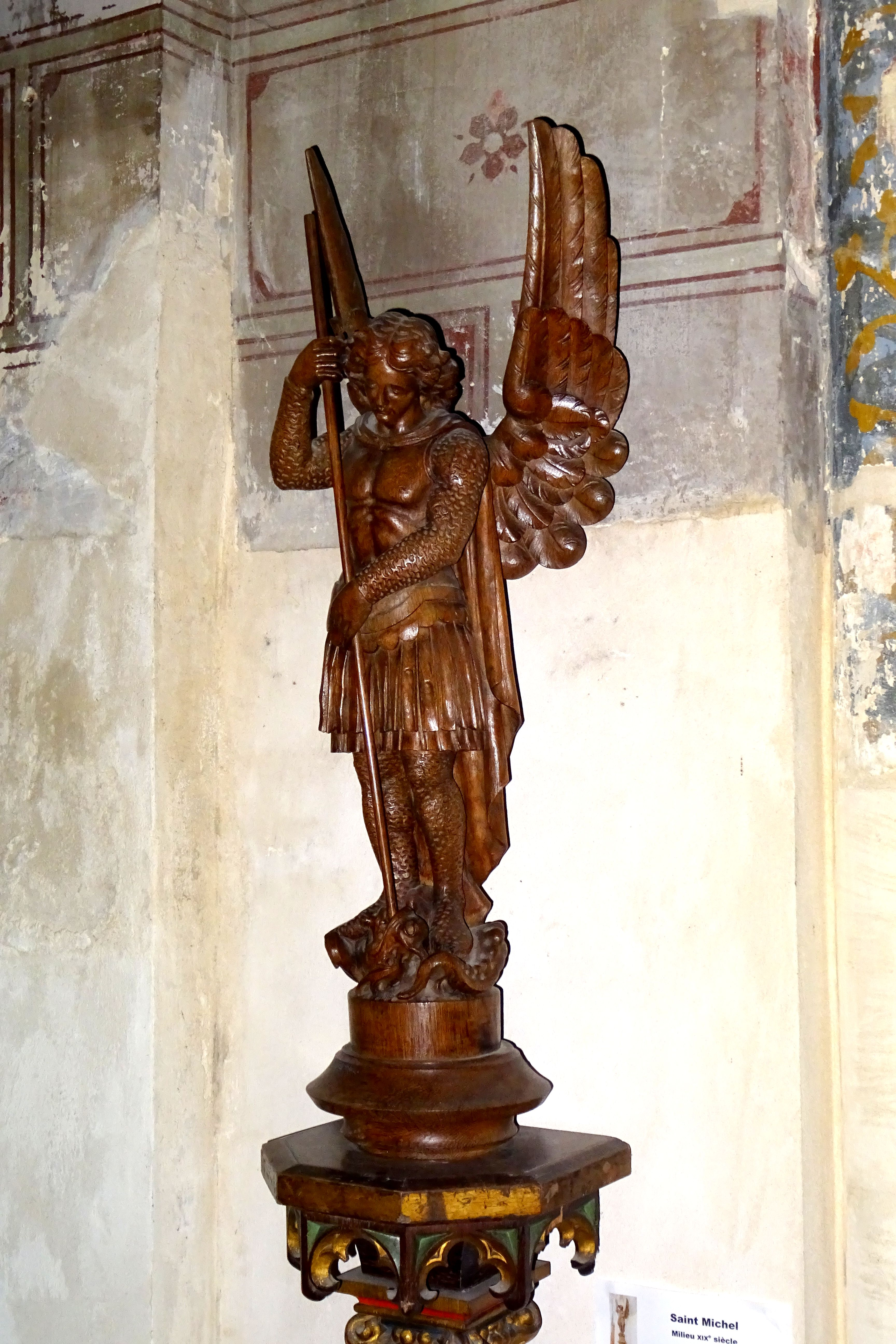
Saint Michel.
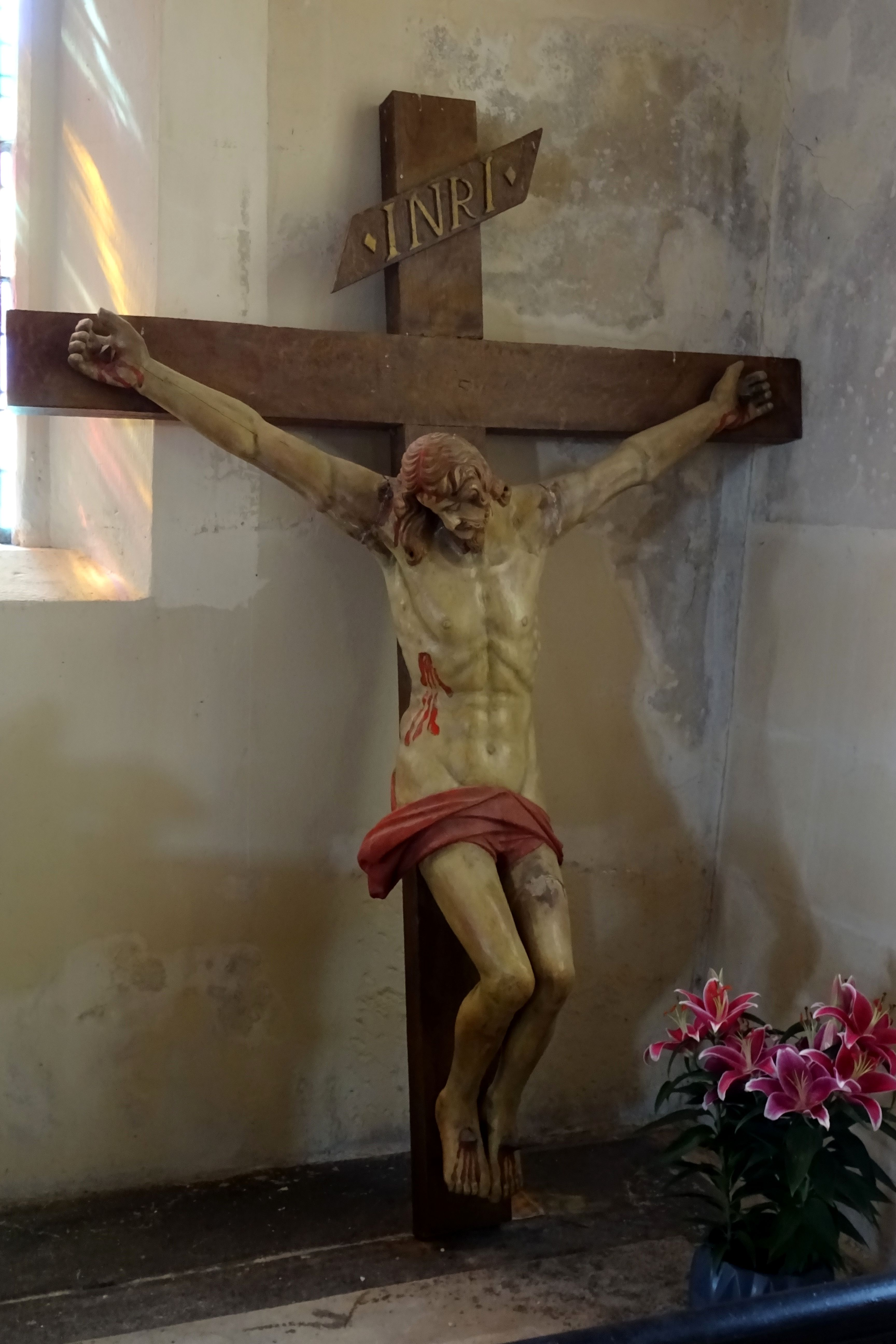
Christ en croix.
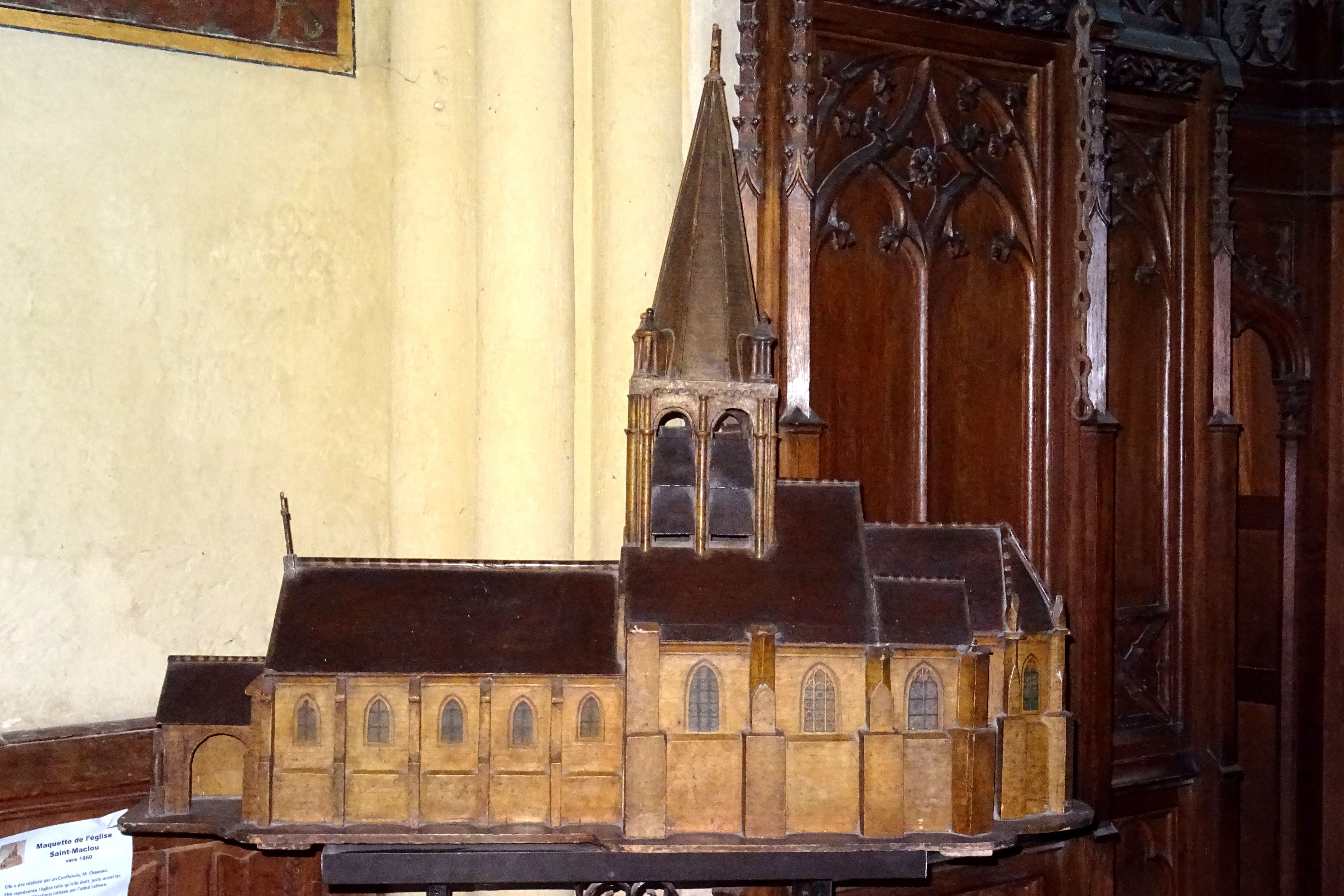
Maquette de l'église.

### Peintures

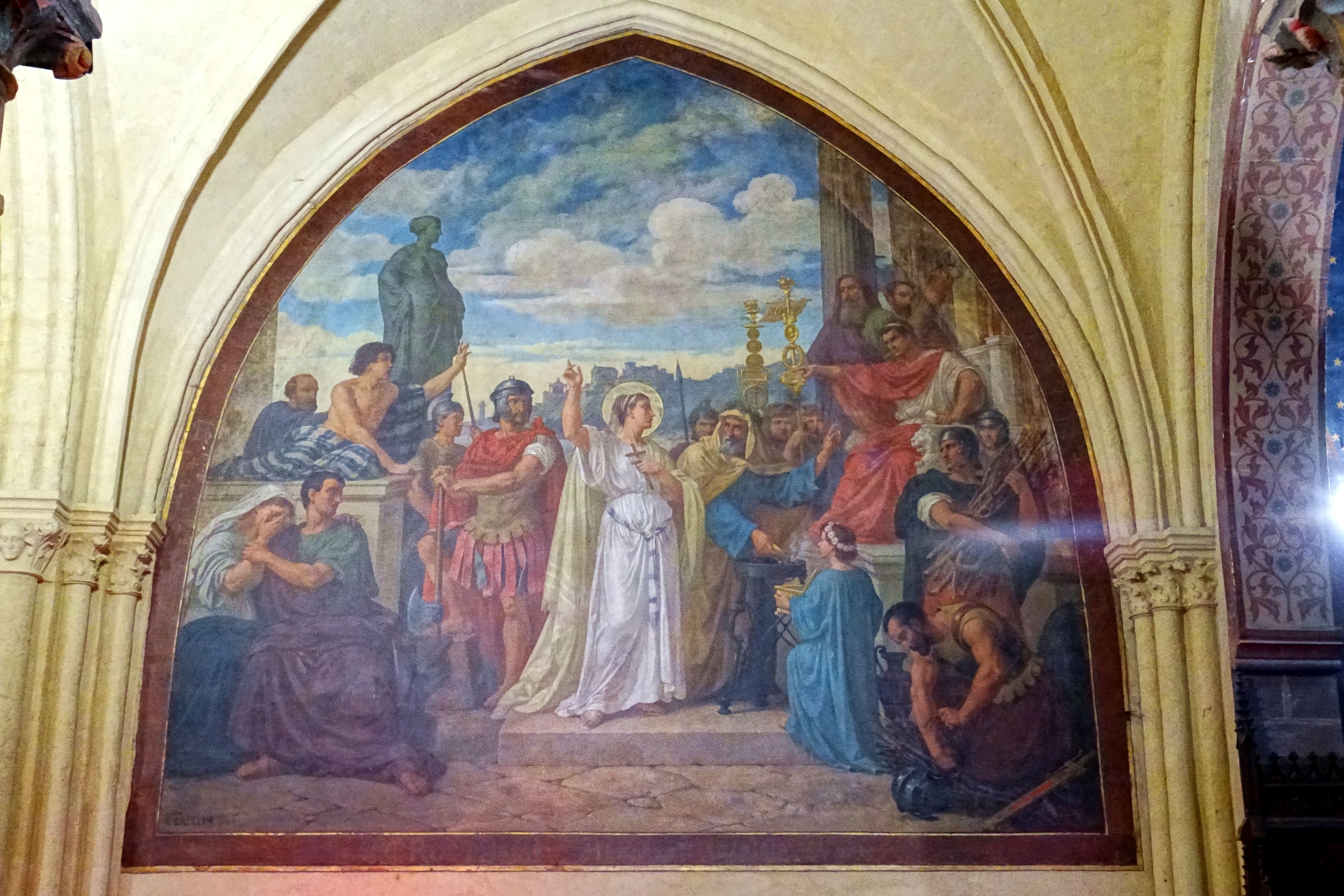
Peinture monumentale - le martyre de sainte Honorine.

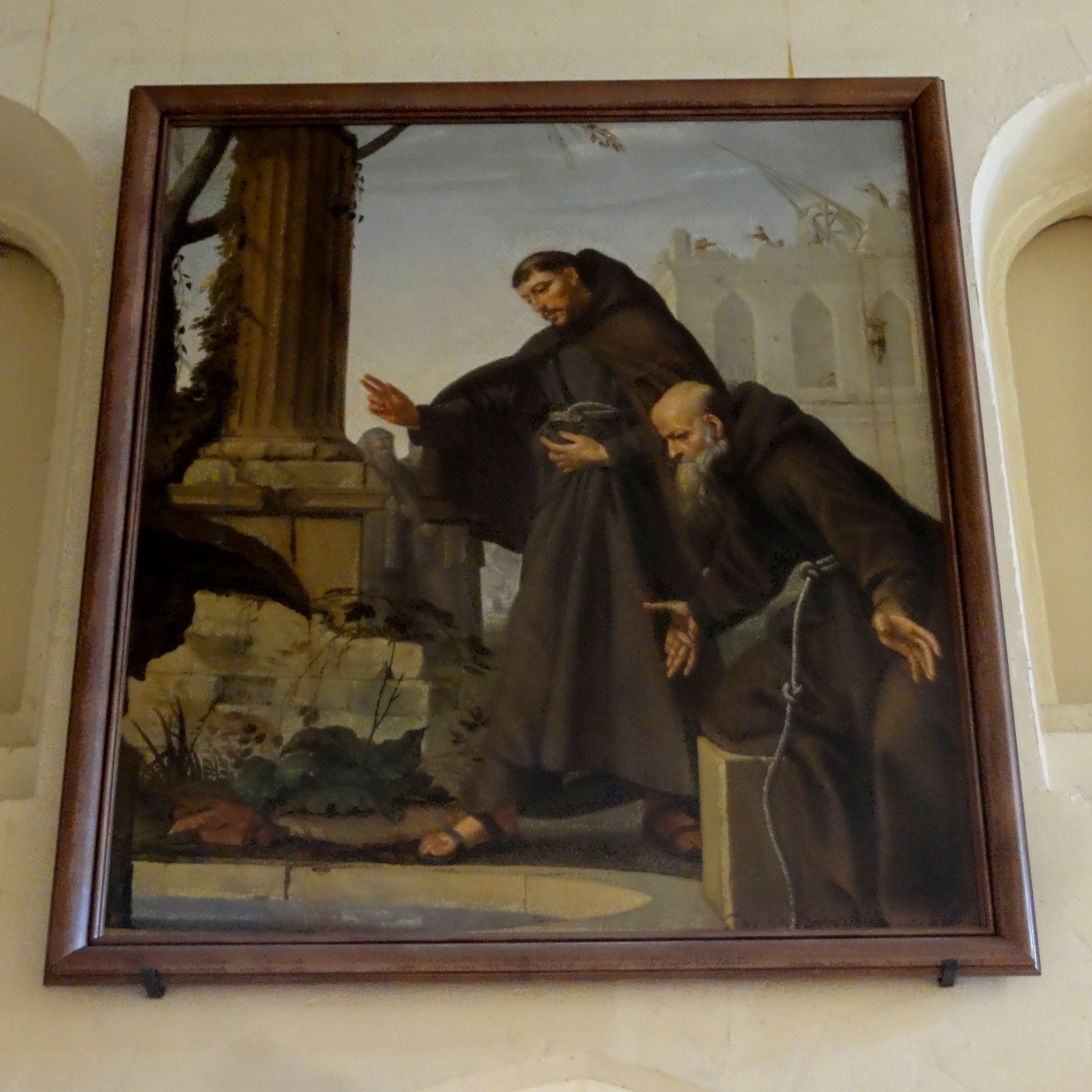
Tableau - saint François d'Assise transformant l'eau en vin.

En 1874, l'abbé Valet commande une peinture monumentale au sujet du martyre de sainte Honorine au peintre Alexandre Grellet (voir signature datée), destinée à être accrochée devant le mur septentrional de la travée du XIIIe siècle de la chapelle Sainte-Honorine. La petite baie située au centre de ce mur et communiquant avec l'ancienne "chambre d'honneur" du presbytère lorsque celui-ci était encore entier avant l'ouverture du passage vers le jardin, fut facilement obturée. L'abbé honore ainsi  l'une des dernières volontés de l'abbé Lefèvre, son prédécesseur, exprimée dans son testament. Avant d'exécuter la commande, le peintre réalise un dessin préparatoire au crayon et à l'aquarelle, qui mesure seulement 34,5 cm de largeur et 35 cm de hauteur. Ce dessin est inscrit au titre objet depuis le 2 décembre 2002. Alexandre  a un frère, François, religieux, frère de la doctrine chrétienne entre 1853 et 1871. Il a été formé par son frère Alexandre Grellet et par Félix-Joseph Barrias. Il a notamment décoré la cathédrale Saint-Pierre de Beauvais, l'église Saint-Christophe de Tourcoing, et l'église Notre-Dame-de-Grâce de Passy. Selon le vœu de l'abbé Lefèvre, la peinture doit représenter un tribunal jugeant et condamnant sainte Honorine à être brûlée. Le dessin montre donc l'épisode légendaire où la sainte, refusant de brûler l'encens pour une idole, est condamnée à mort par le proconsul romain. La composition de la peinture est allégée par rapport à l'esquisse, et les anges ainsi que le vase disparaissent du premier plan. Le manteau bleu de la martyre devient blanc. La peinture, réalisée dès 1874, est peinte sur une toile qui est marouflée sur le mur. Ses dimensions n'ont pas été prises. Une image pieuse tirée de cette composition était vendue lors de la fête de sainte Honorine. L'œuvre a été restauré en 1892 et en 2004/2005. Elle est classée au titre immeuble depuis 1993 ; le dessin l'est au titre objet depuis le 10 septembre 2002,,.
Un tableau de grand format est accroché sur le mur méridional de la nef, au-dessus des grandes arcades. Il représente saint François d'Assise transformant l'eau en vin, et a été anciennement attribué à Francisco de Zurbarán. Actuellement, sa datation n'est pas encore établie. Le dossier d'inscription du 22 juin 1990 portait XVIIe siècle et mentionnait le peintre espagnol , alors que le dossier d'Inventaire attribue l'œuvre à la seconde moitié du XVIIIe siècle. Le sujet du tableau est un épisode rarement représenté de la légende du saint, où la dévotion populaire opère un transfert depuis Jésus-Christ et l'Eucharistie. Dans une ville ruinée de l'Antiquité où des ouvriers s'affairent à la construction d'une église, deux moines franciscains, un jeune et un vieux, vêtus d'une robe de bure serrée à la taille par une cordelière, se rapprochent d'une fontaine publique d'où s'écoule un mince filet d'eau. Le jeune moine, au centre de la composition, esquisse un geste de bénédiction. Le moine âgé s'est agenouillé, avec son genou droit seulement, sur un bloc de pierre qui gît par terre, et a les mains ouvertes dans un geste d'étonnement. Rien n'indique sinon que la scène représente un miracle. Ce tableau est inscrit au titre objet avec son cadre en bois doré,.
Le tableau représentant l'Adoration des bergers est accroché sur le mur septentrional de la chapelle Sainte-Honorine. Il est peint à l'huile sur toile, mesure environ 240 cm de hauteur pour 175 cm de largeur, et a été réalisé par un copiste anonyme au XVIIIe siècle ou au premier quart du XIXe siècle, d'après d'une œuvre originale d'Antoine Coypel, très réinterprétée. Ce tableau a été inscrit au titre objet par arrêté du 22 juin 1990, avec son cadre, et nécessite encore une restauration. En effet, les couches de peinture ont considérablement noirci, et seuls les principaux personnages demeurent encore clairement visibles,. — Un autre tableau, représentant Élie et Elisée, a été décroché pour restauration vers 2004-2005, et est revenu à l'église en 2020. Sa place était dans le croisillon sud ; à présent il fait face à saint François d'Assis dans la nef. Il mesure 181 cm de hauteur pour 138 cm de largeur, et a été peint en 1670 par un copiste anonyme d'après une œuvre originale de Raphaël conservée aux loges de Raphaël au Vatican. Cette toile a été classée au titre objet par arrêté du 8 mars 1994,.

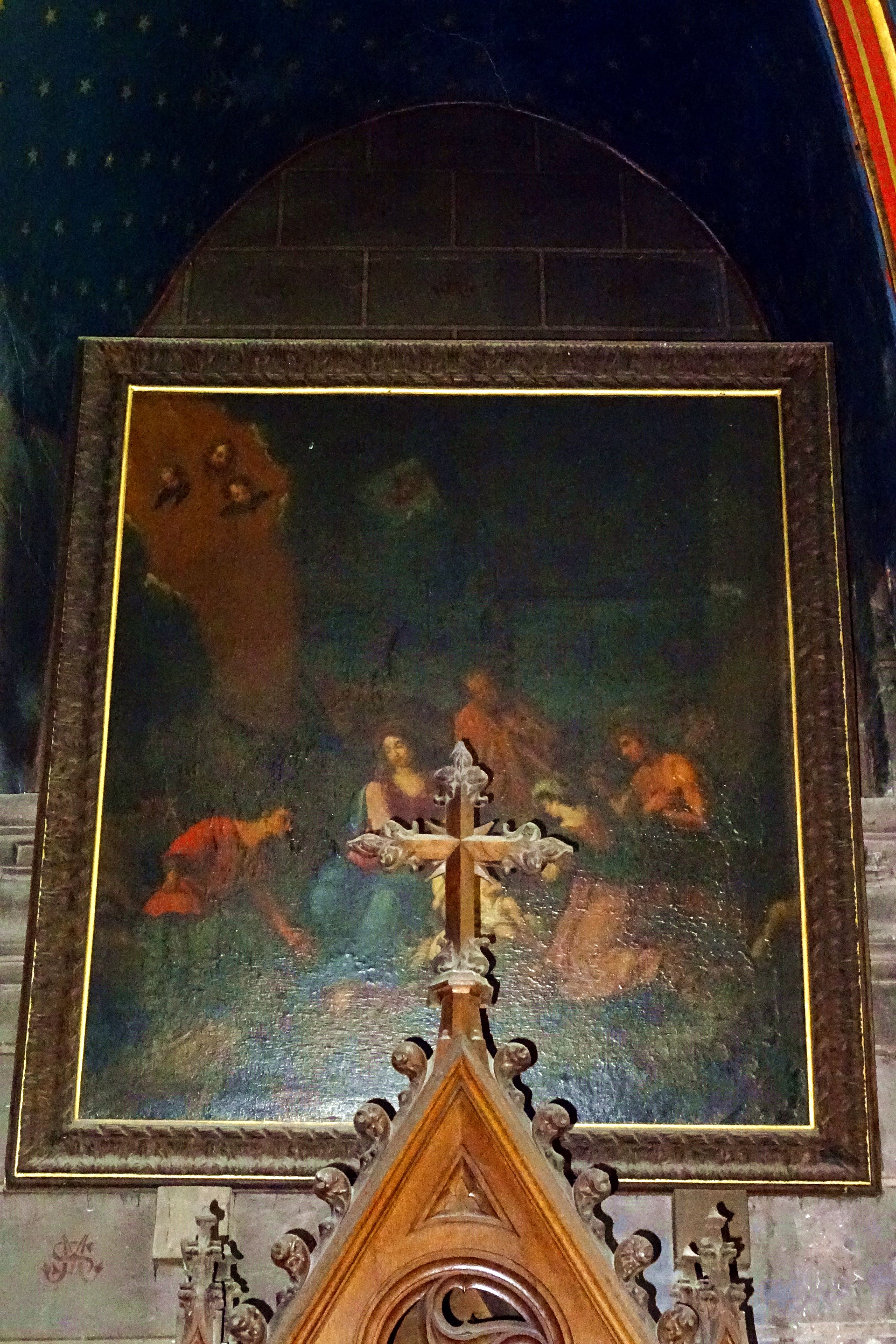
L'Adoration des bergers.
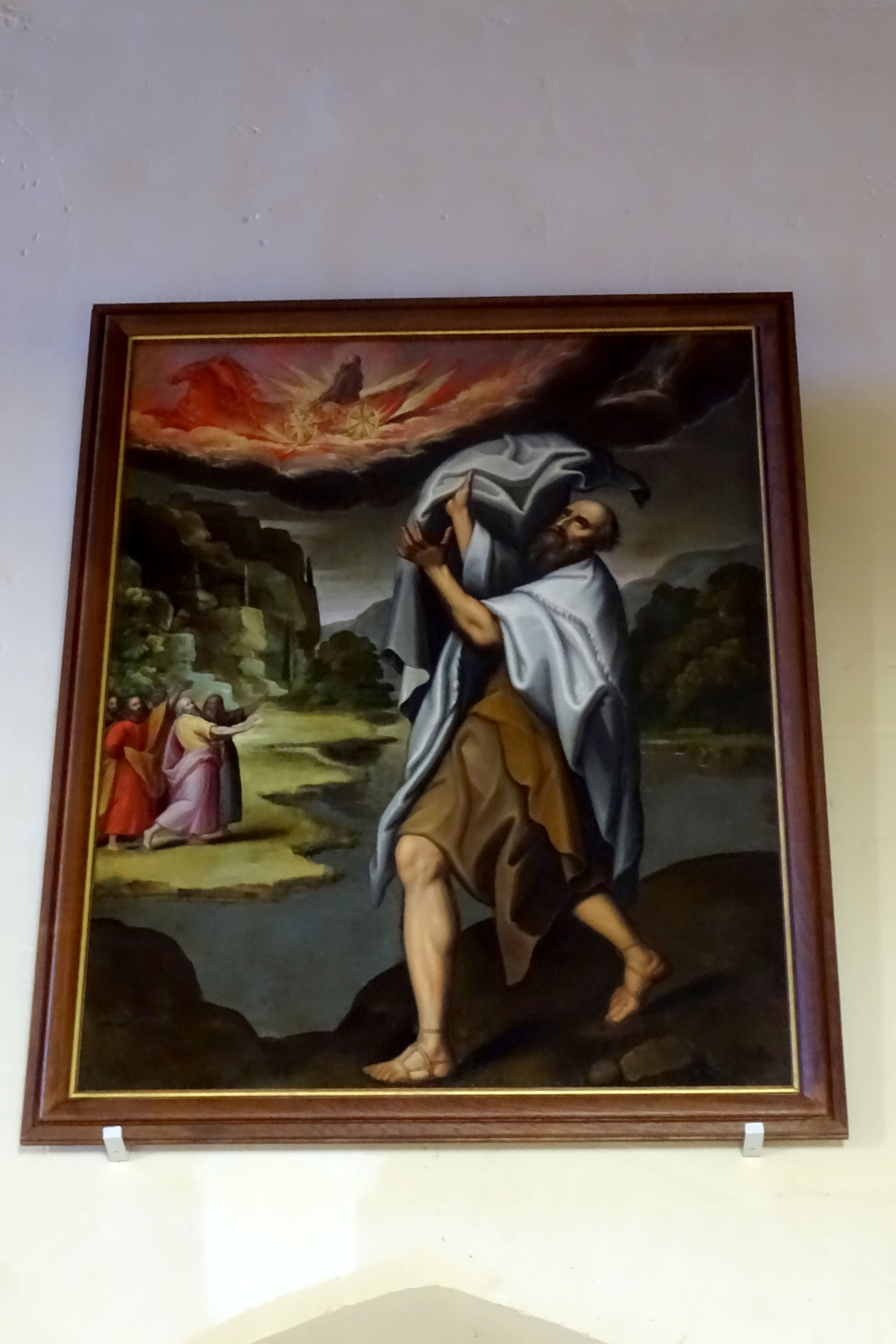
Élie et Elisée.

### Stalles

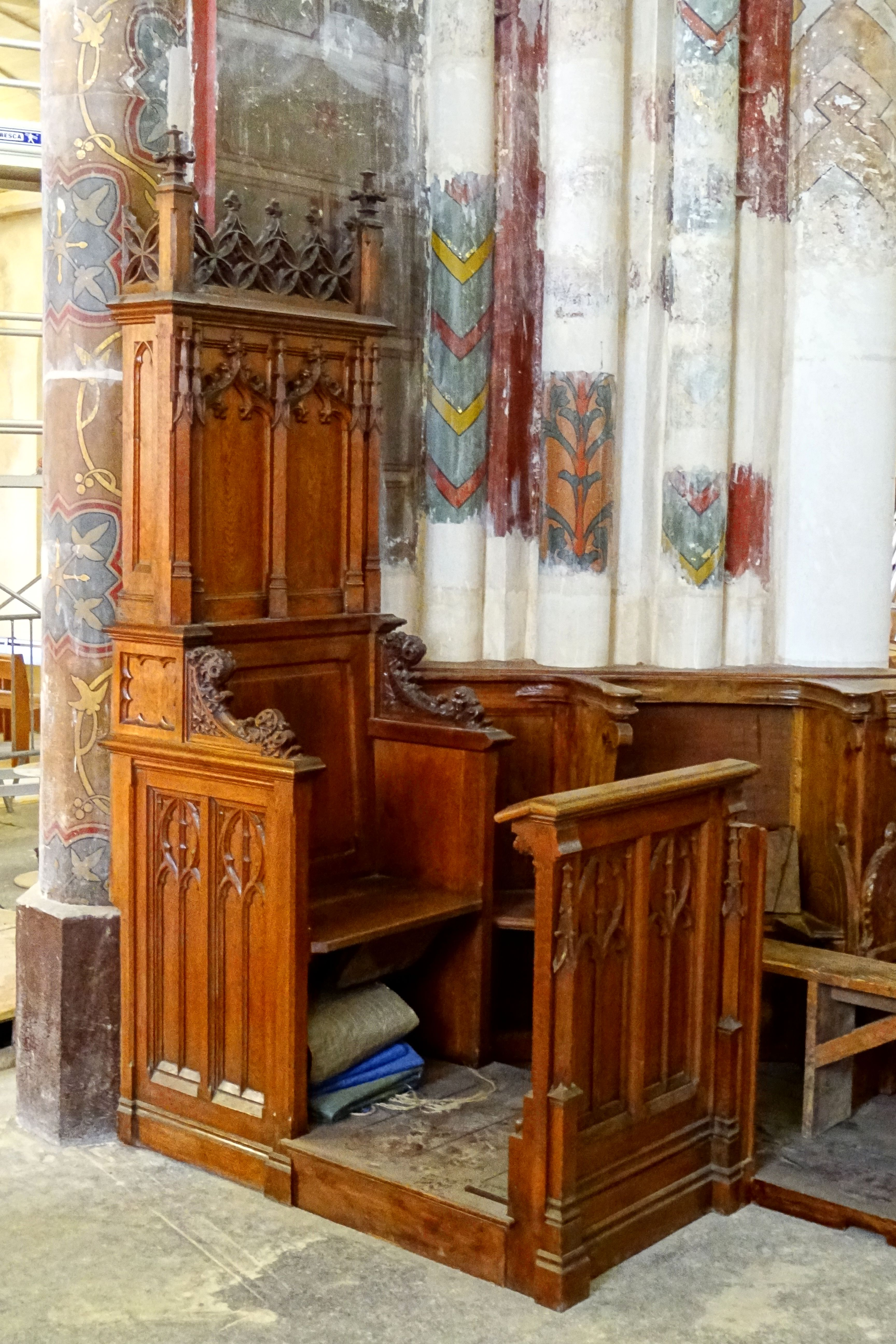
Siège de chantre, par Moisseron et L. André, 1881.

En 1875, l'abbé Lefèvre poursuit le réaménagement de l'église en faisant déposer les boiseries du XVIIIe siècle sous la tribune d'orgue et dans le sanctuaire. Ce furent des boiseries de style néo-classique avec des pilastres d'ordre corinthien. Mais il a vraisemblablement échappé à la rédactrice de l'Inventaire, Roselyne Buissière, qu'une bonne partie des stalles du XVIIIe siècle restent toujours en place, à savoir dans la première travée du chœur, le long des grandes arcades. Ces stalles, visibles sur la photo versée à l'Inventaire, ne sont pas les mêmes que sur les dessins de la maison Moisseron et André de 1881. Dans la première travée du chœur, seuls les fauteuils de chantre, qui regardent le sanctuaire, sont néo-gothiques. Les stalles néo-classiques sont au nombre de cinq de chaque côté, dont quatre stalles dans un alignement, et une stalle placée de biais dans l'angle de la travée (nord-ouest et sud-ouest). Ces stalles obliques jouxtent directement les fauteuils de chantre. D'un style convenu, conformes à un modèle largement répandu, les stalles néo-classiques sont néanmoins des réalisations de bon niveau. Elles se caractérisent par des parcloses qui adoptent la forme d'une grosse volute végétale, et sont amorties par une cimaise moulurée. Leurs miséricordes, toutes identiques, comme de coutume à l'époque, affichent une coquille de style rocaille, ce qui permet d'éviter toute confusion avec le mobilier de « style ogival » commandé par les abbés Lefèvre et Valet.
Les stalles de Moisseron et André commandées en 1881 se trouvent sous les arcades latérales de la deuxième travée du chœur, et sont au nombre de quatre de chaque côté. Elles se distinguent par des parcloses composées d'une partie en arc de cercle et d'une partie droite, précédée d'une petite colonnette à chapiteau, et d'une cimaise moulurée ; par des appui-mains en forme de compositions de feuilles frisées ; et par des miséricordes sous la forme de larges consoles ornées d'arrangements végétaux. Toutes ces stalles sont analogues ; il n'y a pas la variété de motifs propre aux stalles gothiques flamboyantes qu'elles tentent d'imiter. En même temps, les colonnettes devant les parcloses sont étrangères aux stalles flamboyantes. — Quant aux sièges de chantre, ils se présentent comme des larges stalles individuelles munies d'un haut dosseret, de parcloses élevés, et d'un prie-Dieu. Leur confort n'est pas supérieur aux autres stalles. Les parcloses et le prie-Dieu sont décorés d'arcatures plaquées de style gothique flamboyant. Des consoles richement sculptées de feuillages surmontent les parcloses et servent d'appui au soubassement du dosseret. Celui-ci comporte cinq clochetons effilés, dont un au milieu, qui sépare deux arcatures trilobées surmontées d'une accolade garnie de crochets, également dans le style flamboyant. Le dosseret est couronné d'une petite « balustrade » ajourée très délicate, consolidée aux angles par deux tourelles sommées de fleurons, et composée de cercles et d'hémicycles enchevêtrés, inscrivant des soufflets et surmontés de fleurs de lis. Le fournisseur supposé de ces fauteuils de chantre est la maison Moisseron et L. André, sise à Angers. Les deux ébénistes sont successeurs des ateliers de Saint-Joseph fondés par l'abbé Choyer, qui voulait « rendre à l'art religieux la dignité qu'il avait eue autrefois ». La manufacture s'est fait connaître grâce à une chaire monumentale présentée à l'Exposition universelle de 1855, accueillie avec réticence par le conseil de fabrique de la cathédrale d'Angers du fait de son style très chargé. Généralement les commandes se faisaient sur la base d'un catalogue, mais en tenant compte des demandes du client en termes d'iconographie,.

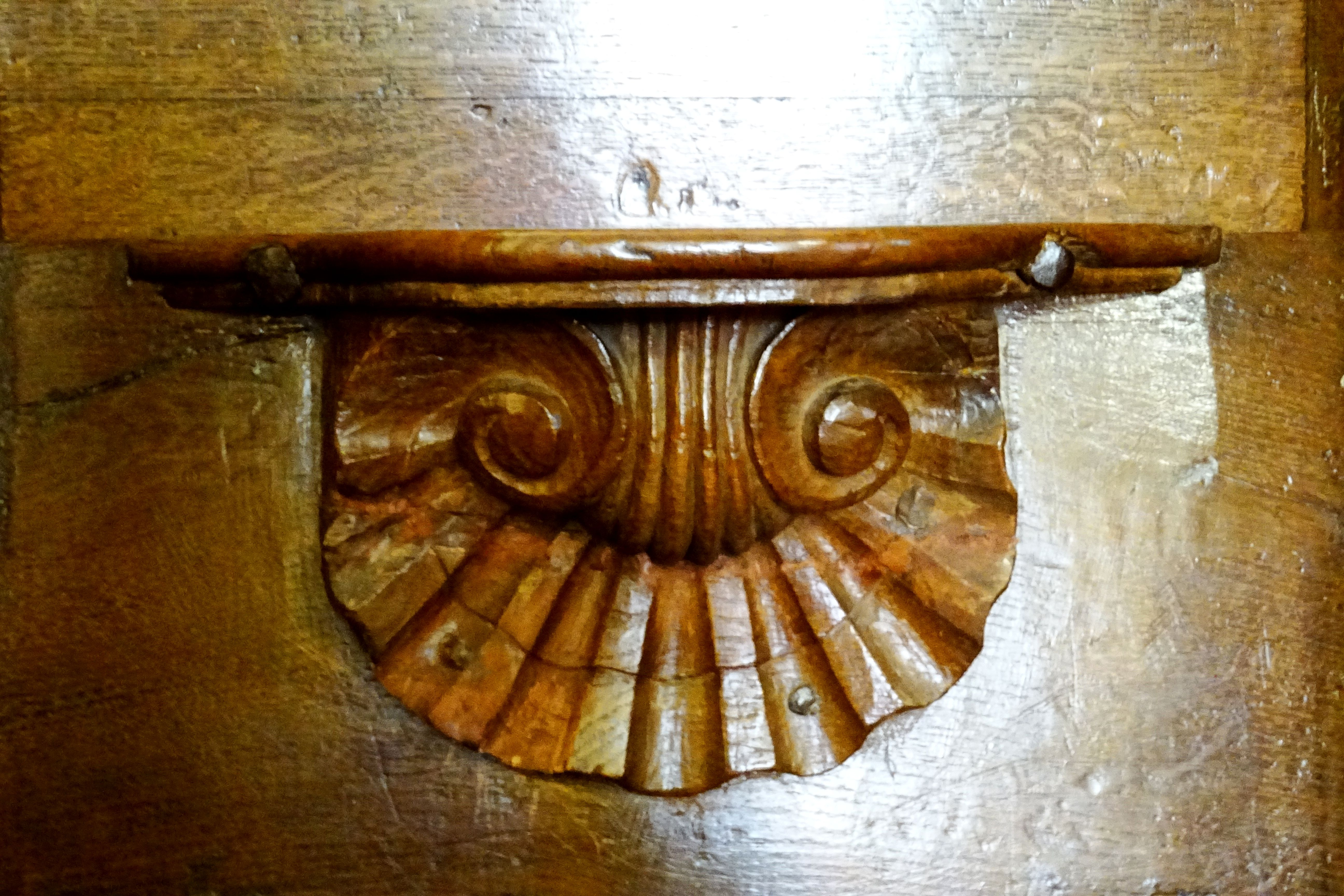
Stalle néo-classique, miséricorde.
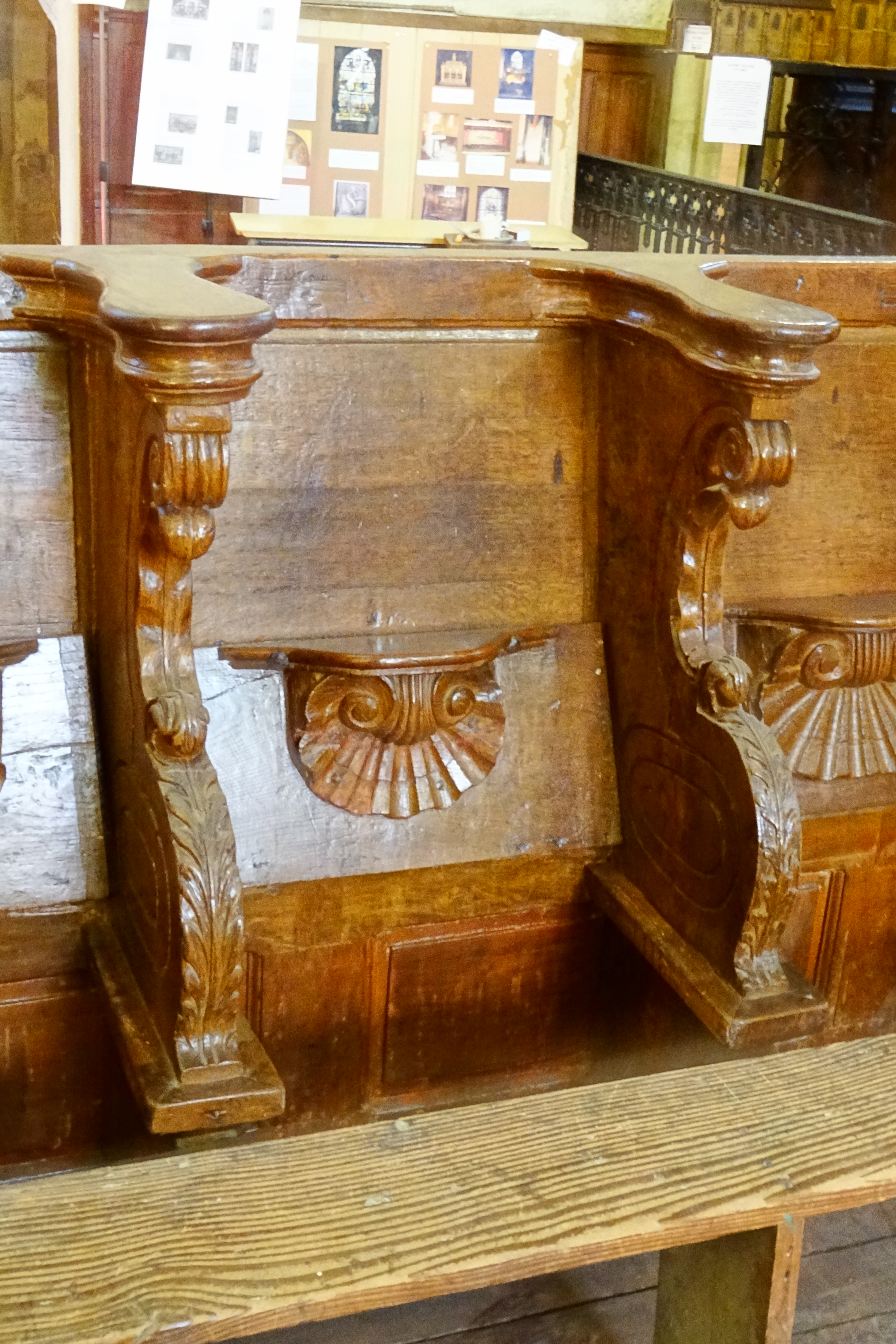
Stalle néo-classique.
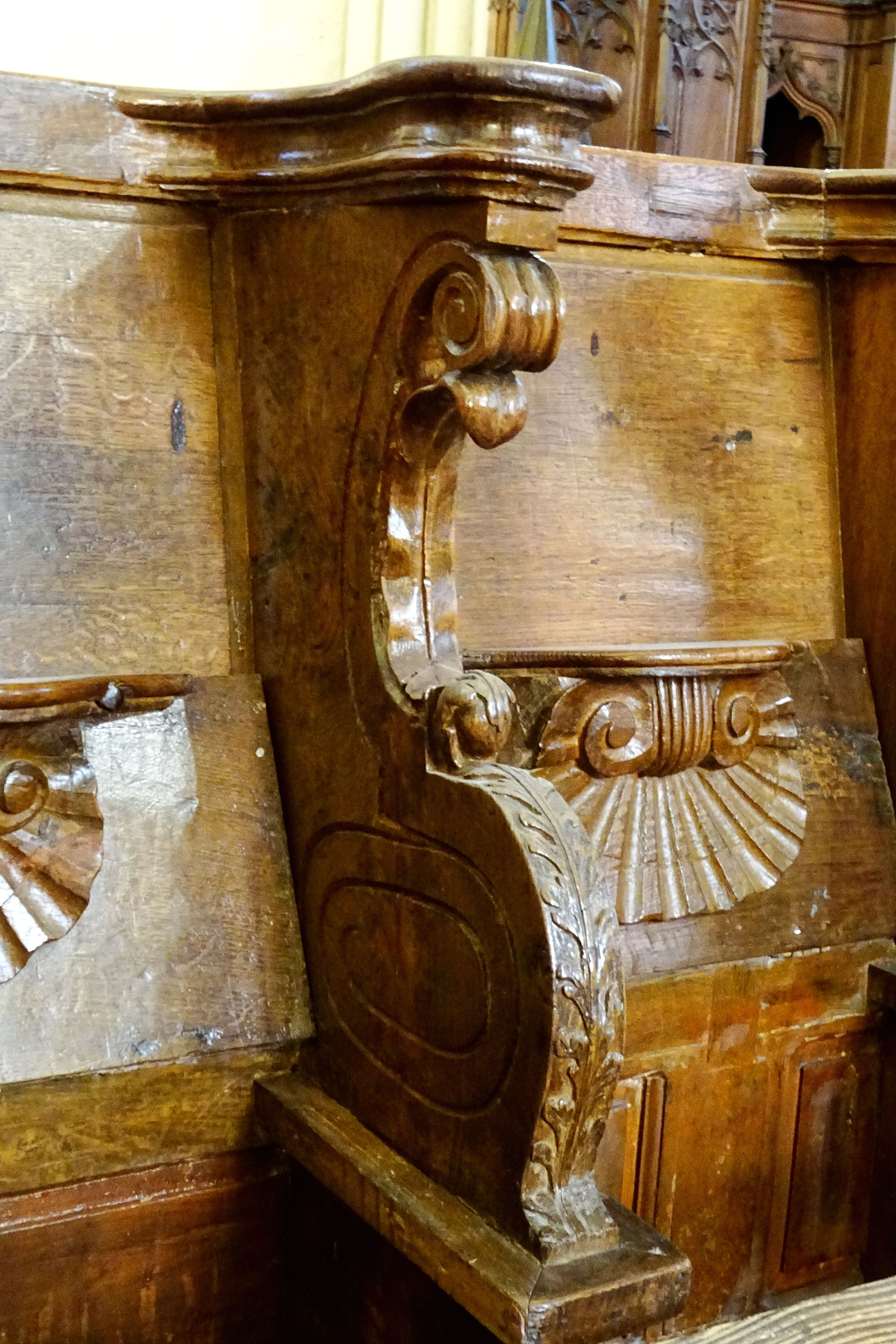
Stalle néo-classique, parclose.
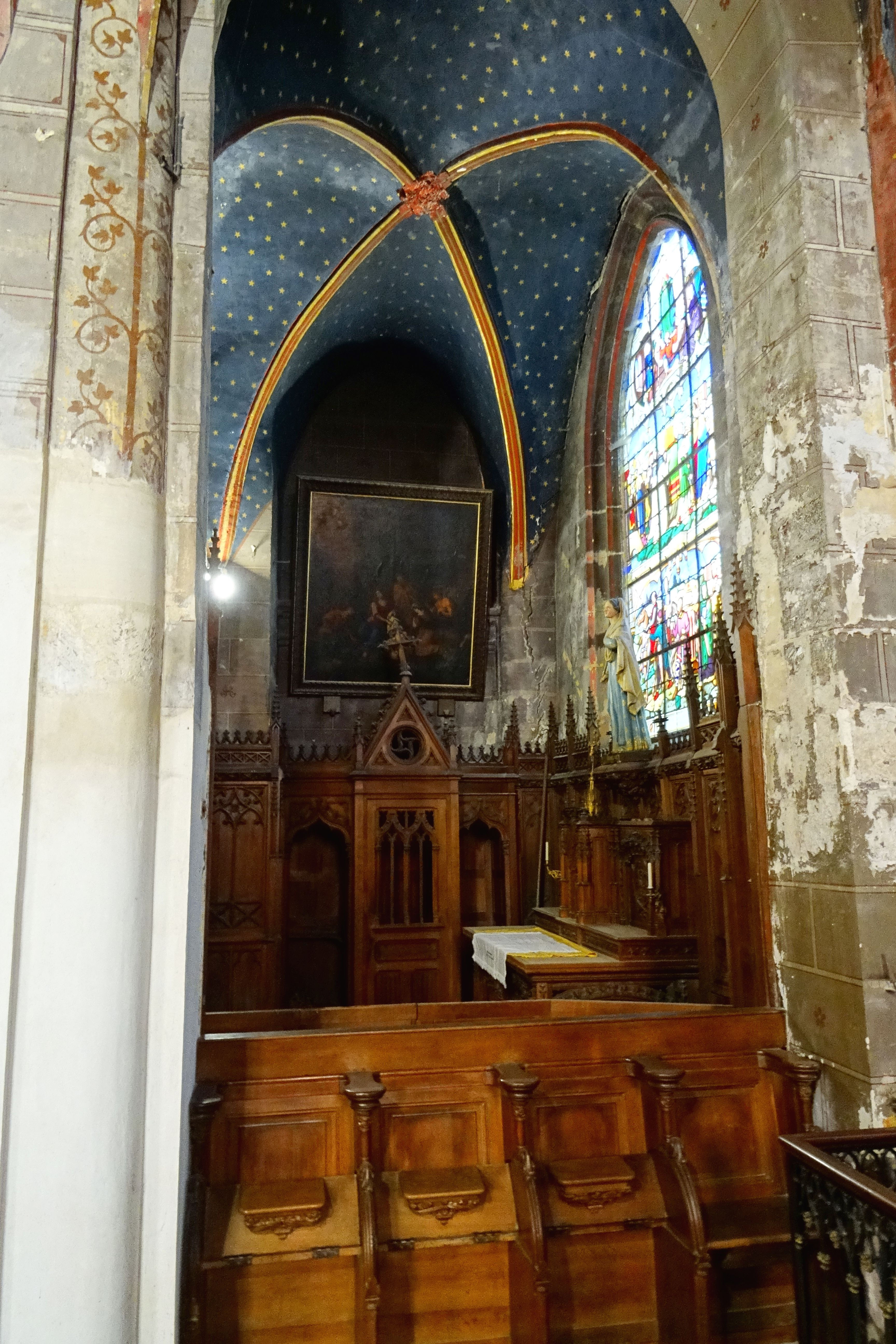
Implantation des stalles néo-gothiques.
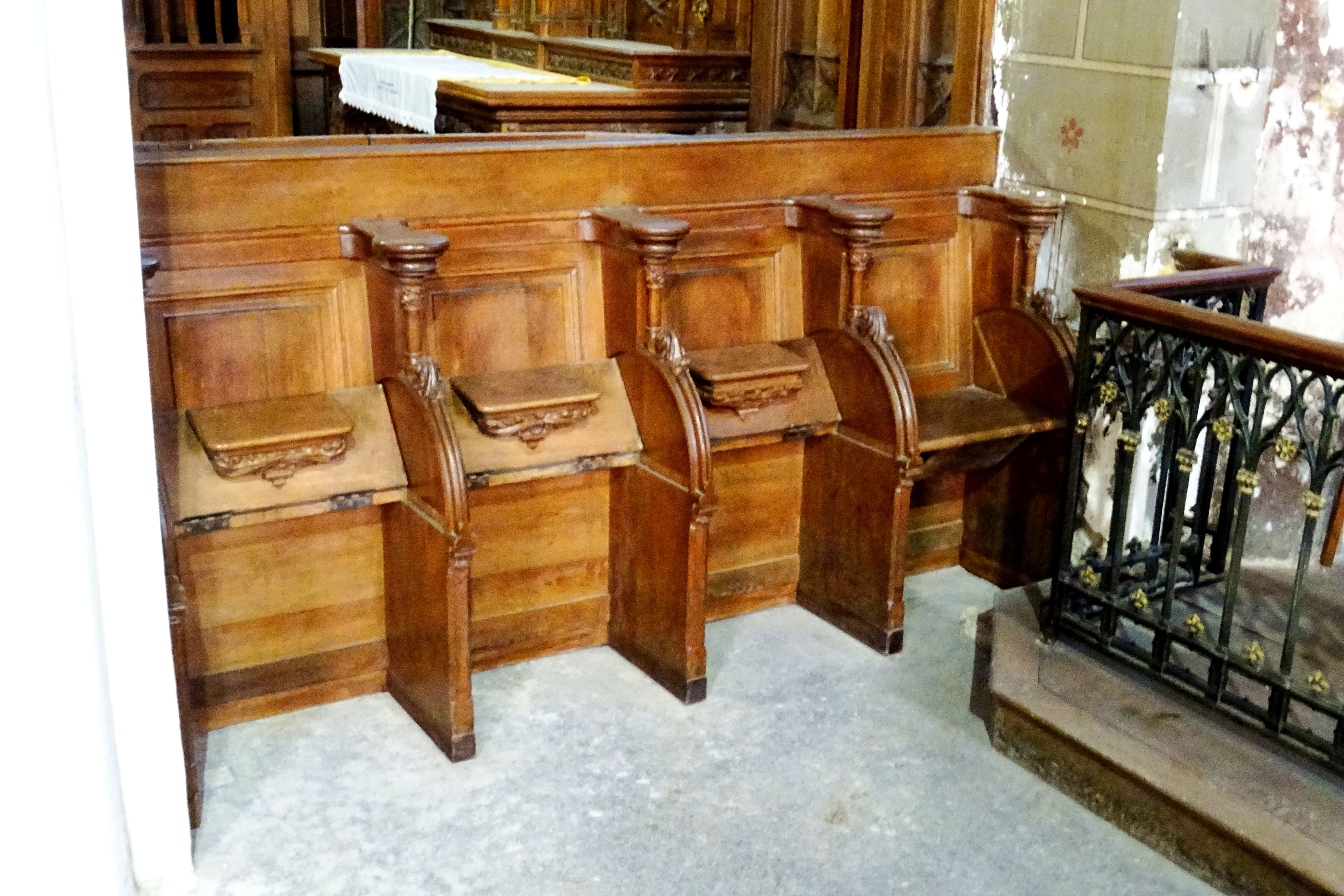
Stalles néo-gothiques, 1881.

### Autels et boiseries

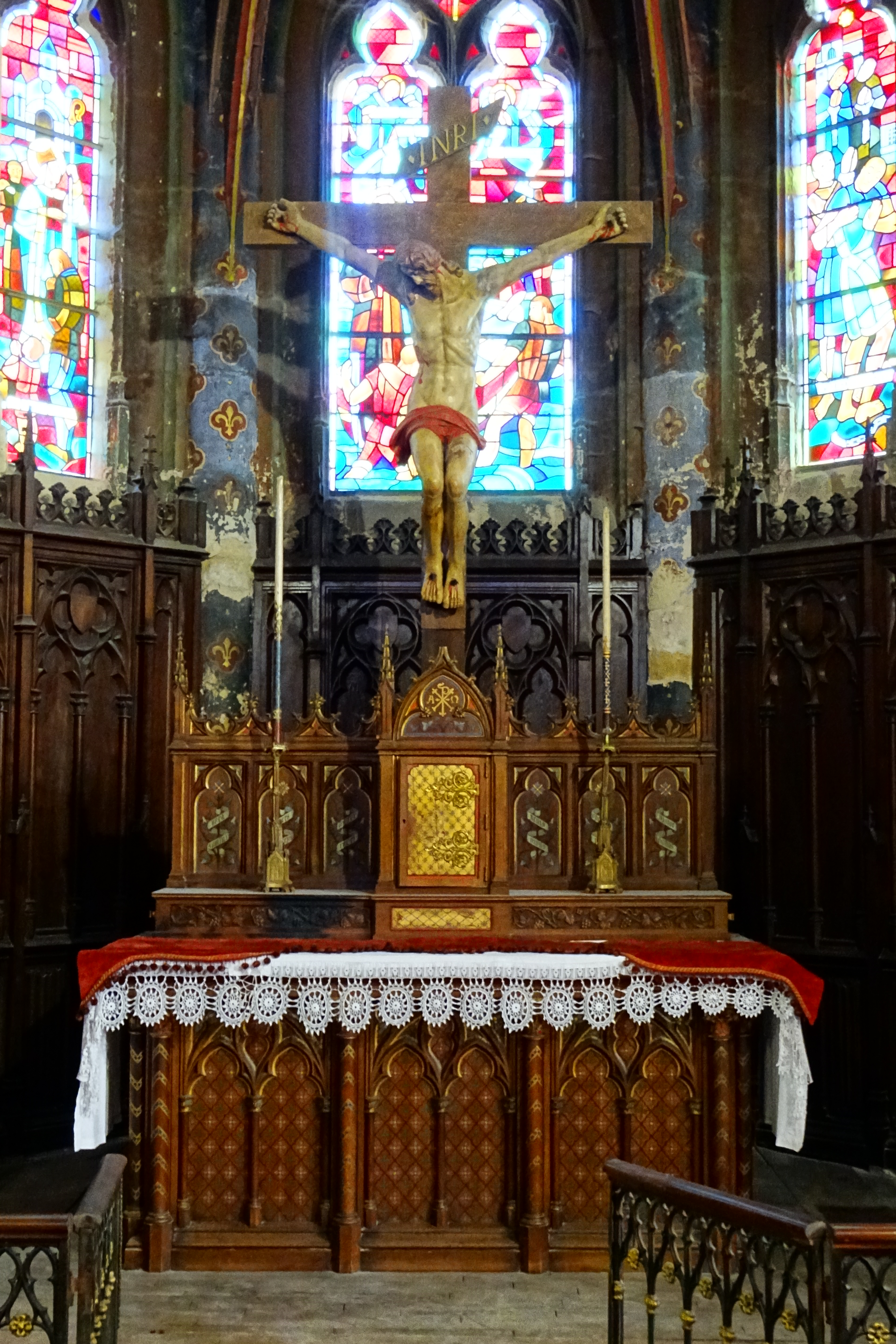
Maître-autel et tabernacle.

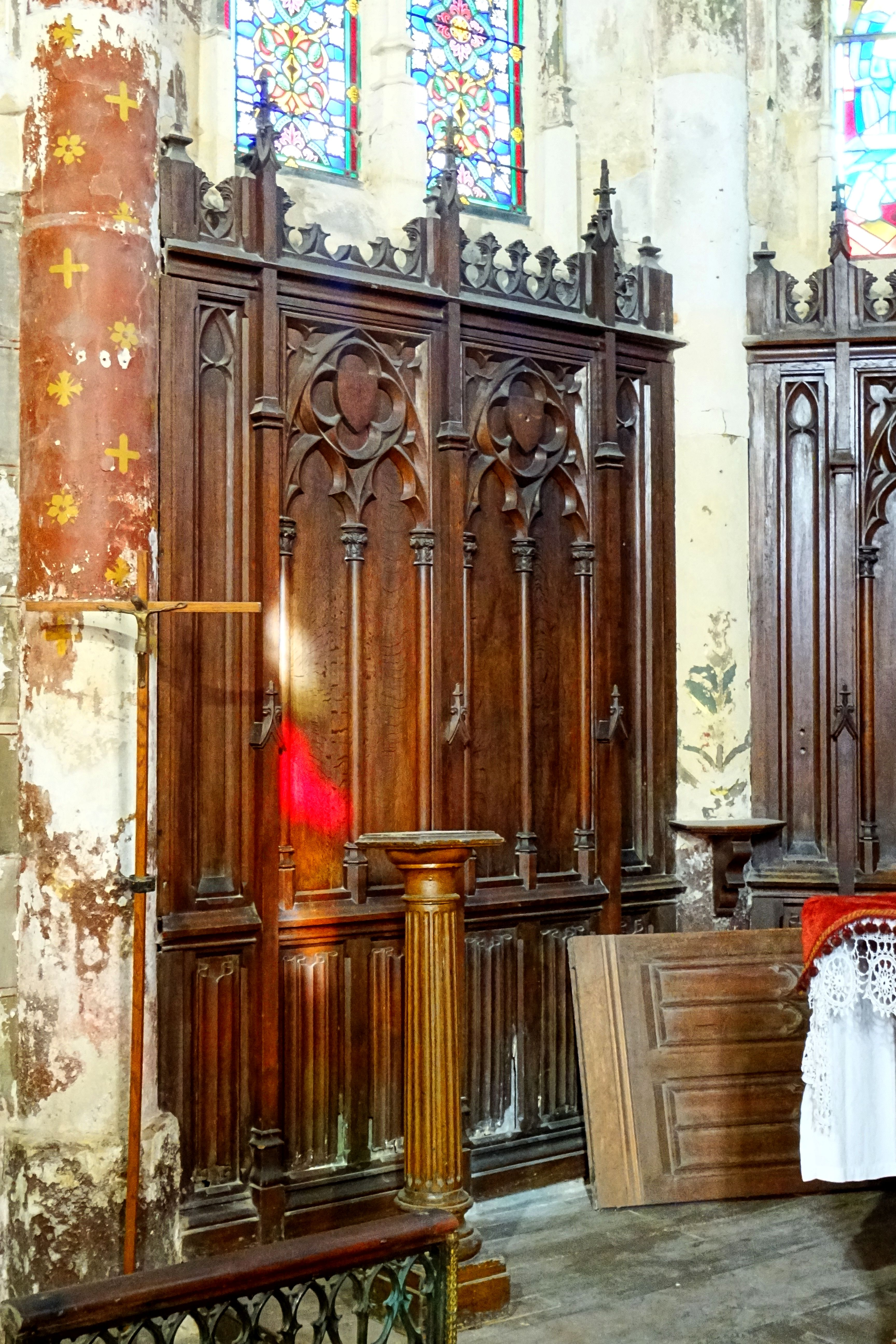
Boiseries de l'abside.

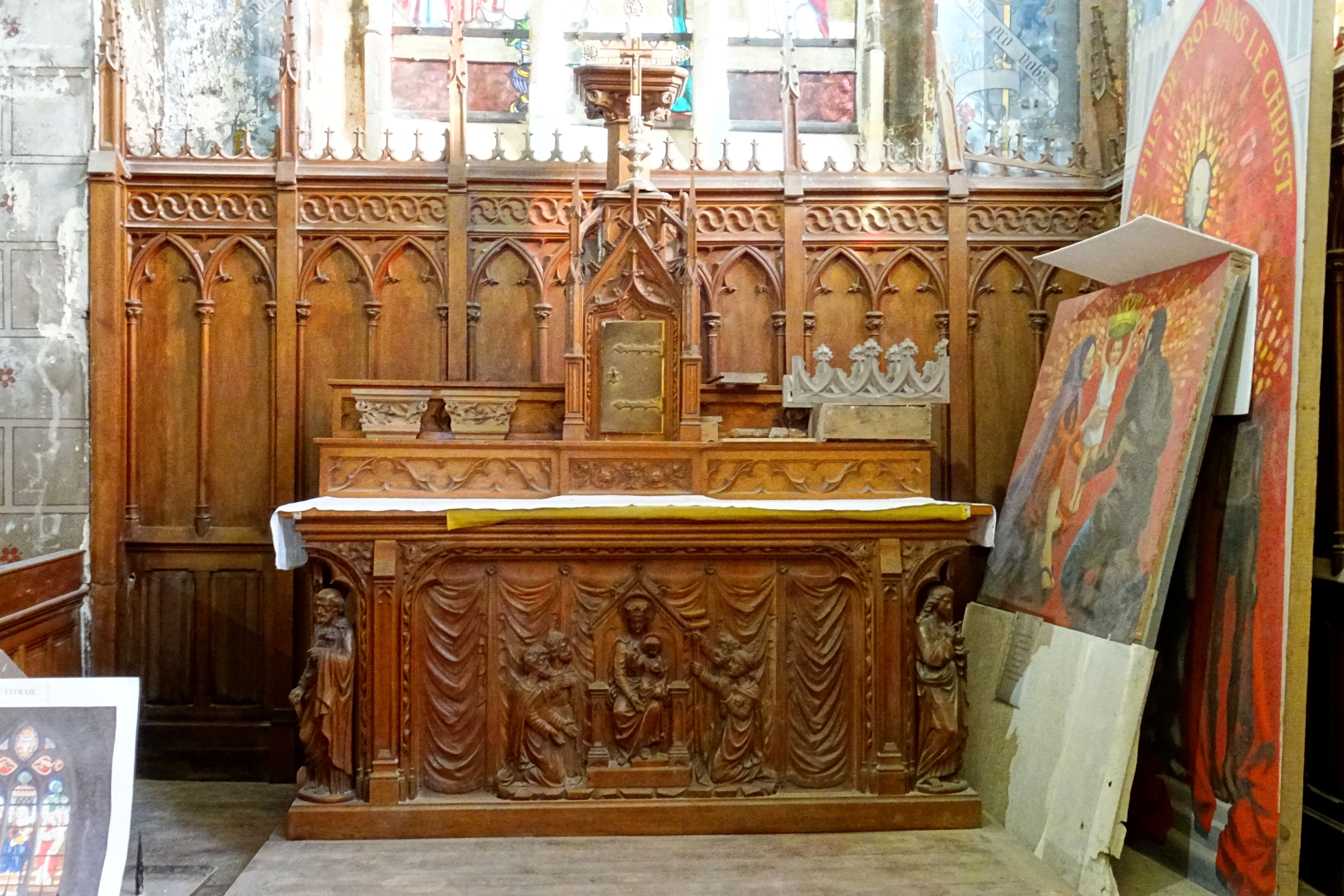
Autel de la Vierge.

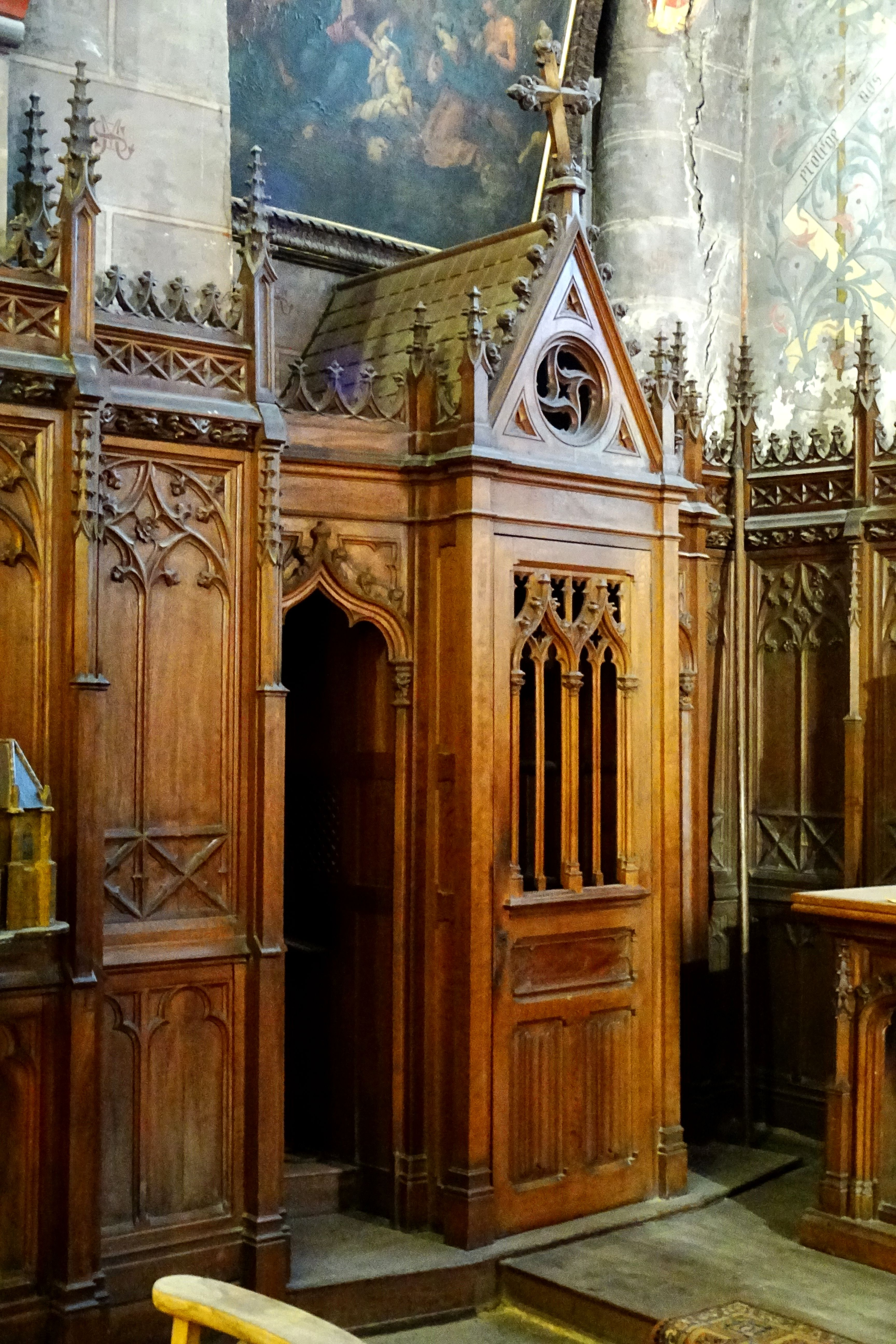
Confessionnal.

Après l'arrachage des boiseries néo-classiques en 1875, la première étape du réaménagement de l'espace liturgique concerne, en toute logique, le sanctuaire, en l'occurrence la dernière travée du chœur. L'année même, l'abbé Valet commande un autel avec tabernacle et des boiseries, le tout en bois de chêne, à l'atelier de l'orfèvre parisien Placide Poussielgue-Rusand. C'est une maison prestigieuse, dont le catalogue offre beaucoup plus que des vases sacrés et des objets du culte, et qui emploie 250 salariés à son apogée. Elle est récompensée à chaque exposition de 1851 à 1878, et peut se prévaloir du titre « Fabricant de Notre saint Père le Pape ». La livraison intervient avant la fin de l'année suivante. D'après Roselyne Buissière, l'autel et les boiseries seraient inspirées de l'architecture du XIIIe siècle. Pourtant, les soufflets et mouchettes sur le tympan des arcatures plaquées indiquent la transition entre le style rayonnant tardif et le style gothique flamboyant, et donc le dernier quart du XIVe siècle et le XVe siècle, période qui a laissé, comme édifice emblématique de cette transition, la Sainte-Chapelle de Vincennes. L'autel arbore quatre colonnettes à chapiteaux de face, qui encadrent trois arcatures plaquées, imitant des remplages de fenêtres d'église. Ces réseaux se composent de deux lancettes à têtes tréflées entre trois fines colonnettes, surmontées d'un soufflet entre deux mouchettes. Le tabernacle lui-même est sobre, mais sa porte est rehaussée de dorures, et retenue par des pentures richement décorées. Il repose sur un soubassement, et est flanqué de trois arcatures trilobées de chaque côté. On y voit des phylactères affichant des citations évangéliques se rapportant au Christ : Vera sum lux, pacis princeps,…. Son couronnement est formé par une accolade inscrivant un trilobe, cantonnée de deux clochetons, tandis que le couronnement des ailes latérales est formée par des têtes trilobées renversées, amorties par des fleurons, et également cantonnées de clochetons aux angles. Pour venir au lambris de hauteur, il se place dans la continuité stylistique avec l'autel, mais affiche un style tirant davantage vers le gothique flamboyant, en cohérence avec l'architecture de l'abside. En effet, ce ne sont plus des colonnettes à chapiteaux qui séparent les panneaux, mais des meneaux à la modénature aiguë, et le registre inférieur est formé par des panneaux sculptés de plis de serviette. Le registre principal se compose de réseaux de fenêtres quasiment analogues à l'autel, retombant toujours sur des colonnettes à chapiteaux, avec, comme seule différence, la présence de cercles inscrivant des quatre-feuilles sur le tympan. Le couronnement du lambris est analogue aux ailes latérales du tabernacle,.
La chapelle de la Vierge, au sud du sanctuaire, et donc au chevet du collatéral sud, a été réaménagée probablement à partir de 1875, au moins en ce qui concerne les verrières. Les boiseries de cette chapelle ressemblent beaucoup à celles de l'abside. Cependant, les plis de serviette des panneaux du premier registre sont de qualité moindre, et le couronnement fait intervenir des hémicycles inversés en lieu et place des têtes trilobées inversées. En revanche, un petit registre supplémentaire, faisant office d'entablement, s'insère entre les arcatures plaquées du registre principal et le couronnement. Il est sculpté d'une succession de cercles inscrivant deux soufflets asymétriques enchevêtres, motif qui évoque de loin les postes ou flots grecques de la Renaissance. Comme particularité, les boiseries englobent deux grandes niches à statues, placées sous l'arcade à l'entrée, l'une regardant vers le sud et abritant saint Joseph, l'autre regardant vers le nord et étant actuellement vide. Ces niches reposent sur des consoles richement sculptées, et sont abritées sous un dais à cinq arcatures trilobées sous leur gâble, retombant sur des culs-de-lampe suspendus dans le vide, avec une flèche ajourée, le tout dans le style flamboyant. Le fournisseur de ces boiseries et niches à statues n'est pas clairement mentionné dans l'Inventaire. Il peut aussi s'agir de la maison Moisseron et L. André, comme pour l'autel de la Vierge, mais on peut noter que celui-ci n'est pas stylistiquement cohérent avec le reste du décor de la chapelle. À son angle gauche, l'autel abrite une statuette de saint Joseph, et à son angle droite, une statuette de saint Jean. L'espace entre les deux statuettes est occupé par un grand bas-relief, où l'on voit la Vierge à l'Enfant installée sur un trône, devant des tentures, entourées de deux malades agenouillés de chaque côté. Ils viennent prier pour leur guérison devant Notre-Dame-des-Ardents, donc une statue, et non la Vierge Marie en personne. Le tabernacle de l'autel de la Vierge possède un décor architecturé plus somptueux que le tabernacle du maître-autel, mais ses ailes latérales sont moins développées. La date de cet ensemble n'est pas connue avec exactitude, mais il semble que les travaux de la chapelle de la Vierge s'achèvent en 1882 avec des travaux de peinture et dorure à la grille,,.
L'aménagement de la chapelle Sainte-Honorine et Sainte-Marguerite, au nord du sanctuaire, s'est fait en deux temps, d'abord avec l'installation de la verrière figurée en 1860, et puis avec l'installation du mobilier actuel en 1881. Le style du mobilier, fourni par la maison Moisseron et André à l'instar de l'autel de la Vierge et des sièges de chantre, est particulièrement chargé. L'on note ici des références à l'architecture du XVIe siècle uniquement, avec l'absence de colonnettes à chapiteaux sur le lambris et l'autel. Les travées du lambris sont séparées par des clochetons effilés, tels que visibles sur les fauteuils de chantre. Le registre inférieur est constitué d'arcatures trilobées assez simples. Le registre principal est agrémenté d'arcatures plaquées à deux lancettes à têtes tréflées, dont la partie inférieure est occupée par des croix de Saint-André, détail curieux, et dont le tympan est formé par une accolade sous un arc en tiers-point, le tout garni de feuillages. Il y a également un petit troisième registre. Dans l'échine en dessous de cet entablement, sont logés des rinceaux végétaux. La métope accueille des croix de Saint-André, séparées par des clochetons aux pinacles garnis de crochets implantés au-dessus de leurs homologues du deuxième registre. Le couronnement est constitué de têtes trilobées inversées sommées de fleurons, et se rapproche de celui du lambris de l'abside. Ces boiseries en somme remarquables sont classés au titre immeuble avec l'église. Pour venir à l'autel, il sert en même temps d'écrin aux châsse-reliquaires des deux saintes martyres vénérées dans la chapelle. À cette fin, il comporte deux grandes niches qui s'ouvrent entre des clochetons effilées, et sous des arcs en anse de panier où sont suspendues cinq arcatures trilobées retombant sur des culs-de-lampe. Le tabernacle est surmonté d'un gâble sculpté de motifs flamboyants, et cantonné de deux clochetons, qui sont quant à eux flanquées de panneaux sculptés d'une arcature en anse de panier et d'arrangements végétaux. Au-dessus du tabernacle, une console, intégrée dans les boiseries, sert de supporte à la statue de sainte Honorine. Dans le contexte de la chapelle Sainte-Honorine, on doit encore signaler le confessionnal d'un décor néo-gothique exubérant, qui a été acheté à la maison Moisseron et André en 1891. Il s'intègre parfaitement dans les boiseries, mais l'on peut déplorer que son décor revient vers des colonnettes à chapiteaux, ce qui est un anachronisme par rapport au reste du mobilier de la chapelle, et que le premier registre est décoré de plis de serviette et non des arcatures trilobées utilisées sur le lambris. La grille de clôture a probablement été fournie par la fonderie d'art du Val d'Osne, où elle figure dans le catalogue en tant que modèle J,,.

### Châsses et reliquaires

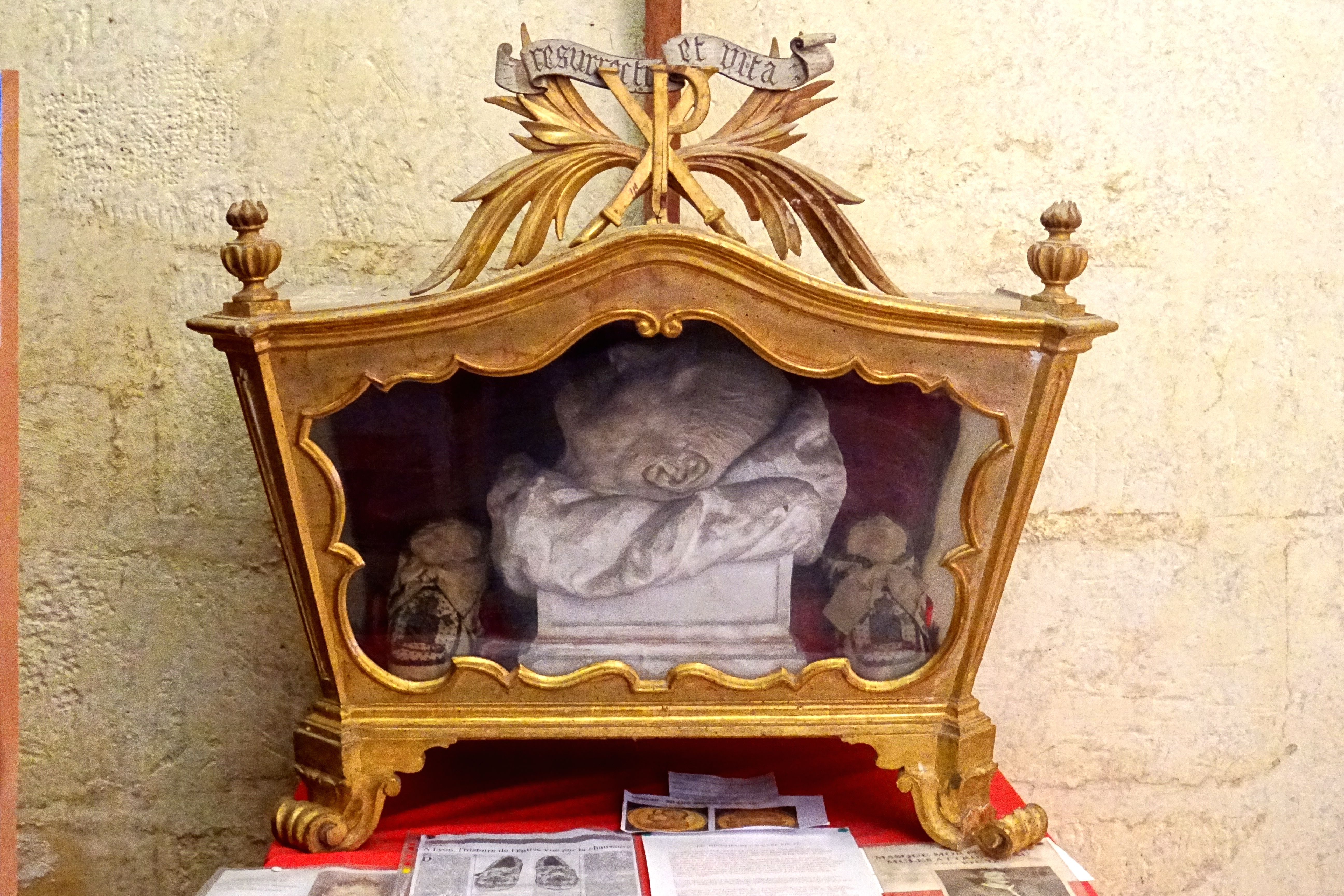
Châsse, mules et masque funéraire du pape Pie IX.

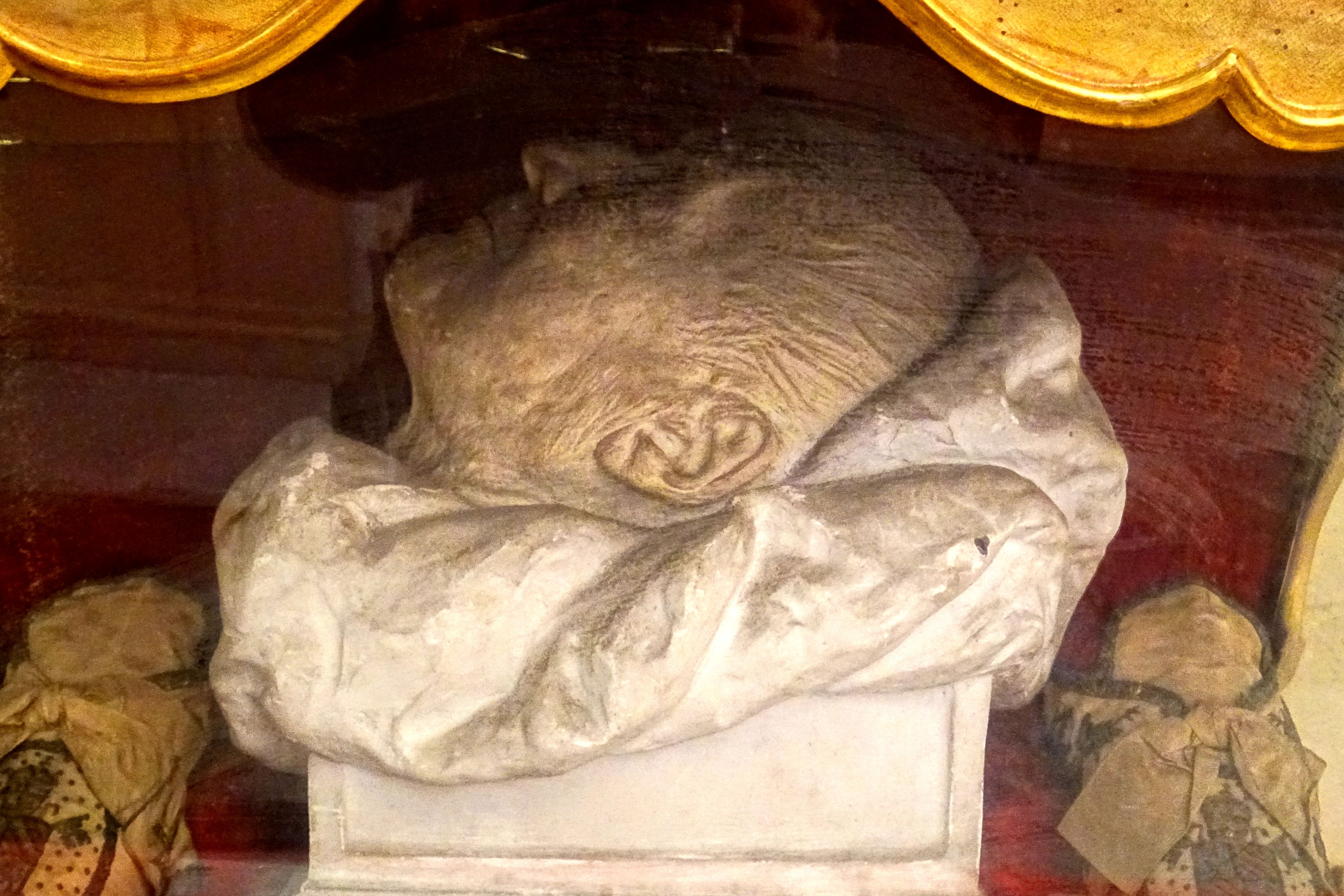
Masque funéraire du pape Pie IX.

Les deux châsses de sainte Honorine et de sainte Marguerite sont en bronze doré. La plus grande entre elles est celle de sainte Honorine : elle mesure 79 cm de largeur, et 92 cm de hauteur. Les deux châsses datent de 1860, et la translation des reliques a été réalisée le 9 décembre 1860. Le style est inspiré du gothique flamboyant, et la forme est celle d'une chapelle. Les quatre piliers aux angles sont ornés de pinacles. Les vitres se cachent derrière des réseaux de fenêtres, qui se composent de deux têtes tréflées, retombant sur un cul-de-lampe au milieu, et d'un tympan au dessin complexe, amorti par deux accolades aux flancs garnis de feuillages, sommés d'un fleuron. Une balustrade assemblée de rectangles divisés en quatre parties par des diagonales court en bas des fenêtres, et une autre balustrade, constituée d'arcatures, court en bas de la toiture. Celle-ci est couronnée d'un lanternon. À l'intérieur, les reliques sont placées sur des coussins de velours rouge ; l'on ne distingue pas leur nature. Les deux châsses sont visibles dans l'autel de la chapelle latérale nord, qui est spécialement conçu pour les recevoir. La paroisse possède par ailleurs un autre reliquaire de sainte Honorine, qui est en forme d'ostensoir, mesurant seulement 24 cm de hauteur. La partie principale se présente comme un triptyque schématique, orné de fausses pierres précieuses en verroterie, reposant sur un pied circulaire orné de feuilles découpées, moyennant une tige ceinte d'un nœud et d'une large collerette. Cette monstrance a été acquise dans le contexte de la Première Guerre mondiale. D'abord, les reliques de sainte Honorine avaient été cachées pour échapper à l'arrivée des Allemands. Le 21 avril 1915, le curé Desclefs prélève quelques fragments d'os qu'il place dans ce reliquaire plus facile à transporter que la grande châsse néo-gothique.
La châsse abritant le masque funéraire et les sandales épiscopales du bienheureux pape Pie IX est en bois doré. Elle est de grand format, et mesure 75 cm de largeur pour 81 cm de largeur et 44 cm de profondeur. La châsse date du dernier quart du XIXe siècle, et adopte le style Louis XV, avec des faces de forme trapézoïdale, des pieds en formes de volutes, et deux pots-à-feu aux angles antérieurs. Sur le sommet, des feuilles de palme se déploient de part et d'autre d'un chrisme, et un phylactère exprime le souhait « resurrectio et vita ». Les vitres ouvrent la vue sur le masque mortuaire, en plâtre, et les chaussures en soie brodée. Pie IX est mort en 1878, au bout du plus long pontificat de l'histoire (après saint Pierre), et a été béatifié le 3 septembre 2000 seulement. Ses reliques sont exposées dans la chapelle latérale sud.
Une châsse de style néo-gothique en forme de chapelle abrite quatre fragments osseux entourés de rubans et fixés par des ficelles ou fils de fer. Elle est en bronze fondu et doré, et date du troisième quart du XIXe siècle. Les parois sont entièrement vitrées. Des accolades fleuronnées et garnies de rinceaux surmontent les vitres. La toiture est retenue par des clochetons richement décorés, et un pinacle est assis à cheval sur la faîtière, flanqué de deux dragons en guise de crête et sommé d'une croix. Cette châsse de belle facture n'est actuellement pas visible dans l'église. Elle ne porte pas d'inscription relative au saint auquel appartiennent les reliques.
Trois cœurs en plomb ont été retrouvés dans une caissette en cuivre, durant les travaux de restauration de l'église en février 2013. Ces reliquaires portent des épitaphes, qui fournissent un certain nombre de renseignements sur les défunts. Le premier cœur aurait appartenu à Dame Marie-Françoise, décédée le 9 mai 1770, veuve de Messire Jean-Baptiste Guillot (écuyer conseiller du roi Louis XV). Son cœur fut déposé à la chapelle du prieuré le 19 juillet 1770 et transféré dans la chapelle Saint-Nicolas (soit l'actuelle chapelle Sainte-Honorine) le 6 juin 1791. Le second cœur est celui de Pierre Guillot de Montdésir, prêtre et docteur en théologie, chanoine de l'église de Paris (abbé commendataire de l'abbaye Saint-Pierre de Chézy) et prieur de Notre-Dame de Plaisir. Décédé le 22 janvier 1783, son cœur a été déposé le 12 mars 1783 et transféré le 6 juin 1791. Le troisième cœur correspond à Mgr François de Montjoie, prêtre, docteur en théologie, chanoine de l'église de Paris, prieur commendataire du prieuré de Conflans-Sainte-Honorine et ancien commendataire de l'abbaye Notre-Dame de Lanvaux. Décédé le 14 janvier 1783, son cœur a été déposé le 28 mars 1783 et transféré le 6 juin 1791. Les trois cœurs ont été inscrits au titre objet par arrêté du 9 février 2015.

### Monuments funéraires

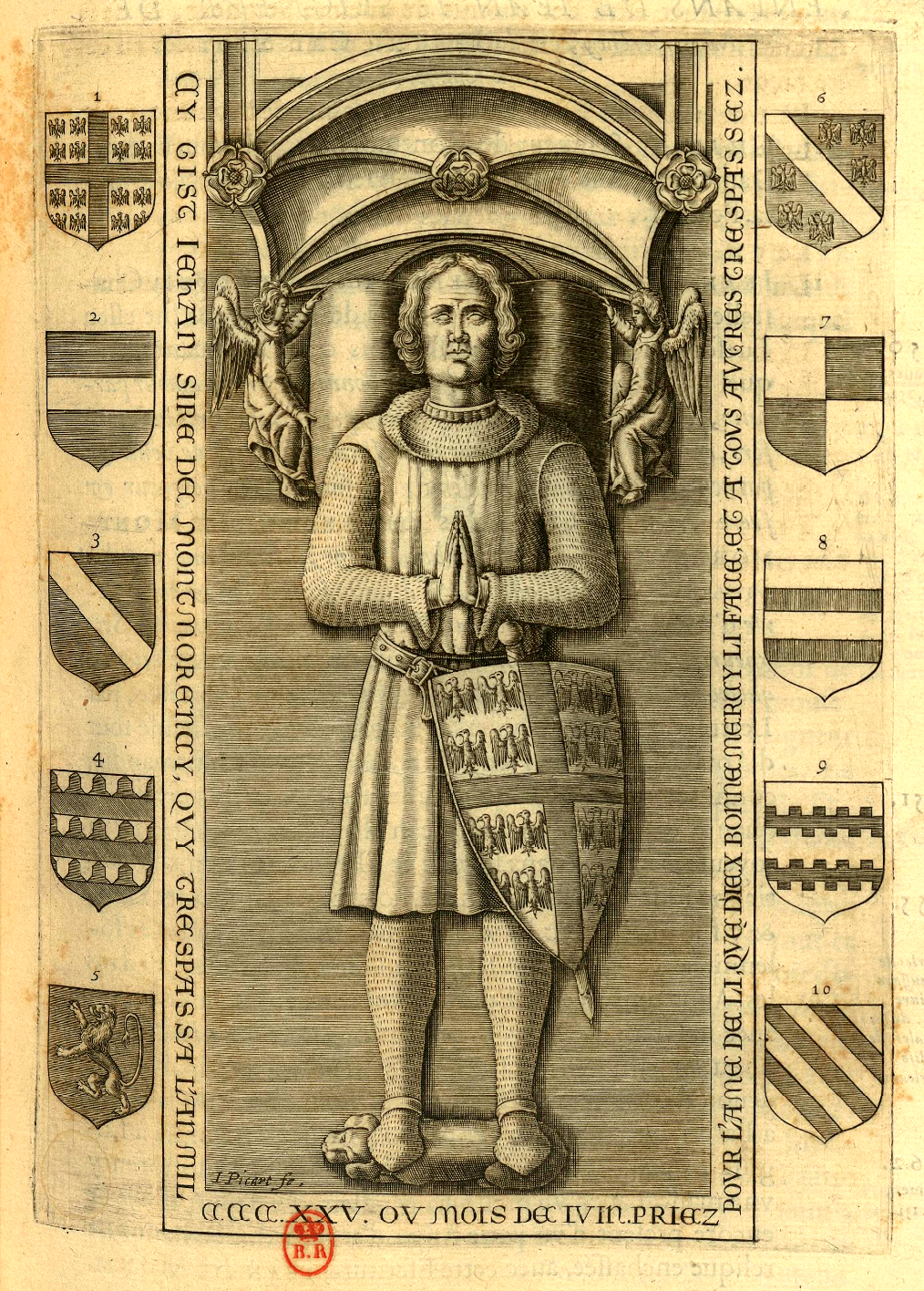
Vue d'en haut du gisant, par I. Picart pour A. Du Chesne, vers 1624.

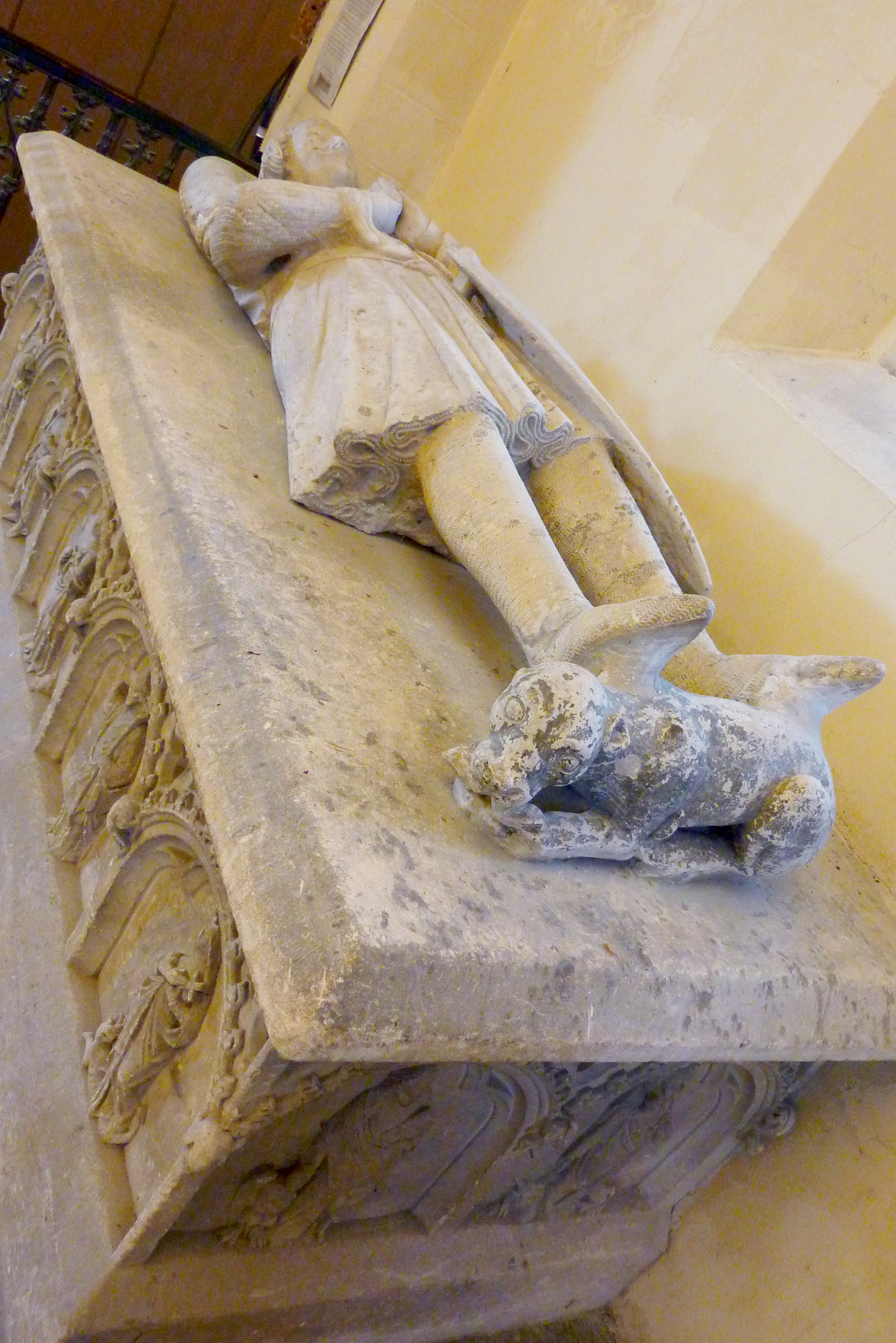
Le gisant sur son soubassement de 1877.

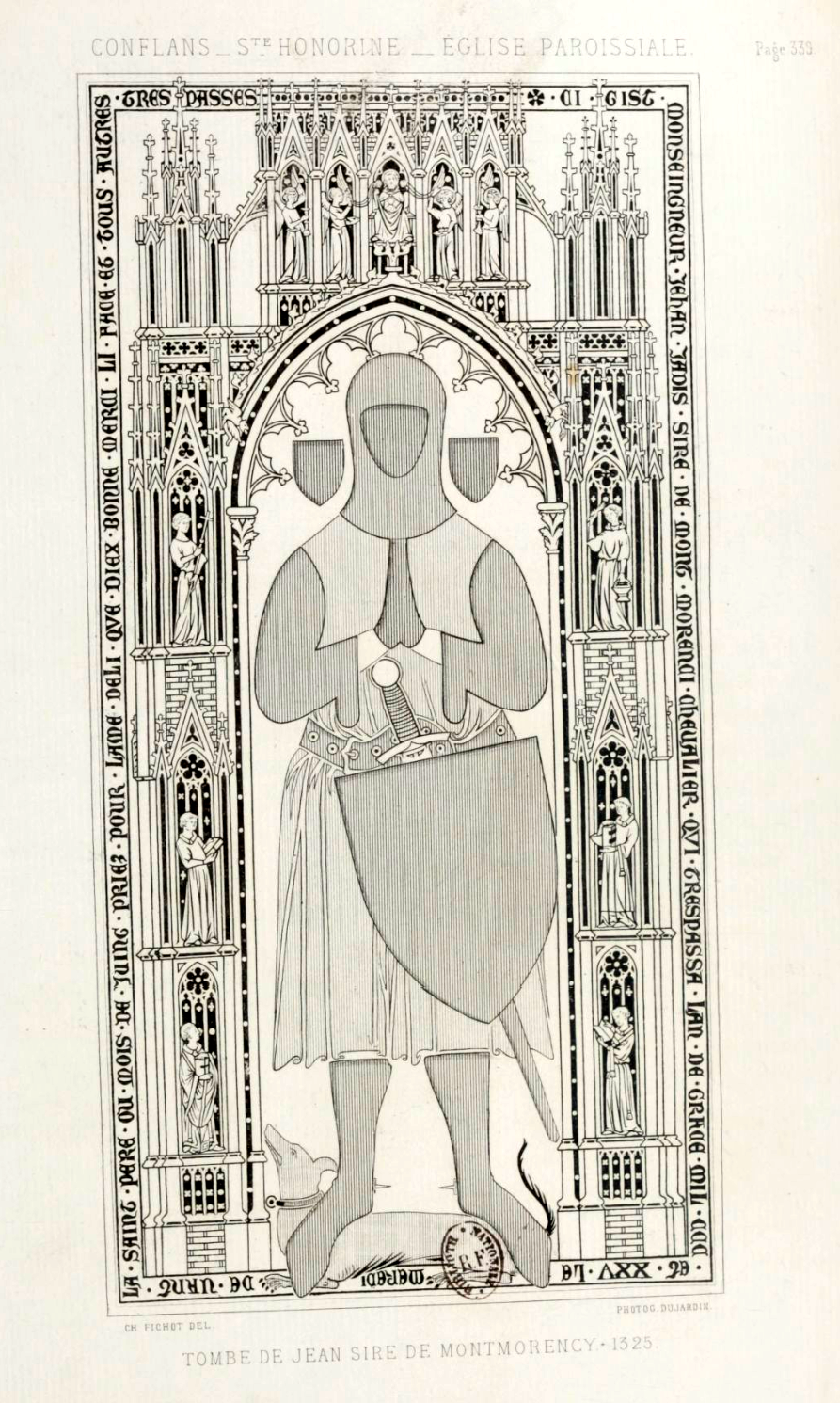
Dalle funéraire de Jean Ier de Montmorency, par Ch. Fichot, vers 1875.

Au début du bas-côté nord de la nef, derrière une clôture en fonte livrée par la fonderie d'art du Val d'Osne, se trouve le monument funéraire, avec soubassement à arcatures et gisant en tenue de chevalier, de Mathieu IV de Montmorency dit le Grand (1252 - 13 octobre 1304), seigneur de Conflans, baron de Montmorency, amiral et grand chambellan de France. Le monument ne comporte aucune inscription, mais du fait de ses caractéristiques et de son époque, on a toujours eu la certitude qu'il appartienne à un seigneur de Conflans, issu de la maison de Montmorency. Cependant, certains historiens, dont André Du Chesne (et récemment Roselyne Bussière), ont pensé que la statue correspondait à Jean de Montmorency, fils de Mathieu. Comme le remarque l'abbé Lebeuf, cela aurait requis que l'on ait déplacé la statue depuis la tombe de Jean, où elle ne se trouvait déjà pas vers le milieu du XVIIIe siècle. Le gisant était en effet élevé et dressé, au nord du maître-autel de l'église du prieuré. Mais Du Chesne a fait réaliser une gravure par I. Picart, publiée dans son Histoire généalogique de la maison de Montmorency (p. 195) en 1624, qui représente le gisant vu d'en haut, sous un baldaquin en forme de voûte tenu par deux anges et entouré d'une inscription telle que sur une dalle funéraire : « Cy gist Jehan Sire de Montmorency quy trespassa l'an mil CCCXXV au mois de juin. Priez pour l'âme de li, que Dievx bonne mercy li face et à tous autres trespassez ». En même temps, l'inhumation de Mathieu de Montmorency au prieuré de Conflans est connue par les textes, ce qu'ignorait peut-être Du Chesne, mais pas l'abbé Lebeuf. Il n'y a par ailleurs pas question du soubassement à arcatures chez Du Chesne. Malgré la prudence formulée par l'abbé Lebeuf, qui parle de « conjectures », la notice d'Inventaire de 1989 attribue le gisant désormais à Jean de Montmorency en se basant sur la gravure de I. Picart. Pourtant, le dossier de classement du 3 mai 1905 part encore de l'hypothèse de Mathieu de Montmorency. À juste titre, car la gravure montre de toute évidence une vue fictive, tout à fait incompatible avec les dimensions réelles qui ressortent du relevé de la vue de profil effectué par Jules Formigé. Le soubassement aurait dû être beaucoup plus long que le gisant, ce qui n'est pas le cas. La longueur du soubassement d'origine est de 214 cm ; le soubassement actuel est de 9 cm plus long. Le gisant mesure 195 cm de long. Il ne restait donc que 19 cm de libres au-dessus de sa tête, insuffisant pour laisser de la place au baldaquin. Par ailleurs, on aperçoit une main sur l'oreiller, ce qui n'est pas non plus compatible avec la gravure,. Il ne faut pas négliger que l'Histoire généalogique de la maison de Montmorency fut publiée sous Henri II de Montmorency, décapité en 1632 et que le livre devait servir à asseoir son pouvoir. Le sous-titre « iustifiée par chartes, tiltres, arrests, & aultres bonnes & certaines preuues » et la préface dédiée à « Monseigneur le Prince… » l'illustrent suffisamment bien.
Après la démolition de l'église du prieuré, la statue a été déplacée dans la nouvelle chapelle du prieuré en 1752, puis, après la Révolution, dans l'église paroissiale. C'est là que le soubassement correspondant à la statue fait son apparition. Les deux éléments sont placés dans le bas-côté nord de la nef, le gisant au-dessus du soubassement, sans doute conformément à la disposition initiale. Dans cet état, le baron de Guilhermy les a aperçus, avant 1871. La présence de ce monument gêne l'abbé Lefèvre, qui veut installer un confessionnal à la place. Il fait dresser le gisant verticalement (comme jadis dans l'église du prieuré), et déposer le soubassement à l'extérieur. En 1873, une lettre du ministre de l'Instruction publique déplore ce fait et demande un rapport à Eugène Millet, architecte des Monuments historiques. Le verdict du baron de Guilhermy est également désapprobateur. Au lieu de reconstituer l'état initial, l'abbé Valet lance une souscription pour réaliser un nouveau soubassement, en 1877. C'est celui que l'on voit actuellement. Il diffère de l'original, qui a été récupéré, avant 1882 (date d'une excursion de la Société historique et archéologique de Pontoise, du Val-d'Oise et du Vexin) par Jules Gévelot, propriétaire du château du prieuré, et placée dans le cellier, où il se trouve toujours (le bâtiment est aujourd'hui occupé par le musée de la batellerie). Le soubassement original compte six arcatures plaquées de 32 cm de large ; sa réplique moderne n'en compte que cinq de 41 cm de large. Chaque arcature abrite une statuette en bas-relief. Mais les figures actuelles sont elles aussi différentes des anciennes, pour autant qu'on puisse en juger sur le relevé de Formigé. Il s'agit des quatre Évangélistes ; de saint Jean-Baptiste, de la Vierge à l'Enfant, de sainte Honorine, de Saint-Maclou,, et de sainte Marguerite. Roselyne Bussière écrit à propos du gisant : « Il est apparenté, bien que d'un traitement moins raffiné, à celui de Robert d'Artois mort en 1317 (basilique de Saint-Denis). On y retrouve la même attitude, mains jointes dégantées, le large baudrier et les jambières, la coiffure à frange courte. Le caractère stéréotypé du visage et des mains n'autorise pas à y reconnaître l'œuvre du grand sculpteur Pépin de Huy mais celle d'un suiveur. Cette filiation permettrait cependant d'identifier le gisant comme étant Jean de Montmorency mort en 1325, plutôt que Matthieu mort en 1304 ». L'épée du chevalier est à son côté, ce qui indique qu'il n'est pas mort durant la bataille de Mons-en-Pévèle  où il seconda efficacement Philippe IV le Bel le 10 août 1304. Un chevalier tué au combat porte son épée sur la poitrine et les jambes. Le gisant seul est classé monument historique au titre objet par arrêté du 3 mai 1905, ce qui est précisé dans la liste départementale de 1971,.L'animal  sur lequel s'appuient les pieds du gisant  serait un lionceau. À l'époque médiévale, selon  un ouvrage expliquant  le bestiaire, on disait que le lionceau n'ouvrait les yeux que trois jours après sa naissance lorsque "papa lion" passait à proximité en poussant un fort rugissement: trois jours après, symbole de la Résurrection! Le "chien d'appui" était généralement réservé aux gisants féminins.
La tombe de Jean de Montmorency, ou plutôt sa dalle funéraire à effigie gravée, se trouve, elle aussi, dans l'église Saint-Maclou depuis la fin de la période révolutionnaire, et provient également de l'église du prieuré. L'abbé Lebeuf n'en a pas pris note (pas plus que du soubassement du monument ci-dessus), et n'exclut donc pas définitivement que la dalle figurant sur la gravure de Picart existait à l'époque. Roselyne Bussière n'explique pas pourquoi il y aurait deux tombes pour un même seigneur, ce qui serait le cas si elle avait raison. L'identité du défunt représenté sur la dalle redressée contre le mur du croisillon sud ne fait en tout cas aucun doute, car l'état de conservation de l'inscription est excellent. On y lit : « CI GIST MONSEIGNEUR JEHAN JADIS SIRE DE MONT MORENCI CHEVALIER QUI TRESPASSA LAN DE GRACE MIL CCC et XXV LE MEREDI DE VANT LA SAINT PERE AU MOIS DE JUIN PRIEZ POUR LAME DE LI QUE DIEX BONNE MERCI LI FACE ET TOUS AUTRES TREPASSES »,. Le baron Ferdinand de Guilhermy écrit à propos du monument : « La franchise, la simplicité du dessin de ce monument ont fixé notre attention; nous en publions une gravure. Le costume appartient à la chevalerie des croisades de saint Louis. Un vêtement de mailles enveloppe tout le corps et couvre la tête du personnage. Le fer battu n'a aucune part dans cette armure. L'architecture de l'encadrement est pleine d'élégance. Nous y retrouvons Abraham, qui reçoit l'âme, et les anges, qui l'encensent, des prêtres et des clercs, qui accomplissent les rites funéraires. Longtemps avant nous, André Du Chesne fit graver ce monument pour son histoire généalogique de la maison de Montmorency ». Ici l'auteur fait erreur, car il se réfère ensuite à la même gravure que citée ci-dessus dans le contexte du gisant, en mentionnant le numéro de page, alors que l'inscription qui y figure n'est pas du tout la même que sur la dalle dont il est question ici. Le dessin diffère également. « La tombe était mieux conservée, on peut le croire, il y a deux siècles et demi, qu'elle ne l'est aujourd'hui. La croix et les seize alérions se voyaient encore sur l'écu. Les incrustations, en marbre ou en métal, du visage, des mains et du blason, se sont depuis détachées peu à peu. Quelques applications de mastic coloré demeurent cependant visibles dans certains plis de la cotte d'armes ». La dalle est de grand format. elle mesure 230 cm de hauteur pour 110 cm de largeur. Elle a été classée au titre objet par arrêté du 3 mai 1905. La peinture de l'écu portant les  "armes" des Montmorency a été effacée assez récemment  par un dépôt d'objets contre la plaque. On peut très bien la restaurer.
Déjà au troisième quart du XIXe siècle, il ne reste plus qu'une seule dalle funéraire à effigie gravée parmi celles qui devaient jadis joncher le sol de l'église paroissiale. C'est celle du passeur, ou plutôt percepteur, Guillaume, mort en 1542. Le baron de Guilhermy écrit à son propos : « La dalle du receveur Guillaume est fort oblitérée. L'inscription et l'effigie n'existent plus qu'en partie. Placé entre deux colonnes doriques, sous un arceau cintré à trois lobes, le comptable a les mains jointes, un vêtement long muni de larges manches, une chaussure épaisse arrondie par le bout, une escarcelle au côté droit, peut-être comme attribut de ses fonctions. Le visage est bien celui d'un campagnard. Deux écussons ajustés dans les bordures ne paraissent avoir contenu autre chose que des initiales. L'acquit ou le travers de Conflans, dont le défunt exerçait la perception, était un droit à prélever sur tout ce qui passait sur la Seine en ce lieu, soit pour remonter le fleuve, soit pour le descendre. La propriété de cette redevance fut un objet de contestations perpétuelles, surtout pendant les XIe et XIVe siècles. Au milieu du siècle dernier, le revenu de l'acquit se partageait entre le duc de Châtillon, le comte de Tavannes et le comte d'Argenteuil. La somme à répartir s'élevait certainement à un chiffre considérable ; il eût été difficile, en effet, de choisir un poste plus favorable pour l'établissement d'une taxe sur tout le commerce par eau entre Paris et la mer ». Cette dalle mesure 210 cm de longueur et 114 cm de largeur, et a été inscrite au titre objet par arrêté du 22 juin 1990.

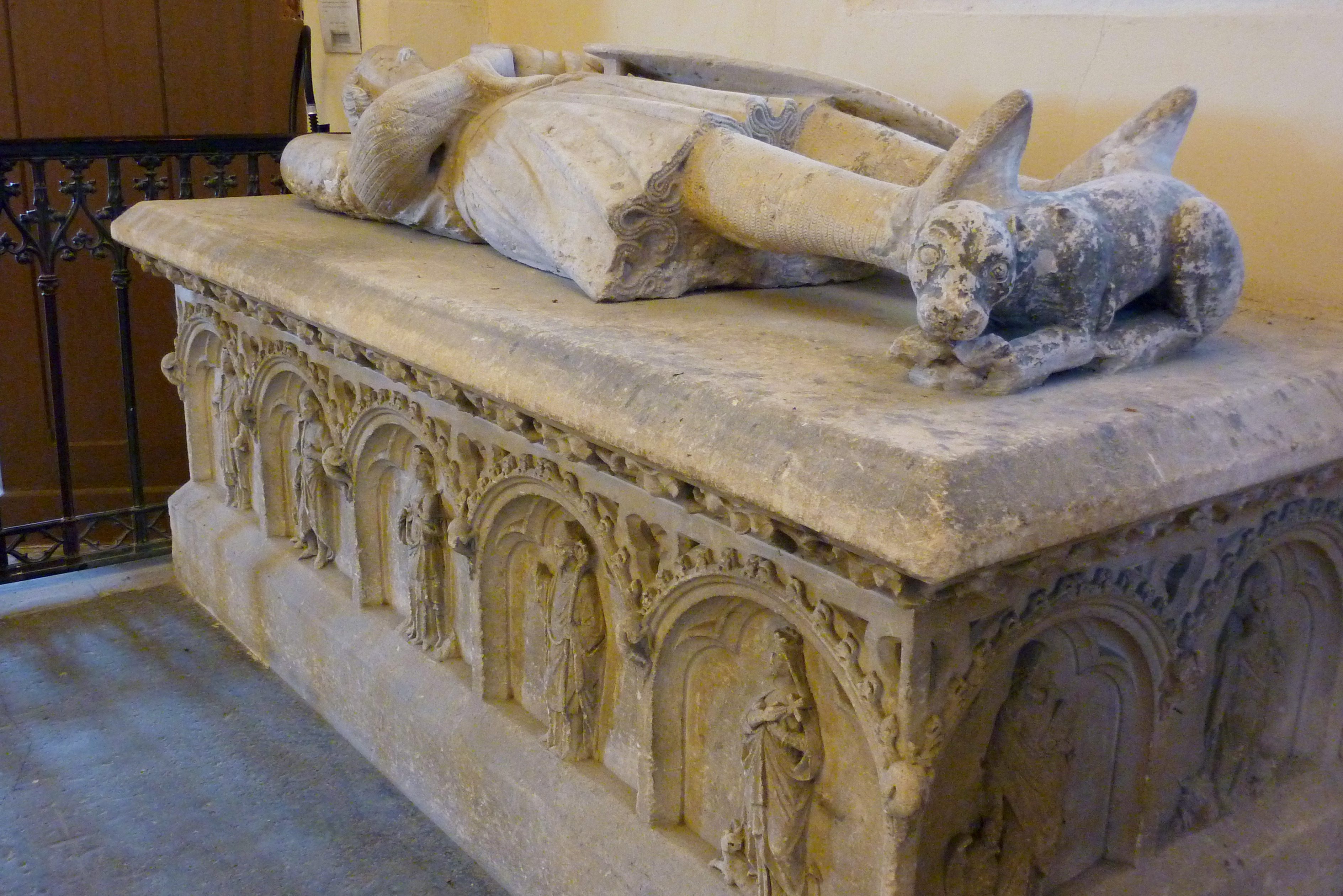
Gisant de Mathieu IV de Montmorency sur son soubassement.
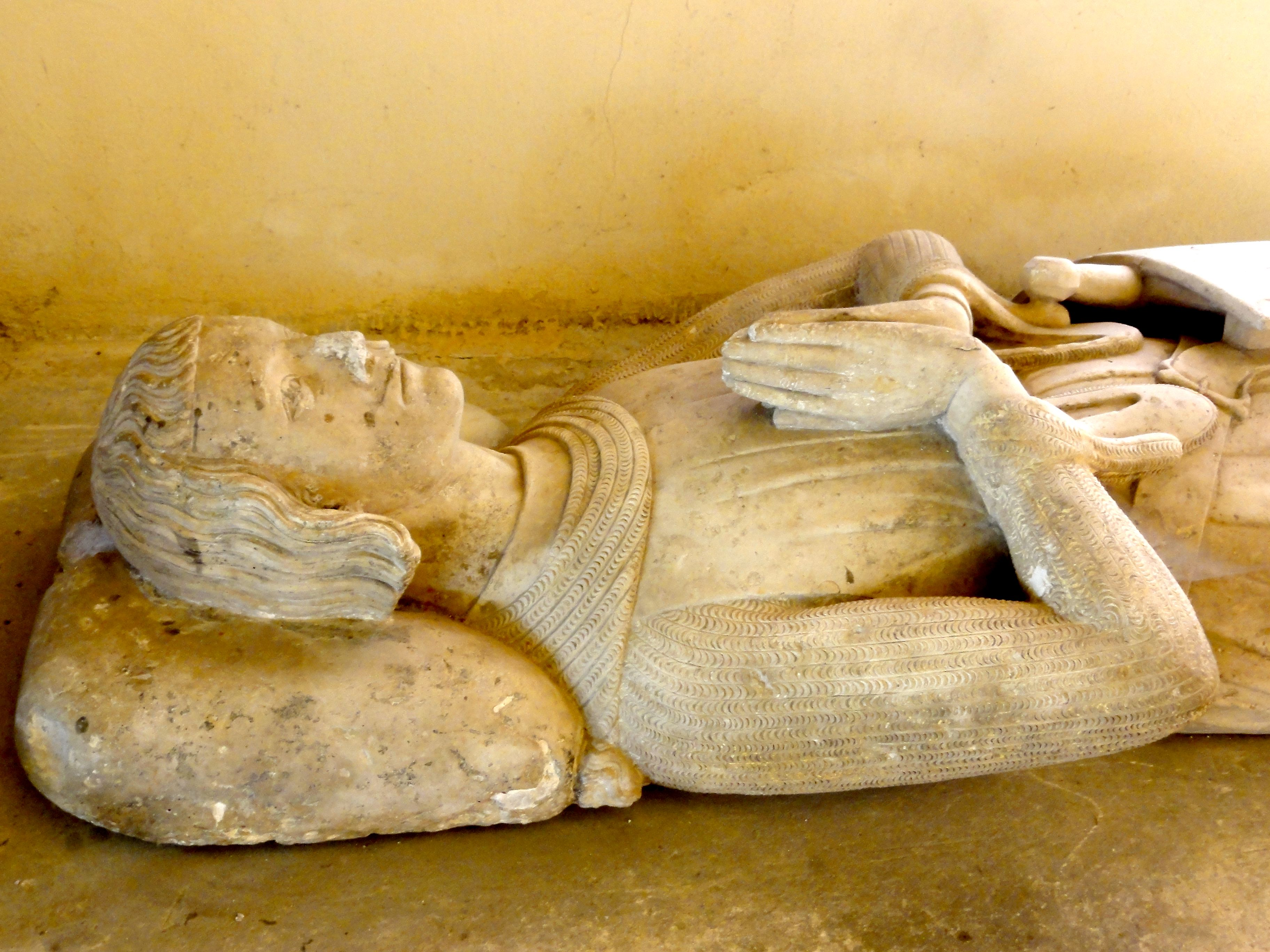
Vue rapprochée du gisant de Mathieu IV de Montmorency.
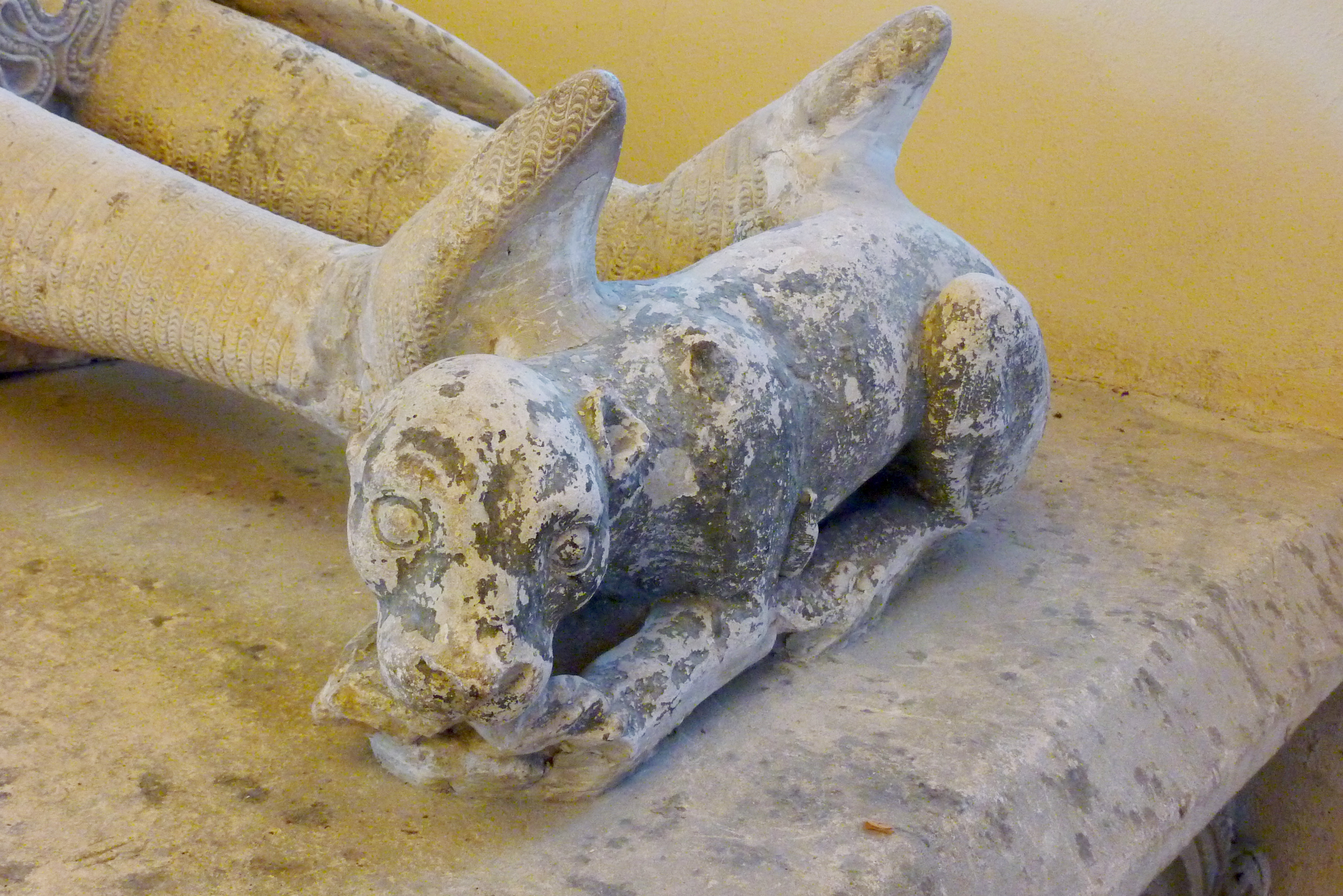
Le lévrier(ou lionceau?) au pied du gisant de Mathieu IV de Montmorency.
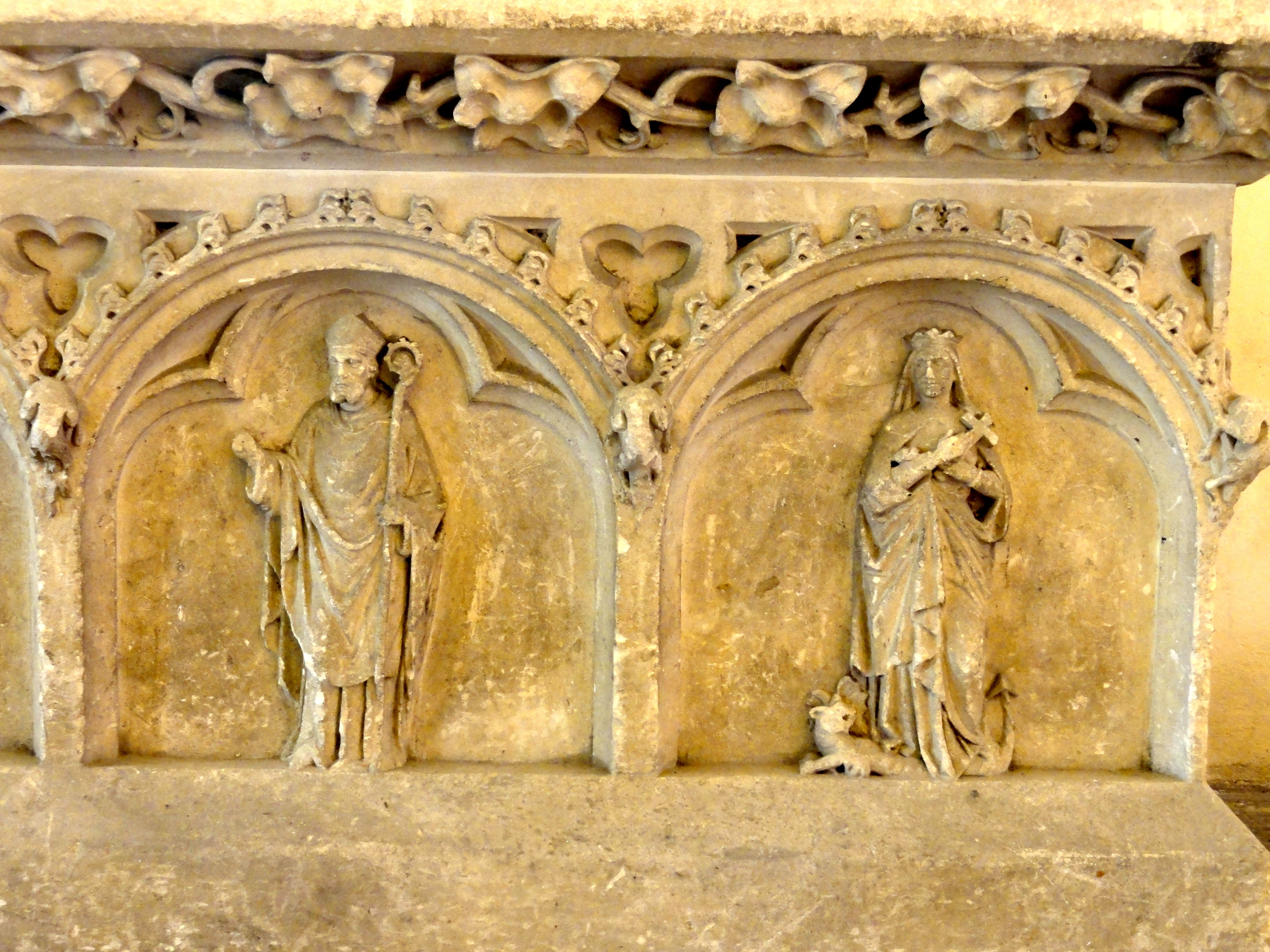
Deux arcatures et leurs bas-reliefs : saint Maclou et sainte Marguerite.
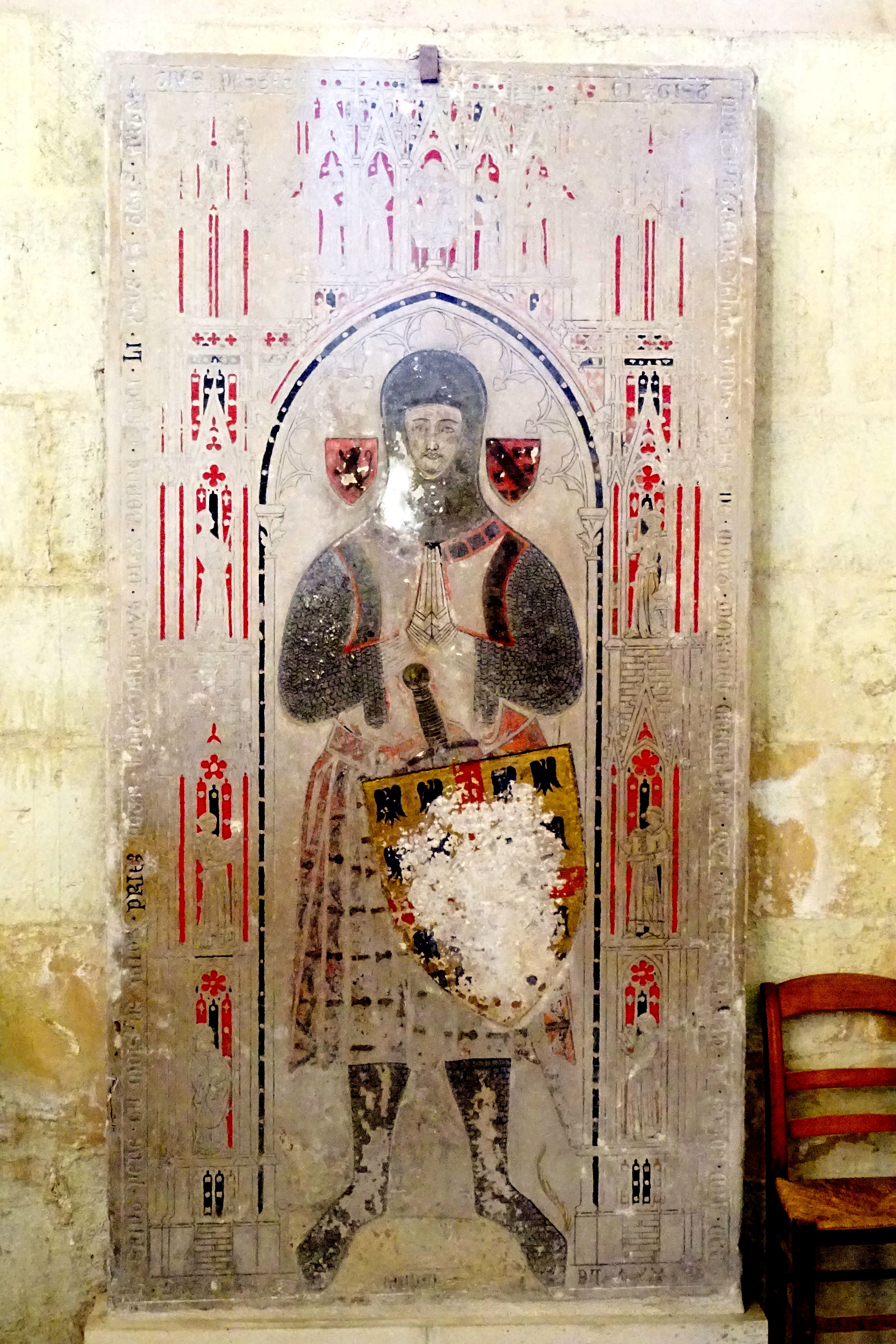
Dalle funéraire de Jean Ier de Montmorency, 1325.
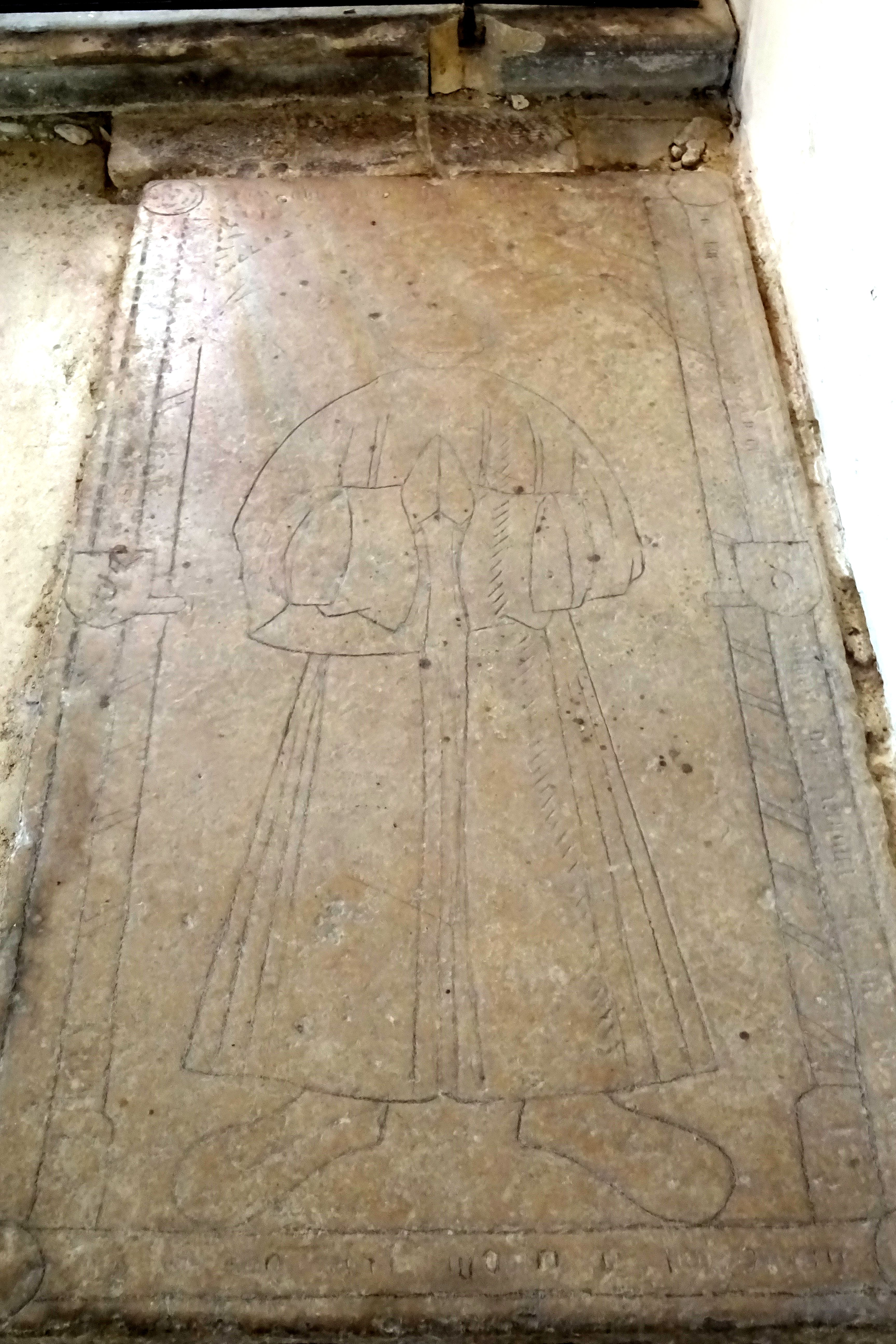
Dalle funéraire du percepteur Guillaume, 1524.

### Vitraux

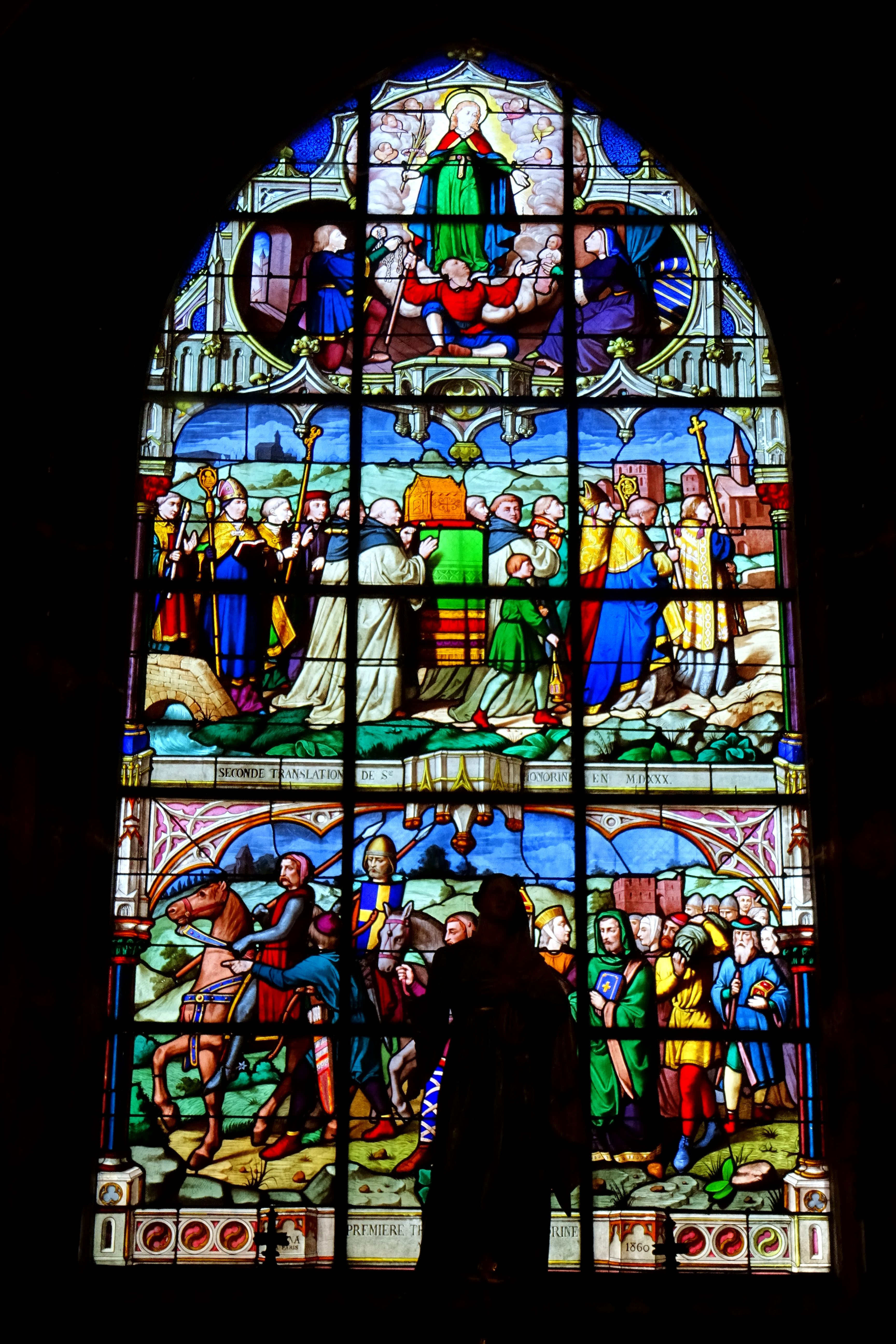
Verrière no 5 - translation des reliques de sainte Honorine.

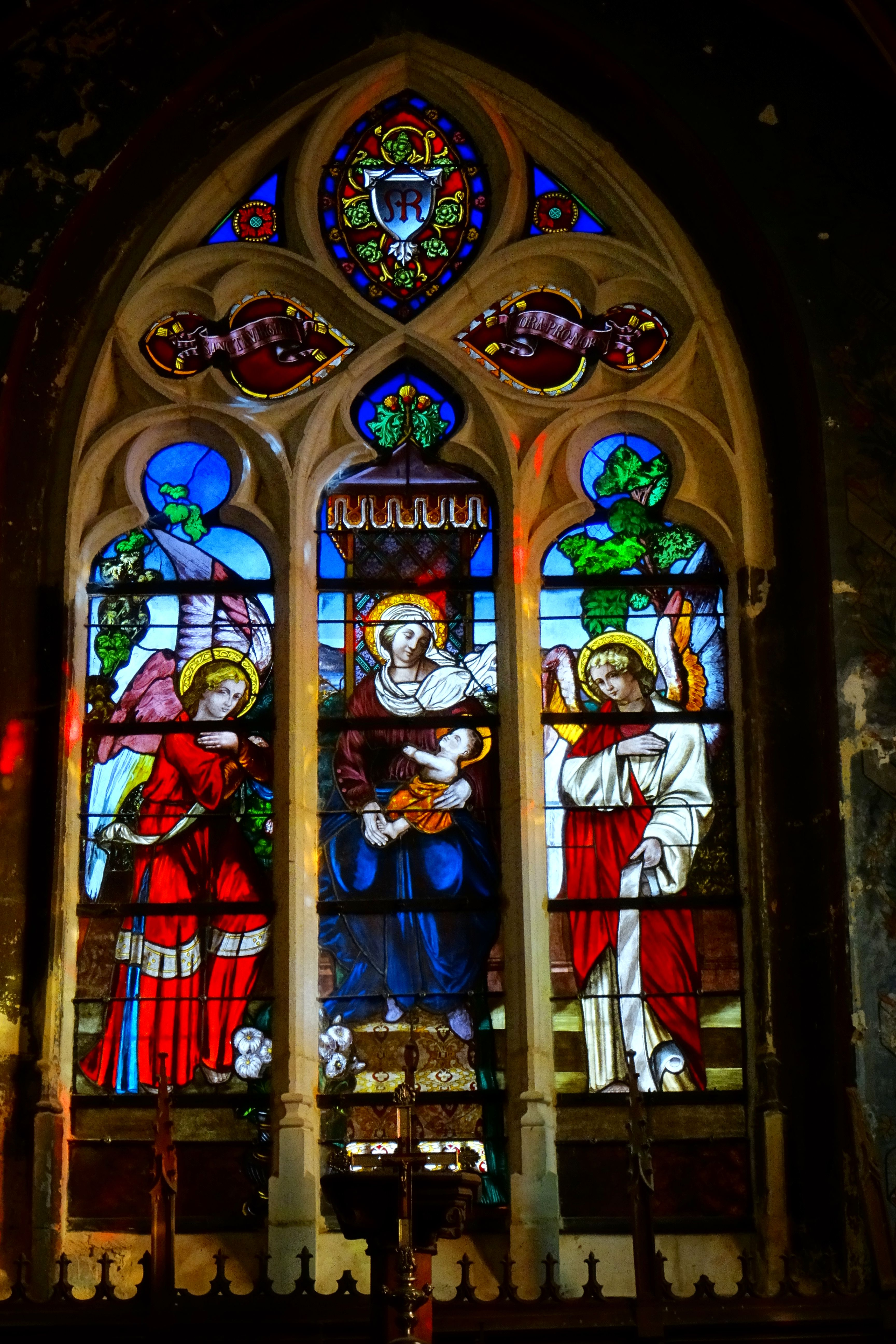
Verrière no 6 - Assomption de la Vierge Marie.

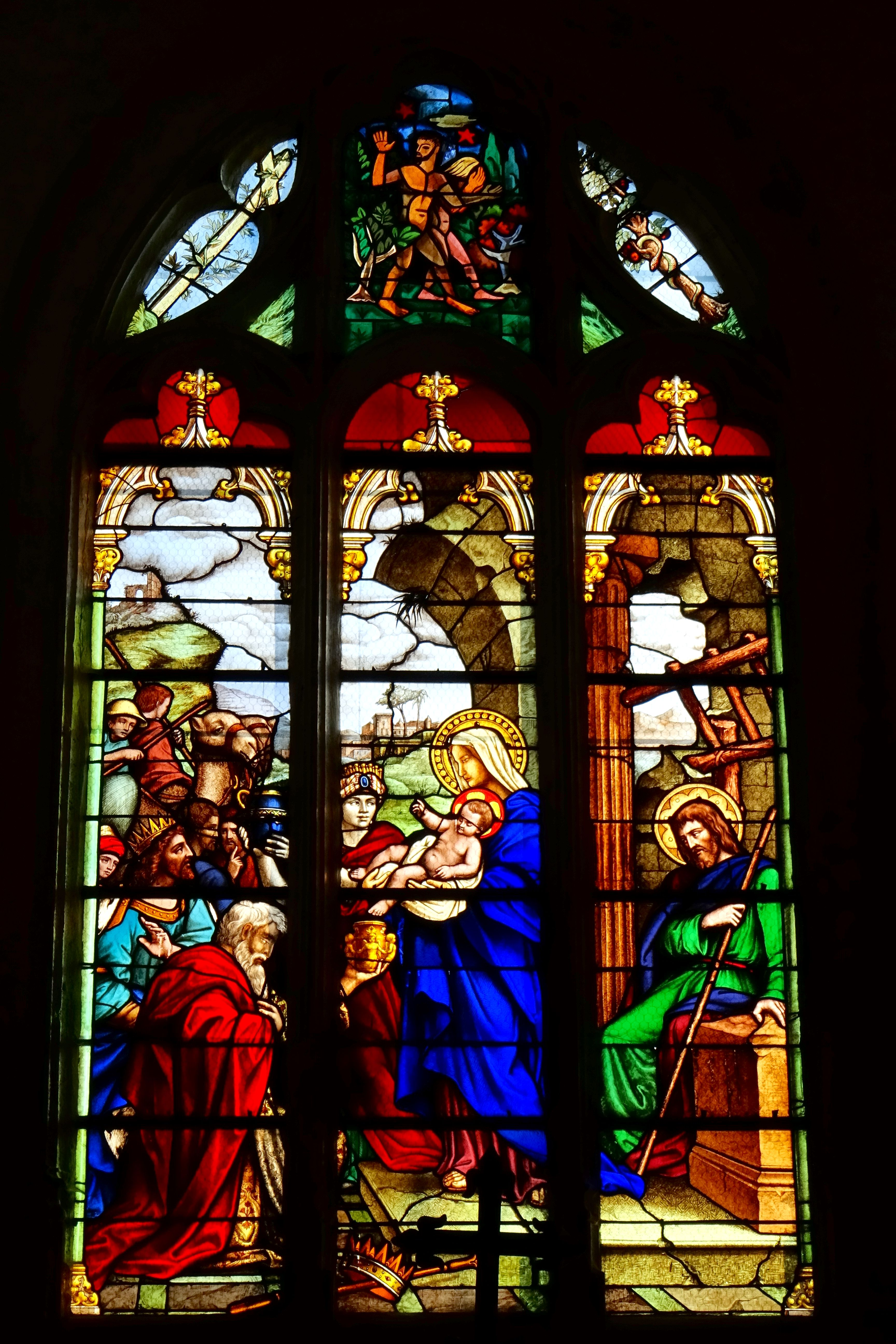
Verrière no 10 - Adoration des Mages.

Les cinq vitraux à l'ouest du bas-côté nord, dans la dernière travée du bas-côté sud et au chevet de l'abside ont été créés par Jacques Avoinet, maître-verrier né à Thiais le 21 octobre 2014, et installées en 1951. La verrière no 21, au début du bas-côté nord, représente le baptême de Clovis. La verrière no 14, dans la cinquième travée du bas-côté sud, a pour sujet le Sacré-Cœur. Les trois verrières des pans obliques de l'abside et dans l'axe de l'abside illustrent la translation des reliques de sainte Honorine, saint Maclou qui fonde la ville de Saint-Malo, et sainte Honorine délivrant des prisonniers. Ces verrières ne sont pas protégées au titre des monuments historiques. Elles sont la propriété de la paroisse et non de la ville, et ont été offertes par des habitants dont le nom figure, dans certains cas, en bas du vitrail. Deux autres vitraux récents existent dans la baie occidentale du bas-côté sud (no 24) et dans le croisillon sud (no 12). Tous les autres vitraux datent de la période comprise entre 1860 et la fin du XIXe siècle.
Un ensemble de neuf verrières est formé par les verrières latérales des deux bas-côtés (sauf au-dessus du portail latéral nord et dans la dernière travée du sud), ainsi que la verrière du croisillon nord. Ces vitraux ont été donnés par des paroissiens vers la fin des années 1860, et livrés par l'atelier Laurent-Gsell (Émile Laurent et Gaspard Gsell), établi en 1847, et installé depuis 1851 au no 23, rue du Montparnasse, à Paris. Il s'agit de verrières hagiographiques de goût néo-gothique. Le personnage, inscrit dans une arcade avec deux colonnettes à chapiteaux supportant une tête trilobée à redents, est représenté de pied, sur un socle affichant la légende, muni de ses attributs, devant un fond bleu ou rouge (en alternance), et occupe un peu plus que le tiers de la largeur de la baie. Il y a une lisière de feuilles de vigne jaunes et blancs sur fond bleu. Le reste de la verrière est constitué de losanges et demi-losanges tous imprimés du même motif de pampres en grisaille, soit deux tiges de vigne nouées ensemble, avec deux feuilles et deux pouces. Dans le bas-côté nord, on trouve saint Martin (no 19), saint Paul (no 17), sainte Élisabeth de Hongrie (no 15), et saint François de Sales (no 11). Dans le bas-côté sud, on trouve sainte Thérèse d'Avila (no 22), saint Pierre (no 20), sainte Marguerite d'Antioche (no 18), et saint Louis de Gonzague (no 14). Enfin, au croisillon nord, la verrière no 7 représente sainte Honorine. Tous ces vitraux sont classés au titre immeuble. Dans ce contexte, on peut encore signaler le petit vitrail dans le quatre-feuilles au-dessus du portail nord (no 13). Il représente saint Joseph avec l'Enfant Jésus. Enfin, une petite verrière circulaire existe dans l'oculus au-dessus de l'arcade reliant le croisillon nord au bas-côté (no 9). Cette verrière est elle aussi classée au titre immeuble. Elle représente deux branches de palme autour du monogramme SH, pour sainte Honorine.
Les quatre vitraux des deux chapelles latérales sont des verrières historiées. Celle au chevet de la chapelle Sainte-Honorine, au nord, est la plus ancienne, et marque le début des travaux de restauration et de réaménagement de l'église par l'abbé Lefèvre. C'est par ailleurs la seule verrière de l'église dont le sujet a une connotation locale. Elle mesure 210 cm de largeur, et a été livrée en 1861 par la maison Ména, Ménilmontant, au prix de 1 030 francs (dont 600 à la commande en 1860 et 430 à la livraison). Cette verrière no 5 est à trois registres, séparés par des encadrements d'architecture dans le style néo-gothique. Le registre inférieur illustre la première translation des reliques au IXe siècle. Le registre médian montre la deuxième translation des reliques de sainte Honorine en 1530 (selon la légende erronée sur le vitrail : erreur du maître verrier pour un événement  ayant eu lieu en 1086 ou 87?). Le tympan est consacré à trois miracles obtenus par l'entremise de sainte Honorine, alors qu'elle est déjà morte et montée au paradis : elle libère un prisonnier, guérit un enfant aveugle (Autre version pour l'enfant emmailloté : une antique tradition voulait que les futures mamans viennent au prieuré pour s'y faire « imposer » très délicatement une petite chaîne  de prisonnier offerte en ex-voto afin qu'elles aient une bonne... « délivrance » à la suite de l'accouchement. On peut penser que la maman présente son poupon en remerciement pour le bon déroulement de la mise au monde) et un paralytique qui vient offrir sa béquille. On la voit sur des nuées telles que la Vierge Marie lors de l'Assomption.
L'Assomption est justement le sujet de la verrière no 6, au chevet de la chapelle de la Vierge, au sud. C'est une verrière à trois lancettes. L'iconographie n'est pas celle que l'on attendrait en fonction du titre. On y voit la Vierge en majesté, soit la Vierge à l'Enfant installé sur un trône, placé sur un piédestal et sous un baldaquin, accompagnée de deux anges aux ailes déployées. Sur le tympan, on voit le monogramme M pour Marie, et des phylactères avec les inscriptions « SANCTA VIRGINA / ORA PRO NOBIS ». Il n'y a pas de décor architecturé. Cette verrière était fortement lacunaire au moment de l'inventaire en 2002, et juste au tympan, la moitié des panneaux manquait. Cela pourrait expliquer une erreur d'interprétation, mais il paraît que le titre, L'Assomption, figure aussi sur le marché avec le verrier Ména, qui posa la verrière en l'église Saint-Maclou le 10 mai 1868. La verrière au sud de la chapelle de la Vierge, dans la baie no 8, est elle aussi liée à la mère de Jésus. Elle représente l'Annonciation faite à Marie par l'archange Gabriel. C'est une verrière à deux lancettes, où le sujet est représenté dans un cadre architecturé néo-gothique, avec vue sur un paysage enneigé par la fenêtre. Des fleurs de lis garnissent les soufflets du tympan. Quant à la troisième verrière, au sud de la première travée de la chapelle, dans la baie no 10, elle est à trois lancettes, et se prête à un sujet d'ampleur tel qu'est l'Adoration des Mages. L'écurie où Marie reçoit les trois rois est une maison ruinée. Elle présente fièrement l'Enfant Jésus aux trois visiteurs, qui s'agenouillent devant Lui, et dont l'un dépose sa couronne par terre, tandis que Joseph reste en retrait, assis sur un bloc de pierre tout à droite, l'air accablé. L'on note, tout à gauche, derrière les rois, cinq autres personnes, dont deux hommes et deux enfants, munis de bâtons, sur des chameaux. Ils accompagnent certainement la caravane des mages, mais les bâtons soulèvent des doutes quant à leurs intentions. Le paysage en arrière-plan, avec une ruine sur une colline et une petite agglomération au milieu, est influencé par le Romantisme. Sur le tympan, on voit un crucifix enlacé par une tige de laurier, à gauche, et un arbre enlacé par un serpent, à droite. Le petit vitrail au milieu du tympan représente Adam et Ève fuyant le jardin d'Éden ; c'est probablement une œuvre de Jacques Avoinet du milieu du XXe siècle. Les deux petits vitraux encadrants devraient être inversés par rapport au "voyage sans retour" de  nos"premiers parents", car ils quittent le Paradis après la tentation  pour aller, tout du moins leurs lointains descendants, vers la croix rédemptrice du Christ. À l'exception de ce vitrail, qui a été oublié par l'Inventaire général du patrimoine culturel, les quatre verrières historiées des deux chapelles latérales sont classées monument historique au titre objet.
Restent encore à mentionner les deux verrières latérales de l'abside, dans les baies no 3 et 4, à deux lancettes. Ce sont des verrières ornementales du troisième quart du XIXe siècle. Chacune des deux lancettes présente une alternance entre deux sujets, un arrangement de pommes de pin vertes et de tiges végétales amorties par des fleurs de lis blanches, et un quatre-feuille à lisière verte inscrivant quatre feuilles d'acanthe violettes et des feuilles de couleur or au milieu, le tout devant un arrière-plan bleu et entre des rubans rouges sur fond vert, piqués de fleurettes dorées. Ces deux verrières sont elles aussi classées au titre immeuble. L'Inventaire parle de quatre verrières, mais n'en mentionne concrètement que deux. Les trois verrières au chevet de l'abside sont en effet des œuvres de Jacques Avoinet déjà signalées au début du présent chapitre.

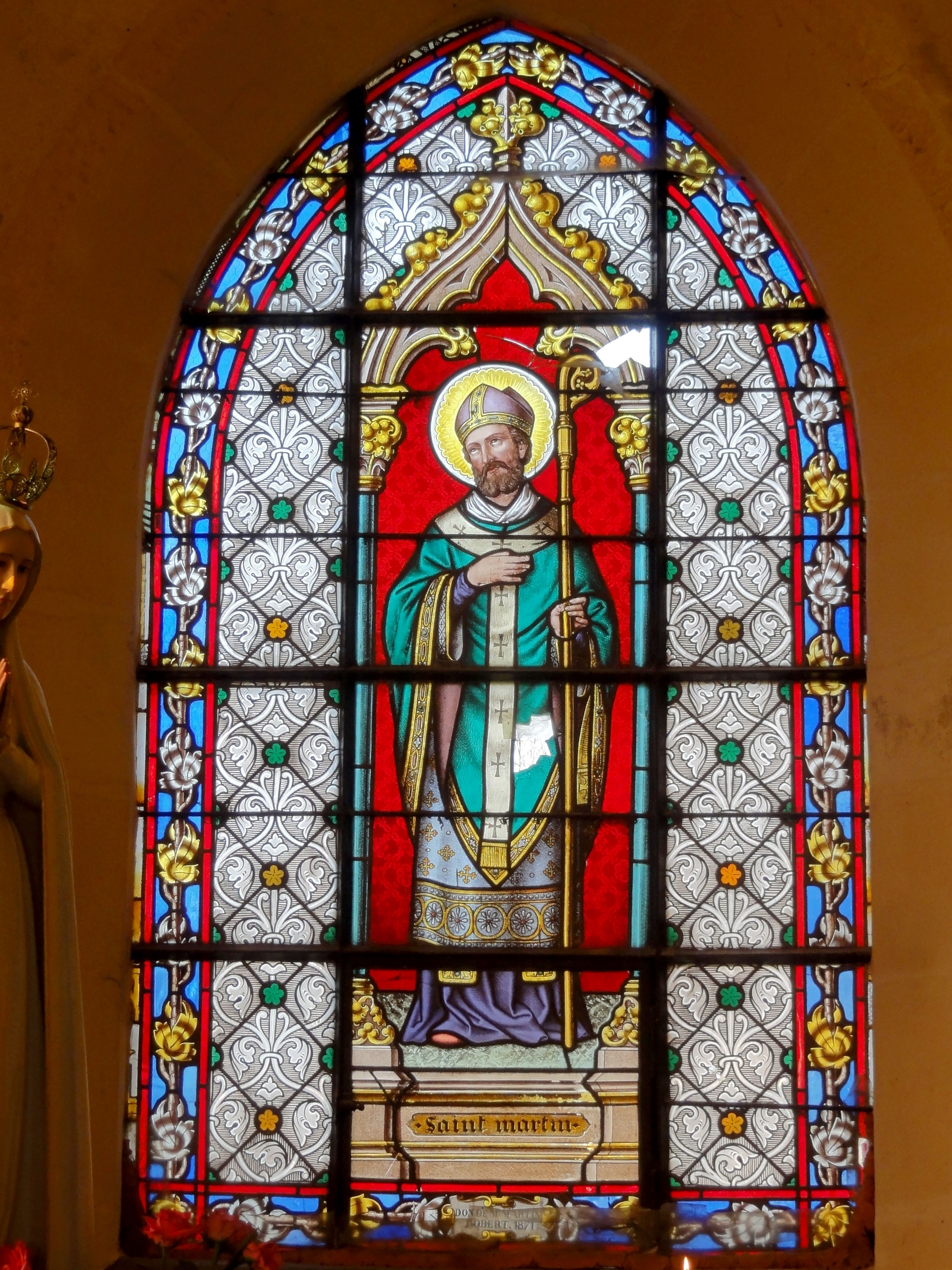
Verrière no 19 - saint Martin.
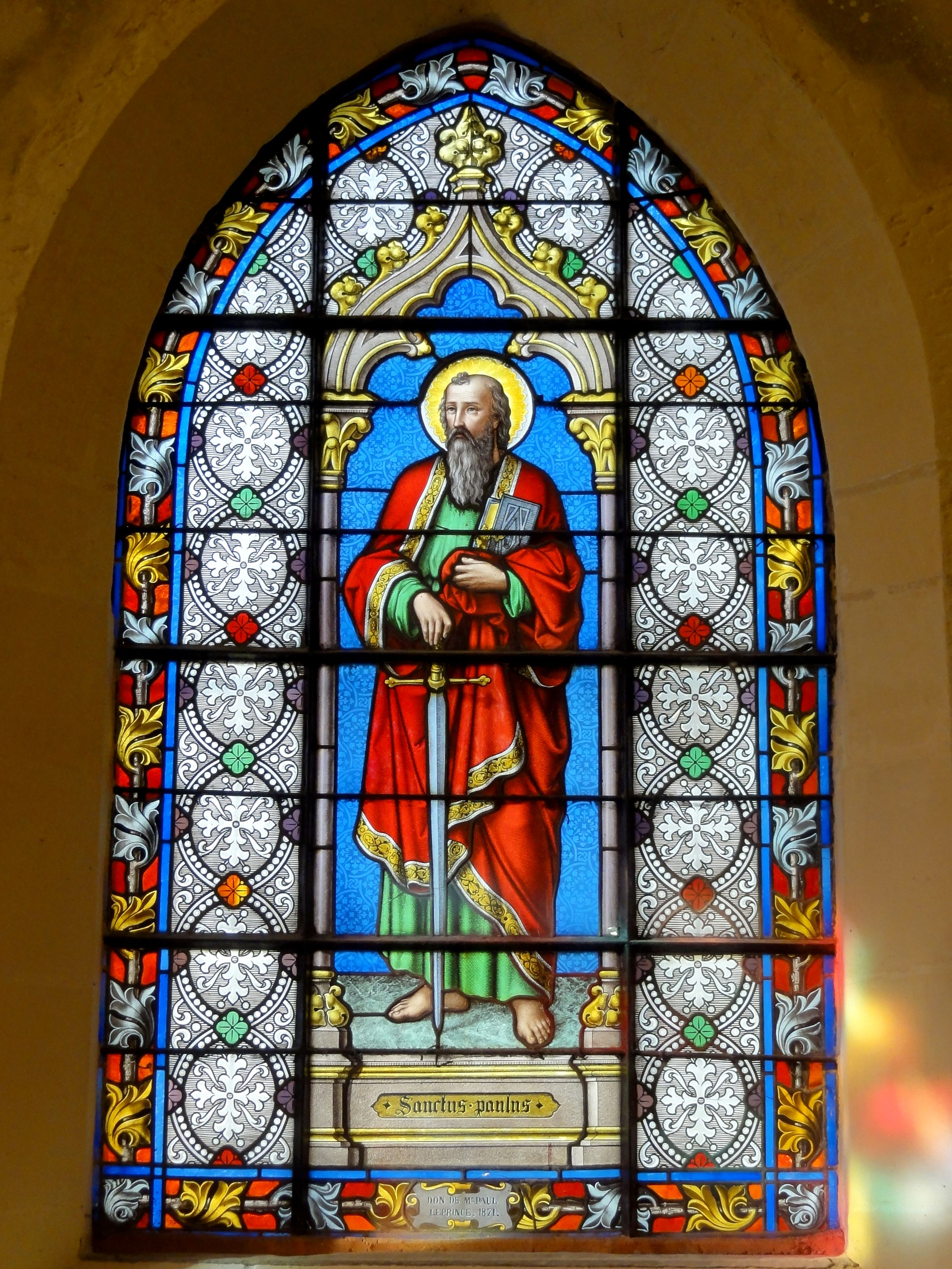
Verrière no 17 - saint Paul.
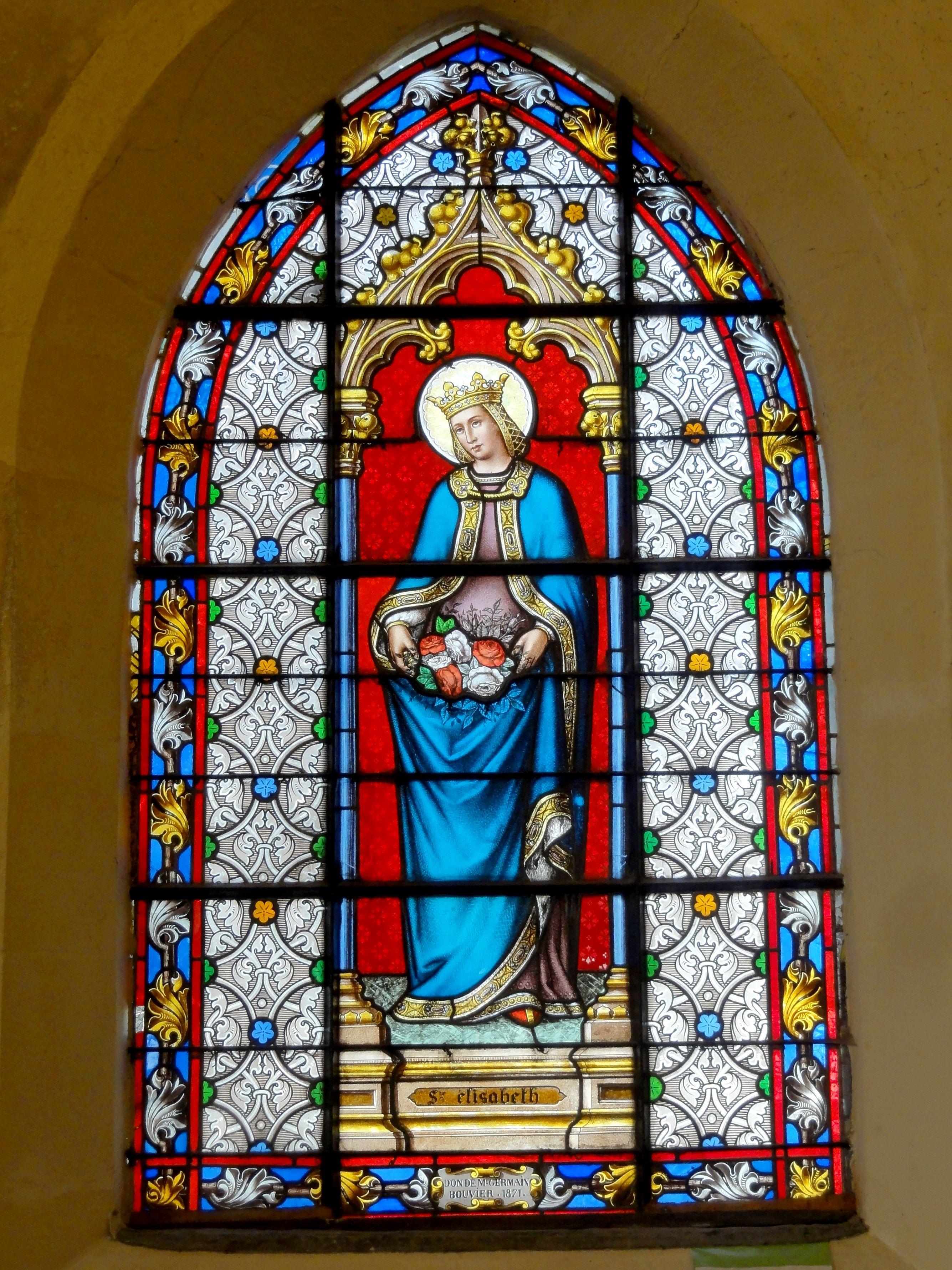
Verrière no 15 - sainte Élisabeth.
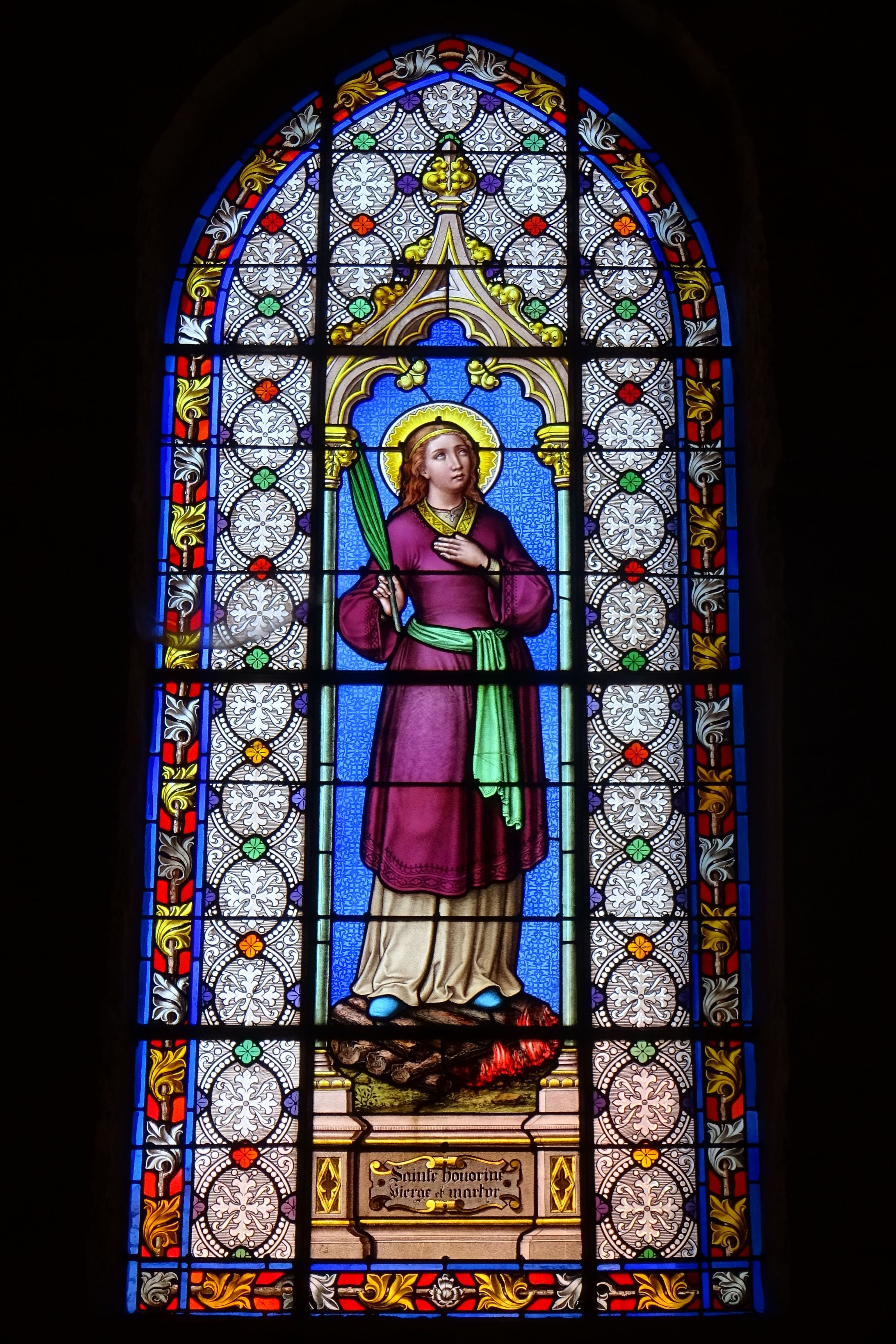
Verrière no 7 - sainte Honorine.
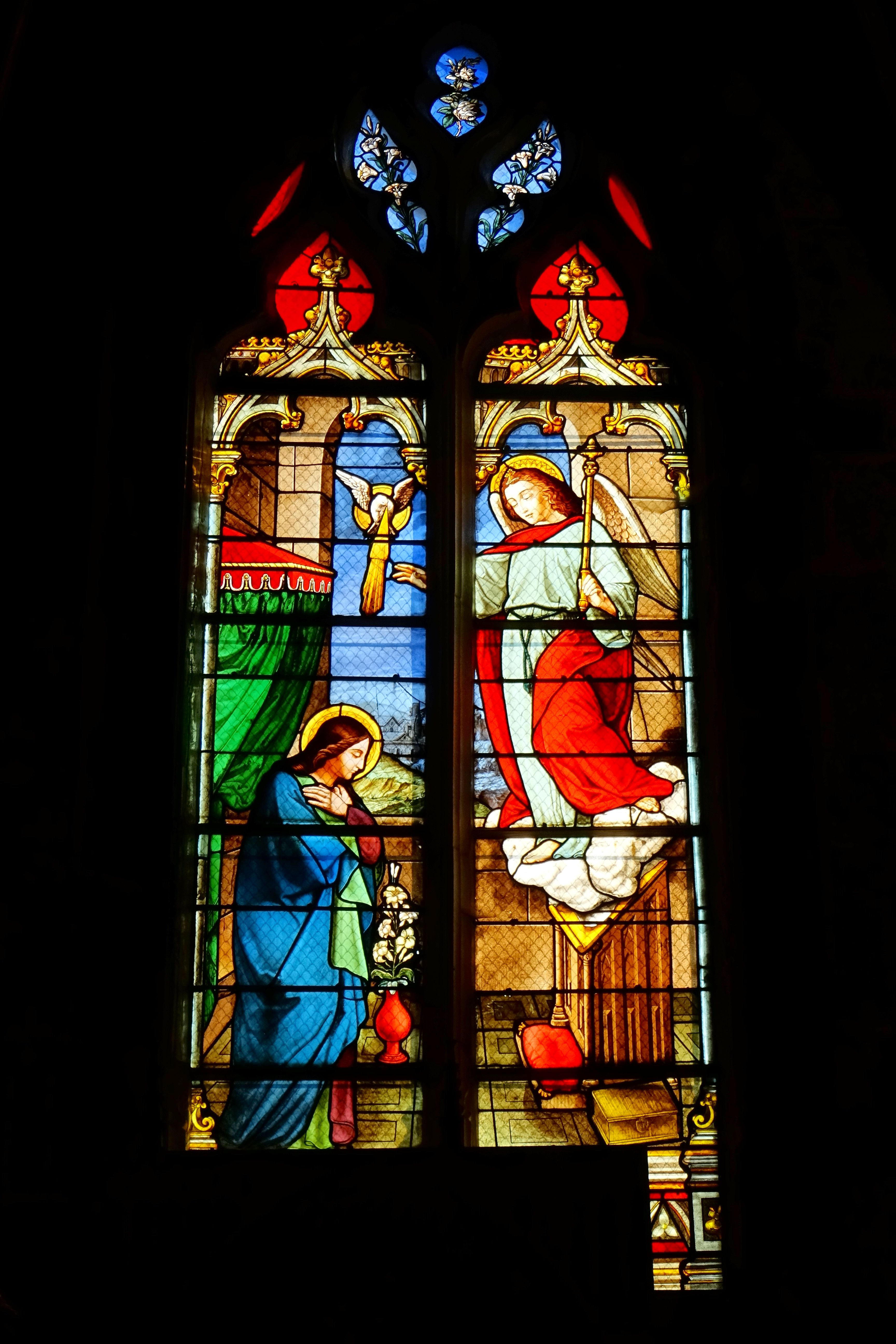
Verrière no 8 - l'Annonciation.
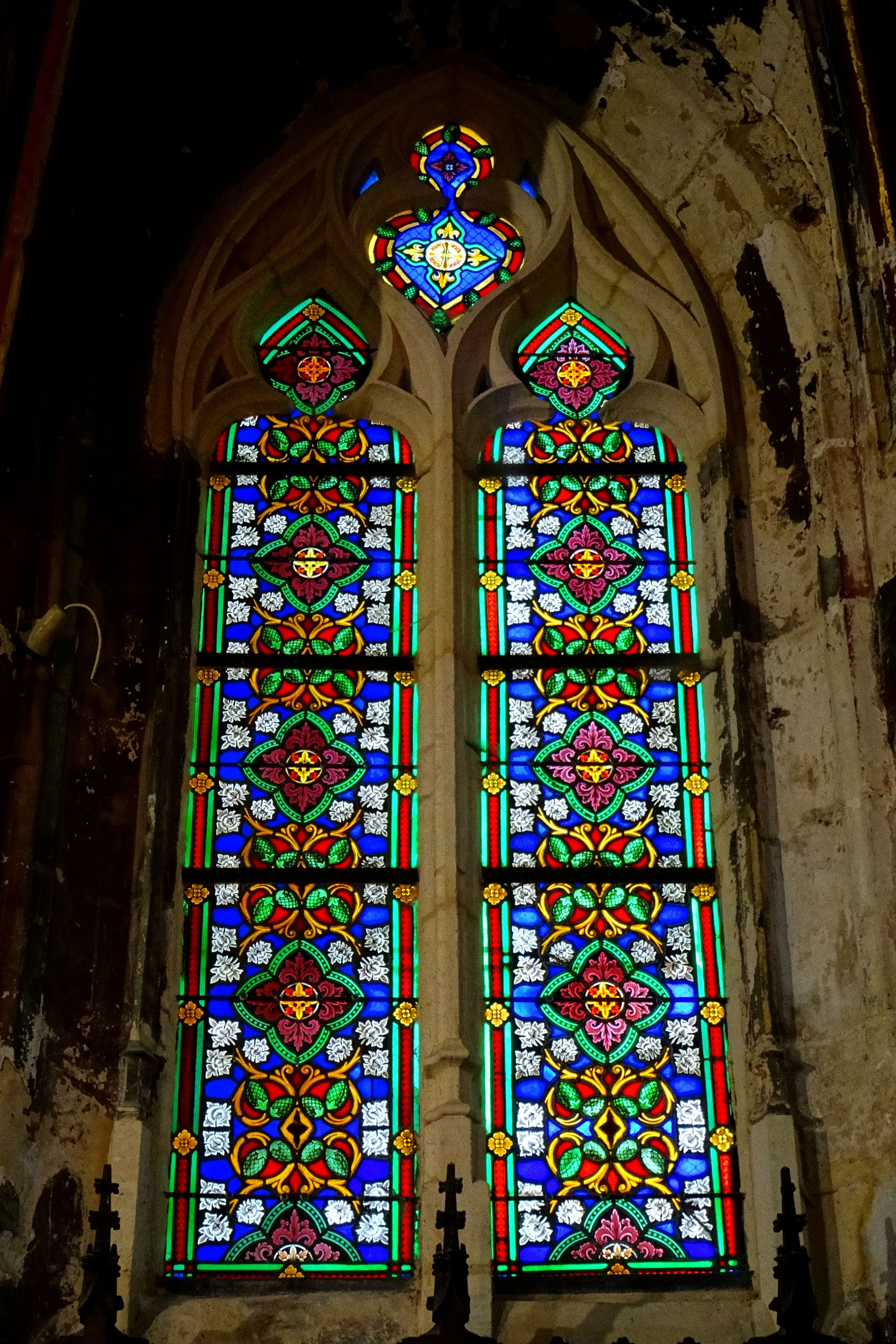
Verrière ornementale no 3 ; le no 4 est analogue.